# Lista Cichociemnych

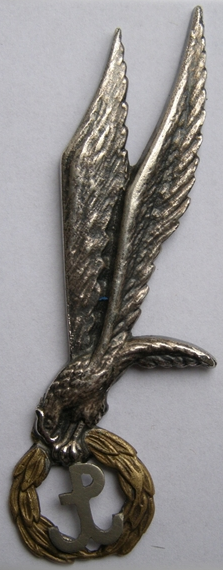
Znak Spadochronowy Armii Krajowej, Znak dla skoczków do Kraju (1954)

Lista 316 Cichociemnych jest wykazem skoczków spadochronowych, wysłanych podczas II wojny światowej do okupowanej Polski przez Oddział VI Sztabu Naczelnego Wodza, którym przyznano Znak dla skoczków do Kraju. Większość badaczy (w tym dr Krzysztof A. Tochman, autor czterotomowego Słownika Biograficznego Cichociemnych) uznaje za zgodną z faktami liczbę 316 CC, jednak niektórzy sądzą, że nie jest ona prawidłowa (patrz: Kontrowersje).
Cichociemni (skrót: CC) byli żołnierzami w służbie specjalnej, którzy ochotniczo zgłosili się do służby w okupowanym kraju, w szeregach Armii Krajowej. Nie byli zwartą formacją ani oddziałem wojskowym, nie mieli własnego sztandaru, barw, patrona, ani też własnej tradycji. Zgodnie z normami Konwencji Genewskich nie mogli nosić mundurów. Wszelkie działania związane z wyszkoleniem CC oraz ich przerzuceniem do okupowanej Polski były tajne. Po akceptacji Naczelnego Wodza, 1 czerwca 1943 r. Szef Oddziału VI (Specjalnego) ppłk. dypl. Michał Protasewicz wydał „Instrukcję dla żołnierzy przerzucanych drogą lotniczą do Kraju” L.dz. 2525/tjn. 43. W rozpoczynającym ją pkt. I. A. podkreślono –- Wszystkie bez wyjątku czynności związane z lotem do kraju są ścisłą tajemnicą wojskową. Bezwzględne przestrzeganie tej tajemnicy jest podstawowym warunkiem powodzenia samych lotów oraz całości akcji lotniczej w Kraju, jak również jedynym sposobem zabezpieczenia przed represjami rodziny skoczka.
20 czerwca 1941 r. gen. Władysław Sikorski ustanowił Znak Spadochronowy. Miał on być taki sam dla wszystkich spadochroniarzy, bez względu na rodzaj akcji bojowej, w której brali udział. Zasada ta nie została w pełni zachowana (...). Złamaniem tej podstawowej zasady było zarządzenie Kierownika Ministerstwa Obrony Narodowej z 7 lutego 1954, a więc w 13 lat po wydaniu zasadniczego zarządzenia Naczelnego Wodza, a w 9 lat po zakończeniu wojny światowej - ustanawiające specjalny znak dla skoczków krajowych, czyli Cichociemnych AK. „Znak dla skoczków do Kraju” różnił się cokolwiek wielkością oraz znakiem Polski Walczącej, „kotwicą” wstawioną w środek wianka [cytat za: gen. S. Sosabowski „Najkrótszą Drogą” s. 100]. W praktyce znak ten stał się jedynym identyfikatorem CC.
Pochodzenie nazwy cichociemni wyjaśniono w publikacji Drogi Cichociemnych wydanej z inicjatywy Koła Cichociemnych Spadochroniarzy Armii Krajowej w Londynie – Nazywamy się cichociemnymi. Nazwa niejednemu wyda się może dziwaczna, ale spróbujcie znaleźć lepszą na określenia takiego charakternika, który potrafi zjawić się nie spostrzeżony tam gdzie się go najmniej spodziewają i pożądają, cicho a sprawnie narobić nieprzyjacielowi bigosu i wsiąknąć niedostrzegalnie w ciemność, w noc – skąd przyszedł.
Oto alfabetyczna lista 316    Cichociemnych spadochroniarzy Armii Krajowej:

## A
- Florian Adrian (1913–1944) ps. Liberator - kapitan, oficer Wojska Polskiego, Polskich Sił Powietrznych na Zachodzie, Armii Krajowej, Wydziału Lotniczego Oddziału II Komendy Głównej AK, referatu lotniczego Komendy Okręgu Kielce AK, zamordowany przez gestapo (1944 r.). Przeszkolony ze specjalnością w lotnictwie, zaprzysiężony na rotę ZWZ-AK  5 października 1942[12][13] zrzucony do okupowanej Polski w nocy 26/27 stycznia 1943 r., w sezonie operacyjnym „Intonacja”, w operacji lotniczej  „Gauge”, w ekipie skoczków nr XIX, z samolotu  Halifax DT-727 „K” (138 dywizjon RAF). Start z lotniska  RAF Tempsford, zrzut na placówkę odbiorczą „Żubr”, 14 km od Kielc. Razem z nim skoczyli: kpt. Wacław Pijanowski ps. Dym, ppor. Stanisław Sołtys ps. Sowa, kpt. Michał Tajchman ps. Mikita[14][15].

## B

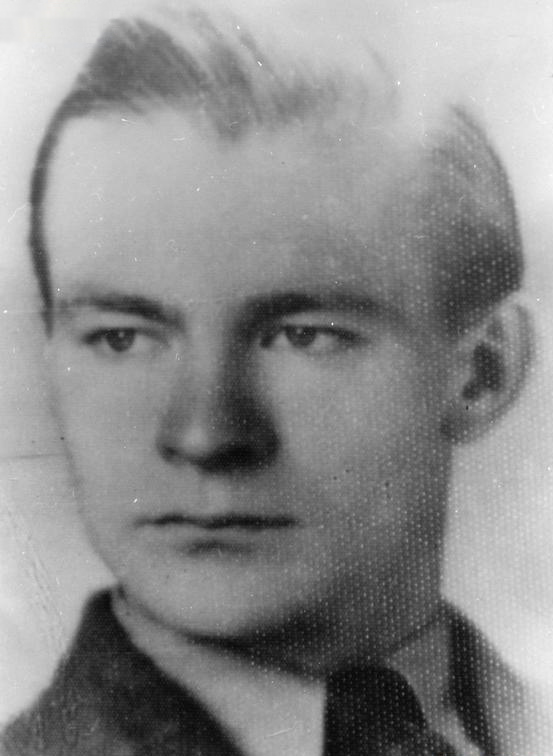
Ignacy Bator (1916-1944)

- Stefan Bałuk (1914–2014) ps. Starba – generał brygady, fotografik, fotoreporter wojenny, oficer Polskich Sił Zbrojnych, Armii Krajowej, pracowni foto Oddziału II (wywiad) Komendy Głównej AK, Delegatury Sił Zbrojnych na Kraj, uczestnik powstania warszawskiego, więzień niemieckich obozów jenieckich: Ożarów, Lamsdorf, Gross-Born (1944–1945), więzień UB (Warszawa), skazany (1945–1947)[16]. Przeszkolony ze specjalnością w wywiadzie, zaprzysiężony na rotę ZWZ-AK 29 grudnia 1942 r. w Audley End (Wielka Brytania)[17][18], zrzucony do okupowanej Polski w nocy 9/10 kwietnia 1944 r., w sezonie operacyjnym „Riposta”, w operacji lotniczej „Weller 2”, w ekipie skoczków nr XXXIX, z samolotu Liberator BZ-965 „S” (1586 eskadra PAF). Start z lotniska Campo Casale w Brindisi (Włochy), zrzut na placówkę „Imbryk”, w okolicach miejscowości Dąbrówka, 15 km od stacji kolejowej Tłuszcz. Razem z nim skoczyli: kpt. Benon Łastowski ps. Łobuz, mjr Tadeusz Runge ps. Osa oraz kurier Delegatury Rządu na Kraj kpr. Henryk Waniek ps. Pływak[19][15].

- Ignacy Bator (1916–1944) ps. Opór – porucznik, podoficer Wojska Polskiego, oficer Polskich Sił Zbrojnych, Armii Krajowej, Wydziału Lotnictwa Oddziału III Komendy Głównej AK, uczestnik powstania warszawskiego, łącznościowiec. Przeszkolony ze specjalnością w dywersji i radiotelegrafii, zaprzysiężony na rotę ZWZ-AK 27 maja 1942 r.[20][21], zrzucony do okupowanej Polski w nocy 25/26 stycznia 1943 r., w sezonie operacyjnym „Intonacja”, w operacji lotniczej „Brace”, w ekipie skoczków nr XVIII, z samolotu Halifax DT-727 „K” (138 dywizjon RAF). Start z lotniska Tempsford, zrzut na placówkę odbiorczą „Chmiel”, obok szosy Warszawa – Radom, 13 km od Białobrzegów. Razem z nim skoczyli: por. Tadeusz Gaworski ps. Lawa, płk. Roman Rudkowski ps. Rudy oraz kurier Delegatury Rządu na Kraj kpr. Wiktor Czyżewski ps. Cap[22][15].

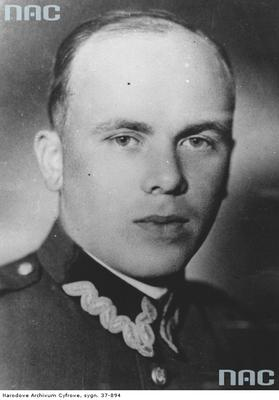
Leon Bazała (1904-1983)

- Leon Bazała (1904–1983) ps. Striwiąż – podpułkownik, uczestnik walk o niepodległość Polski (1918–1920), uczestnik wojny polsko–bolszewickiej, oficer Polskich Sił Zbrojnych, Armii Krajowej, Komendy Obszaru Lwów AK, więzień NKWD, sowieckich łagrów: Charków, Diagilewo, Griazowiec (1944–1947)[23]. Przeszkolony ze specjalnością w dywersji, zaprzysiężony na rotę ZWZ-AK 13 kwietnia 1943 r.[24][25], zrzucony do okupowanej Polski w nocy 12/13 kwietnia 1944 r. w sezonie operacyjnym „Riposta”, w operacji lotniczej „Weller 3”, w ekipie skoczków nr XL, z samolotu Halifax JP-180 „V” (1586 eskadra PAF). Start z lotniska Campo Casale nieopodal Brindisi, zrzut na placówkę „Wieszak” w okolicach miejscowości Zalesie, 14 km od Mińska Mazowieckiego. Razem z nim skoczyli: por. mar. Adolf Gałacki ps. Maszop, por. Aleksander Piekarski ps. Turkuć, mjr Edward Piotrowski ps. Mema[26][15].

- Zbigniew Bąkiewicz (1912–1996) ps. Zabawka – porucznik, oficer Wojska Polskiego, Polskich Sił Zbrojnych, Armii Krajowej, „Wachlarza”, instruktor szkoły dywersji Kedywu „Zagajnik”, uczestnik powstania warszawskiego, więzień niemieckiego obozu jenieckiego: Sandbostel (1944–1945). Przeszkolony ze specjalnością w dywersji, zaprzysiężony na rotę ZWZ-AK 11 grudnia 1941 r.[27][28], zrzucony do okupowanej Polski w nocy 27/28 marca 1942 r. w próbnym sezonie operacyjnym, w operacji lotniczej „Boot”, w ekipie skoczków nr V, z samolotu Halifax L-9613 „V”. Start z lotniska Tempsford, zrzut na placówkę odbiorczą „Trawa” w okolicach miejscowości Przyrów, 34 km od Częstochowy. Razem z nim skoczyli: ppor. Lech Łada ps. Żagiew, ppor. Rafał Niedzielski ps. Mocny, por. Jan Rostek ps. Dan, por. Tadeusz Śmigielski ps. Ślad oraz kurier Delegatury Rządu na Kraj ppor. Leszek Janicki ps. Maciej[29][15].

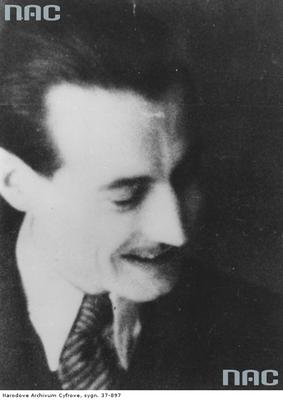
Tadeusz Benedyk (1916-1945)

- Tadeusz Benedyk (1916–1945) ps. Zahata – podporucznik artylerii, harcerz, oficer Wojska Polskiego, Polskich Sił Zbrojnych, Armii Krajowej, Kedywu Obszaru Zachodniego AK, uczestnik powstania warszawskiego, więziony i zamordowany w obozie koncentracyjnym KL Buchenwald[30]. Przeszkolony ze specjalnością w dywersji, zaprzysiężony na rotę ZWZ-AK 29 listopada 1942 r. w Audley End (Wielka Brytania)[31][32], zrzucony do okupowanej Polski w nocy 17/18 lutego 1943 r. w sezonie operacyjnym „Intonacja”, w operacji lotniczej „Floor”, w ekipie skoczków nr XXI, z samolotu Halifax DT-627 „P” (138 dywizjon RAF). Start z lotniska RAF Tempsford, zrzut na placówkę odbiorczą „Puchacz”, w okolicy miejscowości Łepki, Mordy, 17 km od Siedlec. Razem z nim skoczyli: por. Józef Czuma ps. Skryty, ppor. Jacek Przetocki ps. Oset, por. Piotr Szewczyk ps. Czer[33][15].

- Adam Benrad (1919–1987) ps. Drukarz – kapitan, harcerz, oficer Polskich Sił Zbrojnych, Armii Krajowej, Kedywu Okręgu Łódź AK, więzień UB (1945). Przeszkolony ze specjalnością w dywersji, zaprzysiężony na rotę ZWZ-AK 4 sierpnia 1943 r. w Chicheley (Wielka Brytania)[34][35], zrzucony do okupowanej Polski w nocy 12/13 kwietnia 1944 r. w sezonie operacyjnym „Riposta”, w operacji lotniczej „Weller 14”, w ekipie skoczków nr XLI, z samolotu Halifax JW-272 „D” (1586 eskadra PAF). Start z lotniska Campo Casale nieopodal Brindisi, zrzut na placówkę odbiorczą „Mysz” w okolicach miejscowości Bełżyce (13 km od Lublina). Razem z nim skoczyli: ppor. Zbigniew Mrazek ps. Aminius, ppor. Tadeusz Żelechowski ps. Ring oraz kurier Delegatury Rządu na Kraj plt. Jan Ciaś ps. Kula[36][15].

- Kazimierz Bernaczyk-Słoński (1922–2011) ps. Rango – podporucznik, oficer Polskich Sił Zbrojnych, Armii Krajowej, Kedywu Okręgu Lwów AK. Przeszkolony ze specjalnością w dywersji i broni pancernej, zaprzysiężony na rotę ZWZ-AK 15 grudnia 1943 r.[37][38], zrzucony do okupowanej Polski w nocy 10/11 maja 1944 w sezonie operacyjnym „Riposta”, w operacji lotniczej „Weller 27”, w ekipie skoczków nr LI, z samolotu Liberator EV-978 „R” (1586 eskadra PAF). Start (prawdopodobnie) z lotniska Grottaglie nieopodal Brindisi, zrzut miał nastąpić na placówkę odbiorczą „Nil 2" 19 km na południowy wschód od Piotrkowa Trybunalskiego, w okolicach wsi Żerechowa. W związku ze stoczoną w tym miejscu dzień wcześniej walką z Niemcami, zrzut kilka kilometrów dalej, w okolicy wsi Ślepietnica. Razem z nim skoczyli: ppor. Jan Bienias ps. Osterba, kpt. Bohdan Kwiatkowski ps. Lewar, ppor. Zdzisław Straszyński ps. Meteor, ppor. Zygmunt Ulm ps. Szybki oraz kurier Delegatury Rządu na Kraj ppor. Stanisław Niedbał-Mostowin ps. Bask[39][15].Jan Biały (1897-1984)

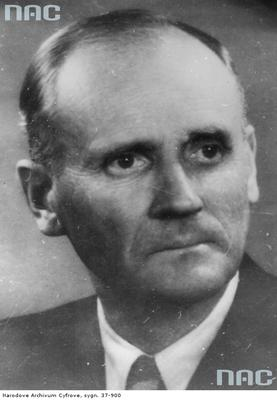
Jan Biały (1897-1984)

- Jacek Bętkowski (1904–1980) ps. Topór 2 – podpułkownik piechoty, uczestnik walk o niepodległość Polski (1920), harcerz, oficer Wojska Polskiego, Armii Andersa, Polskich Sił Zbrojnych, Armii Krajowej, uczestnik wojny polsko-bolszewickiej, powstania warszawskiego, więzień sowieckich łagrów: Starobielsk, Kołyma (1940–1941)[23], więzień niemieckich obozów jenieckich: Ożarów, Kostrzyn, Sandbostel, Murnau (1944–1945). Przeszkolony ze specjalnością w dywersji, zaprzysiężony na rotę ZWZ-AK 14 lutego 1944[40][41], zrzucony do okupowanej Polski w nocy 30/31 lipca 1944 r. w sezonie operacyjnym „Riposta”, w operacji lotniczej „Jacek 1", w ekipie skoczków nr LVIII, z samolotu Liberator KG-890 „S” (1586 eskadra RAF). Start z lotniska Campo Casale nieopodal Brindisi, zrzut na placówkę odbiorczą „Solnica”, w okolicach miejscowości Osowiec, 7 km od Grodziska Mazowieckiego. Razem z nim skoczyli: kpt. Franciszek Malik ps. Piorun 2, por. Stanisław Ossowski ps. Jastrzębiec 2, por. Julian Piotrowski ps. Rewera 2, kpt. Zbigniew Specylak ps. Tur 2, ppor. Władysław Śmietanko ps. Cypr[42][15].

- Jan Biały (1897–1984) ps. Kadłub – pułkownik pilot, uczestnik walk o niepodległość Polski (1918–1920), oficer Armii Polskiej gen. Hallera, pułkownik pilot Wojska Polskiego, oficer Polskich Sił Zbrojnych, Armii Krajowej, szef służb lotniczych Wydziału Lotnictwa Oddziału III Komendy Głównej AK, dowódca 304 dywizjonu bombowego, uczestnik wojny polsko-bolszewickiej, powstania warszawskiego, więzień NKWD (1945), UB (Bytom, Katowice, 1952–1953). Przeszkolony ze specjalnością w lotnictwie, zaprzysiężony na rotę ZWZ-AK 5 listopada 1943 r.[43][44], zrzucony do okupowanej Polski w nocy 27/28 kwietnia 1944 r. w sezonie operacyjnym „Riposta”, w operacji lotniczej Weller 21, w ekipie skoczków nr LVII, z samolotu Liberator EV-978 „R” (1586 eskadra PAF). Start z lotniska Campo Casale nieopodal Brindisi, zrzut na placówkę odbiorczą „Koza”, w okolicach miejscowości Bychawka, Bystrzyca, 18 km od Lublina. Razem z nim skoczyli: mjr Jerzy Iszkowski ps. Orczyk, mjr Bronisław Lewkowicz ps. Kurs, kpt. Edmund Marynowski ps. Sejm[45][15].Niemir Bidziński (1904-1988)

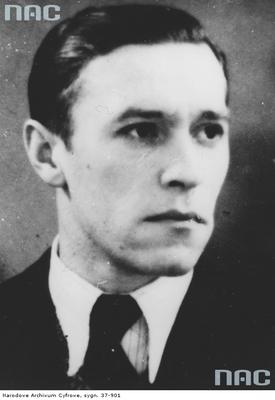
Niemir Bidziński (1904-1988)

- Jerzy Bichniewicz (1914-1942) ps. Błękitny - podporucznik, harcerz, oficer Wojska Polskiego, Polskich Sił Zbrojnych na Zachodzie, Armii Krajowej. Przeszkolony ze specjalnością w dywersji, zaprzysiężony na rotę ZWZ-AK 24 sierpnia 1942[46][47]. Miał zostać zrzucony do okupowanej Polski w sezonie operacyjnym "Intonacja"", w operacji lotniczej „Pliers”, w ekipie skoczków nr XVII, w nocy 29/30 października 1942. Samolot Halifax W-7773 "S" wystartował z lotniska RAF Tempsford pod Londynem, rozbił się ok. godz. 3 w nocy o skałę o nazwie Iljansbuknuten, pomiędzy miejscowościami Helleren i Refsland (Norwegia). Razem z nim polegli cichociemni: por. Stanisław Hencel ps. Pik, por. Wiesław Szpakowicz ps. Pak oraz załoga samolotu[48][15].

- Niemir Bidziński (1904-1988) ps. Ziege - kapitan lotnictwa, uczestnik walk o niepodległość Polski (1920), oficer Wojska Polskiego, Polskch Sł Zbrojnych na Zachodzie, Sztabu Naczelnego Wodza, Armii Krajowej, uczestnik wojny polsko-bolszewickiej, kurier Naczelnego Wodza. Autor instrukcji zrzutowych ws. układu świateł, pracował nad wywarzaniem zasobników zrzutowych oraz modernizacji S-fonów, służących podczas odbioru zrzutów do kontaktu ziemia – samolot. Zaprzysiężony na rotę ZWZ-AK 6 grudnia 1939[49][50], zrzucony do okupowanej Polski w nocy 7/8 listopada 1941 r. w próbnym sezonie operacyjnym, w operacji lotniczej „Ruction” w ekipie skoczków nr I, z samolotu Halifax L-9612 (138 Dywizjon RAF). Start z lotniska RAF Linton-on-Ouse, zrzut na placówkę odbiorczą "Ugór" w okolicach miejscowości Czatolin, 20 km od Skierniewic. Razem z nim skoczyli: por. Jan Piwnik ps. Ponury oraz kurier Delegatury Rządu na kraj ppor. Napoleon Segieda ps. Wera[51][15].

- Stanisław Biedrzycki (1915-1944) ps. Opera - starszy sierżant lotnictwa, podoficer Wojska Polskiego, Polskich Sił Zbrojnych na Zachodzie, Armii Krajowej, radiotelegrafista Wydziału Lotnictwa Oddziału III Komendy Głównej AK, uczestnik Powstania Warszawskiego. Przeszkolony ze specjalnością w łączności radiowej dla lotnictwa i dywersji, zaprzysiężony na rotę ZWZ-AK 4 marca 1943[52][53], zrzucony do okupowanej Polski w nocy 3/4 kwietnia 1944 r. w sezonie operacyjnym "Riposta", w operacji lotniczej „Weller 5” w ekipie skoczków nr XXXIV, z samolotu Halifax JP-207 „E” (138 Dywizjon RAF). Start z lotniska Campo Casale nieopodal Brindisi, zrzut na placówkę odbiorczą "Pierzyna", w okolicach miejscowości Malcanów, 10 km od Mińska Mazowieckiego. Razem z nim skoczyli: ppor. Jan Bieżuński ps. Orzyc, ppor. Marian Pokładecki ps. Zoll, kpt. Zygmunt Sawicki ps. Samulik[54][15].

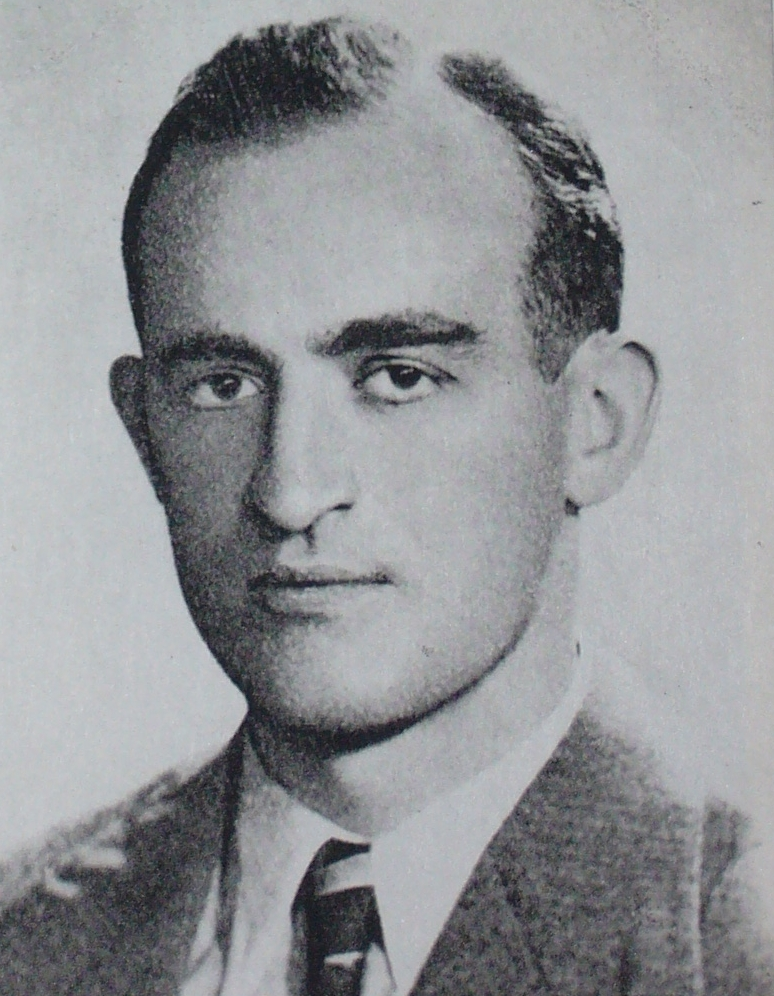
Adam Borys (1909-1989)

- Romuald Bielski (1899-1944) ps. Bej - podpułkownik saper, uczestnik walk o niepodległość Polski (1919-1920), harcerz, oficer Wojska Polskiego, Polskich Sił Zbrojnych na Zachodzie, Sztabu Naczelnego Wodza, Armii Krajowej, Oddziału III Komendy Głównej AK, uczestnik Powstania Warszawskiego. Przeszkolony ze specjalnością w dywersji[55][56]. Przerzucony do okupowanej Polski w nocy 29/30 maja 1944 r., w ekipie skoczków LV, w sezonie operacyjnym "Riposta", w operacji lotniczej „Wildhorn II” (Most 2), podczas której samolot Douglas Dakota KG-477 "V" (1586 Eskadra PAF) lądował na polowym lądowisku „Motyl”, w okolicach wsi Wał - Ruda, 18 km od Tarnowa. Razem z nim wylądował gen. dyw. Tadeusz Kossakowski ps. Krystynek, do Londynu z okupowanej Polski powrócił m.in. płk Roman Rudkowski ps. Rudy[57][15].

- Jan Bienias (1919-1944) ps. Osterba - podporucznik piechoty, oficer Polskich Sił Zbrojnych na Zachodzie, Armii Krajowej, uczestnik Powstania Warszawskiego. Przeszkolony  ze specjalnością w dywersji, zaprzysiężony na rotę ZWZ-AK 4 sierpnia 1943 w Chicheley (Wielka Brytania)[58][59], zrzucony do okupowanej Polski w nocy 10/11 maja 1944 w sezonie operacyjnym "Riposta", w operacji lotniczej „Weller 27”, w ekipie skoczków nr LI, z samolotu Liberator EV-978 „R” (1586 Eskadra PAF). Start (prawdopodobnie) z lotniska Grottaglie nieopodal Brindisi, zrzut miał nastąpić na placówkę odbiorczą "Nil 2" 19 km na południowy wschód od Piotrkowa Trybunalskiego, w okolicach wsi Żerechowa. W związku ze stoczoną w tym miejscu dzień wcześniej walką z Niemcami, zrzut kilka kilometrów dalej, w okolicy wsi Ślepietnica. Razem z nim skoczyli: ppor. Kazimierz Bernaczyk-Słoński ps. Rango, kpt. Bohdan Kwiatkowski ps. Lewar, ppor. Zdzisław Straszyński ps. Meteor, ppor. Zygmunt Ulm ps. Szybki oraz kurier Delegatury Rządu na Kraj ppor. Stanisław Niedbał-Mostowin ps. Bask[39][15].

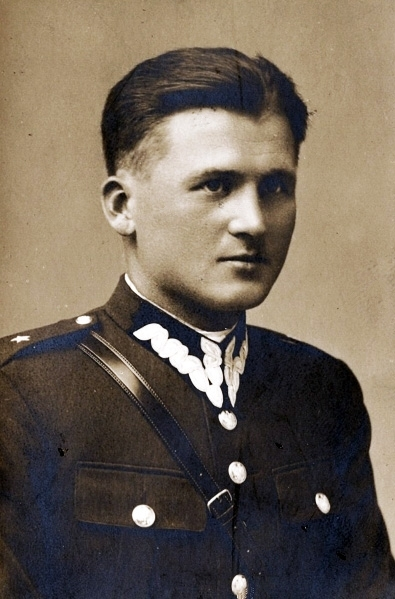
Kazimierz Bilski (1913-1979)

- Jan Bieżuński (1905-1968) ps. Orzyc - podporucznik lotnictwa czasu wojny, podoficer Polskich Sił Zbrojnych na Zachodzie, oficer Armii Krajowej, Wydziału Lotnictwa Oddziału III Komendy Głównej AK, nauczyciel, łącznościowiec. Przeszkolony ze specjalnością w lotnictwie, radiotelegrafii i dywersji, zaprzysiężony na rotę ZWZ-AK 4 marca 1943 w Audley End (Wielka Brytania)[60][61], zrzucony do okupowanej Polski w nocy 3/4 kwietnia 1944 r. w sezonie operacyjnym "Riposta", w operacji lotniczej „Weller 5” w ekipie skoczków nr XXXIV, z samolotu Halifax JP-207 „E” (138 Dywizjon RAF). Start z lotniska Campo Casale nieopodal Brindisi, zrzut na placówkę odbiorczą "Pierzyna", w okolicach miejscowości Malcanów, 10 km od Mińska Mazowieckiego. Razem z nim skoczyli: sierż. Stanisław Biedrzycki ps. Opera, ppor. Jan Bieżuński ps. Orzyc, ppor. Marian Pokładecki ps. Zoll, kpt. Zygmunt Sawicki ps. Samulik[54][15].

- Kazimierz Bilski (1913-1979) ps. Rum - major, oficer Wojska Polskiego, Polskich Sił Zbrojnych na Zachodzie, Armii Krajowej,  uczestnik Powstania Warszawskiego, więzień niemieckich obozów jenieckich: Lamsdorf, Murnau (1944-1945). Przeszkolony ze specjalnością w dywersji, od września 1942 r. uczestnik II Kursu Wojennego (rozkaz L.dz. 1340/Pers.43 SNW) Wyższej Szkoły Wojennej. Zaprzysiężony na rotę ZWZ-AK 8 marca 1943[62][63]. Przerzucony do okupowanej Polski, jako oficer Oddziału VI SNW ds. łączności z Krajem, w nocy 25/26 lipca 1944 r. w sezonie operacyjnym "Riposta", w operacji lotniczej „Wildhorn III” (Most 3), w ekipie skoczków nr: LVII. Samolot Dakota KG-477 „V” (267 Dywizjon RAF) wystartował z lotniska Campo Casale nieopodal Brindisi, lądował na lądowisku "Motyl" w okolicach miejscowości Wał Ruda (pow. brzeski) oraz Jadowniki Mokre, 18 km od Tarnowa. Razem z nim wylądowali: por. Zdzisław Jeziorański ps. Zych, ppor. Leszek Starzyński ps. Malewa, mjr Bogusław Wolniak ps. Mięta. Samolot zabrał zdobyte przez wywiad AK części rakiety V-2 oraz przygotowany przez naukowców konspiracyjny raport w tej sprawie[64][15].

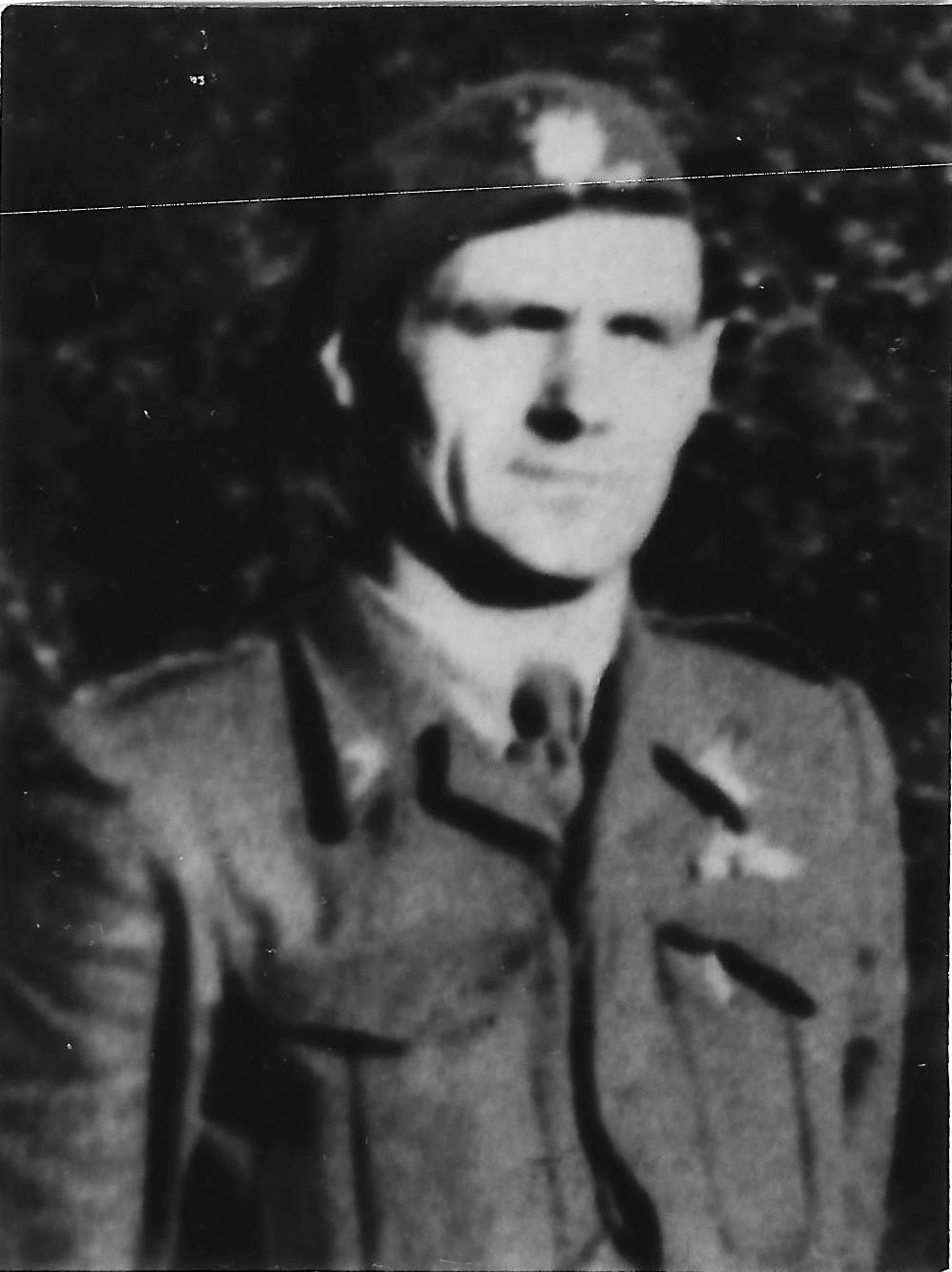
Adam Boryczka (1913-1988)

- Adam Boryczka (1913-1988) ps. Brona - pułkownik, harcerz, oficer Polskich Sił Zbrojnych na Zachodzie, Armii Krajowej, "Wachlarza", Kedywu, Delegatury Sił Zbrojnych na Kraj, WiN, dowódca 6 Brygady Partyzanckiej AK, żołnierz wyklęty, rozpracowywany w „Operacji Cezary”, więziony i torturowany przez UB (1954-1967), skazany na śmierć[16]. Przeszkolony ze specjalnością w dywersji, zaprzysiężony na rotę ZWZ-AK 13 stycznia 1942[65][66], zrzucony do okupowanej Polski w nocy 8/9 kwietnia 1942 w próbnym sezonie operacyjnym, w operacji lotniczej „Cravat”, w ekipie skoczków nr VIII, z samolotu Halifax L-9618 "W" (138 Dywizjon RAF). Start z lotniska RAF Tempsford, zrzut na placówkę odbiorczą "Łąka", w okolicach miejscowości Drzewicz, 10 km od Łowicza. Razem z nim skoczyli: kpt. dypl. Teodor Cetys ps. Wiking, kpt. dypl. Henryk Kożuchowski ps. Hora, kpt. dypl. Stefan Mich ps. Jeż, por. Roman Romaszkan ps. Tatar, por. dypl. Alfred Zawadzki ps. Kos[67][15].

- Adam Borys (1909-1986) – podpułkownik, harcerz, inżynier rolnik, doktor nauk technicznych, oficer Polskich Sił Zbrojnych na Zachodzie, Armii Krajowej, Kedywu, uczestnik Powstania Warszawskiego, dowódca batalionu „Parasol”, więzień obozu jenieckiego Zeithain (1944-1945), więziony przez UB (Warszawa, 1945)[16]. Przeszkolony ze specjalnością w dywersji, zaprzysiężony na rotę ZWZ-AK 7 kwietnia 1942[68][69], zrzucony do okupowanej Polski w nocy 1/2 października 1942 r. w sezonie operacyjnym "Intonacja", w operacji lotniczej "Hammer", w ekipie skoczków nr XIII, z samolotu Halifax W-1229 "A" (138 Dywizjon RAF). Start z lotniska RAF Tempsford pod Londynem, zrzut na placówkę odbiorczą "Bór", w okolicach miejscowości Gościewicz, Głosków (6,5 km od Garwolina). Razem z nim skoczyli: por. Stanisław Kotorowicz ps. Kron, mjr Bronisław Żelkowski ps. Dąbrowa oraz kurier Delegatury Rządu na Kraj st. strz. Jan Cegłowski ps. Konik[70][15].

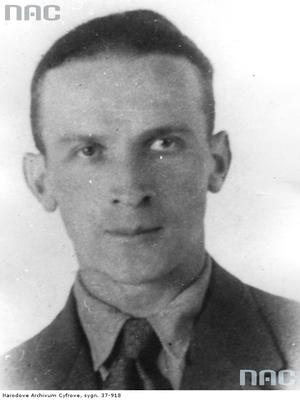
Tadeusz Burdziński (1908-1970)

- Tadeusz Burdziński (1908-1970) ps. Malina - major dyplomowany łączności, oficer dyplomowany Wojska Polskiego, Polskich Sił Zbrojnych na Zachodzie, Armii Krajowej, dowódca kompanii radiołączności „Kram” Oddzialu V Komendy Głównej AK, uczestnik Powstania Warszawskiego, więzień niemieckich obozów jenieckich: Fort Mokotowski, Pruszków, Skierniewice (1944-1945). Przeszkolony ze specjalnością w łączności, zaprzysiężony na rotę ZWZ-AK 5 października 1942 w Audley End (Wielka Brytania)[71][72], zrzucony do okupowanej Polski w nocy 16/17 lutego 1943, w sezonie operacyjnym "Intonacja", w operacji lotniczej „Vice”, w ekipie skoczków nr XX, z samolotu Halifax DT-727 „K” (138 Dywizjon RAF). Start z lotniska RAF Tempsford, zrzut na placówkę odbiorczą „Lila” w Kampinosie, 12 km od Mińska Mazowieckiego. Razem z nim skoczyli: mjr Feliks Dzikielewski ps. Oliw, plt. Stanisław Kazimierczak ps. Ksiądz, plt. Michał Parada ps. Mapa[73][15].

- Michał Busłowicz (1912-1944) ps. Bociek - porucznik piechoty, oficer Wojska Polskiego,  Polskich Sił Zbrojnych na Zachodzie, Armii Krajowej, Komendy Obszaru Białystok AK, uczestnik kampanii francuskiej, Powstania Warszawskiego, więzień niemieckiego obozu jenieckiego Bergen-Belsen (1944-1945). Przeszkolony ze specjalnością w dywersji, zaprzysiężony na rotę ZWZ-AK 26 października 1942[74][75], zrzucony do okupowanej Polski w nocy 16/17 lutego 1943, w sezonie operacyjnym "Intonacja", w operacji lotniczej „Saw”, w ekipie skoczków nr XX, z samolotu Halifax DT-725 "J" (138 Dywizjon RAF). Start z lotniska RAF Tempsford, zrzut na placówkę odbiorczą "Koń", w okolicach miejscowości Sulejów, widły Pilicy i Czarnej, 21 km od Piotrkowa Trybunalskiego. Razem z nim skoczyli: ppor. Henryk Januszkiewicz ps. Spokojny, ppor. Bolesław Odrowąż - Szukiewicz ps. Bystrzec, ppor. Adolf Pilch ps. Góra[76][15].

- Jerzy Buyno (1906-1956) – porucznik piechoty, nauczyciel, oficer Wojska Polskiego, Polskich Sił Zbrojnych na Zachodzie, Armii Krajowej, Okręgu Nowogródek AK, dwukrotnie więzień frankistowskiego obozu koncentracyjnego Miranda de Ebro (1940-1942, 1942-1943)[30], uczestnik kampanii norweskiej, bitwy o Narvik. Przeszkolony ze specjalnością w dywersji i propagandzie, zaprzysiężony na rotę ZWZ-AK 5 listopada 1943[77][78], zrzucony do okupowanej Polski w nocy 16/17 kwietnia 1944 roku w sezonie operacyjnym „Riposta”, w operacji lotniczej „Weller 15”, w ekipie skoczków nr XLV, z samolotu Halifax JP-236 „A” (1586 Eskadra PAF). Start z lotniska Campo Casale nieopodal Brindisi, zrzut na placówkę "Obraz" za ujściem Bugu - Narwi, w okolicach miejscowości Krawcowizna, 12 km od Tłuszcza. Razem z nim skoczyli: ppor. Stanisław Harasymowicz ps. Lalka (jego brat przyrodni), st. sierż. Mieczysław Psykała ps. Kalwadosik, mjr dypl. Jerzy Szymański ps. Boga[79][15].Bernard Bzdawka (1916-1983)

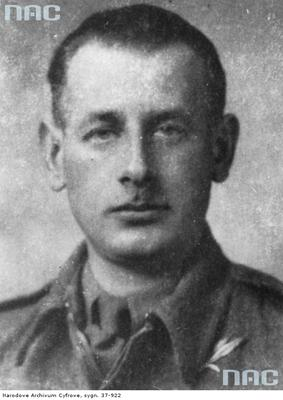
Bernard Bzdawka (1916-1983)

- Przemysław Bystrzycki (1923-2004) ps. Grzbiet - podporucznik, pisarz, dziennikarz, oficer Wojska Polskiego, Armii Polskiej gen. Andersa, Polskich Sił Zbrojnych na Zachodzie, Armii Krajowej, dowódca radiostacji 1 Pułku Piechoty Strzelców Podhalańskich AK, więzień NKWD, sowieckich łagrów: Panowka, Kuszmurun (1940-1941)[23]. Przeszkolony ze specjalnością w łączności[80][81], zrzucony do okupowanej Polski w nocy 22/23 listopada 1944 w sezonie operacyjnym Odwet", w operacji lotniczej „Kazik 1”, w ekipie skoczków nr LXII, z samolotu Liberator KG-994 „R” (1586 Eskadra PAF). Start z lotniska Campo Casale nieopodal Brindisi, zrzut na placówkę odbiorczą "Wilga", w okolicach miejscowości Szczawa, w rejonie Mogielicy (Beskid Wyspowy), 24 km od Nowego Targu. Razem z nim skoczyli: ppor. Bernard Bzdawka ps. Siekiera, mjr Adam Mackus ps. Prosty, ppor. Stanisław Mazur ps. Limba, mjr Kazimierz Raszplewicz ps. Tatar 2, por. Marian Skowron ps. Olcha 2[82][15].

- Bernard Bzdawka (1916-1983) ps. Siekiera - podporucznik, harcerz, oficer Wojska Polskiego, Armii Polskiej gen. Andersa, Polskich Sił Zbrojnych na Zachodzie, Armii Krajowej, Okręgu Kraków AK, WiN,  więzień sowieckich łagrów: Wilkowyszki, Juchnów, Ponoj, Juża (1939-1941)[23], więzień UB (1945-1946)[16]. Przeszkolony ze specjalnością w łączności, zaprzysiężony na rotę ZWZ-AK 6 lipca 1944[83][84], zrzucony do okupowanej Polski w nocy 22/23 listopada 1944 w sezonie operacyjnym Odwet", w operacji lotniczej „Kazik 1”, w ekipie skoczków nr LXII, z samolotu Liberator KG-994 „R” (1586 Eskadra PAF). Start z lotniska Campo Casale nieopodal Brindisi, zrzut na placówkę odbiorczą "Wilga", w okolicach miejscowości Szczawa, w rejonie Mogielicy (Beskid Wyspowy), 24 km od Nowego Targu. Razem z nim skoczyli: ppor. Przemysław Bystrzycki ps. Grzbiet, mjr Adam Mackus ps. Prosty, ppor. Stanisław Mazur ps. Limba, mjr Kazimierz Raszplewicz ps. Tatar 2, por. Marian Skowron ps. Olcha 2[82][15].

## C

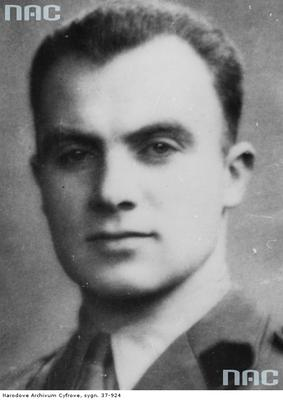
Teodor Cetys (1908-1993)

- Teodor Cetys (1908-1993) ps. Wiking - major dyplomowany saperów, harcerz, inżynier budownictwa lądowego, oficer Wojska Polskiego, Polskich Sił Zbrojnych na Zachodzie, Armii Krajowej, Komendy Okręgu Wilno AK, więzień sowieckich łagrów:Ostaszków, Morszańsk, Brześć (1944 1948)[23] Przeszkolony ze specjalnością w dywersji, zaprzysiężony na rotę ZWZ-AK 6 lutego 1942[85][86], zrzucony do okupowanej Polski w nocy 8/9 kwietnia 1942 w próbnym sezonie operacyjnym, w operacji lotniczej „Cravat”, w ekipie skoczków nr VIII, z samolotu Halifax L-9618 "W" (138 Dywizjon RAF). Start z lotniska RAF Tempsford, zrzut na placówkę odbiorczą "Łąka", w okolicach miejscowości Drzewicz, 10 km od Łowicza. Razem z nim skoczyli: por. Adam Boryczka ps. Brona, kpt. dypl. Henryk Kożuchowski ps. Hora, kpt. dypl. Stefan Mich ps. Jerz, por. Roman Romaszkan ps. Tatar, por. dypl. Alfred Zawadzki ps. Kos[67][15].

- Ryszard Chmieloch (1921-1944) ps. Błyskawica - podporucznik łączności, żołnierz Armii Polskiej gen. Andersa, oficer Polskich Sił Zbrojnych na Zachodzie, Armii Krajowej, radiotelegrafista Obszaru Lwów AK, więzień NKWD, sowieckich łagrów (1940-1942)[23], więziony przez Niemców, zamordowany we Lwowie lub w obozie koncentracyjnym KL Dachau[30]. Przeszkolony ze specjalnością w łączności, zaprzysiężony na rotę ZWZ-AK 4 sierpnia 1943[87][88], zrzucony do okupowanej Polski w nocy 14/15 września 1943 r. w sezonie operacyjnym "Riposta", w operacji lotniczej „Neon 10”, w ekipie skoczków nr XXX, z samolotu Halifax JD-319 „A” (138 Dywizjon RAF). Start z lotniska RAF Tempsford, zrzut na placówkę odbiorczą „Dywan”, 14 km od Łowicza. Razem z nim skoczyli: ppor. Józef Nowacki ps. Horyń oraz ppor. Henryk Ostrowiński ps. Smyk[89][15].

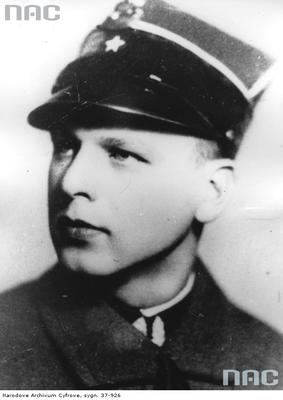
Antoni Chmielowski (1914-1969)

- Antoni Chmielowski (1914-1969) ps. Wołk - major artylerii, oficer Wojska Polskiego, Polskich Sił Zbrojnych na Zachodzie, Armii Krajowej, WiN, uczestnik kampanii francuskiej, szef wywiadu wojskowego Komendy Obszaru Lwów AK, likwidator organizacji NIE we Lwowie, więzień UB, skazany na śmierć, więzień NKWD, sowieckich łagrów: Galimyj, Kołyma, Magadan (1945-1955)[23]. Przeszkolony ze specjalnością w wywiadzie, zaprzysiężony na rotę ZWZ-AK 29 grudnia 1942 w Audley End (Wielka Brytania)[90][91], zrzucony do okupowanej Polski w nocy 13/14 marca 1943 roku, w sezonie operacyjnym "Intonacja", w operacji „Window”, w ekipie skoczków nr XXIV, z samolotu Halifax HR-666 „E” (138 Dywizjon RAF). Start z lotniska RAF Tempsford, zrzut na placówkę odbiorczą "Żbik", w okolicach miejscowości Lelów, 8 km. od Koniecpola. Razem z nim skoczyli: por. Stefan Ignaszak ps. Drozd, ppor. Stefan Jasieński ps. Alfa, ppor. Władysław Maksyś ps. Azot[92][15].

- Eugeniusz Chyliński (1915-1990) ps. Frez - porucznik piechoty, księgowy, oficer Polskich Sił Zbrojnych na Zachodzie, Armii Krajowej, Kedywu Okręgu Wilno AK, więzień NKWD, sowieckich łagrów: Saratow, Kutaisi (1946-1954)[23]. Przeszkolony ze specjalnością w dywersji, zaprzysiężony na rotę ZWZ-AK 31 stycznia 1943 w Audley End (Wielka Brytania)[93][94], zrzucony do okupowanej Polski w nocy 24/25 marca 1943 r. w sezonie operacyjnym "Intonacja", w operacji lotniczej „Cellar”, w ekipie skoczków nr XXVIII, z samolotu Halifax DT-727 "K" (138 Dywizjon RAF). Start z lotniska RAF Tempsford, zrzut na placówkę odbiorczą "Smok" w okolicach miejscowości Wola Wodyńska, Helenów, 23 km od Siedlec. Razem z nim skoczyli: pchor. Zbigniew Twardy ps. Trzask oraz kurier kpr. Aleksander Olędzki ps. Rab[95][15].

- Franciszek Cieplik (1908-1944) ps. Hatrak - kapitan piechoty, policjant, oficer Wojska Polskiego, Polskich SIł Zbrojnych na  Zachodzie, Armii Krajowej, Okręgu Nowogródek AK, więzień frankistowskiego obozu koncentracyjnego Miranda de Ebro (Hiszpania, 1941-1942)[30], zamordowany przez Sowietów po bitwie pod Surkontami. Przeszkolony ze specjalnością w dywersji, zaprzysiężony na rotę ZWZ-AK 29 września 1943[96][97], zrzucony do okupowanej Polski w nocy 30 kwietnia / 1 maja 1944 w sezonie operacyjnym "Riposta", w operacji lotniczej „Weller 16”, w ekipie skoczków nr XLVIII, z samolotu Liberator BZ-965 „S” (1586 Eskadra PAF). Start z lotniska Campo Casale nieopodal Brindisi, zrzut na placówkę odbiorczą "Klosz", w okolicach miejscowości Przybyszew, 23 km od Grójca. Razem z nim skoczyli: por. Kazimierz Osuchowski ps. Rosomak, rtm. Jan Skrochowski ps. Ostroga, mjr Kazimierz Szternal ps. Zryw[98][15].

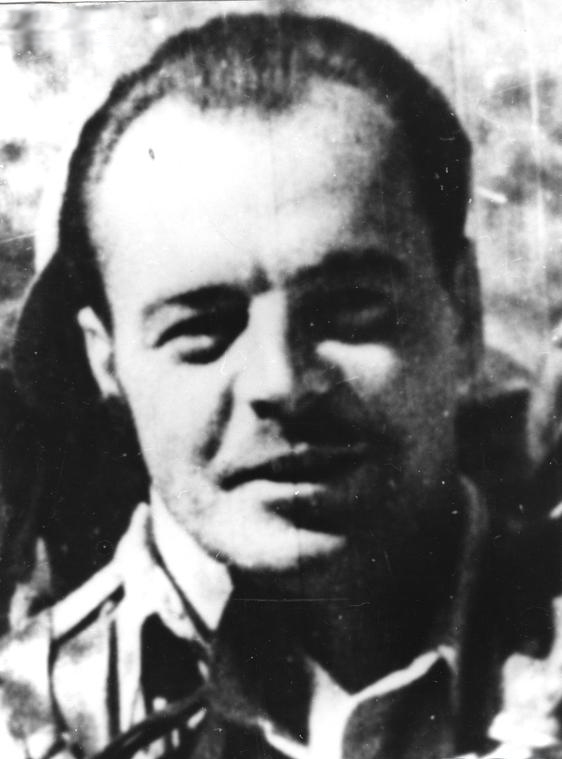
Andrzej Czaykowski (1912-1953)

- Andrzej Czaykowski (1912-1953) ps. Garda - major, harcerz, żołnierz Armii Krajowej, oficer Wojska Polskiego, Armii Polskiej gen. Andersa, Armii Krajowej, Komendy Głównej AK, uczestnik Powstania Warszawskiego, więzień sowieckich łagrów: Kargopol, Archangielsk (1940-1941)[23], więzień gestapo, obozów koncentracyjnych: KL Gross-Rosen, KL Mittelbau-Dora[30], więzień UB, skazany na śmierć, zamordowany (1951-1953)[16]. Przeszkolony ze specjalnością w dywersji i odbiorze zrzutów, zaprzysiężony na rotę ZWZ-AK 3 września 1943[99][100], zrzucony do okupowanej Polski w nocy 16/17 kwietnia 1944 roku w sezonie operacyjnym "Riposta", w operacji lotniczej „Weller 10”, w ekipie skoczków nr XLIV, z samolotu Halifax JP-222 „E”(1586 Eskadra PAF). Start z lotniska Campo Casale nieopodal Brindisi, zrzut na zapasową placówkę odbiorczą „Przycisk”, w okolicy miejscowości Kazimierzów, 7 km od Sochaczewa. Razem z nim skoczyli: ppor. Tadeusz Nowobilski ps. Dzwon, kpt. Leopold Skwierczyński ps. Aktor, ppłk. dypl. Adam Szydłowski ps. Poleszuk[101][15].

- Bronisław Czepczak-Górecki (1922-2001) ps. Zwijak - porucznik łączności, żołnierz Armii Polskiej gen. Andersa, oficer Polskich Sił Zbrojnych na Zachodzie, Armii Krajowej, radiotelegrafista 1 Batalionu 1 Pułku Strzelców Podhalańskich AK, Delegatury Sił Zbrojnych na Kraj, WiN, więzień sowieckich łagrów: Mariewka, Dymitrowka (1940-1942)[23], dwukrotnie więziony przez UB, skazany (1945-1947 oraz 1950-1956)[16]. Przeszkolony ze specjalnością w łączności, zaprzysiężony na rotę ZWZ-AK 16 maja 1944 w Ostuni (Włochy)[102][103], zrzucony do okupowanej Polski w nocy 26/27 grudnia 1944 roku w sezonie operacyjnym "Odwet", w operacji lotniczej „Staszek 2”, w ekipie skoczków nr LXIII, z samolotu Liberator BZ 965 „V” (301 Dywizjon PAF). Start z lotniska Campo Casale nieopodal Brindisi, zrzut na placówkę „Wilga 1” w okolicach miejscowości Szczawa, w rejonie Mogielicy (Beskid Wyspowy), 23 km od Nowego Targu, w rejonie góry Mogielnica. Był to ostatni zrzut cichociemnych, po upadku Powstania Warszawskiego. Razem z nim skoczyli: kpt. dypl. Stanisław Dmowski ps. Podlasiak, ppor. Jan Matysko ps. Oskard, kpr. Jan Parczewski ps. Kraska, mjr Zdzisław Sroczyński ps. Kompresor, mjr Witold Uklański ps. Herold[104][15].

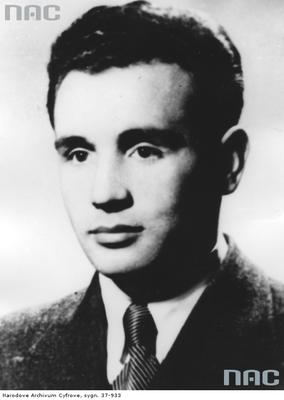
Bronisław Czepczak-Górecki (1922-2001)

- Kazimierz Czerwiński (1916-2002) ps. Bryzga - porucznik broni pancernych, podoficer Wojska Polskiego, oficer Polskich Sił Zbrojnych na Zachodzie, Armii Krajowej, Komendy Okręgu Kraków AK. Przeszkolony ze specjalnością w dywersji, lotnictwie i odbiorze zrzutów, zaprzysiężony na rotę ZWZ-AK 5 listopada 1943 w Chicheley (Wielka Brytania)[105][106], zrzucony do okupowanej Polski w nocy 18/19 listopada 1944 roku w sezonie operacyjnym "Odwet", w operacji lotniczej „Kazik 2”, w ekipie skoczków nr LXI, z samolotu Liberator KG-994 "R" (301 Dywizjon PAF). Start z lotniska Campo Casale nieopodal Brindisi (Włochy), zrzut na placówkę odbiorczą "Solnica", w rejonie Osowca (7 km od stacji kolejowej Grodzisk Mazowiecki). Razem z nim skoczyli kurierzy Delegatury Rządu na Kraj: szer. Józef Gójski ps. Borowik oraz plut. Jan Błaszczyk ps. Kret[107][15].

- Kazimierz Człapka (1918-1988) ps. Pionek - porucznik łączności lotnictwa, harcerz, podoficer Wojska Polskiego, oficer Polskich Sił Zbrojnych na Zachodzie, Armii Krajowej, radiotelegrafista Komendy Głównej AK, uczestnik Powstania Warszawskiego, więzień niemieckich obozów jenieckich: Piastów, Luckenwalde, Sandbostel, Lubeka (1944-1945). Przeszkolony ze specjalnością w łączności oraz dywersji, zaprzysiężony na rotę ZWZ-AK 24 czerwca 1942[108][109], zrzucony do okupowanej Polski w nocy 19/20 lutego 1943 roku, w sezonie operacyjnym "Intonacja", w operacji lotniczej „Spokeshave”, w ekipie skoczków nr XXII, z samolotu Halifax DT-620 "T" (138 Dywizjon RAF). Start z lotniska RAF Tempsford, zrzut na placówkę odbiorczą "Pies", w okolicach miejscowości Radzice, 9 km od Odrzywołu. Razem z nim skoczyli: sierż. Piotr Nowak ps. Oko, ppor. Czesław Pieniak ps. Bór oraz kurier ppor. Jerzy Lerski ps. Jur[110][15].

- Józef Czuma (1915-1944) ps. Skryty - porucznik, oficer Wojska Polskiego, Polskich Sił Zbrojnych na Zachodzie, Armii Krajowej, Kedywu Okręgu Warszawa AK, więziony i zamordowany przez gestapo (1944). Przeszkolony ze specjalnością w dywersji, zaprzysiężony na rotę ZWZ-AK 29 listopada 1942[111][112], zrzucony do okupowanej Polski w nocy 17/18 lutego 1943 r. w sezonie operacyjnym "Intonacja", w operacji lotniczej „Floor”, w ekipie skoczków nr XXI, z samolotu Halifax DT-627 "P" (138 Dywizjon RAF). Start z lotniska RAF Tempsford, zrzut na placówkę odbiorczą "Puchacz", w okolicy miejscowości Łepki, Mordy, 17 km od Siedlec. Razem z nim skoczyli: ppor. Tadeusz Benedyk ps. Zahata, ppor. Jacek Przetocki ps. Oset, por. Piotr Szewczyk ps. Czer.[33][15].

## D

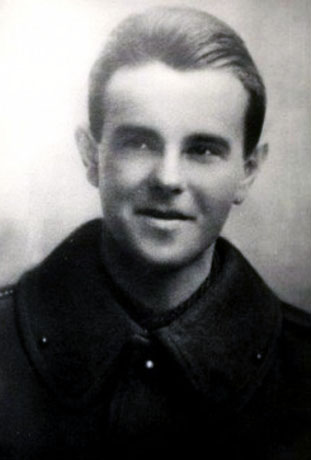
Hieronim Dekutowski (1918-1949)

- Adam Dąbrowski (1921-1944) ps. Puti - podporucznik piechoty, harcerz, oficer Polskich Sił Zbrojnych na Zachodzie, Armii Krajowej, Komendy Okręgu Warszawa AK, uczestnik kampanii norweskiej, Powstania Warszawskiego. Przeszkolony ze specjalnością m.in. w dywersji, zaprzysiężony na rotę ZWZ-AK 23 września 1943[113][114], zrzucony do okupowanej Polski w nocy 4/5 maja 1944 r., w sezonie operacyjnym "Riposta", w operacji lotniczej ,„Weller 26”, w ekipie skoczków nr L, z samolotu Liberator BZ-965 "S" (138 Dywizjon RAF). Start z lotniska Campo Cassale nieopodal Brindisi, zrzut na placówkę odbiorczą „Szczur”, 31 km od Janowa Lubelskiego pod Bychawą, w okolicy wsi Wola Gałęzowska. Razem z nim skoczyli: ppor. Andrzej Prus-Bogusławski, ps. Pancerz, ppor. Adam Krasiński, ps. Szczur, kpt. Jan Walter, ps. Cyrkiel, por. Alfred Whitehead, ps. Dolina 2, ppor. Józef Zając, ps. Kolanko[115][15].

- Hieronim Dekutowski (1918-1949) ps. Zapora - major, harcerz, żołnierz Polskich Sił Zbrojnych na Zachodzie, oficer Armii Krajowej, szef Kedywu Inspektoratu Rejonowego Lublin-Puławy AK, dowódca oddziałów partyzanckich AK, oficer Delegatury Sił Zbrojnych na Kraj, Zrzeszenia WiN, żołnierz wyklęty, więzień UB, torturowany, zamordowany (Warszawa, 1947-1949)[16]. Przeszkolony ze specjalnością w dywersji, zaprzysiężony na rotę ZWZ-AK 4 marca 1943 w Audley End (Wielka Brytania)[116][117], zrzucony do okupowanej Polski w nocy w nocy 16/17 września 1943 w sezonie operacyjnym "Riposta", operacji „Neon 1”, w ekipie skoczków nr XXXI, z samolotu Halifax BB-378 "D" (138 Dywizjon RAF). Start z lotniska RAF Tempsford pod Londynem, zrzut na placówkę odbiorczą "Garnek", ok. 8 km od stacji kolejowej Wyszków. Razem z Nim skoczyli: kpt. dypl. Bronisław Rachwał ps. „Glin” oraz kurier ppor. Kazimierz Smolak ps. „Nurek”[118][15].

- Stanisław Dmowski (1909-2002) ps. Podlasiak - kapitan dyplomowany piechoty, oficer dyplomowany Wojska Polskiego, Polskich Sił Zbrojnych na Zachodzie, Armii Krajowej, 1 batalionu 1 Pułku Strzelców Podhalańskich AK, więzień UB (1946)[16]. Przeszkolony ze specjalnością w dywersji, uczestnik III kursu Wyższej Szkoły Wojennej, zaprzysiężony na rotę ZWZ-AK 19 stycznia 1944[119][120], zrzucony do okupowanej Polski w nocy 26/27 grudnia 1944 roku w sezonie operacyjnym "Odwet", w operacji lotniczej „Staszek 2”, w ekipie skoczków nr LXIII, z samolotu Liberator BZ 965 „V” (301 Dywizjon PAF). Start z lotniska Campo Casale nieopodal Brindisi, zrzut na placówkę „Wilga 1” w okolicach miejscowości Szczawa, w rejonie Mogielicy (Beskid Wyspowy), 23 km od Nowego Targu, w rejonie góry Mogielnica. Był to ostatni zrzut cichociemnych, po upadku Powstania Warszawskiego. Razem z nim skoczyli: ppor. Bronisław Czepczak Górecki ps. Zwijak, ppor. Jan Matysko ps. Oskard, kpr. Jan Parczewski ps. Kraska, mjr Zdzisław Sroczyński ps. Kompresor, mjr Witold Uklański ps. Herold[104][15]. Feliks Dzikielewski (1906-1986)

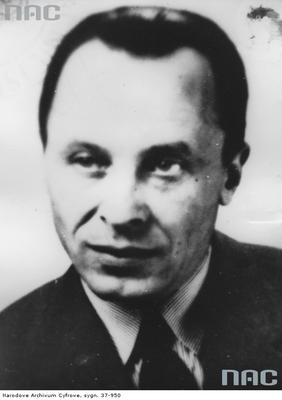
Feliks Dzikielewski (1906-1986)

- Rudolf Dziadosz (1910-1944) ps. Zasaniec - porucznik, urzędnik, oficer Wojska Polskiego, Polskich Sił Zbrojnych na Zachodzie, Armii Krajowej, Okręgu Kraków AK. Przeszkolony ze specjalnością w dywersji, zaprzysiężony na rotę ZWZ-AK 23 września 1943[121][122], zrzucony do okupowanej Polski w nocy 19/20 maja 1944 roku w sezonie operacyjnym "Riposta", w operacji lotniczej „Weller 18”, w ekipie skoczków nr LII, z samolotu Liberator BZ-965 „S” (1586 Eskadra PAF). Start z lotniska Campo Casale nieopodal Brindisi, zrzut na placówkę odbiorczą „Jaśmin” w okolicach miejscowości Bronowice i Opatkowice (9 km od Puław). Razem z nim skoczyli: por. Ludwik Fortuna ps. Siła, st. sierż. Aleksander Lewandowski ps. Wiechlina, por. Jan Serafin ps. Czerchawa, pchor. Zdzisław Winiarski ps. Przemytnik oraz kurier Delegatury Rządu na Kraj strz. Franciszek Klima ps. Oszczep[123][15].

- Feliks Dzikielewski (1906-1986) ps. Oliw - podpułkownik łączności, oficer Wojska Polskiego, Polskich Sił Zbrojnych na Zachodzie, Armii Krajowej, Dowództwa Wojsk Łączności Komendy Głównej AK, Delegatury Sił Zbrojnych na Kraj, WiN, uczestnik Powstania Warszawskiego, więzień UB (1950-1951), po zwolnieniu szykanowany[16]. Przeszkolony ze specjalnością w łączności, zaprzysiężony na rotę ZWZ-AK 5 października 1942[124][125], zrzucony do okupowanej Polski w nocy 16/17 lutego 1943, w sezonie operacyjnym "Intonacja", w operacji lotniczej „Vice”, w ekipie skoczków nr XX, z samolotu Halifax DT-727 „K” (138 Dywizjon RAF). Start z lotniska RAF Tempsford, zrzut na placówkę odbiorczą „Lila” w Kampinosie, 12 km od Mińska Mazowieckiego. Razem z nim skoczyli: kpt. Tadeusz Burdziński ps. Malina, plt. Stanisław Kazimierczak ps. Ksiądz, plt. Michał Parada ps. Mapa[73][15].

## E

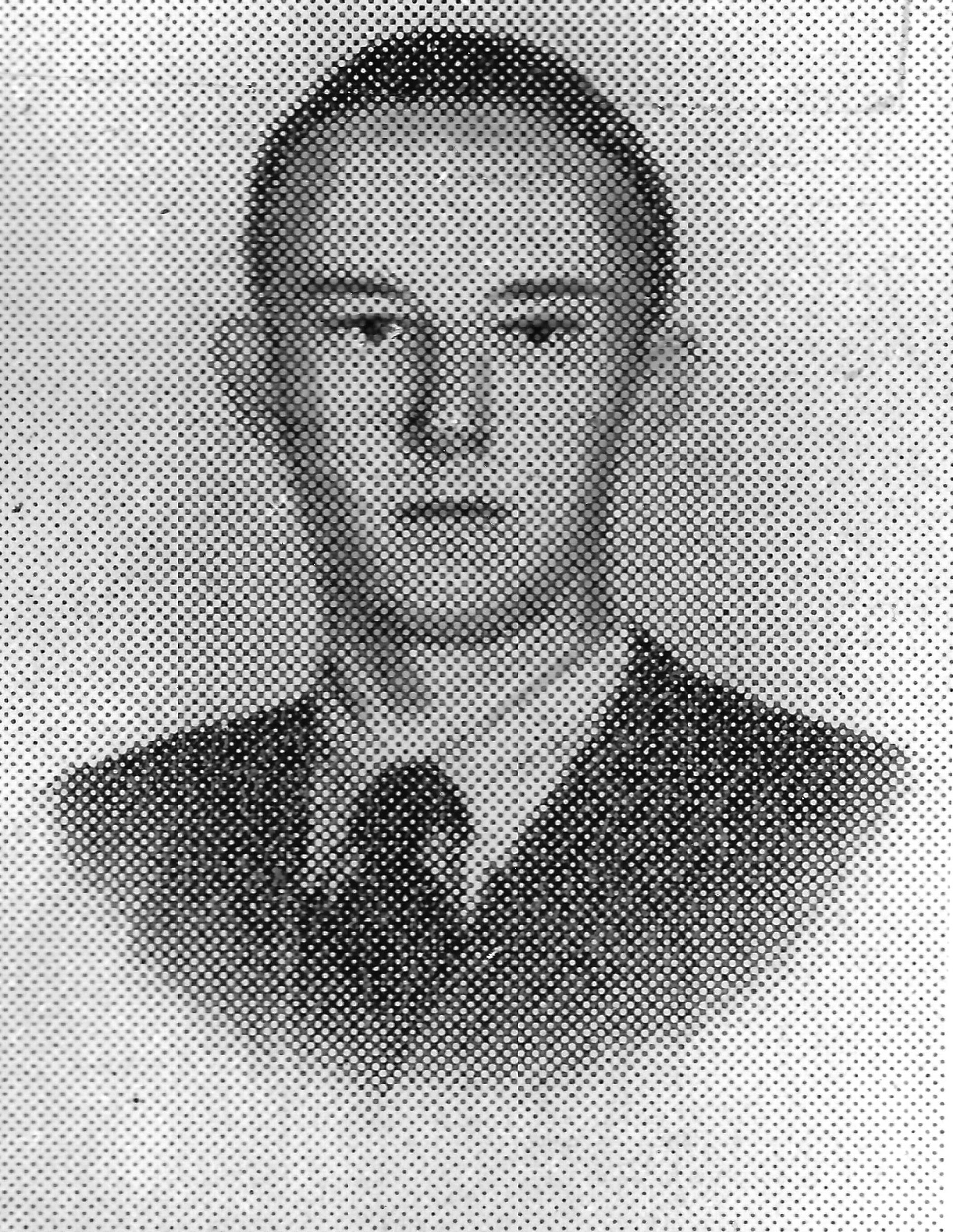
Mieczysław Eckhardt (1908-1942)

- Mieczysław Eckhardt (1908-1942) ps. Bocian - porucznik kawalerii, prawnik, oficer Wojska Polskiego, Polskich Sił Zbrojnych na Zachodzie, Armii Krajowej, "Wachlarza" (III Odcinek), aresztowany przez niemiecką żandarmerię, zginął w walce lub popełnił samobójstwo (1942). Przeszkolony ze specjalnością w dywersji, zaprzysiężony na rotę ZWZ-AK 7 kwietnia 1942[126][127], zrzucony do okupowanej Polski w nocy 1/2 września 1942 w sezonie operacyjnym "Intonacja", w operacji lotniczej "Smallpox", w ekipie skoczków nr XI, z samolotu Halifax W-7773 "S" (138 Dywizjon RAF). Start z lotniska RAF Tempsford, zrzut na placówkę odbiorczą "Rogi", na terenie nadleśnictwa Łoś-Rogatki, w okolicach miejscowości Bogatki, 16 km na północny wschód od Grójca. Razem z nim skoczyli: ppor. Michał Fijałka ps. Kawa, kpt. Bolesław Kontrym ps. Żmudzin, por. Wacław Kopisto ps. Kra, por. Hieronim Łagoda ps. Lak, por. Leonard Zub-Zdanowicz ps. Ząb[128][15].

- Jerzy Emir-Hassan(1906-1998) ps. Turek 2 - podpułkownik, oficer Wojska Polskiego, Armii Polskiej gen. Andersa, Polskich Sił Zbrojnych na Zachodzie, Armii Krajowej, Okręgu Łódź AK, więzień sowieckich łagrów: m.in. Iwdiel (1939-1941)[23], NKWD, UB (Łódź, 1945)[16]. Przeszkolony ze specjalnością w dywersji, zaprzysiężony na rotę ZWZ-AK 29 lutego 1944 w Ostuni (Włochy)[129][130], zrzucony do okupowanej Polski w nocy 16/17 października 1944 roku w sezonie operacyjnym "Odwet", w operacji lotniczej „Poldek 1”, w ekipie skoczków nr LX, z samolotu Liberator KH-151 „S” (1586 Eskadra PAF). Start z lotniska Campo Casale nieopodal Brindisi (Włochy), zrzut na zapasową placówkę odbiorczą "Newa", w okolicach miejscowości Tomawa, Żerechowa - Kolonia, 19 km od Piotrkowa Trybunalskiego. Razem z nim skoczyli: ppłk. Leopold Krizar ps. Czeremosz, kpr. Aleksander Makagonow ps. Wschód, por. Bruno Nadolczak ps. Piast, ppor. Stefan Przybylik ps. Gruch, płk. Roman Rudkowski ps. Rudy[131][15].

## F
- Oskar Farenholc (1918-1944) ps. Sum - porucznik artylerii, oficer Wojska Polskiego, Polskich Sił Zbrojnych na Zachodzie, oficer wywiadu ofensywnego Armii Krajowej, Komendy Głównej AK, więzień gestapo, więziony i prawdopodobnie zamordowany w obozie koncentracyjnym KL Gross-Rosen (1944)[30]. Przeszkolony ze specjalnością w wywiadzie, zaprzysiężony na rotę ZWZ-AK 29 grudnia 1942 w Audley End (Wielka Brytania)[132][133], zrzucony do okupowanej Polski w nocy 13/14 marca 1943 w sezonie operacyjnym "Intonacja", w operacji lotniczej „Tile”, w ekipie skoczków nr XXIV, z samolotu Halifax DT-725 „J” (138 Dywizjon RAF). Start z lotniska RAF Tempsford, zrzut na placówkę odbiorczą „Olcha”, ok. 9 km od Kielc. Razem z nim skoczyli: por. Janusz Prądzyński ps. Trzy, ppor. Jan Rostworowski ps. Mat, ppor. Edwin Scheller-Czarny ps. Fordon[134][15].

- Michał Fijałka (1915-1983) ps. Kawa - kapitan piechoty, nauczyciel, żołnierz Wojska Polskiego, oficer Polskich Sił Zbrojnych na Zachodzie, Armii Krajowej, Okręgu Wołyń AK, więzień UB, skazany (1944-1945)[16]. Przeszkolony ze specjalnością w dywersji, zaprzysiężony na rotę ZWZ-AK 7 kwietnia 1942[135][136], zrzucony do okupowanej Polski w nocy 1/2 września 1942 w sezonie operacyjnym "Intonacja", w operacji lotniczej "Smallpox", w ekipie skoczków nr XI, z samolotu Halifax W-7773 "S" (138 Dywizjon RAF). Start z lotniska RAF Tempsford, zrzut na placówkę odbiorczą "Rogi", na terenie nadleśnictwa Łoś-Rogatki, w okolicach miejscowości Bogatki, 16 km na północny wschód od Grójca. Razem z nim skoczyli: por. Mieczysław Eckhardt ps. Bocian, kpt. Bolesław Kontrym ps. Żmudzin, por. Hieronim Łagoda ps. Lak, por. Wacław Kopisto ps. Kra, por. Leonard Zub - Zdanowicz ps. Ząb[128][15].

- Władysław Flont (1915-1988) ps. Grandziarz - podporucznik łączności, podoficer Wojska Polskiego, oficer Polskich Sił Zbrojnych na Zachodzie,  Sztabu Naczelnego Wodza, Armii Krajowej, radiotelegrafista Komendy Okręgu Łódź AK, uczestnik kampanii francuskiej, więzień UB (Łódź 1945)[16]. Przeszkolony ze specjalnością w łączności oraz dywersji, zaprzysiężony na rotę ZWZ-AK 19 stycznia 1944 w Chicheley (Wielka Brytania)[137][138], zrzucony do okupowanej Polski w nocy 16/17 października 1944 w sezonie operacyjnym "Odwet", w operacji lotniczej „Wacek 1”, w ekipie skoczków nr LX, z samolotu Liberator KG-994 „R” (1586 Eskadra PAF). Start z lotniska Campo Casale niepodal Brindisi, zrzut na placówkę odbiorczą „Newa”, w okolicach miejscowości Tomawa, Żerechowa Kolonia, 19 km od Piotrkowa Trybunalskiego. Razem z nim skoczyli: ppor. Władysław Godzik ps. Skrzat, kpt. Teodor Hoffman ps. Bugaj, płk. dypl. Wacław Kobyliński ps. Dziad, mjr Mieczysław Pękala ps. Bosak, rtm. Jan Różycki ps. Busik[131][15].

- Ludwik Fortuna (1913-1999) ps. Siła - kapitan dyplomowany piechoty, oficer dyplomowany Wojska Polskiego, Polskich Sił  Zbrojnych na Zachodzie, Armii Krajowej, szef sztabu Okręgu Nowogródek AK, więzień sowieckich łagrów: Ostaszków, Morszańsk (1944-1948)[23]. Przeszkolony ze specjalnością w dywersji, uczestnik III kursu Wyższej Szkoły Wojennej, zaprzysiężony na rotę ZWZ-AK 7 kwietnia 1942[139][140], zrzucony do okupowanej Polski w nocy 19/20 maja 1944 roku w sezonie operacyjnym "Riposta", w operacji lotniczej „Weller 18”, w ekipie skoczków nr LII, z samolotu Liberator BZ-965 „S” (1586 Eskadra PAF). Start z lotniska Campo Casale nieopodal Brindisi, zrzut na placówkę odbiorczą „Jaśmin” w okolicach miejscowości Bronowice i Opatkowice (9 km od Puław). Razem z nim skoczyli: por. Rudolf Dziadosz ps. Zasaniec, st. sierż. Aleksander Lewandowski ps.Wiechlina, kpt. dypl. Jan Serafin ps. Czerchawa, ppor. Zdzisław Winiarski ps. Przemytnik oraz kurier Delegatury Rządu na Kraj strz. Franciszek Klima ps. Oszczep[123][15].

- Kazimierz Fuhrman (1917-1978) ps. Zaczep - porucznik łączności, oficer Wojska Polskiego, Armii Polskiej gen. Andersa, Polskich Sił Zbrojnych na Zachodzie, Armii Krajowej, Okręgu Wołyń AK, więzień sowieckich łagrów: Buchta Nachodka, Piwiek (1939-1941)[23]. Przeszkolony ze specjalnością w łączności, zaprzysiężony na rotę ZWZ-AK 10 lipca 1943[141][142], zrzucony do okupowanej Polski w nocy 14/15 września 1943 w sezonie operacyjnym "Riposta", w operacji lotniczej „Neon 7”, w ekipie skoczków nr XXX, z samolotu Halifax JD-362 "L" (138 Dywizjon RAF). Start z lotniska RAF Tempsford, zrzut na placówkę odbiorczą "Spodek" w okolicach miejscowości Mariańskie Porzecze, Łucznica, 8 km od stacji kolejowej Gawrolin. Razem z nim skoczyli: ppor. Roman Wiszniowski ps. Harcerz oraz ppor. Franciszek Żaak ps. Mamka[89][15].

## G

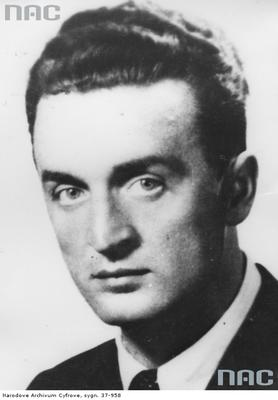
Tadeusz Gaworski (1916-1963)

- Adolf Gałacki (1902-1953) ps. Maszop - porucznik piechoty, uczestnik walk o niepodległość Polski (1918-1920), żołnierz Armii gen. Hallera, oficer Wojska Polskiego, Polskich Sił Zbrojnych na Zachodzie, wywiadu morskiego Armii Krajowej, Komendy Głównej AK, uczestnik wojny polsko–bolszewickiej, Powstania Warszawskiego, więzień niemieckiego obozu jenieckiego Gross-Born (1944-1945). Przeszkolony ze specjalnością w wywiadzie morskim, zaprzysiężony na rotę ZWZ-AK 5 listopada 1943 w Chicheley (Wielka Brytania)[143][144], zrzucony do okupowanej Polski w nocy 1/2 października 1942 w sezonie operacyjnym „Intonacja”, w operacji lotniczej „Gimlet”, w ekipie skoczków nr XIV, z samolotu Halifax W-7774 „T” (138 Dywizjon RAF). Start z lotniska RAF Tempsford, zrzut na placówkę odbiorczą „Zamek”, w okolicach miejscowości Pawłowice i Życzyn, 16 km od Dęblina. Razem z nim skoczyli: mjr dypl. Leon Bazała ps. Striwąż, por. Aleksander Piekarski ps. Turkuć, mjr Edward Piotrowski ps. Mema[26][15].

- Marian Garczyński (1918-1943) ps. Skała - porucznik artylerii, oficer Wojska Polskiego, Polskich Sił Zbrojnych na Zachodzie, Armii Krajowej, Kedywu Okręgu Brześć AK. Przeszkolony ze specjalnością w dywersji, zaprzysiężony na rotę ZWZ-AK 16 stycznia 1943[145][146], zrzucony do okupowanej Polski w nocy 20/21 lutego 1943 w sezonie operacyjnym „Intonacja”, w operacji lotniczej „Rivet”, w ekipie skoczków nr XXIII, z samolotu Halifax DT-620 „T” (138 Dywizjon RAF). Start z lotniska RAF Tempsford, zrzut na placówkę „Okoń”, w okolicach miejscowości Okoń, Nakło, 11 km od Koniecpola. Razem z nim skoczyli: ppor. Henryk Jachciński ps. Kret, ppor. Lech Rydzewski ps. Grom, por. Kazimierz Rzepka ps. Ognik[147][15].

- Tadeusz Gaworski (1916-1963) ps. Lawa - kapitan piechoty, oficer Wojska Polskiego, Polskich Sił Zbrojnych na Zachodzie, Armii Krajowej, Komendy Głównej AK, Delegatury Sił Zbrojnych na Kraj, uczestnik Powstania Warszawskiego. Przeszkolony ze specjalnością w dywersji, zaprzysiężony na rotę ZWZ-AK 14 stycznia 1942[148][149], zrzucony do okupowanej Polski w nocy 25/26 stycznia 1943 w sezonie operacyjnym „Intonacja”, w operacji lotniczej „Brace”, w ekipie skoczków nr XVIII, z samolotu Halifax DT-727 „K” (138 Dywizjon RAF). Start z lotniska RAF Tempsford, zrzut na placówkę odbiorczą „Chmiel”, obok szosy Warszawa – Radom, 13 km od Białobrzegów. Razem z nim skoczyli: por. Ignacy Bator ps. Opór, płk. Roman Rudkowski ps. Rudy oraz kurier Delegatury Rządu na Kraj kpr. Wiktor Czyżewski ps. Cap[22][15].

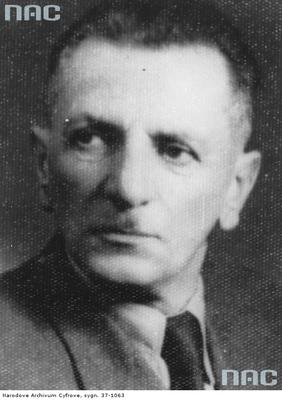
Stanisław Gilowski (1900-1974)

- Stanisław Gilowski (1900-1974) ps. Gotur - major kawalerii, uczestnik walk o niepodległość Polski (1918-1920), samorządowiec, przedsiębiorca, oficer Wojska Polskiego, Polskich Sił Zbrojnych na Zachodzie, Armii Krajowej, zastępca szefa Kedywu Obszaru Lwów AK. Przeszkolony ze specjalnością w dywersji, zaprzysiężony na rotę ZWZ-AK 10 listopada 1941[150][151], zrzucony do okupowanej Polski w nocy 30/31 marca 1942 w próbnym sezonie operacyjnym, w operacji lotniczej „Belt”, w ekipie skoczków nr VII, z samolotu Halifax L-9618 „W”. Start z lotniska RAF Tempsford, zrzut poza planowaną placówką „Błoto”, w okolicach miejscowości Podstoliska, 3,4 km od Tłuszcza. Razem z nim skoczyli: por. Wiesław Ipohorski - Lenkiewicz ps. Zagroda, por. Jan Jokiel ps. Ligota, por. Aleksander Kułakowski ps. Rywal, płk. Józef Spychalski ps. Grudzień, por. Janusz Zalewski ps. Chinek oraz kurier Delegatury Rządu na Kraj st. uł. Stanisław Zaborowski ps. Grzegorz[152][15].

- Władysław Godzik (1920-1976) ps. Skrzat - podporucznik, żołnierz Armii Polskiej gen Andersa, oficer Polskich Sił Zbrojnych na Zachodzie, Armii Krajowej, dowódca plutonu radiołączności Podokręgu Piotrków AK, więzień sowieckich łagrów: Teguldat, Syberia (1940-1942)[23]. Przeszkolony ze specjalnością w łączności, zaprzysiężony na rotę ZWZ-AK 19 stycznia 1944 w Chicheley (Wielka Brytania)[153][154], zrzucony do okupowanej Polski w nocy 16/17 października 1944 w sezonie operacyjnym "Odwet", w operacji lotniczej „Wacek 1”, w ekipie skoczków nr LX, z samolotu Liberator KG-994 „R” (1586 Eskadra PAF). Start z lotniska Campo Casale niepodal Brindisi, zrzut na placówkę odbiorczą „Newa”, w okolicach miejscowości Tomawa, Żerechowa Kolonia, 19 km od Piotrkowa Trybunalskiego. Razem z nim skoczyli: sierż. Władysław Flont ps. Grandziarz, kpt. Teodor Hoffman ps. Bugaj, płk. dypl. Wacław Kobyliński ps. Dziad, mjr Mieczysław Pękala ps. Bosak, rtm. Jan Różycki ps. Busik[131][15].

- Marian Golarz-Teleszyński (1916-1985) ps. Góral 2 - kapitan, lekarz ortopeda, żołnierz Armii Polskiej gen. Andersa, oficer Polskich Sił Zbrojnych na Zachodzie, Armii Krajowej, szef służby medycznej oraz adiutant dowódcy 82 Pułku Piechoty AK 30 Poleskiej Dywizji Piechoty AK, więzień UB,wykupiony za łapówkę (1944-1946)[16], więzień NKWD, sowieckich łagrów: Samarłag k. Kujbyszewa, Pieczorłag k. Workuty (1939-1941)[23]. Przeszkolony ze specjalnością w dywersji, zaprzysiężony na rotę ZWZ-AK 14 lutego 1944 w Ostuni (Włochy)[155][156], zrzucony do okupowanej Polski w nocy 21/22 maja 1944, w sezonie operacyjnym „Riposta”, w operacji „Weller 29”, w ekipie skoczków nr LIII, z samolotu Halifax JP-222 „E” (1586 Eskadra PAF). Start z lotniska Campo Casale nieopodal Brindisi, zrzut na placówkę odbiorczą "Kos", w okolicach miejscowości Wierzbno, 24 km od Krakowa. Razem z nim skoczyli: rtm. Krzysztof Grodzicki ps. Jabłoń, ppor. Władysław Marecki ps. Żabik 2, gen. bryg. Leopold Okulicki ps. Niedźwiadek, ppor. Zbigniew Waruszyński ps. Dewajtis 2, kpt. Tomasz Wierzejski ps. Zgoda 2[157][15].

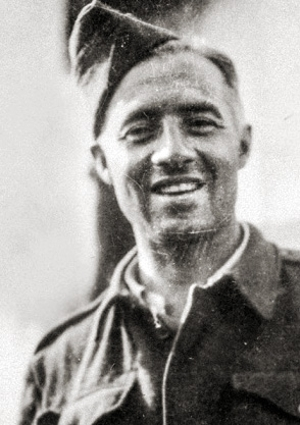
Marian Gołębiewski (1911-1996)

- Marian Gołębiewski (1911-1996) ps. Irka - pułkownik piechoty, dziennikarz, nauczyciel, oficer Polskich Sił Zbrojnych na Zachodzie, Armii Krajowej, dowódca Kedywu Inspektoratu Rejonowego Zamość AK, Delegatury Sił Zbrojnych na Kraj, WiN, żołnierz wyklęty, więzień UB, skazany na śmierć, dwukrotnie na dożywocie (1946-1956)[16], po zwolnieniu szykanowany, działacz opozycji antykomunistycznej PRL. Przeszkolony ze specjalnością w dywersji, zaprzysiężony na rotę ZWZ-AK 24 sierpnia 1942 w Audley End (Wielka Brytania)[158][159], zrzucony do okupowanej Polski w nocy 1/2 października 1942 w sezonie operacyjnym "Intonacja", w operacji lotniczej „Gimlet”, w ekipie skoczków nr XIV, z samolotu Halifax W-7774 "T" (138 Dywizjon RAF). Start z lotniska RAF Tempsford, zrzut na placówkę odbiorczą „Zamek”, w okolicach miejscowości Pawłowice i Życzyn, 16 km od Dęblina. Razem z nim skoczyli: ppor. Stanisław Jagielski ps. Gacek, ppor. Ewaryst Jakubowski ps. Brat, por.Władysław Klimowicz ps. Tama, ppor. Ryszard Kowalski ps. Benga, ppor. Jan Poznański ps. Pływak[160][15].

- Norbert Gołuński (1919-2000) ps. Bombram - podporucznik marynarki czasu wojny, harcerz, kapitan żeglugi wielkiej, oficer Wojska Polskiego, Polskich Sił Zbrojnych na Zachodzie, oficer wywiadu ofensywnego (morskiego) Armii Krajowej, Komendy Głównej AK, uczestnik Powstania Warszawskiego, więzień niemieckich obozów jenieckich: Lamsdorf, Gros-Born, Sandbostel, Lubeka (1944-1945). Przeszkolony ze specjalnością w wywiadzie morskim, zaprzysięzony na rotę ZWZ-AK 22 kwietnia 1943 w Audley End (Wielka Brytania)[161][162], zrzucony do okupowanej Polski w nocy 16/17 września 1943 w sezonie operacyjnym "Riposta", w operacji lotniczej „Neon 2”, w ekipie skoczków nr XXXI, z samolotu Halifax JN-911 „Z” (138 Dywizjon RAF). Start z lotniska RAF Tempsford, zrzut na placówkę odbiorczą "Wieszak", w okolicach miejscowości Mienia (14 km od Mińska Mazowieckiego). Razem z nim skoczyli: ppor. Otton Wiszniewski ps. Topola oraz kpt. mar. Bogusław Żurawski ps. Mistral[118][15].

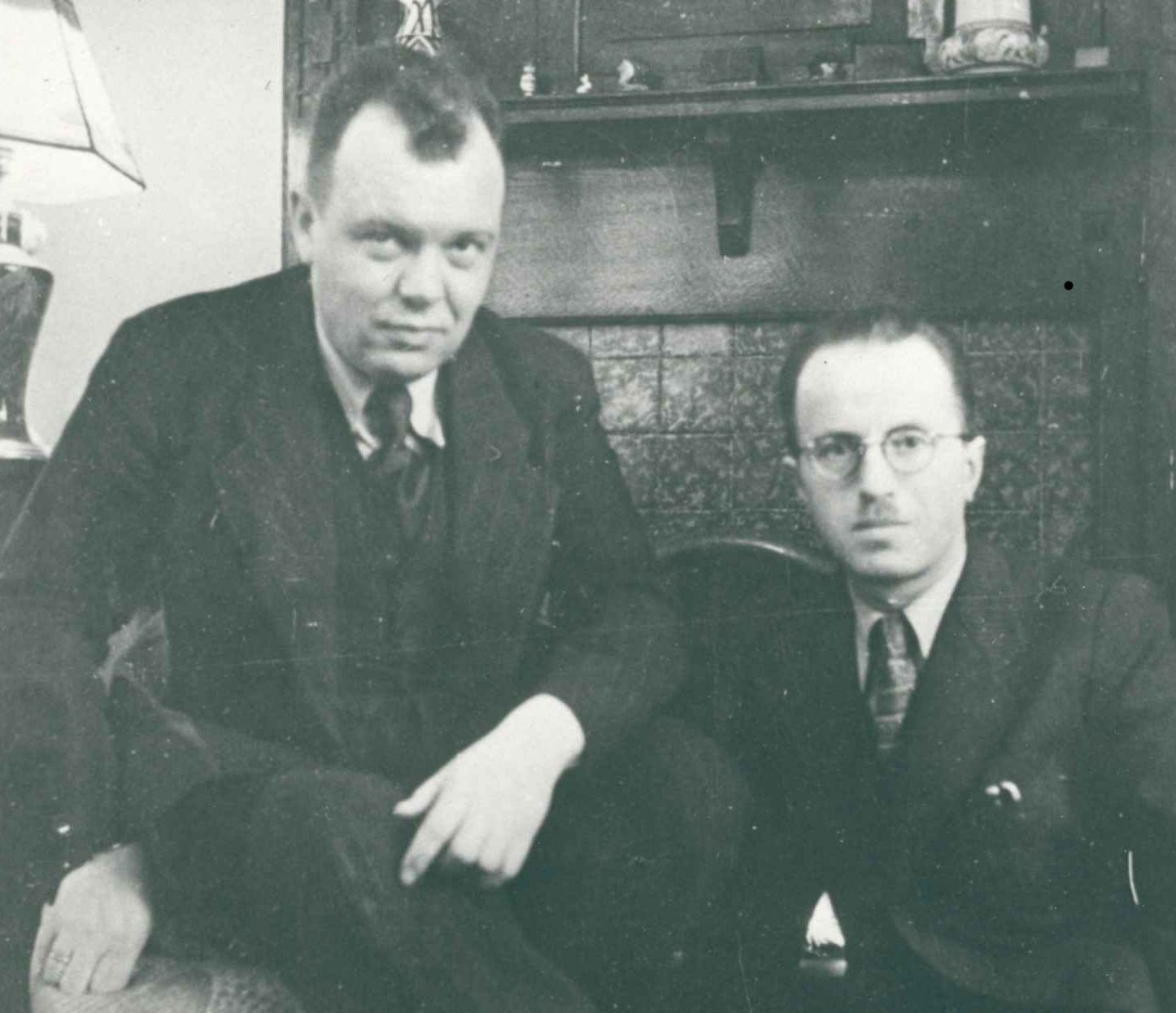
od lewej: Jan Górski (1905-1945) Maciej Kalenkiewicz (1906-1944)

- Jan Górski (1905-1945) ps. Chomik - współtwórca CC (wraz z Maciejem Kalenkiewiczem), major saperów, uczestnik walk o niepodległość Polski (1919-1920), harcerz, inżynier, oficer Wojska Polskiego, Polskich Sił Zbrojnych na Zachodzie, Sztabu Naczelnego Wodza, Armii Krajowej, m.in. szef sztabu, następnie komendant Obszaru Białystok AK, więzień gestapo, więziony i prawdopodobnie zamordowany w obozie koncentracyjnym KL Flossenbürg[30][163][164]. Potomek admirała Josepha de Ribas, założyciela i budowniczego Odessy. Zaprzysiężony na rotę ZWZ w kwietniu 1940 w Wersalu (Francja), zrzucony do okupowanej Polski w nocy 14/15 marca 1943 w sezonie operacyjnym "Intonacja", w operacji lotniczej "Step", w ekipie skoczków nr XXV, z samolotu Halifax DT-543 "G"(138 Dywizjon RAF). Start z lotniska RAF Tempsford, zrzut na placówkę odbiorczą "Bat", w okolicach miejscowości Książenice, 7 km. od Grodziska Mazowieckiego. Razem z nim skoczyli: ppor. Janusz Jarosz ps. Szermierz, ppor. Olgierd Stołyhwo ps. Stewa[165][15].

- Stefan Górski (1922-1948) – podporucznik piechoty, harcerz, żołnierz Polskich Sił Zbrojnych na Zachodzie, oficer Armii Krajowej, Kedywu Okręgu Łódź AK, instruktor dywersji, więzień UB, torturowany, skazany na śmierć, zamordowany (1947-1948)[16]. Przeszkolony ze specjalnością w dywersji, zaprzysiężony na rotę ZWZ-AK 4 sierpnia 1943 w Chicheley (Wielka Brytania)[166][167], zrzucony do okupowanej Polski w nocy 16/17 kwietnia 1944 w sezonie operacyjnym "Riposta", w operacji lotniczej „Weller 12”, w ekipie skoczków nr XLV, z samolotu Halifax JP-181 „C” (1586 Eskadra PAF). Start z lotniska Campo Casale nieopodal Brindisi, zrzut na placówkę odbiorczą "Kanapa", w okolicach miejscowości Baniocha k. Góry Kalwarii. Razem z nim skoczyli: ppor. Gustaw Heczko ps. Skorpion, ppor. Marian Kuczyński ps. Zwrotnica, ppor. Aleksander Tarnawski ps. Upłaz[165][15].

- Krzysztof Grodzicki (1915-1989) ps. Jabłoń - major kawalerii, oficer Wojska Polskiego, Armii Polskiej gen. Andersa, Polskich Sił Zbrojnych na Zachodzie, Armii Krajowej, Okręgu Kraków AK, więzień NKWD, skazany na śmierć (Moskwa, 1939-1940)[23]. Przeszkolony ze specjalnością w dywersji, zaprzysiężpony na rotę ZWZ-AK 14 lutego 1944[168][169], zrzucony do okupowanej Polski w nocy 21/22 maja 1944, w sezonie operacyjnym „Riposta”, w operacji „Weller 29”, w ekipie skoczków nr LIII, z samolotu Halifax JP-222 „E” (1586 Eskadra PAF). Start z lotniska Campo Casale nieopodal Brindisi, zrzut na placówkę odbiorczą "Kos", w okolicach miejscowości Wierzbno, 24 km od Krakowa. Razem z nim skoczyli: gen. bryg. Leopold Okulicki ps. Niedźwiadek, por. Marian Golarz ps. Góral 2, kpt. Tomasz Wierzejski ps. Zgoda 2, ppor. Władysław Marecki ps. Żabik 2, ppor. Zbigniew Waruszyński ps. Dewajtis 2[157][15].

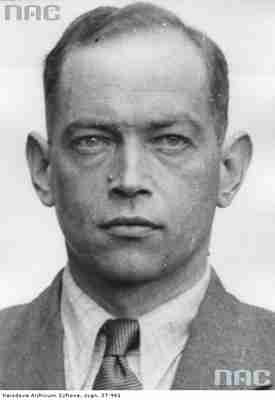
Jan Grycz (1910-1943)

- Zygmunt Gromnicki (1911-1994) ps. Gula - kapitan, oficer Wojska Polskiego, Polskich Sił Zbrojnych na Zachodzie, wywiadu morskiego Armii Krajowej, Komendy Głównej AK, uczestnik kampanii francuskiej, Powstania Warszawskiego, więzień niemieckich obozów jenieckich: Ożarów, Łambinowice, Gross-Born, Lubeka (1944-1945), więzień UB (1952-1953)[16]. Przeszkolony ze specjalnością w wywiadzie, zaprzysiężony na rotę ZWZ-AK 5 listopada 1943[170][171], zrzucony do okupowanej Polski w nocy 9/10 kwietnia 1944 w sezonie operacyjnym "Riposta", w operacji lotniczej „Weller 1”, w ekipie skoczków nr XXXVIII, z samolotu Halifax JP-180 „V”(1586 Eskadra PAF). Start z lotniska Campo Casale nieopodal Brindisi, zrzut na placówkę odbiorczą "Koc 1", w okolicach miejscowości Nieporęt, 9 km od Radzymina. Razem z nim skoczyli: st. sierż. Edward Kowalik ps. Ciupuś, st. sierż. Albin Łakomy ps. Twornik, ppłk. dypl. Felicjan Majorkiewicz ps. Iron[19][15].

- Bronisław Grun (1912-1989) ps. Szyb - kapitan piechoty, harcerz, oficer Wojska Polskiego, Polskich Sił Zbrojnych na Zachodzie,  Armii Krajowej, Kedywu Komendy Głównej AK, instruktor w Szkole Podchorążych Rezerwy Piechoty „Agrykola”. Przeszkolony ze specjalnością w dywersji, zaprzysiężony na rotę ZWZ-AK 24 sierpnia 1942[172][173], zrzucony do okupowanej Polski w nocy 25/26 stycznia 1943, w sezonie operacyjnym "Intonacja", w operacji lotniczej „Screwdriver”, w ekipie skoczków nr XVIII, z samolotu Halifax DT-726 "H" (138 Dywizjon RAF). Start z lotniska RAF Tempsford, zrzut na placówkę odbiorczą "Krzak", 16 km od Łowicza. Razem z nim skoczyli: ppor. Mieczysław Kwarciński ps. Ziut, ppor. Władysław Miciek ps. Młot oraz kurier ppor. Stanisław Łuczkiewicz ps. Sęp[174][15].

- Jan Grycz (1910-1943) ps. Dziadzio - podporucznik piechoty, oficer Wojska Polskiego, Polskich Sił Zbrojnych na Zachodzie, Armii Krajowej, Kedywu Okręgu Polesie AK, komendant Leśnej Szkoły Młodszych Dowódców Piechoty „Młodnik”, uczestnik kampanii norweskiej. Przeszkolony ze specjalnością w dywersji, zaprzysiężony na rotę ZWZ-AK 28 lipca 1942[175][176], zrzucony do okupowanej Polski w nocy 3/4 września 1942 w sezonie operacyjnym "Intonacja", w operacji lotniczej „Measles”, w ekipie skoczków nr XII, z samolotu Halifax W-7773 "S" (138 Dywizjon RAF). Start z lotniska RAF Tempsford, zrzut na placówkę „Żaba” w okolicach miejscowości Stachlew, 12 km od Łowicza. Razem z nim skoczyli: kpt. Julian Kozłowski ps. Cichy, por. Wincenty Michalczewski ps. Mir, por. Kazimierz Smolski ps. Sosna, kpt. Wacław Zaorski ps. Ryba, mjr. Wiktor Zarembiński ps. Zrąb[177][15].

## H

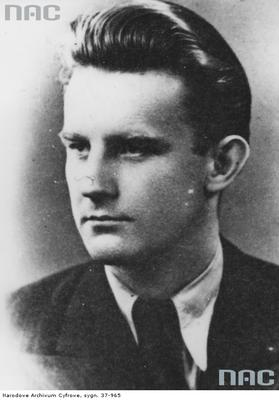
Stanisław Harasymowicz (1917-1994)

- Stanisław Harasymowicz (1917-1994) ps. Lalka - podporucznik artylerii, oficer Wojska Polskiego, Polskich Sił Zbrojnych na Zachodzie, Armii Krajowej, m.in. poleskiej bazy "Start II" Centrali Zaopatrzenia Terenu "Czata" 30 Dywizji Piechoty AK, uczestnik Powstania Warszawskiego. Przeszkolony ze specjalnością w dywersji, zaprzysiężony na rotę ZWZ-AK 5 listopada 1943 w Chicheley (Wielka Brytania)[178][179], zrzucony do okupowanej Polski w nocy 16/17 kwietnia 1944 roku w sezonie operacyjnym „Riposta”, w operacji lotniczej „Weller 15”, w ekipie skoczków nr XLV, z samolotu Halifax JP-236 „A” (1586 Eskadra PAF). Start z lotniska Campo Casale nieopodal Brindisi, zrzut na placówkę "Obraz" za ujściem Bugu - Narwi, w okolicach miejscowości Krawcowizna, 12 km od Tłuszcza. Razem z nim skoczyli: por. Jerzy Buyno ps. Gżegżółka (jego brat przyrodni), st. sierż. Mieczysław Psykała ps. Kalwadosik, mjr. dypl. Jerzy Szymański ps. Boga[79][15].

- Władysław Hauptman (1916-1988) ps. Gapa - podporucznik lotnictwa czasu wojny, żołnierz Wojska Polskiego, oficer Polskich Sił Zbrojnych na Zachodzie, Armii Krajowej, radiotelegrafista Komendy Głównej AK, uczestnik Powstania Warszawskiego, więzień NKWD (Łódź, Moskwa, 1945)[23]. Przeszkolony ze specjalnością w łączności radiowej dla lotnictwa oraz dywersji, zaprzysiężony na rotę ZWZ-AK 4 marca 1943 w Audley End (Wielka Brytania)[180][181], zrzucony do okupowanej Polski w nocy 8/9 kwietnia 1944, w sezonie operacyjnym "Riposta", w operacji lotniczej „Weller 6”, w ekipie skoczków nr XXXVI, z samolotu Halifax JP-207 "E" (1586 Eskadra PAF). Start z lotniska Campo Casale nieopodal Brindisi, zrzut na placówkę "Nil 1" w okolicach wsi Zamożna Wola i Rozprza. Razem z nim skoczyli: ppor. Kazimierz Niepla ps. Kawka, ppor. Jerzy Sztrom ps. Pilnik, ppor. Henryk Zachmost ps. Zorza[182][15].

- Gustaw Heczko-Kalinowski (1920-1988) ps. Skorpion - podporucznik broni pancernych, oficer Wojska Polskiego, Polskich Sił Zbrojnych na Zachodzie, Armii Krajowej, Okręgu Nowogródek AK. Przeszkolony ze specjalnością w dywersji i broni pancernej, zaprzysiężony na rotę ZWZ-AK 23 września 1943 w Chicheley (Wielka Brytania)[183][184], zrzucony do okupowanej Polski w nocy 16/17 kwietnia 1944 w sezonie operacyjnym "Riposta", w operacji lotniczej „Weller 12”, w ekipie skoczków nr XLV, z samolotu Halifax JP-181 „C” (1586 Eskadra PAF). Start z lotniska Campo Casale nieopodal Brindisi, zrzut na placówkę odbiorczą "Kanapa", w okolicach miejscowości Baniocha k. Góry Kalwarii. Razem z nim skoczyli: ppor. Stefan Górski ps. Brzeg, ppor. Marian Kuczyński ps. Zwrotnica, ppor. Aleksander Tarnawski ps. Upłaz[165][15].

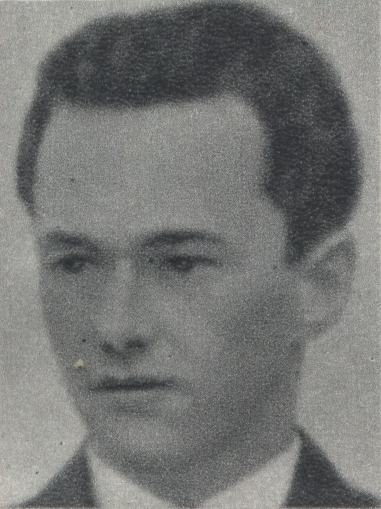
Jan Hörl (1921-1943)

- Stanisław Hencel(1918-1942) ps. Pik - porucznik saperów, oficer Wojska Polskiego, Polskich Sił Zbrojnych na Zachodzie, Armii Krajowej. Przeszkolony ze specjalnością w dywersji, zaprzysiężony na rotę ZWZ-AK 24 sierpnia 1942[185][186]. Miał zostać zrzucony do okupowanej Polski w sezonie operacyjnym "Intonacja"", w operacji lotniczej „Pliers”, w ekipie skoczków nr XVII, w nocy 29/30 października 1942. Samolot Halifax W-7773 "S" wystartował z lotniska RAF Tempsford pod Londynem, rozbił się ok. godz. 3 w nocy o skałę o nazwie Iljansbuknuten, pomiędzy miejscowościami Helleren i Refsland (Norwegia). Razem z nim polegli Cichociemni: ppor. Jerzy Bichniewicz ps. Błękitny, por. Wiesław Szpakowicz ps. Pak oraz załoga samolotu[48][15].

- Teodor Hoffmann (1913-1975) ps. Bugaj - major łączności, oficer Wojska Polskiego, Polskich Sił Zbrojnych na Zachodzie, Armii Krajowej, Komendy Okręgu Łódź AK, torturowany przez gestapo, odbity przez AK (1944). Przeszkolony ze spoecjalnością w dywersji oraz łączności, zaprzysiężony na rotę ZWZ-AK 12 stycznia 1942[187][188], zrzucony do okupowanej Polski w nocy 16/17 października 1944 w sezonie operacyjnym "Odwet", w operacji lotniczej „Wacek 1”, w ekipie skoczków nr LX, z samolotu Liberator KG-994 „R” (1586 Eskadra PAF). Start z lotniska Campo Casale niepodal Brindisi, zrzut na placówkę odbiorczą „Newa”, w okolicach miejscowości Tomawa, Żerechowa Kolonia, 19 km od Piotrkowa Trybunalskiego.Razem z nim skoczyli: ppor. Władysław Godzik ps. Skrzat, sierż. Władysław Flont ps. Grandziarz, płk. dypl. Wacław Kobyliński ps. Dziad, mjr Mieczysław Pękala ps. Bosak, rtm. Jan Różycki ps. Busik[131][15].

- Jan Hörl (1921-1943) ps. Frog - podporucznik broni pancernych, oficer Polskich Sił Zbrojnych na Zachodzie, Armii Krajowej, Okręgu Lublin AK, więziony i zamordowany przez gestapo (1943). Przeszkolony ze spoecjalnością w dywersji, zaprzysiężony na rotę ZWZ-AK 29 listopada 1942 w Audley End (Wielka Brytania)[189][190], zrzucony do okupowanej Polski w nocy 13/14 marca 1943 w sezonie operacyjnym "Intonacja", w operacji lotniczej „Stock”, w ekipie skoczków nr XXIV, z samolotu Halifax DT-726 "H" (138 Dywizjon RAF). Start z lotniska RAF Tempsford, wskutek błędu nawigatora zrzut poza planowaną placówkę odbiorczą „Koza”, w okolicach miejscowości Celestynów i Pilawa. Razem z nim skoczyli: ppłk. dypl. Kazimierz Iranek-Osmecki ps. Heller, ppor. Czesław Rossiński ps. Kozioł, ppor. Witold Strumpf ps. Sud[191][15].

## I

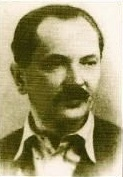
Antoni Iglewski (1899-1979)

- Antoni Iglewski (1899-1979) ps. Ponar - podpułkownik, uczestnik walk o niepodległość Polski (1915-1920), żołnierz POW, powstaniec wielkopolski, oficer Wojska Polskiego, Armii Polskiej gen. Andersa, Polskich Sił Zbrojnych na Zachodzie, Armii Krajowej, Komendy Okręgu Kraków AK, dowódca Samodzielnego Batalionu Szturmowego „Suszarnia” 106 Dywizji Piechoty AK, więzień NKWD, skazany na śmierć (Łubianka, 1941)[23], więzień UB (Kraków, Sieradz, 1947-1956)[16]. Podczas uwięzienia w Moskwie przesłuchiwany przez szefa NKWD Ławrientija Berię. Przeszkolony ze specjalnością w dywersji i broni pancernej[192][193], zrzucony do okupowanej Polski w nocy 17/18 lutego 1943 w sezonie operacyjnym "Intonacja", w operacji lotniczej „Wall”, w ekipie skoczków nr XXI, z samolotu Halifax DT-725 „J” (138 Dywizjon RAF). Start z lotniska RAF Tempsford, zrzut na placówkę "Lis", w okolicach miejscowości Cegłów i Zgiechów, 14 km od Mińska Mazowieckiego. Razem z nim skoczyli: ppor. Tadeusz Jaworski ps. Gont, ppor. Władysław Wiśniewski ps. Wróbel, ppor. Antoni Żychiewicz ps. Przerwa[33][15].

- Stefan Ignaszak (1911-2005) ps. Drozd - podpułkownik, oficer Wojska Polskiego, Polskich Sił Zbrojnych na Zachodzie,  oficer wywiadu ofensywnego Armii Krajowej (m.in. wytropił tajną niemiecką broń V2), Komendy Głównej AK, uczestnik Powstania Warszawskiego, więzień NKWD (1939)[23], więzień UB, skazany na śmierć (Warszawa, 1945-1951)[16]. Przeszkolony ze specjalnością w wywiadzie, zaprzysiężony na rotę ZWZ-AK 29 grudnia 1942[194][195], zrzucony do okupowanej Polski w nocy 13/14 marca 1943 roku, w sezonie operacyjnym "Intonacja", w operacji „Window”, w ekipie skoczków nr XXIV, z samolotu Halifax HR-666 „E” (138 Dywizjon RAF). Start z lotniska RAF Tempsford, zrzut na placówkę odbiorczą "Żbik", w okolicach miejscowości Lelów, 8 km. od Koniecpola. Razem z nim skoczyli: por. Antoni Chmielowski ps. Wołk, ppor. Stefan Jasieński ps. Alfa, ppor. Władysław Maksyś ps. Azot[92][15].Kazimierz Iranek-Osmecki (1897-1984)

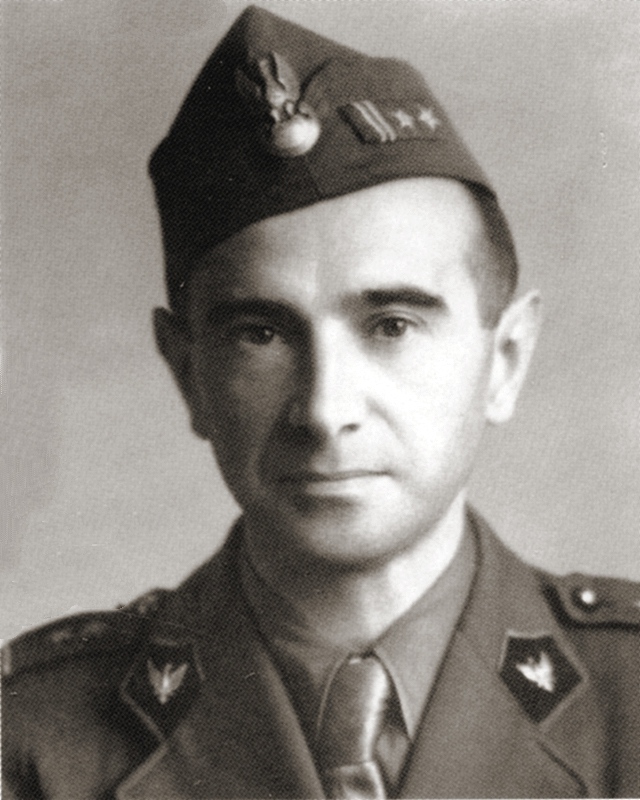
Kazimierz Iranek-Osmecki (1897-1984)

- Wiesław Ipohorski-Lenkiewicz (1910-1943) ps. Zagroda - porucznik broni pancernych, nauczyciel,  dziennikarz, oficer Wojska Polskiego, Polskich Sił Zbrojnych na Zachodzie, oficer wywiadu ofensywnego Armii Krajowej, Komendy Głównej AK, więziony i zamordowany przez Abwehrę (1943). Przeszkolony ze specjalnością w wywiadzie, zaprzysiężony na rotę ZWZ-AK[196][197], zrzucony do okupowanej Polski w nocy 30/31 marca 1942 w próbnym sezonie operacyjnym, w operacji lotniczej „Belt”, w ekipie skoczków nr VII, z samolotu Halifax L-9618 „W”. Start z lotniska RAF Tempsford, zrzut poza planowaną placówką „Błoto”, w okolicach miejscowości Podstoliska, 3,4 km od Tłuszcza. Razem z nim skoczyli: por. Stanisław Gilowski ps. Gotur, por. Jan Jokiel ps. Ligota, por. Aleksander Kułakowski ps. Rywal, płk. Józef Spychalski ps. Grudzień, por. Janusz Zalewski ps. Chinek oraz kurier Delegatury Rządu na Kraj st. uł. Stanisław Zaborowski ps. Grzegorz[152][15].

- Kazimierz Iranek-Osmecki (1897-1984) ps. Heller - pułkownik dyplomowany, uczestnik walk o niepodległość Polski (1913, 1916, 1920), oficer dyplomowany Wojska Polskiego, Polskich Sił Zbrojnych na Zachodzie, Sztabu Naczelnego Wodza, Armii Krajowej, szef wywiadu ofensywnego Komendy Głównej AK, uczestnik Powstania Warszawskiego, więzień niemieckich obozów jenieckich: Langwasser, Colditz, Altenmarkt im Pongau (1944-1945), współzałożyciel Studium Polski Podziemnej. Przeszkolony ze specjalnością w wywiadzie, zaprzysiężony na rotę ZWZ 13 grudnia 1939[198][199], zrzucony do okupowanej Polski w nocy 13/14 marca 1943 w sezonie operacyjnym "Intonacja", w operacji lotniczej „Stock”, w ekipie skoczków nr XXIV, z samolotu Halifax DT-726 "H" (138 Dywizjon RAF). Start z lotniska RAF Tempsford, wskutek błędu nawigatora zrzut poza planowaną placówkę odbiorczą „Koza”, w okolicach miejscowości Celestynów i Pilawa. Razem z nim skoczyli: ppor. Jan Hörl ps. Frog, ppor. Czesław Rossiński ps. Kozioł, ppor. Witold Strumpf ps. Sud[191][15].

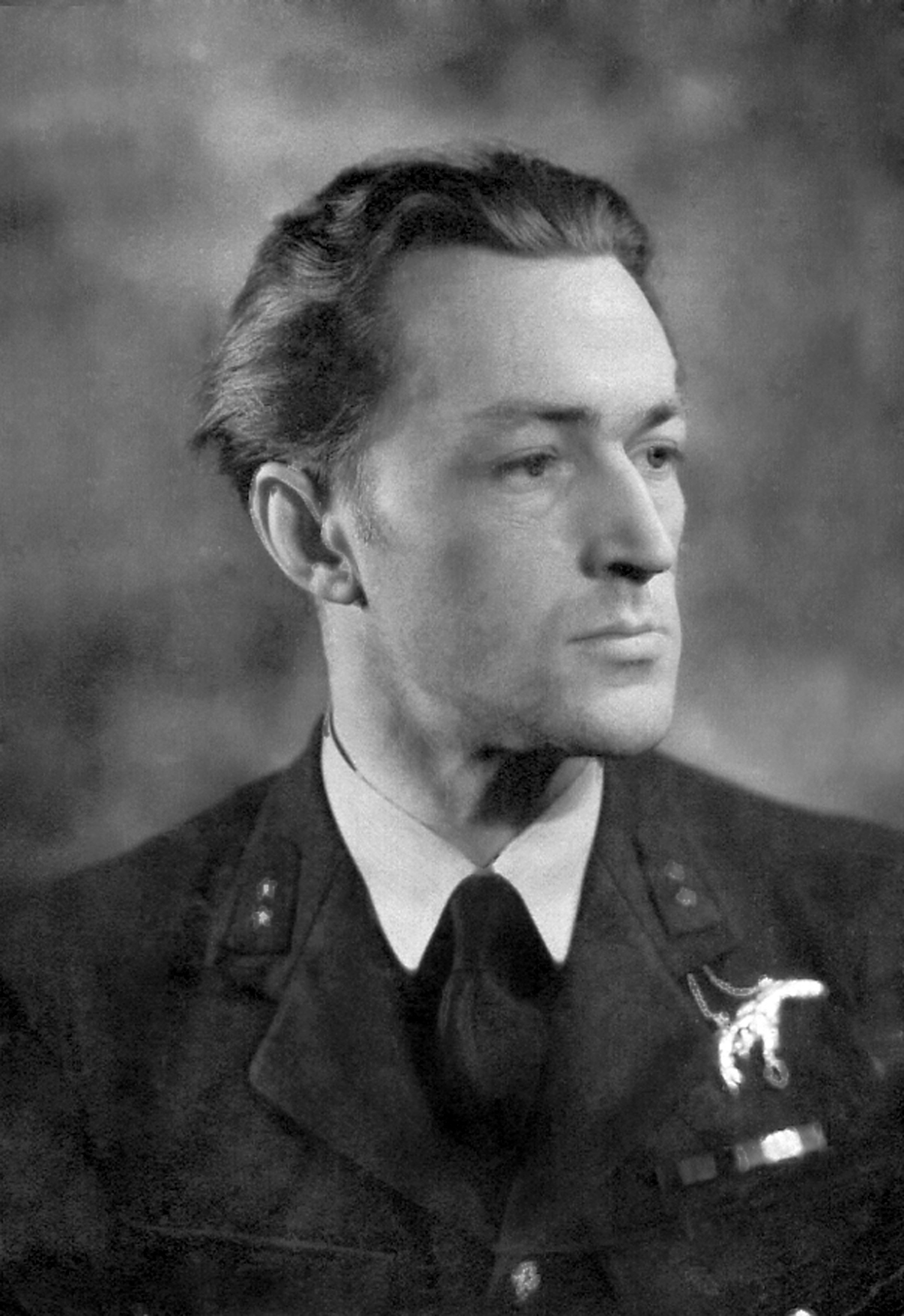
Jerzy Iszkowski (1914-1962)

- Jerzy Iszkowski (1914-1962) ps. Orczyk - major pilot, harcerz, oficer Wojska Polskiego, Polskich Sił Powietrznych, oficer Armii Krajowej, zastępca szefa referatu lotnictwa Oddziału III Komendy Okręgu Lublin AK, instruktor lotniczy, więzień NKWD i UB, skazany na śmierć (Lublin, 1945-1947), represjonowany[16]. Przeszkolony ze specjalnościa w dywersji oraz lotnictwie, zaprzysiężony na rotę ZWZ-AK 15 grudnia 1943 w Chicheley (Wielka Brytania)[200][201], zrzucony do okupowanej Polski w nocy 27/28 kwietnia 1944 w sezonie operacyjnym "Riposta", w operacji lotniczej Weller 21, w ekipie skoczków nr LVII, z samolotu Liberator EV-978 „R” (1586 Eskadra PAF). Start z lotniska Campo Casale nieopodal Brindisi, zrzut na placówkę odbiorczą „Koza”, w okolicach miejscowości Bychawka, Bystrzyca, 18 km od Lublina. Razem z nim skoczyli: płk. Jan Biały ps. Kadłub, mjr Bronisław Lewkowicz ps. Kurs, kpt. Edmund Marynowski ps. Sejm[45][15].

## J

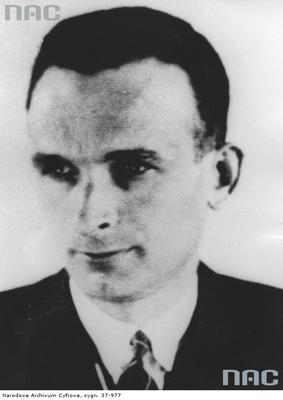
Bolesław Jabłoński (1909-1982)

- Bolesław Jabłoński (1909-1982) ps. Kalia - major, inżynier chemik, oficer Wojska Polskiego, Polskich Sił Zbrojnych na Zachodzie, oficer wywiadu ofensywnego Armii Krajowej, szef wywiadu Komendy Okręgu Łódź AK, uczestnik kampanii norweskiej, bitwy o Narvik, więzień NKWD, UB, torturowany, skazany (1949-1955)[16]. Przeszkolony ze specjalnością w wywiadzie, zaprzysiężony na rotę ZWZ-AK 7 kwietnia 1942 w Londynie (Wielka Brytania)[202][203], zrzucony do okupowanej Polski w nocy 1/2 września 1942 w sezonie operacyjnym "Intonacja", w operacji lotniczej „Chickenpox”, w ekipie skoczków nr X, z samolotu Halifax W-7775 „R” (138 Dywizjon RAF). Start z lotniska RAF Tempsford, zrzut na placówkę odbiorczą „Igła”, w okolicach miejscowości Mariew, Stanisławów (Kampinos), 13 km od Ożarowa Mazowieckiego. Razem z nim skoczyli: por. Władysław Kochański ps. Bomba, por. Franciszek Rybka ps. Kula, por. Stanisław Winter ps. Stanley, por. Jan Woźniak ps. Kwaśny[204][15].

- Henryk Jachciński (1917-1976) ps. Kret - porucznik piechoty, oficer Wojska Polskiego, Polskich Sił Zbrojnych na Zachodzie, Armii Krajowej, Kedywu Obszaru Zachodniego AK, uczestnik Powstania Warszawskiego, więzień niemieckiego obozu jenieckiego Altengrabow (1944-1945). Przeszkolony ze specjalnością w dywersji, zaprzysiężony na rotę ZWZ-AK 24 sierpnia 1942[205][206], zrzucony do okupowanej Polski w nocy 20/21 lutego 1943 w sezonie operacyjnym „Intonacja”, w operacji lotniczej „Rivet”, w ekipie skoczków nr XXIII, z samolotu Halifax DT-620 „T” (138 Dywizjon RAF). Start z lotniska RAF Tempsford, zrzut na placówkę „Okoń”, w okolicach miejscowości Okoń, Nakło, 11 km od Koniecpola. Razem z nim skoczyli: por. Marian Garczyński ps. Skała, ppor. Lech Rydzewski ps. Grom, por. Kazimierz Rzepka ps. Ognik[147][15].

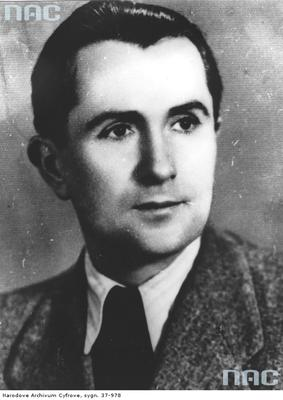
Bolesław Jackiewicz (1914-1982)

- Bolesław Jackiewicz (1914-1982) ps. Łabędź - major dyplomowany, oficer dyplomowany Wojska Polskiego, Polskich Sił Zbrojnych na Zachodzie, Armii Krajowej, Komendy Okręgu Radom - Kielce AK, Delegatury Sił Zbrojnych na Kraj, WiN, uczestnik kampanii norweskiej, więzień UB (Warszawa, 1945-1947)[16], poseł na Sejm PRL (1957–1961). Przeszkolony ze specjalnością w dywersji, zaprzysiężony na rotę ZWZ-AK 8 marca 1943 w Londynie (Wielka Brytania)[207][208], zrzucony do okupowanej Polski w nocy 8/9 kwietnia 1944 w sezonie operacyjnym "Riposta", w operacji lotniczej „Weller 4”, w ekipie skoczków nr XXXV, z samolotu Halifax LW-284 "T" (138 Dywizjon RAF). Start z lotniska Campo Cassale w Brindisi (Włochy), zrzut na placówkę odbiorczą "Mirt 1", w okolicach miejscowości Cisów k. Kielc. Razem z nim skoczyli: ppor. Edward Kiwer ps. Biegaj, rtm. Stanisław Raczkowski ps. Bułany, ppor. Ludwik Wiechuła ps. Jeleń[209][15].

- Stanisław Jagielski (1919-1944) ps. Gacek - podporucznik, oficer Wojska Polskiego, Polskich Sił Zbrojnych na Zachodzie, Armii Krajowej, dowódca Kedywu Inspektoratu Rejonowego Lublin i Puławy AK, aresztowany przez Niemców podczas pacyfikacji Ługowa, zamordowany. Przeszkolony ze specjalnością w dywersji, zaprzysiężony na rotę ZWZ-AK 24 sierpnia 1942 w Audley End (Wielka Brytania)[210][211], zrzucony do okupowanej Polski w nocy 1/2 października 1942 w sezonie operacyjnym "Intonacja", w operacji lotniczej „Gimlet”, w ekipie skoczków nr XIV, z samolotu Halifax W-7774 "T" (138 Dywizjon RAF). Start z lotniska RAF Tempsford, zrzut na placówkę odbiorczą „Zamek”, w okolicach miejscowości Pawłowice i Życzyn, 16 km od Dęblina.Razem z nim skoczyli: ppor. Marian Gołębiewski ps. Ster, ppor. Ewaryst Jakubowski ps. Brat, por. Władysław Klimowicz ps. Tama, ppor. Ryszard Kowalski ps. Benga, ppor. Jan Poznański ps. Pływak[160][15].

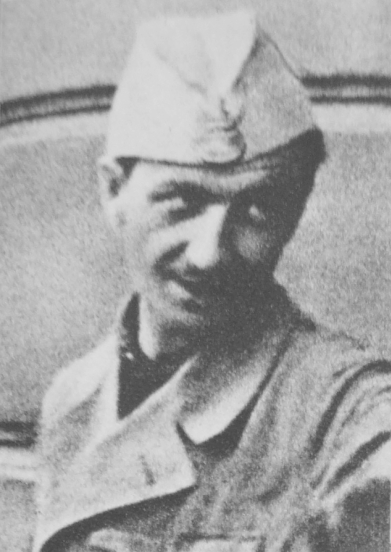
Stanisław Jankowski (1911-2002)

- Ewaryst Jakubowski (1920-1944) ps. Brat - porucznik, podchorąży Wojska Polskiego, oficer Polskich Sił Zbrojnych na Zachodzie, Armii Krajowej, Kedywu Okręgu Kielce AK, instruktor szkoły dywersji Kedywu „Zagajnik”, uczestnik Powstania Warszawskiego, adiutant dowódcy Brygady Dywersji „Broda 43”. Przeszkolony ze specjalnością w dywersji, zaprzysiężony na rotę ZWZ-AK[212][213], zrzucony do okupowanej Polski w nocy 1/2 października 1942 w sezonie operacyjnym "Intonacja", w operacji lotniczej „Gimlet”, w ekipie skoczków nr XIV, z samolotu Halifax W-7774 "T" (138 Dywizjon RAF). Start z lotniska RAF Tempsford, zrzut na placówkę odbiorczą „Zamek”, w okolicach miejscowości Pawłowice i Życzyn, 16 km od Dęblina. Razem z nim skoczyli: ppor. Marian Gołębiewski ps. Ster, ppor. Stanisław Jagielski ps. Gacek, por. Władysław Klimowicz ps. Tama, ppor. Ryszard Kowalski ps. Benga, ppor. Jan Poznański ps. Pływak[160][15].Stanisław Jankowski (1911-2002)

- Stanisław Jankowski (1911-2002) ps. Agaton - kapitan artylerii, harcerz, architekt urbanista, oficer Wojska Polskiego, Polskich Sił Zbrojnych na Zachodzie, wywiadu ofensywnego Armii Krajowej, Komendy Głównej AK, uczestnik Powstania Warszawskiego, adiutant gen. Tadeusza Komorowskiego ps. Bór, więzień niemieckich obozów jenieckich: Kruglanken, Langwasser, Colditz, Tittmonning, Laufen, Altenmarkt im Pongau (1944-1945). Przeszkolony ze specjalnością w wywiadzie, zaprzysiężony na rotę ZWZ-AK 11 grudnia 1941[214][215], zrzucony do okupowanej Polski w nocy 3/4 marca 1942, w próbnym sezonie operacyjnym, w operacji lotniczej „Collar”, w ekipie skoczków nr IV, z samolotu Halifax L-9618 "W". Start z lotniska RAF Stradishall, zrzut na placówkę odbiorczą "Pole", w okolicach miejscowości Łosinno, 7 km od Wyszkowa. Razem z nim skoczyli: por. Jan Kochański ps. Jarema, kpt. Zygmunt Milewicz ps. Róg, kpt. Bohdan Piątkowski ps. Mak, por. Franciszek Pukacki ps. Gzyms, por. Jan Rogowski ps. Czarka[216][15].

- Henryk Januszkiewicz (1917-1996) ps. Spokojny - kapitan, harcerz, oficer Polskich Sił Zbrojnych na Zachodzie, Armii Krajowej, Kedywu Okręgu Kraków AK, uczestnik zamachu na Hansa Franka, więzień UB, torturowany, skazany (Warszawa, 1945-1950)[16], represjonowany. Przeszkolony ze specjalnością w dywersji, zaprzysiężony na rotę ZWZ-AK 26 października 1942 w Audley End (Wielka Brytania)[217][218], zrzucony do okupowanej Polski w nocy 16/17 lutego 1943, w sezonie operacyjnym "Intonacja", w operacji lotniczej „Saw”, w ekipie skoczków nr XX, z samolotu Halifax DT-725 "J" (138 Dywizjon RAF). Start z lotniska RAF Tempsford, zrzut na placówkę odbiorczą "Koń", w okolicach miejscowości Sulejów, widły Pilicy i Czarnej, 21 km od Piotrkowa Trybunalskiego. Razem z nim skoczyli: ppor. Michał Busłowicz ps. Bociek, ppor. Bolesław Odrowąż - Szukiewicz ps. Bystrzec, ppor. Adolf Pilch ps. Góra[76][15].

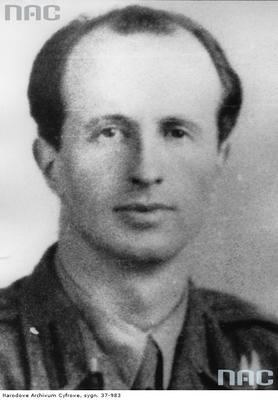
Janusz Jarosz (1916-1993)

- Janusz Jarosz (1916-1993) ps. Szermierz - porucznik artylerii, inżynier rolnik, szermierz, oficer Wojska Polskiego, Polskich Sił Zbrojnych na Zachodzie, Armii Krajowej, Okręgu Białystok AK, torturowany przez gestapo, więzień obozów koncentracyjnych: KL Auschwitz, KL Sachsenhausen, KL Buchenwald (1943-1945)[30]. Przeszkolony ze specjalnością w dywersji, zaprzysiężony na rotę ZWZ-AK 26 października 1942 w Audley End (Wielka Brytania)[219][220], zrzucony do okupowanej Polski w nocy 14/15 marca 1943 w sezonie operacyjnym "Intonacja", w operacji lotniczej "Step", w ekipie skoczków nr XXV, z samolotu Halifax DT-543 "G"(138 Dywizjon RAF). Start z lotniska RAF Tempsford, zrzut na placówkę odbiorczą "Bat", w okolicach miejscowości Książenice, 7 km. od Grodziska Mazowieckiego. Razem z nim skoczyli: mjr dypl. Jan Górski ps. Chomik, ppor. Olgierd Stołyhwo ps. Stewa[165][15].

- Stefan Jasieński (1914-1944) ps. Alfa - podporucznik, oficer Polskich Sił Zbrojnych na Zachodzie, wywiadu ofensywnego Armii Krajowej, Komendy Głównej AK, więziony i zamordowany w obozie koncentracyjnym KL Auschwitz (1944-1945)[30]. Przeszkolony ze specjalnością w wywiadzie, zaprzysiężony na rotę ZWZ-AK 29 grudnia 1942 w Audley End (Wielka Brytania)[221][222], zrzucony do okupowanej Polski w nocy 13/14 marca 1943 roku, w sezonie operacyjnym "Intonacja", w operacji „Window”, w ekipie skoczków nr XXIV, z samolotu Halifax HR-666 „E” (138 Dywizjon RAF). Start z lotniska RAF Tempsford, zrzut na placówkę odbiorczą "Żbik", w okolicach miejscowości Lelów, 8 km. od Koniecpola[92][15], zrzucony do okupowanej Polski w nocy 13/14 marca 1943 roku, w sezonie operacyjnym "Intonacja", w operacji „Window”, w ekipie skoczków nr XXIV, z samolotu Halifax HR-666 „E” (138 Dywizjon RAF). Start z lotniska RAF Tempsford, zrzut na placówkę odbiorczą "Żbik", w okolicach miejscowości Lelów, 8 km. od Koniecpola. Razem z nim skoczyli: por. Antoni Chmielowski ps. Wołk, por. Stefan Ignaszak ps. Drozd, ppor. Władysław Maksyś ps. Azot[92][15].Stefan Jasieński (1914-1944)

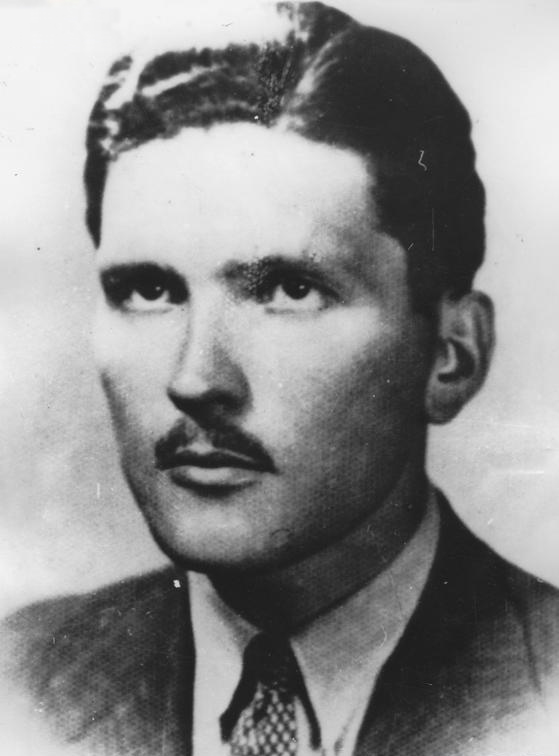
Stefan Jasieński (1914-1944)

- Antoni Jastrzębski (1915-1943) ps. Ugór - porucznik piechoty, oficer Wojska Polskiego, Polskich Sił Zbrojnych na Zachodzie, Armii Krajowej, Kedywu Okręgu Kielce AK. Przeszkolony ze specjalnością w dywersji, zaprzysiężony na rotę ZWZ-AK 24 sierpnia 1942[223][224], zrzucony do okupowanej Polski w nocy 2/3 października 1942 w sezonie operacyjnym "Intonacja", w operacji lotniczej „Lathe”, w ekipie skoczków nr XVI, z samolotu Halifax W-7773 "S" (138 Dywizjon RAF). Start z lotniska RAF Tempsford, zrzut na placówkę odbiorczą "Osa", w okolicach miejscowości Mokobody, 15 km od Siedlec. Razem z nim skoczyli: mjr. Tadeusz Stocki ps. Ćma, kpt. Władysław Szubiński ps. Dach.[225][15].

- Tadeusz Jaworski (1914-1945) ps. Gont - podporucznik, żołnierz Wojska Polskiego, oficer Polskich Sił Zbrojnych na Zachodzie, Armii Krajowej, Kedywu Okręgu Lwów AK, więzień obozów koncentracyjnych: KL Gross-Rosen, KL Buchenwald, zamordowany (1943-1945)[30]. Przeszkolony ze specjalnością w dywersji, zaprzysiężony na rotę ZWZ-AK 29 listopada 1952 w Audley End (Wielka Brytania)[226][227], zrzucony do okupowanej Polski w nocy 17/18 lutego 1943 w sezonie operacyjnym "Intonacja", w operacji lotniczej „Wall”, w ekipie skoczków nr XXI, z samolotu Halifax DT-725 „J”(138 Dywizjon RAF). Start z lotniska RAF Tempsford, zrzut na placówkę "Lis", w okolicach miejscowości Cegłów i Zgiechów, 14 km od Mińska Mazowieckiego. Razem z nim skoczyli: ppor. Antoni Iglewski ps. Ponar, ppor. Władysław Wiśniewski ps. Wróbel, ppor. Antoni Żychiewicz ps. Przerwa[33][15].

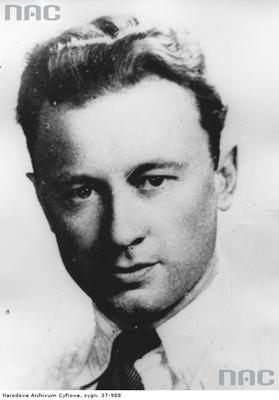
Jan Jokiel (1906-1996)

- Tadeusz Stanisław Jaworski (1910-1968) ps. Bławat - kapitan piechoty, oficer Wojska Polskiego, Polskich Sił Zbrojnych na Zachodzie, Armii Krajowej, uczestnik Powstania Warszawskiego, więzień niemieckich obozów jenieckich: Ożarów, Sandbostel, Lubeka (1944-1945). Zaprzysiężony na rotę ZWZ-AK 23 września 1943 w Chicheley (Wielka Brytania)[228][229], zrzucony do okupowanej Polski w nocy 4/5 maja 1944 w sezonie operacyjnym „Riposta”, w operacji lotniczej „Weller 17”, w ekipie skoczków nr XLIX, z samolotu Halifax JP-177 „P” (1586 Eskadra PAF). Start z lotniska Campo Casale nieopodal Brindisi, zrzut na placówkę odbiorczą "Mewa 1", w okolicach miejscowości Dalechowice, 15 km od Skalbmierza. Razem z nim skoczyli: ppor. Zdzisław Luszowicz ps. Szakal, por. Antoni Nosek ps. Kajtuś, por. Cezary Nowodworski ps. Głóg, por. Mieczysław Szczepański ps. Dębina, por. Czesław Trojanowski ps. Litwos[230][15].

- Jan Jokiel (1906-1996) ps. Ligota - major lotnictwa, wykładowca akademicki, oficer Wojska Polskiego, Polskich Sił na Zachodzie, oficer wywiadu Armii Krajowej, Komendy Głównej AK, m.in. kierownik referatu lotniczego Oddziału III Komendy Okręgu Kraków AK, uczestnik bitwy o Anglię. Przeszkolony ze specjalnością w wywiadzie, zaprzysiężony na rotę ZWZ-AK 13 stycznia 1942[231][232], zrzucony do okupowanej Polski w nocy 30/31 marca 1942 w próbnym sezonie operacyjnym, w operacji lotniczej „Belt”, w ekipie skoczków nr VII, z samolotu Halifax L-9618 „W”. Start z lotniska RAF Tempsford, zrzut poza planowaną placówką „Błoto”, wylądował w okolicach miejscowości Barycz, 8 km od Końskich, na terenie poligonu SS, w pobliżu obozu jeńców sowieckich. Razem z nim skoczyli: por. Stanisław Gilowski ps. Gotur, por. Wiesław Ipohorski-Lenkiewicz ps. Zagroda, por. Aleksander Kułakowski ps. Ligota, płk. Józef Spychalski ps. Grudzień, por. Janusz Zalewski ps. Chinek oraz kurier Delegatury Rządu na Kraj st. uł. Stanisław Zaborowski ps. Grzegorz[152][15].

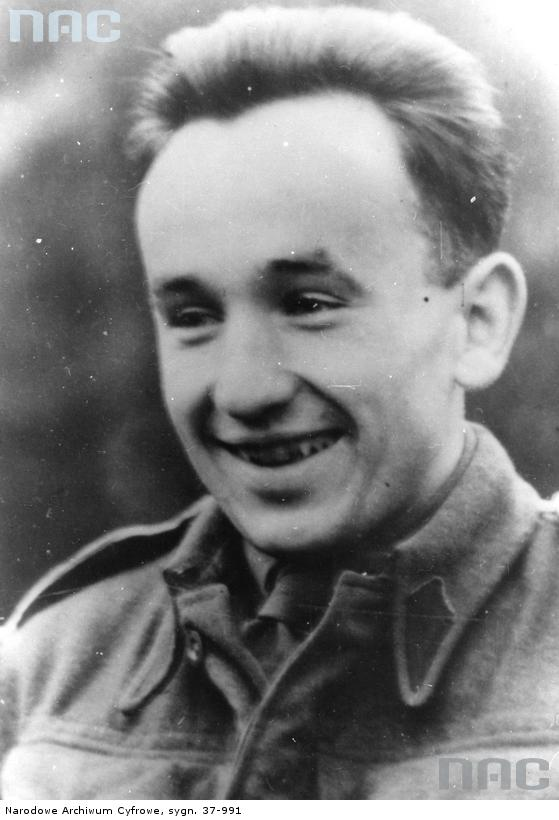
Longin Jurkiewicz (1920-1944)

- Marian Jurecki (1911-1941) ps. Orawa - rotmistrz, harcerz, oficer Wojska Polskiego, Polskich Sił Zbrojnych na Zachodzie, Armii Krajowej, pierwszy cichociemny który poległ w Polsce (1941). Przeszkolony ze specjalnością w dywersji, zaprzysiężony na rotę ZWZ-AK 4 kwietnia 1941[233][234], zrzucony do okupowanej Polski w nocy 27/28 grudnia 1941 w próbnym sezonie operacyjnym, w operacji lotniczej „Jacket”, w ekipie skoczków nr II, z samolotu Halifax L-9618 „W”. Start z lotniska RAF Leakenheath, zrzut "na dziko", wskutek błędu w nawigacji, poza planowaną placówkę odbiorczą, w okolicach miejscowości Brzozów Stary, na las Paulinka - Załusków, przy drodze Sochaczew - Gąbin (22 km od Łowicza), ok. 22 km. od granicy z Generalną Gubernią. Razem z nim skoczyli: mjr. dypl. Maciej Kalenkiewicz ps. Kotwicz, kpt. Alfred Paczkowski ps. Wania, kpt. Andrzej Świątkowski ps. Amurat oraz kurierzy Delegatury Rządu na Kraj: ppor. Tadeusz Chciuk ps. Celt i kpr. Wiktor Strzelecki ps. Buka[235][15].

- Longin Jurkiewicz (1920-1944) ps. Mysz - podporucznik piechoty, podoficer Polskich Sił Zbrojnych na Zachodzie, uczestnik kampanii norweskiej, bitwy o Narvik, oficer wywiadu ofensywnego Armii Krajowej, Komendy Głównej AK, więziony i zamordowany przez gestapo (1943-1944)[30]. Przeszkolony ze specjalnością w wywiadzie, zaprzysiężony na rotę ZWZ-AK 29 grudnia 1942 w Audley End (Wielka Brytania)[236][237], zrzucony do okupowanej Polski w nocy 13/14 marca 1943 w sezonie operacyjnym "Intonacja", w operacji lotniczej „Brick”, w ekipie skoczków nr XXIV, z samolotu Halifax DT-627 "P" (138 Dywizjon RAF). Start z lotniska RAF Tempsford, zrzut na placówkę odbiorczą "Wół", 14 km od miejscowości Końskie. Razem z nim skoczyli: mjr. Franciszek Koprowski ps. Dąb, ppor. Wojciech Lipiński ps. Lawina, ppor. Janusz Messing ps. Bekas[238][15].

## K

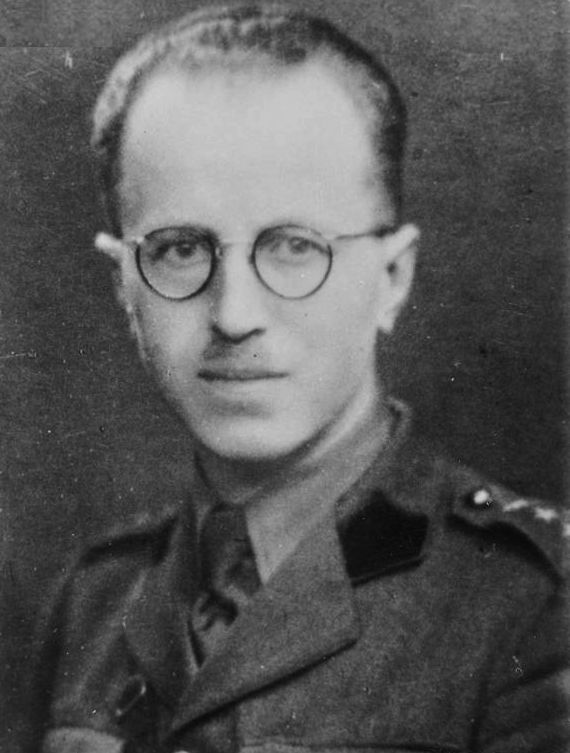
Maciej Kalenkiewicz (1906-1944)

- Maciej Kalenkiewicz (1906-1944) ps. Kotwicz - współtwórca CC (wraz z Janem Górskim), podpułkownik dyplomowany, inżynier, oficer Wojska Polskiego, Polskich Sił Zbrojnych na Zachodzie, Armii Krajowej, m.in.kierownik referatu operacyjnego Oddziału III Komendy Głównej ZWZ ,hubalczyk, dowódca partyzancki w Okręgu Nowogródek., współautor drugiego planu powstania powszechnego W-154. Zaprzysiężony na rotę ZWZ-AK 12 maja 1940 w Angers (Francja)[239][240], zrzucony do okupowanej Polski w nocy 27/28 grudnia 1941 w próbnym sezonie operacyjnym, w operacji lotniczej „Jacket”, w ekipie skoczków nr II, z samolotu Halifax L-9618 „W”. Start z lotniska RAF Leakenheath, zrzut "na dziko", wskutek błędu w nawigacji, poza planowaną placówkę odbiorczą, w okolicach miejscowości Brzozów Stary, na las Paulinka - Załusków, przy drodze Sochaczew - Gąbin (22 km od Łowicza), ok. 22 km. od granicy z Generalną Gubernią. Razem z nim skoczyli:  rtm. Marian Jurecki ps. Orawa, kpt. Alfred Paczkowski ps. Wania, kpt. Andrzej Świątkowski ps. Amurat oraz kurierzy Delegatury Rządu na Kraj: ppor. Tadeusz Chciuk ps. Celt i kpr. Wiktor Strzelecki ps. Buka[235][15].

- Jan Kamieński (1906-1987) ps. Cozas - podpułkownik dyplomowany piechoty, oficer Wojska Polskiego, Polskich Sił Zbrojnych na Zachodzie, Sztabu Naczelnego Wodza, Armii Krajowej,Komendy Głównej AK ,NIE, Narodowych Sił Zbrojnych, Delegatury Sił Zbrojnych na Kraj, uczestnik kampanii francuskiej, Powstania Warszawskiego. Zaprzysiężony na rotę ZWZ-AK 16 maja 1942[241][242], zrzucony do okupowanej Polski w nocy 8/9 kwietnia 1944 w sezonie operacyjnym "Riposta", w operacji lotniczej „Weller 7", w ekipie skoczków nr XXXVII, z samolotu Liberator BZ-965 "S" (1586 Eskadra PAF). Start z lotniska Campo Casale nieopodal Brindisi, zrzut na placówkę odbiorczą "Jodła", w widłach Pilicy i Wisły, w okolicach miejscowości Paprotnia, Łękawica, 12 km od stacji kolejowej Dobieszyn. Razem z nim skoczyli: ppor. Tadeusz Kobyliński ps. Hiena, por. Tadeusz Starzyński ps. Ślepowron oraz kurier ppor. Wiktor Karamać ps. Kabel[182][15].

- Bronisław Kamiński (1918-1944) ps. Golf - podporucznik piechoty, żołnierz Wojska Polskiego, oficer Polskich Sił Zbrojnych na Zachodzie, Armii Krajowej, Kedywu Podokręgu Rzeszów AK. Przeszkolony ze specjalnością w dywersji, zaprzysiężony na rotę ZWZ-AK 4 sierpnia 1943.[243][244], zrzucony do okupowanej Polski w nocy 14/15 kwietnia 1944 w sezonie operacyjnym "Riposta", w operacji lotniczej „Weller 11”, w ekipie skoczków nr XLII, z samolotu Halifax JP-180 „V” (1586 Eskadra PAF). Start z lotniska Campo Casale nieopodal Brindisi, zrzut na placówkę odbiorczą "Kura 1", w okolicach miejscowości Koniusze k. Proszowic, 17 km od Krakowa. Razem z nim skoczyli: ppor. Włodzimierz Lech ps. Powiślak, ppor. Jerzy Niemczycki ps. Janczar, ppor. Józef Wątróbski ps. Jelito[245][15].

Eugeniusz Kaszyński (1909-1976)

- Eugeniusz Kaszyński (1909-1976) ps. Nurt - major piechoty, oficer Wojska Polskiego, Armii Krajowej, zastępca dowódcy Kedywu Okręgu Radom-Kielce AK, zastępca dowódcy, następnie dowódca Zgrupowań Partyzanckich AK „Ponury”, dowódca Oddziałów Partyzanckich 2 Pułku Piechoty Legionów AK. Przeszkolony ze specjalnością w dywersji, zaprzysiężony na rotę ZWZ-AK 24 sierpnia 1942[246][247], zrzucony do okupowanej Polski w nocy 1/2 października 1942 w sezonie operacyjnym "Intonacja", w operacji lotniczej „Chisel”, w ekipie skoczków nr XV, z samolotu Halifax W-7776 „U” (138 Dywizjon RAF). Start z lotniska RAF Tempsford, zrzut na placówkę odbiorczą „Rak”, w okolicach miejscowości Łupiny, 11 km od Siedlec. Razem z nim skoczyli: por. Artur Linowski ps. Karp, ppor. Waldemar Szwiec ps. Robot, por. Adam Trybus ps. Gaj[160][15].

- Stanisław Kazimierczak (1912-1943) ps. Ksiądz - sierżant łączności, podoficer Straży Granicznej, Wojska Polskiego, Polskich Sił Zbrojnych na Zachodzie, Armii Krajowej, radiotelegrafista Komendy Głównej AK, więziony i zamordowany przez gestapo albo w obozie koncentracyjnym KL Auschwitz lub KL Neuengamme[30]. Przeszkolony ze specjalnością w łączności oraz dywersji, zaprzysiężony na rotę ZWZ-AK 5 października 1942[248][249], zrzucony do okupowanej Polski w nocy 16/17 lutego 1943, w sezonie operacyjnym "Intonacja", w operacji lotniczej „Vice”, w ekipie skoczków nr XX, z samolotu Halifax DT-727 „K” (138 Dywizjon RAF). Start z lotniska RAF Tempsford, zrzut na placówkę odbiorczą „Lila” w Kampinosie, 12 km od Mińska Mazowieckiego. Razem z nim skoczyli: kpt. Tadeusz Burdziński ps. Malina, mjr Feliks Dzikielewski ps. Oliw, plt. Michał Parada ps. Mapa[73][15].

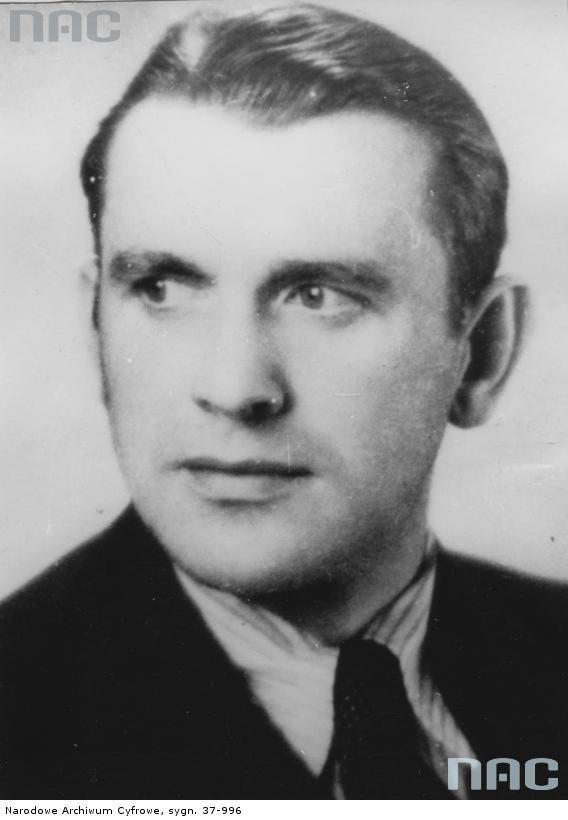
Stanisław Kazimierczak (1912-1943)

- Edward Kiwer (1919-1987) ps. Biegaj - porucznik piechoty, oficer Polskich Sił Zbrojnych na Zachodzie, Armii Krajowej, Kedywu Okręgu Radom-Kielce AK, WiN, uczestnik kampanii norweskiej, bitwy o Narvik, więzień NKWD, uwolniony przez AK (1945). Przeszkolony ze specjalnością w dywersji, zaprzysiężony na rotę ZWZ-AK 22 kwietnia 1943 w Audley End (Wielka Brytania)[250][251], zrzucony do okupowanej Polski w nocy 8/9 kwietnia 1944 w sezonie operacyjnym "Riposta", w operacji lotniczej „Weller 4”, w ekipie skoczków nr XXXV, z samolotu Halifax LW-284 "T" (138 Dywizjon RAF). Start z lotniska Campo Cassale w Brindisi (Włochy), zrzut na placówkę odbiorczą "Mirt 1", w okolicach miejscowości Cisów k. Kielc. Razem z nim skoczyli: kpt. dypl. Bolesław Jackiewicz ps. Łabędź, rtm. Stanisław Raczkowski ps. Bułany, ppor. Ludwik Wiechuła ps. Jeleń[209][15].

- Władysław Klimowicz (1910-1943) ps. Tama - porucznik saperów, oficer Wojska Polskiego, Polskich Sił Zbrojnych na Zachodzie, Armii Krajowej, Związku Odwetu Okręgu Śląsk AK, prawdopodobnie popełnił samobójstwo po aresztowaniu. Przeszkolony ze specjalnością w dywersji, zaprzysiężony na rotę ZWZ-AK 24 sierpnia 1942[252][253], zrzucony do okupowanej Polski w nocy 1/2 października 1942 w sezonie operacyjnym „Intonacja”, w operacji lotniczej „Gimlet”, w ekipie skoczków nr XIV, z samolotu Halifax W-7774 „T” (138 Dywizjon RAF). Start z lotniska RAF Tempsford, zrzut na placówkę odbiorczą „Zamek”, w okolicach miejscowości Pawłowice i Życzyn, 16 km od Dęblina. Razem z nim skoczyli: ppor. Marian Gołębiewski ps. Ster, ppor. Stanisław Jagielski ps. Gacek, ppor. Ewaryst Jakubowski ps. Brat, ppor. Ryszard Kowalski ps. Benga, ppor. Jan Poznański ps. Pływak[26][15].

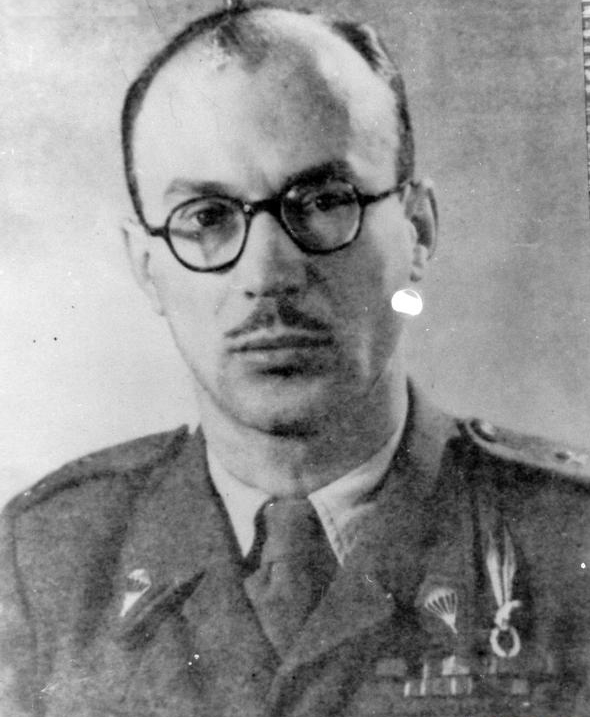
Tadeusz Klimowski (1911-1981)

- Tadeusz Klimowski (1911-1981) ps. Klon - major dyplomowany, nauczyciel, oficer Straży Granicznej, Polskich Sił Zbrojnych na Zachodzie, Armii Krajowej, m.in. dowódca II Odcinka "Wachlarza", komendant Inspektoratu Rejonowego Równe AK, szef Oddziału III Komendy Okręgu Wołyń AK, szef sztabu 27 Wołyńskiej Dywizji Piechoty AK, uczestnik Powstania Warszawskiego, dowódca Batalionu „Ostoja”, więzień niemieckich obozów jenieckich: Sandbostel, Murnau (1944-1945). Przeszkolony ze specjalnością w dywersji, zaprzysiężony na rotę ZWZ-AK 10 listopada 1941[254][255], zrzucony do okupowanej Polski w nocy 6/7 stycznia 1942, w próbnym sezonie operacyjnym, w operacji lotniczej „Shirt”, w ekipie skoczków nr III, z samolotu Halifax L-9618 „W”. Start z lotniska RAF Lakenheat (obecnie lotnisko USAF), zrzut na placówkę odbiorczą „Kocioł”, w okolicach miejscowości Cegłów, Stefanówka, 7 km od Mińska Mazowieckiego. Razem z nim skoczyli: ppłk. Henryk Krajewski ps. Trzaska, ppor. Jan Marek ps. Walka, por. Zbigniew Piasecki ps. Orlik, kpt. Jan Smela ps. Wir oraz kurier Delegatury Rządu na Kraj ppor. Benedykt Moszyński ps. Andrzej[256][15].

- Maksymilian Klinicki (1916-1984) ps. Wierzba 2 - major piechoty, oficer Wojska Polskiego, Polskich Sił Zbrojnych na Zachodzie, Armii Krajowej, Kedywu Okręgu Kraków AK, dowódca oddziału partyzanckiego "Grom",. Przeszkolony ze specjalnością w dywersji, zaprzysiężony na rotę AK 14 lutego 1944[257][258], zrzucony do okupowanej Polski w nocy 30/31 maja 1944 w sezonie operacyjnym "Riposta", w operacji lotniczej „Weller 30”, w ekipie skoczków nr LVI, z samolotu Halifax JP-222 „E” (1586 Eskadra PAF). Start z lotniska Campo Casale nieopodal Brindisi, zrzut na placówkę odbiorczą "Paszkot 1", w okolicach miejscowości Rakszawa, 7 km od Łańcuta. Razem z nim skoczyli: mjr Adolf Łojkiewicz ps. Ryś, por. Karol Pentz ps. Skała 2, ppor. Feliks Perekładowski ps. Przyjaciel 2, ppor. Tadeusz Tomaszewski ps. Wąwóz, mjr Stanisław Trondowski ps. Grzmot 2[259][15].

- Włodzimierz Klocek-Niewęgłowski (1921-1995) ps. Garłuch - porucznik piechoty, oficer Polskich Sił Zbrojnych na Zachodzie, Armii Krajowej, Kedywu Okręgu Lublin AK, uczestnik kampanii francuskiej. Przeszkolony ze specjalnością w dywersji i propagandzie, zaprzysiężony na rotę ZWZ-AK 4 marca 1943 w Audley End (Wielka Brytania)[260][261], zrzucony do okupowanej Polski w nocy 18/19 października 1943 w sezonie operacyjnym "Riposta", w operacji lotniczej „Oxygen 8”, w ekipie skoczków nr XXXIII, z samolotu Halifax JD-362 "L" (138 Dywizjon RAF). Start z lotniska RAF Foulsham (113 km od Tempsford), zrzut na placówkę odbiorczą "Obrus", w okolicach miejscowości Nieborów, 14 km od Łowicza. Razem z nim skoczyli: kpt. Michał Wilczewski ps. Uszka oraz kurier ppor. Franciszek Młynarz ps. Biegacz[262][15].Wacław Kobyliński (1896-1987)

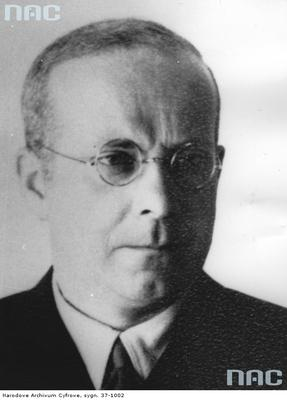
Wacław Kobyliński (1896-1987)

- Tadeusz Kobyliński (1914-1961) ps. Hiena - porucznik, policjant, podoficer Wojska Polskiego, oficer  Polskich Sił Zbrojnych na Zachodzie, wywiadu ofensywnego Armii Krajowej, Komendy Głównej AK, Delegatury Sił Zbrojnych na Kraj, WiN,  uczestnik kampanii francuskiej. Przeszkolony ze specjalnością w wywiadzie, zaprzysiężony na rotę ZWZ-AK 26 czerwca 1943 w Londynie (Wielka Brytania)[263][264], zrzucony do okupowanej Polski w nocy 8/9 kwietnia 1944 w sezonie operacyjnym "Riposta", w operacji lotniczej „Weller 7", w ekipie skoczków nr XXXVII, z samolotu Liberator BZ-965 "S" (1586 Eskadra PAF). Start z lotniska Campo Casale nieopodal Brindisi, zrzut na placówkę odbiorczą "Jodła", w widłach Pilicy i Wisły, w okolicach miejscowości Paprotnia, Łękawica, 12 km od stacji kolejowej Dobieszyn. Razem z nim skoczyli: mjr dypl. Jan Kamieński ps. Cozas, por. Tadeusz Starzyński ps. Ślepowron oraz kurier ppor. Wiktor Karamać ps. Kabel[182][15].

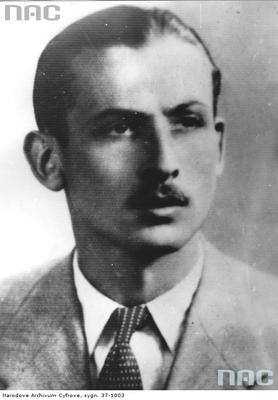
Jan Kochański (1914-1944)

- Wacław Kobyliński (1896-1987) ps. Dziad - pułkownik dyplomowany, uczestnik walk o niepodległość Polski (1918-1920), harcerz, podoficer Polskiej Siły Zbrojnej, oficer Wojska Polskiego, Polskich Sił Zbrojnych na Zachodzie, Armii Krajowej, więzień NKWD, UB (Warszawa, 1955-1956)[16], szykanowany w PRL, uczestnik wojny polsko–bolszewickiej, kampanii norweskiej, bitwy o Narvik. Zaprzysiężony na rotę ZWZ-AK 12 kwietnia 1942 w Audley End (Wielka Brytania)[265][266], zrzucony do okupowanej Polski w nocy 16/17 października 1944 w sezonie operacyjnym "Odwet", w operacji lotniczej „Wacek 1”, w ekipie skoczków nr LX, z samolotu Liberator KG-994 „R” (1586 Eskadra PAF). Start z lotniska Campo Casale niepodal Brindisi, zrzut na placówkę odbiorczą „Newa”, w okolicach miejscowości Tomawa, Żerechowa Kolonia, 19 km od Piotrkowa Trybunalskiego. Razem z nim skoczyli: sierż. Władysław Flont ps. Grandziarz, ppor. Władysław Godzik ps. Skrzat, kpt. Teodor Hoffman ps. Bugaj, mjr Mieczysław Pękala ps. Bosak, rtm. Jan Różycki ps. Busik[131][15].Jan Kochański (1914-1944)

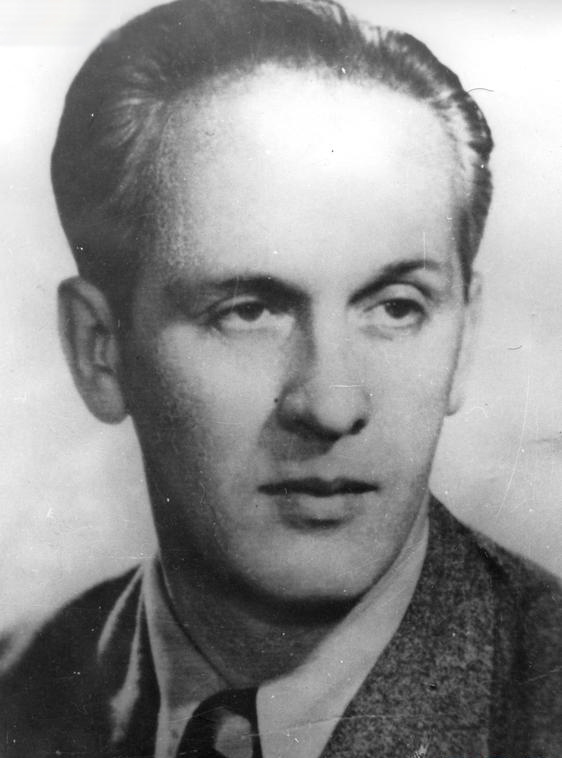
Władysław Kochański (1918-1980)

- Jan Kochański (1914-1944) ps. Jarema - kapitan piechoty, oficer Wojska Polskiego, Polskich Sił Zbrojnych na Zachodzie, wywiadu ofensywnego Armii Krajowej, Komendy Głównej AK, więziony i zamordowany przez Abwehrę. Przeszkolony ze specjalnością w wywiadzie, zaprzysiężony na rotę ZWZ-AK 11 grudnia 1941[267][268], zrzucony do okupowanej Polski w nocy 3/4 marca 1942, w próbnym sezonie operacyjnym, w operacji lotniczej „Collar”, w ekipie skoczków nr IV, z samolotu Halifax L-9618 "W". Start z lotniska RAF Stradishall, zrzut na placówkę odbiorczą "Pole", w okolicach miejscowości Łosinno, 7 km od Wyszkowa. Razem z nim skoczyli: por. Stanisław Jankowski ps. Agaton, kpt. Zygmunt Milewicz ps. Róg, kpt. Bohdan Piątkowski ps. Mak, por. Franciszek Pukacki ps. Gzyms, por. Jan Rogowski ps. Czarka[216][15].Władysław Kochański (1918-1980)

- Władysław Kochański (1918-1980) ps. Bomba - kapitan, harcerz, oficer Wojska Polskiego, Polskich Sił Zbrojnych na Zachodzie, Armii Krajowej, II Odcinka "Wachlarza", Kedywu, Inspektoratu Rejonowego Równe Okręgu Wołyń AK, więzień NKWD, sowieckich łagrów: Tiemłag, łagier nr 5 MWD, Kołyma (1945-1955)[23], szykanowany przez SB. Przeszkolony ze specjalnością w dywersji, zaprzysiężony na rotę ZWZ-AK 7 kwietnia 1942[269][270], zrzucony do okupowanej Polski w nocy 1/2 września 1942 w sezonie operacyjnym "Intonacja", w operacji lotniczej „Chickenpox”, w ekipie skoczków nr X, z samolotu Halifax W-7775 „R” (138 Dywizjon RAF). Start z lotniska RAF Tempsford, zrzut na placówkę odbiorczą „Igła”, w okolicach miejscowości Mariew, Stanisławów (Kampinos), 13 km od Ożarowa Mazowieckiego. Razem z nim skoczyli: por. Bolesław Jabłoński ps. Kalia, por. Franciszek Rybka ps. Kula, por. Stanisław Winter ps. Stanley, por. Jan Woźniak ps. Kwaśny[204][15].Bronisław Konik (1913-2001)

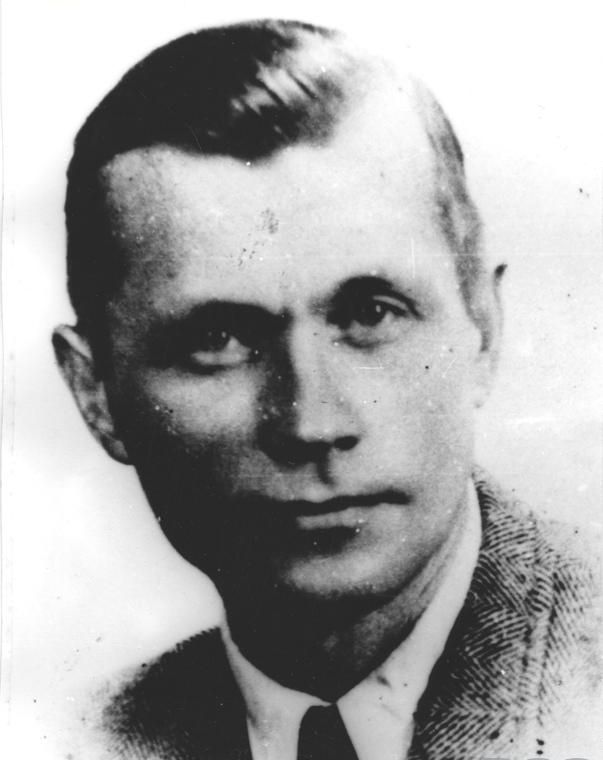
Bronisław Konik (1913-2001)

- Stanisław Kolasiński (1916-1996) ps. Ulewa - kapitan, harcerz, oficer Wojska Polskiego, Polskich Sił Zbrojnych na Zachodzie, Armii Krajowej, Kedywu Okręgu Lwów AK, WiN. Przeszkolony ze specjalnością w dywersji, zaprzysiężony na rotę ZWZ-AK 31 stycznia 1943[271][272], zrzucony do okupowanej Polski w nocy 13/14 marca 1943 w sezonie operacyjnym "Intonacja", w operacji lotniczej „Door”, w ekipie skoczków nr XXIV, z samolotu Halifax BB-281 „O” (138 Dywizjon RAF). Start z lotniska RAF Tempsford, zrzut na placówkę odbiorczą „Kra”, 8 km od Zwolenia, w Puszczy Kozienickiej. Razem z nim skoczyli: ppor. Adam Riedl ps. Rodak, ppor. Lech Zabierek ps. Wulkan oraz Węgier (radiotelegrafista) Ivan Szabo ps. Hun[238][15].

- Bronisław Konik (1913-2001) ps. Sikora - major, oficer Wojska Polskiego,  Armii Polskiej gen. Andersa, Armii Krajowej, Obszaru Lwów AK, więzień UB, NKWD, sowieckich łagrów: Kandałaksza (1939-1941), Stalinogorsk (1944-1945)[23]. Przeszkolony ze specjalnością w dywersji, zaprzysiężony na rotę ZWZ-AK 15 grudnia 1943[273][274], zrzucony do okupowanej Polski w nocy 24/25 maja 1944 w sezonie operacyjnym "Riposta", w operacji lotniczej „Weller 23”, w ekipie skoczków nr LIV, z samolotu Halifax JP-180 „V” (1586 Eskadra PAF). Start z lotniska Campo Casale nieopodal Brindisi, zrzut na placówkę odbiorczą "Koliber 2", w okolicach miejscowości Zabierzów Bocheński, 11 km od Bochni, na skraju Puszczy Niepołomickiej. Razem z nim skoczyli: por. Zbigniew Matula ps. Radomyśl, kpt. Michał Nowakowski ps. Harpun, por. Alfred Pokultinis ps. Fon, ppor. Zbigniew Wilczkiewicz ps. Kij oraz kurier ppor. Jan Nodzyński ps. Łuk[275][15].

- Ignacy Konstanty (1906-1972) ps. Szmaragd - podporucznik, nauczyciel, podchorąży Wojska Polskiego, oficer Polskich Sił Zbrojnych na Zachodzie, Armii Krajowej, Okręgu Lublin AK, uczestnik Powstania Warszawskiego, zbiegł z konwoju do niemieckiego obozu jenieckiego w Pruszkowie. Przeszkolony ze specjalnością w dywersji, zaprzysiężony na rotę ZWZ-AK 30 stycznia 1943[276][277], zrzucony do okupowanej Polski w nocy 19/20 narca 1943 w sezonie operacyjnym "Intonacja", w operacji lotniczej „Beam”, w ekipie skoczków nr XXVII, z samolotu Halifax BB-340 „D” (138 Dywizjon RAF). Start z lotniska RAF Tempsford pod Londynem, zrzut na placówkę odbiorczą "Mewa", w okolicach miejscowości Odrowąż, Wielka Dabrówka, 12 km od Opoczna. Razem z nim skoczyli: ppor. Wilhelm Pluta ps. Pion, ppor. Wiktor Wiącek ps. Kanarek[278][15].

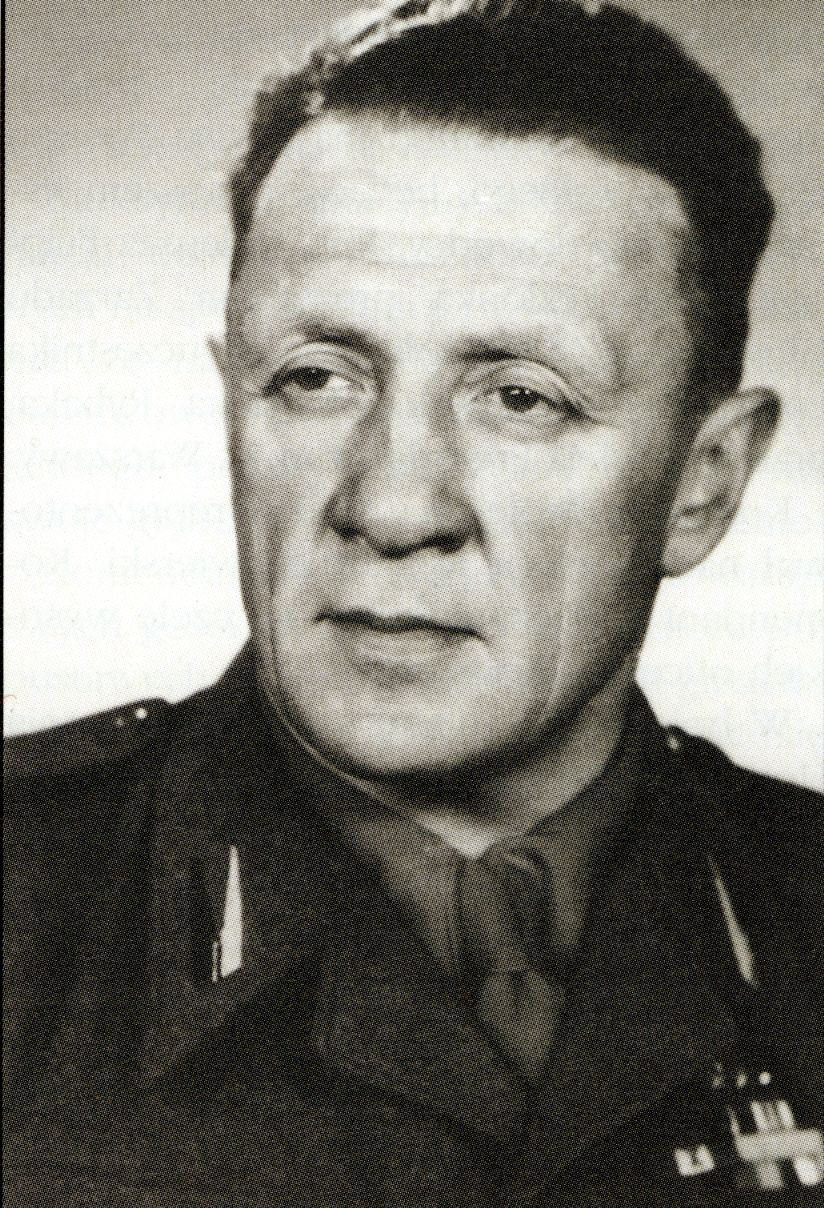
Bolesław Kontrym (1898-1953)

- Bolesław Kontrym (1898-1953) ps. Żmudzin - major, uczestnik walk o niepodległość Polski (1917-1918), oficer Armii Czerwonej (1918–1922), oficer Policji Państwowej II R.P., Wojska Polskiego, Polskich Sił Zbrojnych na Zachodzie, Armii Krajowej, m.in. dowódca III Odcinka "Wachlarza", szef służby śledczej Polskiego Państwa Podziemnego, organizator i dowódca oddziału dyspozycyjnego Delegatury Rządu Na Kraj "Sztafeta" - "Podkowa" ("Pilawa"), uczestnik Powstania Warszawskiego, więzień niemieckich obozów jenieckich: Lamsdorf, Falingbostel, Gross-Born, Sandbostel, Bergen-Belsen (1944-1945), więzień UB, skazany na śmierć, zamordowany (1948-1953)[16]. Uczestnik kursu szturmowego oraz spadochronowego, zaprzysiężony na rotę ZWZ-AK 7 kwietnia 1942[279][280], zrzucony do okupowanej Polski w nocy 1/2 września 1942 w sezonie operacyjnym "Intonacja", w operacji lotniczej "Smallpox", w ekipie skoczków nr XI, z samolotu Halifax W-7773 "S" (138 Dywizjon RAF). Start z lotniska RAF Tempsford, zrzut na placówkę odbiorczą "Rogi", na terenie nadleśnictwa Łoś-Rogatki, w okolicach miejscowości Bogatki, 16 km na północny wschód od Grójca. Razem z nim skoczyli: por. Mieczysław Eckhardt ps. Bocian, ppor. Michał Fijałka ps. Kawa, por. Wacław Kopisto ps. Kra, por. Hieronim Łagoda ps. Lak, por. Leonard Zub-Zdanowicz ps. Ząb[128][15].

- Wacław Kopisto (1911-1993) ps. Kra - kapitan piechoty, oficer Wojska Polskiego, Polskich Sił Zbrojnych na Zachodzie, Armii Krajowej, uczestnik akcji na więzienie w Pińsku, dowódca Kedywu Inspektoratu Rejonowego Łuck Okręg Wołyń AK, więzień NKWD, sowieckich łagrów: Kołyma, Komi, Magadan, Kotłas Tajszet (1944-1953)[23], represjonowany przez UB. Przeszkolony ze specjalnością w dywersji, zaprzysiężony na rotę ZWZ-AK 7 kwietnia 1942[281][282], zrzucony do okupowanej Polski w nocy 1/2 września 1942 w sezonie operacyjnym "Intonacja", w operacji lotniczej "Smallpox", w ekipie skoczków nr XI, z samolotu Halifax W-7773 "S" (138 Dywizjon RAF). Start z lotniska RAF Tempsford, zrzut na placówkę odbiorczą "Rogi", na terenie nadleśnictwa Łoś-Rogatki, w okolicach miejscowości Bogatki, 16 km na północny wschód od Grójca. Razem z nim skoczyli: por. Mieczysław Eckhardt ps. Bocian, ppor. Michał Fijałka ps. Kawa, kpt. Bolesław Kontrym ps. Żmudzin, por. Hieronim Łagoda ps. Lak, por. Leonard Zub-Zdanowicz ps. Ząb[128][15].

- Franciszek Koprowski (1895-1967) ps. Dąb - major, uczestnik walk o niepodległość Polski (1919-1920), oficer Wojska Polskiego, Polskich Sił Zbrojnych na Zachodzie, wywiadu Sztabu Głównego WP, wywiadu ofensywnego Armii Krajowej, Komendy Głównej AK, komendant STS 38, uczestnik Powstania Wielkopolskiego, wojny polsko-bolszewickiej, mistrz Polski i olimpijczyk w pięcioboju nowoczesnym, więzień gestapo, NKWD, sowieckich łagrów: Morszańsk, Ostaszków (1944-1948)[23]. Przeszkolony ze specjalnością w wywiadzie, zaprzysiężony na rotę ZWZ-AK 29 grudnia 1942[283][284], zrzucony do okupowanej Polski w nocy 13/14 marca 1943 w sezonie operacyjnym "Intonacja", w operacji lotniczej „Brick”, w ekipie skoczków nr XXIV, z samolotu Halifax DT-627 "P" (138 Dywizjon RAF). Start z lotniska RAF Tempsford, zrzut na placówkę odbiorczą "Wół", 14 km od miejscowości Końskie. Razem z nim skoczyli: ppor. Longin Jurkiewicz ps. Mysz, ppor. Wojciech Lipiński ps. Lawina, ppor. Janusz Messing ps. Bekas[238][15].

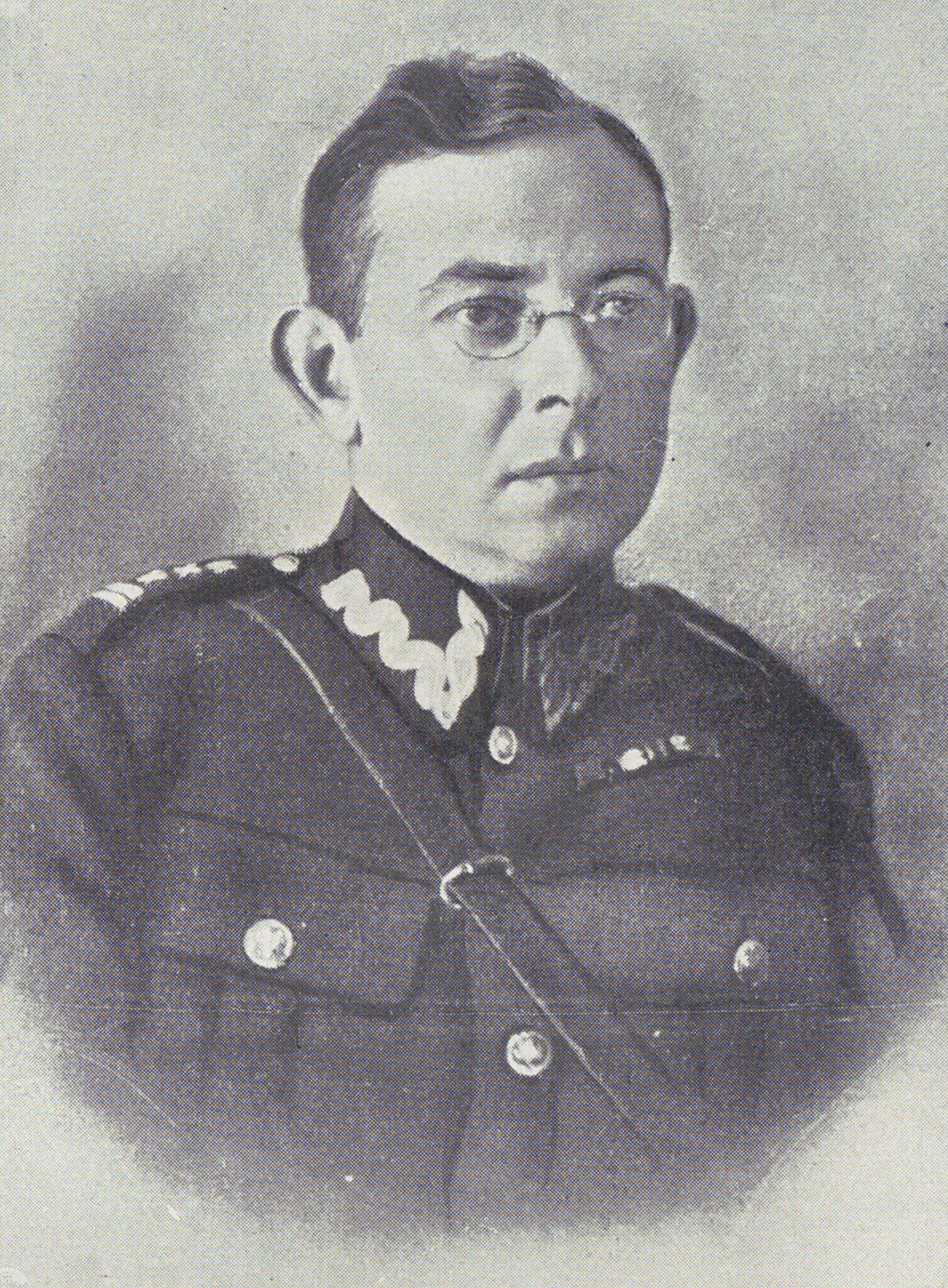
Tadeusz Kossakowski (1888-1965)

- Tadeusz Kossakowski (1888-1965) ps. Krystynek - generał dywizji, uczestnik walk o niepodległość Polski (1909-1920), oficer Polskich Sił Zbrojnych na Zachodzie, Armii Krajowej, szef produkcji środków walki Komendy Podobwodu Śródmieście Południowe oraz Komendy Okręgu Warszawa AK, inżynier, inicjator polskiego przemysłu motoryzacyjnego, uczestnik wojny polsko–bolszewickiej, obu wojen światowych, Powstania Warszawskiego, więzień niemieckich obozów jenieckich: Ożarów, Kruglanken, Langwaser, Colditz, Koenigstein, Laufen, Tittmonning, Altenmarkt im Pongau (1944-1945), najstarszy wiekiem cichociemny[285][286]. Przerzucony do okupowanej Polski w nocy 29/30 maja 1944 r., w ekipie skoczków LV, w sezonie operacyjnym "Riposta", w operacji lotniczej „Wildhorn II” (Most 2), podczas której samolot Douglas Dakota KG-477 "V" (1586 Eskadra PAF) lądował na polowym lądowisku „Motyl”, w okolicach wsi Wał - Ruda, 18 km od Tarnowa. Razem z nim wylądował ppłk. Romuald Bielski ps. Bej, z okupowanej Polski do Londynu powrócił płk Roman Rudkowski ps. Rudy[57][15].

- Tomasz Kostuch (1916-1992) ps. Bryła - podpułkownik, oficer Wojska Polskiego, Polskich Sił Zbrojnych na Zachodzie, Armii Krajowej, Komendy Obszaru Warszawa AK, LWP, uczestnik Powstania Warszawskiego, więzień niemieckich obozów jenieckich: Ożarow, Sandbostel, Lubeka (1944-1945), więzień GZI, tortutowany, skazany na dożywocie (Warszawa, 1952-1956)[16]. Przeszkolony ze specjalnością w dywersji i broni pancernej, zaprzysiężony na rotę ZWZ-AK 23 września 1943 w Chicheley (Wielka Brytania)[287][288], przerzucony do okupowanej Polski w nocy 15/16 kwietnia 1944, w sezonie operacyjnym "Riposta", w operacji lotniczej „Wildhorn I” (Most 1), w ekipie skoczków nr XLIII, na placówkę odbiorczą "Bąk". Samolot Dakota FD-919 "I" (267 Dywizjon RAF) wylądował na polowym lotnisku w okolicach miejscowości Matczyn, 35 km od Lublina. Razem z nim wylądował mjr Narcyz Łopianowski ps. Sarna[289][15].

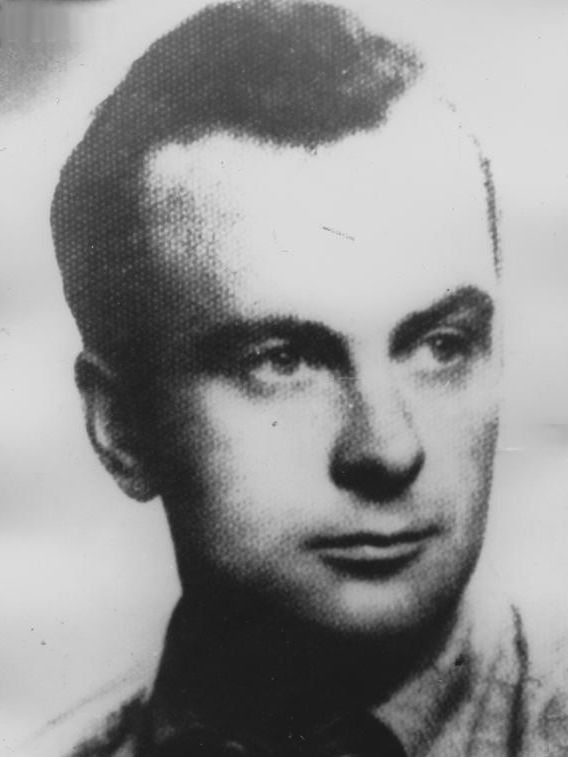
Stanisław Kotorowicz (1916-1943)

- Stanisław Kotorowicz (1916-1943) ps. Kron - porucznik saper, harcerz, oficer Wojska Polskiego, Polskich Sił Zbrojnych na Zachodzie, Armii Krajowej, Kedywu Komendy Głównej AK, instruktor szkoły dywersji Kedywu „Zagajnik”, uczestnik akcji w Celestynowie. Przeszkolony ze specjalnością w dywersji, zaprzysiężony na rotę ZWZ-AK 28 lipca 1942[290][291], zrzucony do okupowanej Polski w nocy 1/2 października 1942 r. w sezonie operacyjnym "Intonacja", w operacji lotniczej "Hammer", w ekipie skoczków nr XIII, z samolotu Halifax W-1229 "A" (138 Dywizjon RAF). Start z lotniska RAF Tempsford pod Londynem, zrzut na placówkę odbiorczą "Bór", w okolicach miejscowości Gościewicz, Głosków (6,5 km od Garwolina). Razem z nim skoczyli: kpt. Adam Borys ps. Pług, mjr Bronisław Żelkowski ps. Dąbrowa oraz kurier Delegatury Rządu na Kraj st. strz. Jan Cegłowski ps. Konik[70][15].

- Edward Kowalik (1916-1987) ps. Ciupuś - porucznik lotnictwa, podoficer Wojska Polskiego, oficer Polskich Sił Zbrojnych na Zachodzie, Armii Krajowej, radiomechanik, radiotelegrafista, instruktor łączności Komendy Głównej AK, obsługiwał m.in. łączność KG AK z Oddziałem VI (Specjalnym) SNW w Londynie, uczestnik Powstania Warszawskiego, więzień NKWD (Łódź, Moskwa, 1945). Przeszkolony ze specjalnością w łączności radiowej dla lotnictwa, radiomechanik i operator oraz w dywersji, zaprzysiężony na rotę ZWZ-AK 4 marca 1943 w Audley End (Wielka Brytania)[292][293], zrzucony do okupowanej Polski w nocy 9/10 kwietnia 1944 w sezonie operacyjnym "Riposta", w operacji lotniczej „Weller 1”, w ekipie skoczków nr XXXVIII, z samolotu Halifax JP-180 „V”(1586 Eskadra PAF). Start z lotniska Campo Casale nieopodal Brindisi, zrzut na placówkę odbiorczą "Koc 1", w okolicach miejscowości Nieporęt, 9 km od Radzymina. Razem z nim skoczyli: por. mar. Zygmunt Gromnicki ps. Gula, st. sierż. Albin Łakomy ps. Twornik, ppłk. dypl. Felicjan Majorkiewicz ps. Iron[19][15].

- Jerzy Kowalski (1916-1989) ps. Baba - porucznik saperów, oficer Wojska Polskiego, Polskich Sił Zbrojnych na Zachodzie, Armii Krajowej, Kedywu Okręgu Lwów AK, więzień NKWD, sowieckich łagrów: Workuta (1945-1955)[23]. Przeszkolony ze specjalnością w dywersji, zaprzysiężony na rotę ZWZ-AK 31 stycznia 1943 w AUdley End (Wielka Brytania)[294][295], zrzucony do okupowanej Polski w nocy 16/17 marca 1943 w sezonie operacyjnym "Intonacja", w operacji lotniczej „Attic”, w ekipie skoczków nr XXVI, z samolotu Halifax DT-727 „K” (138 Dywizjon RAF). Start z lotniska RAF Tempsford pod Londynem, zrzut na placówkę odbiorczą "Żaba", w okolicach miejscowości Stachlew, 12 km od Łowicza. Razem z nim skoczyli: por. Ezechiel Łoś ps. Ikwa oraz kurier ppor. Roman Litwin[296][15].

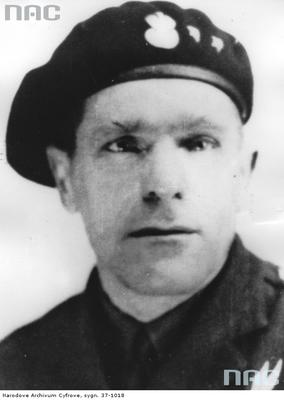
Julian Kozłowski (1898-1944)

- Ryszard Kowalski (1919-1943) ps. Benga - podporucznik saperów, oficer Wojska Polskiego,  Polskich Sił Zbrojnych na Zachodzie, Armii Krajowej, Okręgu Wołyń AK, więziony i zamordowany przez gestapo (1943). Przeszkolony ze specjalnością w dywersji, zaprzysiężony na rotę ZWZ-AK 24 kwietnia 1942 w Audley End (Wielka Brytania)[297][298], zrzucony do okupowanej Polski w nocy 1/2 października 1942 w sezonie operacyjnym „Intonacja”, w operacji lotniczej „Gimlet”, w ekipie skoczków nr XIV, z samolotu Halifax W-7774 „T” (138 Dywizjon RAF). Start z lotniska RAF Tempsford, zrzut na placówkę odbiorczą „Zamek”, w okolicach miejscowości Pawłowice i Życzyn, 16 km od Dęblina. Razem z nim skoczyli: ppor. Marian Gołębiewski ps. Ster, ppor. Stanisław Jagielski ps. Gacek, ppor. Ewaryst Jakubowski ps. Brat, por. Władysław Klimowicz ps. Tama, ppor. Jan Poznański ps. Pływak[26][15].

- Julian Kozłowski (1898-1944) ps. Cichy - kapitan piechoty, uczestnik walk o niepodległość Polski (1918-1919), harcerz, nauczyciel, żołnierz Armii gen. Hallera, oficer Polskich Sił Zbrojnych na Zachodzie, Armii Krajowej, szef Wydziału Legalizacji (Centralne Biuro Legalizacji) "Park", "Leta", "Izba" Komendy Głównej AK, uczestnik wojny polsko–bolszewickiej, Powstania Warszawskiego, działacz społeczny i sportowy. Przeszkolony ze specjalnością w dywersji, zaprzysiężony na rotę ZWZ-AK 7 kwietnia 1942 w Londynie (Wielka Brytania)[299][300], zrzucony do okupowanej Polski w nocy 3/4 września 1942 w sezonie operacyjnym "Intonacja", w operacji lotniczej „Measles”, w ekipie skoczków nr XII, z samolotu Halifax W-7773 "S" (138 Dywizjon RAF). Start z lotniska RAF Tempsford, zrzut na placówkę „Żaba” w okolicach miejscowości Stachlew, 12 km od Łowicza. Razem z nim skoczyli: ppor. Jan Grycz ps. Dziadzio, por. Wincenty Michalczewski ps. Mir, por. Kazimierz Smolski ps. Sosna, kpt. Wacław Zaorski ps. Ryba, mjr Wiktor Zarembiński ps. Zrąb[177][15].

- Henryk Kożuchowski (1911-1943) ps. Hora - kapitan dyplomowany, oficer Wojska Polskiego, Polskich Sił Zbrojnych na Zachodzie, Armii Krajowej, szef Oddziału III Komendy Okręgu Łódź AK, uczestnik kampanii francuskiej. Przeszkolony ze specjalnością w dywersji, zaprzysiężony na rotę ZWZ-AK 4 kwietnia 1942[301][302], zrzucony do okupowanej Polski w nocy 8/9 kwietnia 1942 w próbnym sezonie operacyjnym, w operacji lotniczej „Cravat”, w ekipie skoczków nr VIII, z samolotu Halifax L-9618 "W" (138 Dywizjon RAF). Start z lotniska RAF Tempsford, zrzut na placówkę odbiorczą "Łąka", w okolicach miejscowości Drzewicz, 10 km od Łowicza. Razem z nim skoczyli: por. Adam Boryczka ps. Brona, kpt. dypl. Teodor Cetys ps. Wiking, kpt. dypl. Stefan Mich ps. Jerz, por. Roman Romaszkan ps. Tatar, por. dypl. Alfred Zawadzki ps. Kos[67][15].

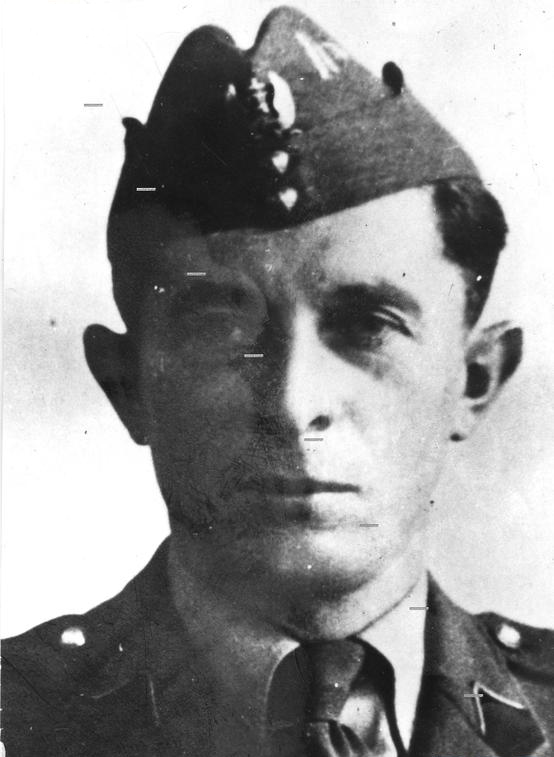
Henryk Krajewski (1898-1989)

- Henryk Krajewski (1898-1989) ps. Trzaska - podpułkownik, uczestnik walk o niepodległość Polski (1918-1920), harcerz, oficer Wojska Polskiego, Polskich Sił Zbrojnych na Zachodzie, Armii Krajowej, m.in. zastępca szefa Związku Odwetu Komendy Głównej ZWZ-AK, kierownik Centrali Zaopatrzenia Terenu, organizator szkoły dywersji Kedywu „Zagajnik”, dowódca 30 Poleskiej Dywizji AK, uczestnik wojny polsko – bolszewickiej, uczestnik akcji "Wieniec", więzień UB, NKWD, torturowany, skazany, uwolniony z transportu przez żołnierzy Delegatury Sił Zbrojnych na Kraj (1944-1945)[16]. Przeszkolony ze specjalnością w dywersji, zaprzysiężony na rotę ZWZ-AK 29 października 1941[303][304], zrzucony do okupowanej Polski w nocy 6/7 stycznia 1942, w próbnym sezonie operacyjnym, w operacji lotniczej „Shirt”, w ekipie skoczków nr III, z samolotu Halifax L-9618 „W”. Start z lotniska RAF Lakenheat (obecnie lotnisko USAF), zrzut na placówkę odbiorczą „Kocioł”, w okolicach miejscowości Cegłów, Stefanówka, 7 km od Mińska Mazowieckiego. Razem z nim skoczyli: por. Tadeusz Klimowski ps. Klon, ppor. Jan Marek ps. Walka, por. Zbigniew Piasecki ps. Orlik, kpt. Jan Smela ps. Wir oraz kurier Delegatury Rządu na Kraj ppor. Benedykt Moszyński ps. Andrzej[256][15].

- Adam Krasiński (1921-1945) ps. Szczur - podporucznik kawalerii, harcerz, oficer  Polskich Sił Zbrojnych na Zachodzie, Armii Krajowej, Okręgu Brześć AK, więzień sowieckich łagrów: Tajszet, zamordowany w OŁP nr 2 Rzeszoty (1944 - 1945)[23]. Przeszkolony ze specjalnością w dywersji oraz broni pancernej, zaprzysiężony na rotę ZWZ-AK 15 grudnia 1943 w Chicheley (Wielka Brytania)[305][306], zrzucony do okupowanej Polski w nocy 4/5 maja 1944 r., w sezonie operacyjnym "Riposta", w operacji lotniczej ,„Weller 26”, w ekipie skoczków nr L, z samolotu Liberator BZ-965 "S" (138 Dywizjon RAF). Start z lotniska Campo Cassale nieopodal Brindisi, zrzut na placówkę odbiorczą „Szczur”, 31 km od Janowa Lubelskiego pod Bychawą, w okolicy wsi Wola Gałęzowska. Razem z nim skoczyli: ppor. Andrzej Prus-Bogusławski, ps. Pancerz, ppor. Adam Dąbrowski, ps. Puti, kpt. Jan Walter ps. Cyrkiel, por. Alfred Whitehead, ps. Dolina 2, ppor. Józef Zając, ps. Kolanko[115][15].

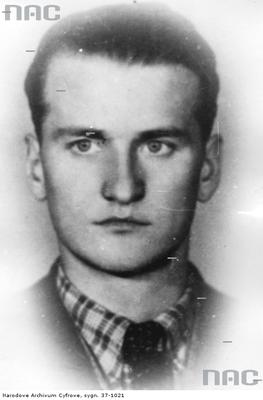
Walery Krokay (1914-1982)

- Leopold Krizar (1896-1944) ps. Czeremosz - podpułkownik piechoty, uczestnik walk o niepodległość Polski (1918-1920), oficer Wojska Polskiego, Polskich Sił Zbrojnych na Zachodzie, Armii Krajowej, komendant bazy „Impudent” (STS 10) w Ostunii, uczestnik wojny polsko-bolszewickiej, kampanii norweskiej. Zaprzysiężony na rotę ZWZ-AK 27 sierpnia 1943. Poległ podczas skoku wskutek nieotwarcia spadochronu[307][308], zrzucony do okupowanej Polski w nocy 16/17 października 1944 roku w sezonie operacyjnym "Odwet", w operacji lotniczej „Poldek 1”, w ekipie skoczków nr LX, z samolotu Liberator KH-151 „S” (1586 Eskadra PAF). Start z lotniska Campo Casale nieopodal Brindisi (Włochy), zrzut na zapasową placówkę odbiorczą "Newa", w okolicach miejscowości Tomawa, Żerechowa - Kolonia, 19 km od Piotrkowa Trybunalskiego. Razem z nim skoczyli: mjr Jerzy Emir-Hassan ps. Turek 2, kpr. Aleksander Makagonow ps. Wschód, por. Bruno Nadolczak ps. Piast, ppor. Stefan Przybylik ps. Gruch, płk. Roman Rudkowski ps. Rudy[131][15].

- Walery Krokay (1914-1982) ps. Siwy - kapitan piechoty, oficer Wojska Polskiego, Polskich Sił Zbrojnych na Zachodzie, Armii Krajowej, Kedywu Komendy Okręgu Wołyń AK, dowódca 2 batalionu 43 Pułku Piechoty 27 Wołyńskiej Dywizji Piechoty AK. Przeszkolony ze specjalnością w dywersji, zaprzysiężony na reotę ZWZ-AK 29 listopada 1942[309][310], zrzucony do okupowanej Polski w nocy 20/21 lutego 1943 w sezonie operacyjnym "Intonacja", w operacji lotniczej „File”, w ekipie skoczków nr XXIII, z samolotu Halifax DT-726 "H" (138 Dywizjon RAF). Start z lotniska RAF Tempsford pod Londynem, zrzut na placówkę odbiorczą "Słoń" w okolicach miejscowości Borszowice, 12 km. od Pińczowa. Razem z nim skoczyli: por. Ryszard Nuszkiewicz ps. Powolny, ppor. Witold Pic ps. Cholewa, por. Ludwik Witkowski ps. Kosa[147][15]

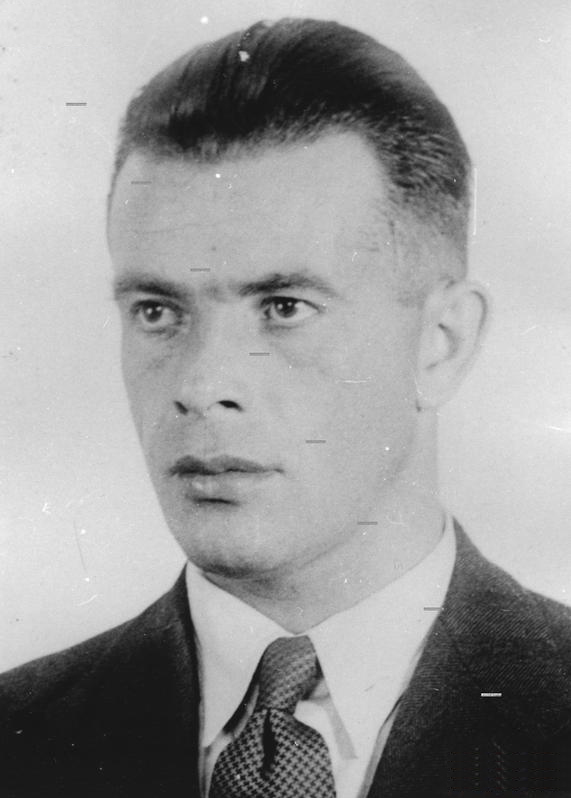
Mirosław Kryszczukajtis (1912-1944)

- Mirosław Kryszczukajtis (1912-1944) ps. Szary - kapitan, wynalazca, oficer Polskich Sił Zbrojnych na Zachodzie, oficer Armii Krajowej, Komendy Głównej AK, instruktor Kedywu, instruktor STS 43 w Audley End, uczestnik Powstania Warszawskiego. Przeszkolony ze specjalnością w dywersji i kwatermistrzostwie, zaprzysiężony na rotę ZWZ-AK 31 stycznia 1943 w Audley End (Wielka Brytania)[311][312], zrzucony do okupowanej Polski w nocy 16/17 września 1943 w sezonie operacyjnym "Riposta", w operacji lotniczej „Neon 3”, w ekipie skoczków nr XXXI, z samolotu Halifax BB-309 "T" (138 Dywizjon RAF). Start z lotniska RAF Tempsford, zrzut na placówkę odbiorczą "Obraz", za ujściem Bugu i Narwi, w rejonie miejscowości Kąty - Borucza, 12 km od Tłuszcza. Razem z nim skoczył ppor. Bernard Wiechuła ps. Maruda[118][15].

- Stanisław Krzymowski (1899-1969) ps. Kostka - major pilot, uczestnik walk o niepodległość Polski (1914-1920), żołnierz Legionów Polskich, oficer Wojska Polskiego, Polskich Sił Zbrojnych na Zachodzie, Armii Krajowej, Komendy Głównej AK, dowódca Oddziału VII Lotniczego Komendy Okręgu ZWZ Kielce-Radom, uczestnik wojny polsko–bolszewickiej, więzień UB, torturowany, skazany na śmierć (Łódź, 1945 oraz Kielce 1946)[16]. Przeszkolony ze specjalnością w lotnictwie, zaprzysiężony na rotę ZWZ-AK 13 grudnia 1940 w Londynie (Wielka Brytania)[313][314], zrzucony do okupowanej Polski pierwszym zrzutem Cichociemnych oraz pierwszym zrzutem alianckich żołnierzy na teren Europy okupowanej przez Niemców. Zrzutu dokonano w nocy 15/16 lutego 1941 w próbnym sezonie operacyjnym, w operacji lotniczej „Adolphus”, w ekipie skoczków nr 0, z samolotu Armstrong Whitworth Whitley Z-6473. Start z lotniska 419 Eskadry do Zadań Specjalnych RAF w Newmarket, zrzut poza wyznaczoną placówką (7,5 km od Włoszczowy), w okolicach wsi Dębowiec, 10 km od Cieszyna, na terenach przyłączonych do Rzeszy. Razem z nim skoczyli: rtm. Józef Zabielski ps. Żbik oraz kurier MSZ bomb. Czesław Raczkowski ps. Orkan[315][15].

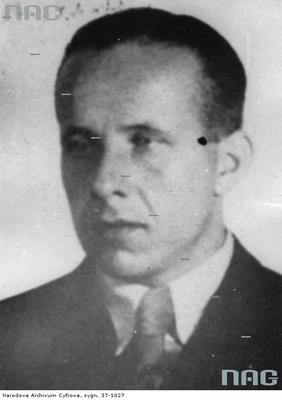
Marian Kuczyński (1915-1944)

- Marian Kuczyński (1915-1944) ps. Zwrotnica - podporucznik piechoty, oficer Wojska Polskiego, Polskich Sił Zbrojnych na Zachodzie, Armii Krajowej, Kedywu Okręgu Lwów AK, więzień gestapo, prawdopodobnie popełnił samobójstwo po aresztowaniu (1944). Przeszkolony ze specjalnością w dywersji, zaprzysiężony na rotę ZWZ-AK 4 sierpnia 1943 w Audley End (Wielka Brytania)[316][317], zrzucony do okupowanej Polski w nocy 16/17 kwietnia 1944 w sezonie operacyjnym "Riposta", w operacji lotniczej „Weller 12”, w ekipie skoczków nr XLV, z samolotu Halifax JP-181 „C” (1586 Eskadra PAF). Start z lotniska Campo Casale nieopodal Brindisi, zrzut na placówkę odbiorczą "Kanapa", w okolicach miejscowości Baniocha k. Góry Kalwarii. Razem z nim skoczyli: ppor. Stefan Górski ps. Brzeg, ppor. Gustaw Heczko ps. Skorpion, ppor. Aleksander Tarnawski ps. Upłaz[165][15].

- Stanisław Kujawiński (1920-1995) ps. Wodnik - kapitan piechoty, oficer Armii Polskiej gen. Andersa, Polskich Sił Zbrojnych na Zachodzie, Armii Krajowej, Okręgu Lublin AK, więzień sowieckich łagrów: Obuchowce, Kazachstan (1940-1942)[23], więzień UB, NKWD (Łubianka, Butyrki, Warszawa, Wronki, 1944-1945)[16]. Przeszkolony ze specjalnością w łączności, zaprzysiężony na rotę ZWZ-AK 10 lipca 1943[318][319], zrzucony do okupowanej Polski w nocy 14/15 września 1943 w sezonie operacyjnym "Riposta", w operacji lotniczej „Neon 8”, w ekipie skoczków nr XXX, z samolotu Halifax JD-158 "W" (138 Dywizjon RAF). Start z lotniska RAF Tempsford, zrzut na placówkę odbiorczą "Czajnik", w okolicach miejscowości Mokra Wieś, 8 km od Tłuszcza.Razem z nim skoczyli: ppor. Anatol Makarenko ps. Tłok, ppor. Józef Żakowicz ps. Tabu[320][15].

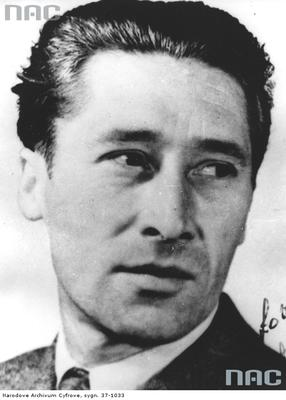
Mieczysław Kwarciński (1912-1978)

- Aleksander Kułakowski (1916-1944) ps. Rywal - kapitan artylerii, oficer Wojska Polskiego, Polskich Sił Zbrojnych na Zachodzie, Armii Krajowej, Obszaru Lwów AK, I Odcinka "Wachlarza", Kedywu Okręgu Tarnopol AK, LWP, więzień NKWD, więzień IW, skazany na śmierć, zamordowany (Lublin 1944)[16]. Przeszkolony ze specjalnością w dywersji, zaprzysiężony na rotę ZWZ-AK 28 listopada 1941[321][322], zrzucony do okupowanej Polski w nocy 30/31 marca 1942 w próbnym sezonie operacyjnym, w operacji lotniczej „Belt”, w ekipie skoczków nr VII, z samolotu Halifax L-9618 „W”. Start z lotniska RAF Tempsford, zrzut poza planowaną placówką „Błoto”, w okolicach miejscowości Podstoliska, 3,4 km od Tłuszcza, lądował na jadący pociąg i pobliskie zabudowania. Razem z nim skoczyli: por. Stanisław Gilowski ps. Gotur, por. Wiesław Ipohorski-Lenkiewicz ps. Zagroda, por. Jan Jokiel ps. Ligota, płk. Józef Spychalski ps. Grudzień, por. Janusz Zalewski ps. Chinek oraz kurier Delegatury Rządu na Kraj st. uł. Stanisław Zaborowski ps. Grzegorz[152][15].Mieczysław Kwarciński (1912-1978)

- Mieczysław Kwarciński (1912-1978) ps. Ziut - kapitan piechoty, nauczyciel, inżynier, oficer Polskich Sił Zbrojnych na Zachodzie, Armii Krajowej, Kedywu Okręgu Lublin AK, m.in. dowódca łączności 3 Dywizji Piechoty Legionów AK, oficer WiN, więzień NKWD, uwolniony przez AK (194-1945), w PRL skazany na śmierć, poszukiwany listem gończym. Przeszkolony ze specjalnością w łączności oraz dywersji, zaprzysiężony na rotę ZWZ-AK 7 kwietnia 1942[323][324], zrzucony do okupowanej Polski w nocy 25/26 stycznia 1943, w sezonie operacyjnym "Intonacja", w operacji lotniczej „Screwdriver”, w ekipie skoczków nr XVIII, z samolotu Halifax DT-726 "H" (138 Dywizjon RAF). Start z lotniska RAF Tempsford, zrzut na placówkę odbiorczą "Krzak", 16 km od Łowicza. Razem z nim skoczyli: ppor. Bronisław Grun ps. Szyb, ppor. Władysław Miciek ps. Młot oraz kurier ppor. Stanisław Łuczkiewicz ps. Sęp.[174][15]

- Bohdan Kwiatkowski (1904-1971) ps. Lewar - major broni pancernych, inżynier chemik, oficer Wojska Polskiego, Polskich Sił Zbrojnych na Zachodzie, Armii Krajowej, instruktor w ośrodku pancernym Komendy Obszaru Warszawa AK, uczestnik Powstania Warszawskiego, więzień gestapo, niemieckich obozów koncentracyjnych: KL Gross-Rosen, KL Mittelbau - Dora, KL Bergen - Belsen (1944-1945)[30]. Przeszkolony ze specjalnością w dywersji i broni pancernej, zaprzysiężony na rotę ZWZ-AK 3 września 1943[325][326], zrzucony do okupowanej Polski w nocy 10/11 maja 1944 w sezonie operacyjnym "Riposta", w operacji lotniczej „Weller 27”, w ekipie skoczków nr LI, z samolotu Liberator EV-978 „R” (1586 Eskadra PAF). Start (prawdopodobnie) z lotniska Grottaglie nieopodal Brindisi, zrzut miał nastąpić na placówkę odbiorczą "Nil 2" 19 km na południowy wschód od Piotrkowa Trybunalskiego, w okolicach wsi Żerechowa. W związku ze stoczoną w tym miejscu dzień wcześniej walką z Niemcami, zrzut kilka kilometrów dalej, w okolicy wsi Ślepietnica. Razem z nim skoczyli: ppor. Kazimierz Bernaczyk-Słoński ps. Rango, ppor. Jan Bienias ps. Osterba, ppor. Zdzisław Straszyński ps. Meteor, ppor. Zygmunt Ulm ps. Szybki oraz kurier Delegatury Rządu na Kraj ppor. Stanisław Niedbał-Mostowin ps. Bask[39][15].

## L
- Jan Lech (1907-1944) ps. Granit - major dyplomowany piechoty, oficer dyplomowany Wojska Polskiego, Polskich Sił Zbrojnych na Zachodzie, Armii Krajowej, m.in. szef Oddziału III Komendy Obszaru Lwów AK, szef sztabu Komendy Okręgu Lwów AK, II zastępca komendanta Okręgu Lwów AK, więziony i zamordowany przez gestapo (1944). Przeszkolony ze specjalnością w dywersji, zaprzysiężony na rotę ZWZ-AK 6 lutego 1942[327][328], zrzucony do okupowanej Polski w nocy 3/4 września 1942 w sezonie operacyjnym "Intonacja", w operacji lotniczej „Rheumatism”, w ekipie skoczków nr IX, z samolotu Halifax W-7774 „T” (138 Dywizjon RAF). Start z lotniska RAF Tempsford, zrzut na placówkę odbiorczą „Ugór”, w okolicach miejscowości Łyszkowice, 3,2 km od Czatolina. Razem z nim skoczyli: kpt. Zygmunt Policiewicz ps. Świerk, por. dypl. Stanisław Sędziak ps. Warta, mjr dypl. Wincenty Ściegienny ps. Las oraz kurierzy: por. Adam Cużytek ps. Roman i bomb. Stanisław Stach ps. Marian[329][15].

- Włodzimierz Lech (1920-1944) ps. Powiślak - podporucznik piechoty, harcerz, oficer Polskich Sił Zbrojnych na Zachodzie, Armii Krajowej, Kedywu Podokręgu Rzeszów AK. Przeszkolony ze specjalnością w dywersji, zaprzysiężony na rotę ZWZ-AK 4 sierpnia 1943[330][331], zrzucony do okupowanej Polski w nocy 14/15 kwietnia 1944 w sezonie operacyjnym "Riposta", w operacji lotniczej „Weller 11”, w ekipie skoczków nr XLII, z samolotu Halifax JP-180 „V” (1586 Eskadra PAF). Start z lotniska Campo Casale nieopodal Brindisi, zrzut na placówkę odbiorczą "Kura 1", w okolicach miejscowości Koniusze k. Proszowic, 17 km od Krakowa.Razem z nim skoczyli: ppor. Bronisław Kamiński ps. Golf, ppor. Jerzy Niemczycki ps. Janczar, ppor. Józef Wątróbski ps. Jelito.  [245][15]

- Marian Leśkiewicz (1923-1992) ps. Wygoda - kapitan łączności czasu wojny, żołnierz Armii Polskiej gen. Andersa, oficer Polskich Sił Zbrojnych na Zachodzie, Armii Krajowej, radiotelegrafista sztabu 2 Dywizji Piechoty Okręgu Kielce AK, sztabu 2 Pułku Piechoty Legionów AK, więzień sowieckich łagrów: Biełaja Glinka, Kazachstan (1940-1941)[23]. Przeszkolony ze specjalnością w łączności, zaprzysiężony na rotę ZWZ-AK 19 stycznia 1944[332][333], zrzucony do okupowanej Polski w nocy 21/22 września 1944 w sezonie operacyjnym "Odwet", w operacji lotniczej „Przemek 1”, w ekipie skoczków nr LIX, z samolotu Liberator KG-834 „U” (1586 Eskadra PAF). Start z lotniska Campo Casale nieopodal Brindisi, zrzut na placówkę odbiorczą "Rozmaryn", w okolicach miejscowości Czaryż, 6 km od Secemina. Razem z nim skoczyli: płk. Przemysław Nakoniecznikoff-Klukowski ps. Kruk 2, ppor. Zenon Sikorski ps. Pożar, por. Tadeusz Sokół ps. Bug 2, mjr Aleksander Stpiczyński ps. Klara, plt. Kazimierz Śliwa ps. Strażak[334][15].

- Aleksander Lewandowski (1908-1948) ps. WIechlina - starszy sierżant, żołnierz Wojska Polskiego, Polskich Sił Zbrojnych na Zachodzie, podoficer Armii Krajowej, 82 Pułku Piechoty 30 Poleskiej Dywizji Piechoty AK, więzień NKWD, sowieckich łagrów: Diagilewo (1944-1947)[23]. Przeszkolony ze specjalnością w dywersji, zaprzysiężony na rotę ZWZ-AK 23 września 1943[335][336], zrzucony do okupowanej Polski w nocy 19/20 maja 1944 roku w sezonie operacyjnym "Riposta", w operacji lotniczej „Weller 18”, w ekipie skoczków nr LII, z samolotu Liberator BZ-965 „S” (1586 Eskadra PAF). Start z lotniska Campo Casale nieopodal Brindisi, zrzut na placówkę odbiorczą „Jaśmin” w okolicach miejscowości Bronowice i Opatkowice (9 km od Puław). Razem z nim skoczyli: por. Rudolf Dziadosz ps. Zasaniec, kpt. dypl. Ludwik Fortuna ps. Siła, kpt. dypl. Jan Serafin ps. Czerchawa, ppor. Zdzisław Winiarski ps. Przemytnik oraz kurier Delegatury Rządu na Kraj strz. Franciszek Klima ps. Oszczep[123][15].

- Kazimierz Lewko (1919-1943) ps. Palec - podporucznik łączności czasu wojny, żołnierz Armii Polskiej gen. Andersa, oficer Polskich Sił Zbrojnych na Zachodzie, Armii Krajowej, więzień sowieckich łagrów: Swierdłowsk (1941-1942)[23]. Przeszkolony ze specjalnością w łącznosci, zaprzysiężony na rotę ZWZ-AK 10 lipca 1943 w Audley End (Wielka Brytania)[337][338], zrzucony do okupowanej Polski w nocy 14/15 września 1943 w sezonie operacyjnym "Riposta", w operacji lotniczej „Neon 9”, w ekipie skoczków nr XXX, z samolotu "Halifax" JD-269 "Q" (138 Dywizjon RAF). Start z lotniska RAF Tempsford, zrzut miał nastąpić na placówkę odbiorczą "Pierzyna", 10 km. od Mińska Mazowieckiego. Samolot którym leciał został zestrzelony w okolicach miejscowości Esbjerg podczas lotu nad Danią. Razem z nim polegli Cichociemni: ppor. Władysław Siakiewicz ps. Mruk, ppor. Ryszard Skowroński ps. Lechita oraz załoga samolotu[89][15].

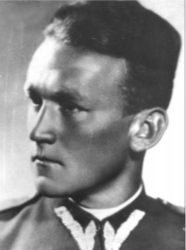
Bronisław Lewkowicz (1913-1944)

- Bronisław Lewkowicz (1913-1944) ps. Kurs - major, nawigator, oficer Wojska Polskiego, Polskich Sił Zbrojnych na Zachodzie (Polskich Sił Powietrznych w Wielkiej Brytanii), Armii Krajowej, Komendy Głównej AK, uczestnik Powstania Warszawskiego. Przeszkolony ze specjalnością w dywersji, zaprzysiężony na rotę ZWZ-AK 15 grudnia 1943[339][340], zrzucony do okupowanej Polski w nocy 27/28 kwietnia 1944, w sezonie operacyjnym "Riposta", w operacji lotniczej „Weller 21”, w ekipie skoczków nr XLVII, z samolotu Liberator EV-978 „R” (1586 Eskadra PAF). Start z lotniska Campo Casale nieopodal Brindisi, zrzut na placówkę odbiorczą „Koza”, w okolicach miejscowości Bychawka, Bystrzyca, 18 km od Lublina. Razem z nim skoczyli: płk. Jan Biały ps. Kadłub, mjr Jerzy Iszkowski ps. Orczyk, kpt. Edmund Marynowski ps. Sejm.[45][15]

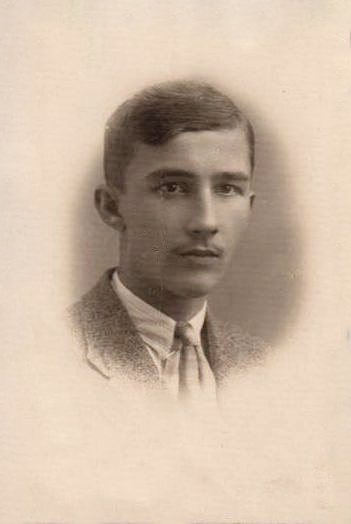
Artur Linowski (1911-1943)

- Artur Linowski (1911-1943) ps. Karp - porucznik kawalerii, oficer Wojska Polskiego, Polskich Sił Zbrojnych na Zachodzie, Armii Krajowej, zastępcva szefa Kedywu Okręgu Łódź AK, więzień gestapo, popełnił samobójstwo po aresztowaniu (1943). Przeszkolony ze specjalnością w dywersji, zaprzysiężony na rotę ZWZ-AK 24 sierpnia 1942 w Audley End (Wielka Brytania)[341][342], zrzucony do okupowanej Polski w nocy 1/2 października 1942 w sezonie operacyjnym "Intonacja", w operacji lotniczej „Chisel”, w ekipie skoczków nr XV, z samolotu Halifax W-7776 „U” (138 Dywizjon RAF). Start z lotniska RAF Tempsford, zrzut na placówkę odbiorczą „Rak”, w okolicach miejscowości Łupiny, 11 km od Siedlec.Razem z nim skoczyli: por. Eugeniusz Kaszyński ps. Nurt, ppor. Waldemar Szwiec ps. Robot, por. Adam Trybus ps. Gaj. [160][15]

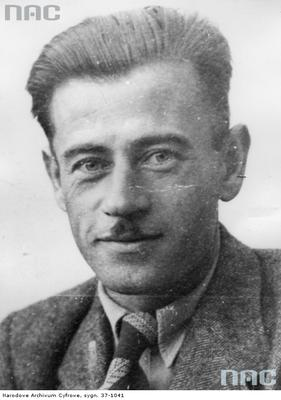
Zdzisław Luszowicz (1914-2010)

- Wojciech Lipiński (1921-2004) ps. Lawina - kapitan piechoty, oficer Wojska Polskiego, Polskich Sił Zbrojnych na Zachodzie, wywiadu ofensywnego Armii Krajowej, Komendy Głównej AK, uczestnik kampanii norweskiej, bitwy o Narvik. Przeszkolony ze specjalnością w wywiadzie, zaprzysiężony na rotę ZWZ-AK 29 grudnia 1942 w Audley End (Wielka Brytania)[343][344], zrzucony do okupowanej Polski w nocy 13/14 marca 1943 w sezonie operacyjnym "Intonacja", w operacji lotniczej „Brick”, w ekipie skoczków nr XXIV, z samolotu Halifax DT-627 "P" (138 Dywizjon RAF). Start z lotniska RAF Tempsford, zrzut na placówkę odbiorczą "Wół", 14 km od miejscowości Końskie. Razem z nim skoczyli: ppor. Longin Jurkiewicz ps. Mysz, mjr Franciszek Koprowski ps. Dąb, ppor. Janusz Messing ps. Bekas. [238][15]

- Zdzisław Luszowicz (1914-2010) ps. Szakal - kapitan piechoty, oficer Wojska Polskiego, Armii Polskiej gen. Andersa, Polskich Sił Zbrojnych na Zachodzie, Armii Krajowej, instruktor Kedywu Komendy Głównej AK, oficer 27 Wołyńskiej Dywizji Piechoty AK, nauczyciel, więzień UB, NKWD, sowieckich łagrów: Skola, Starobielsk (1939-1941), Stalinogorsk (1944-1945)[23], działacz polonijny. Przeszkolony ze specjalnością w dywersji, zaprzysiężony na rotę ZWZ-AK 15 grudnbia 1943 w Chicheley (Wielka Brytania)[345][346], zrzucony do okupowanej Polski w nocy 4/5 maja 1944 w sezonie operacyjnym „Riposta”, w operacji lotniczej „Weller 17”, w ekipie skoczków nr XLIX, z samolotu Halifax JP-177 „P” (1586 Eskadra PAF). Start z lotniska Campo Casale nieopodal Brindisi, zrzut na placówkę odbiorczą "Mewa 1", w okolicach miejscowości Dalechowice, 15 km od Skalbmierza.Razem z nim skoczyli: por. Tadeusz Stanisław Jaworski ps. Bławat, por. Antoni Nosek ps. Kajtuś, por. Cezary Nowodworski ps. Głóg, por. Mieczysław Szczepański ps. Dębina, por. Czesław Trojanowski ps. Litwos[230][15].

## Ł

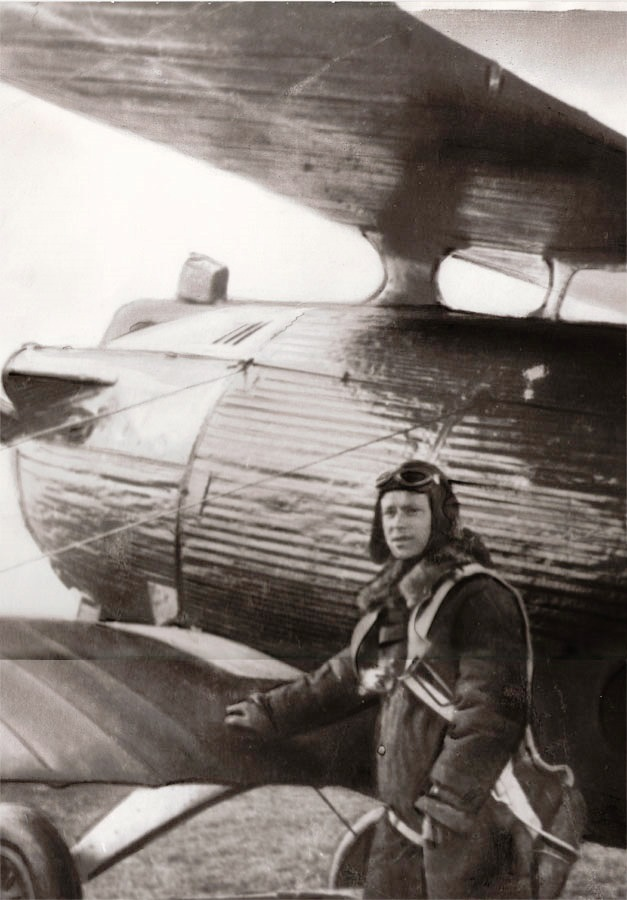
Albin Łakomy (1915-1994)

- Lech Łada (1910-1942 lub 1943) ps. Żagiew - podporucznik artylerii, inżynier, oficer Wojska Polskiego, Polskich Sił Zbrojnych na Zachodzie, Armii Krajowej, II Odcinka "Wachlarza", dowódca oddziału partyzanckiego "Gryzonie". Przeszkolony ze specjalnością w dywersji, zaprzysięzony na rotę ZWZ-AK 28 listopada 1941[347][348], zrzucony do okupowanej Polski w nocy 27/28 marca 1942 r. w próbnym sezonie operacyjnym, w operacji lotniczej „Boot”, w ekipie skoczków nr V, z samolotu Halifax L-9613 „V”. Start z lotniska Tempsford, zrzut na placówkę odbiorczą „Trawa” w okolicach miejscowości Przyrów, 34 km od Częstochowy. Razem z nim skoczyli: por. Zbigniew Bąkiewicz ps. Zabawka, ppor. Rafał Niedzielski ps. Mocny, por. Jan Rostek ps. Dan, por. Tadeusz Śmigielski ps. Ślad oraz kurier Delegatury Rządu na Kraj ppor. Leszek Janicki ps. Maciej[29][15].

- Hieronim Łagoda (1914-1945) ps. Lak - kapitan piechoty, oficer Wojska Polskiego, Polskich Sił Zbrojnych na Zachodzie, Armii Krajowej, komendant Inspektoratu Rejonowego Łomża AK, uczestnik kampanii norweskiej, bitwy o Narwik, więzień gestapo, więziony i prawdopodobnie zamordowany w obozie koncentracyjnym KL Gross-Rosen (1944-1945)[30]. Przeszkolony ze specjalnością w dywersji, zaprzysiężony na rotę ZWZ-AK 7 kwietnia 1942[349][350], zrzucony do okupowanej Polski w nocy 1/2 września 1942 w sezonie operacyjnym "Intonacja", w operacji lotniczej "Smallpox", w ekipie skoczków nr XI, z samolotu Halifax W-7773 "S" (138 Dywizjon RAF). Start z lotniska RAF Tempsford, zrzut na placówkę odbiorczą "Rogi", na terenie nadleśnictwa Łoś-Rogatki, w okolicach miejscowości Bogatki, 16 km na północny wschód od Grójca. Razem z nim skoczyli: por. Mieczysław Eckhardt ps. Bocian, ppor. Michał Fijałka ps. Kawa, kpt. Bolesław Kontrym ps. Żmudzin, por. Wacław Kopisto ps. Kra, por. Leonard Zub-Zdanowicz ps. Ząb. [128][15]

- Albin Łakomy (1915-1994) ps. Twornik - starszy sierżant lotnictwa, podoficer Wojska Polskiego, Polskich Sił Zbrojnych na Zachodzie (Polskich Sił Powietrznych), Armii Krajowej, Komendy Okręgu Lublin AK, więzień UB, skazany (1952-1954)[16]. Przeszkolony ze specjalnością w łączności dla lotnictwa oraz dywersji, zaprzysiężony na rotę ZWZ-AK 4 marca 1943 w Audley End (Wielka Brytania) [351][352], zrzucony do okupowanej Polski w nocy 9/10 kwietnia 1944 w sezonie operacyjnym "Riposta", w operacji lotniczej „Weller 1”, w ekipie skoczków nr XXXVIII, z samolotu Halifax JP-180 „V”(1586 Eskadra PAF). Start z lotniska Campo Casale nieopodal Brindisi, zrzut na placówkę odbiorczą "Koc 1", w okolicach miejscowości Nieporęt, 9 km od Radzymina. Razem z nim skoczyli: por. mar. Zygmunt Gromnicki ps. Gula, st. sierż. Edward Kowalik ps. Ciupuś, ppłk. dypl. Felicjan Majorkiewicz ps. Iron.[19][15]

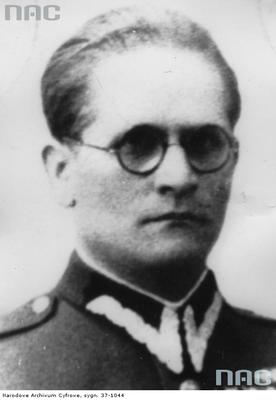
Adolf Łojkiewicz (1895-1952)

- Benon Łastowski (1913-1996) ps. Łobuz - major saperów, oficer Wojska Polskiego, Polskich Sił Zbrojnych na Zachodzie, wywiadu ofensywnego Armii Krajowej, Delegatury Sił Zbrojnych na Kraj, WiN, więziony i torturowany przez gestapo, więzień obozu koncentracyjnego KL Gross-Rosen (1944-1945)[30], rozpracowywany przez SB, zrzucony do Polski ponownie w 1952. Przeszkolony ze specjalnością w wywiadzie, zaprzysięzony na rotę ZWZ-AK 29 grudnia 1942 w Audley End (Wielka Brytania)[353][354], zrzucony do okupowanej Polski w nocy 9/10 kwietnia 1944, w sezonie operacyjnym „Riposta”, w operacji lotniczej „Weller 2”, w ekipie skoczków nr XXXIX, z samolotu Liberator BZ-965 „S” (1586 Eskadra PAF). Start z lotniska Campo Casale w Brindisi (Włochy), zrzut na placówkę „Imbryk”, w okolicach miejscowości Dąbrówka, 15 km od stacji kolejowej Tłuszcz. Razem z nim skoczyli: ppor. Stefan Bałuk ps. Starba, mjr Tadeusz Runge ps. Osa oraz kurier Delegatury Rządu na Kraj kpr. Henryk Waniek ps. Pływak[19][15].

- Adolf Łojkiewicz (1895-1952) ps. Ryś - major uzbrojenia, uczestnik walk o niepodległość Polski (1918-1920), chemik, żołnierz Armii Rosyjskiej, oficer Wojska Polskiego, Armii Polskiej gen. Andersa, Polskich Sił Zbrojnych na Zachodzie, Armii Krajowej, Komendy Głównej AK, uczestnik wojny polsko-bolszewickiej, Powstania Warszawskiego, więzień sowieckich łagrów: Kozielsk, Grazowiec (1939-1941)[23], więzień niemieckiego obozu jenieckiego Woldenberg (1944-1945). Przeszkolony ze specjalnością w dywersji, zaprzysiężony na rotę ZWZ-AK 14 lutego 1944[355][356], zrzucony do okupowanej Polski w nocy 30/31 maja 1944 w sezonie operacyjnym "Riposta", w operacji lotniczej „Weller 30”, w ekipie skoczków nr LVI, z samolotu Halifax JP-222 „E” (1586 Eskadra PAF). Start z lotniska Campo Casale nieopodal Brindisi, zrzut na placówkę odbiorczą "Paszkot 1", w okolicach miejscowości Rakszawa, 7 km od Łańcuta. Razem z nim skoczyli: ppor. Maksymilian Klinicki ps. Wierzba 2, por. Karol Pentz ps. Skała 2, ppor. Feliks Perekładowski ps. Przyjaciel 2, ppor. Tadeusz Tomaszewski ps. Wąwóz, mjr Stanisław Trondowski ps. Grzmot 2.[259][15]

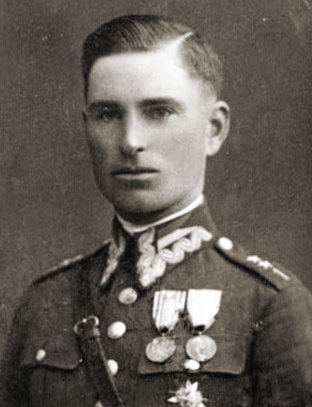
Narcyz Łopianowski (1898-1984)

- Narcyz Łopianowski (1898-1984) ps. Sarna - rotmistrz, uczestnik walk o niepodległość Polski (1918-1920), medalista międzynarodowych konkursów hippicznych, oficer Wojska Polskiego, Armii Polskiej gen. Andersa, Polskich Sił Zbrojnych na Zachodzie, Armii Krajowej, zastępca dowódcy Ośrodka Pancernego Komendy Obszaru Warszawskiego AK, uczestnik wojny polsko–bolszewickiej, Powstania Warszawskiego, więzień niemieckich obozów jenieckich: Küstrin, Sandbostel. Murnau (1944-1945), więzień NKWD, sowieckich łagrów: Putywl, Kozielsk, Grazowiec (1939 941)[23]. Przeszkolony ze specjalością w broni pancernej, zaprzysiężony na rotę ZWZ-AK 23 września 1943 w Chicheley (Wielka Brytania)[357][358], przerzucony do okupowanej Polski w nocy 15/16 kwietnia 1944, w sezonie operacyjnym "Riposta", w operacji lotniczej „Wildhorn I” (Most 1), w ekipie skoczków nr XLIII, na placówkę odbiorczą "Bąk". Samolot Dakota FD-919 "I" (267 Dywizjon RAF) wylądował na polowym lotnisku w okolicach miejscowości Matczyn, 35 km od Lublina. Razem z nim przerzucono por. Tomasza Kostucha ps. Bryła[289][15].

- Ezechiel Łoś (1900-1988) ps. Ikwa - porucznik, żołnierz Wojska Polskiego, Polskich Sił Zbrojnych na Zachodzie, oficer Armii Krajowej, Kedywu Okręgu Nowogródek AK, m.in. zastępca dowódcy batalionu stołpeckiego, więzień sowieckich łagrów: Riazań, Bogorodskoje (1944-1947)[23]. Przeszkolony ze specjalnością w dywersji, zaprzysiężony na rotę ZWZ-AK 22 lutego 1942[359][360], zrzucony do okupowanej Polski w nocy 16/17 marca 1943 w sezonie operacyjnym "Intonacja", w operacji lotniczej „Attic”, w ekipie skoczków nr XXVI, z samolotu Halifax DT-727 „K” (138 Dywizjon RAF). Start z lotniska RAF Tempsford pod Londynem, zrzut na placówkę odbiorczą "Żaba", w okolicach miejscowości Stachlew, 12 km od Łowicza. Razem z nim skoczyli: por. Jerzy Kowalski ps. Baba oraz kurier ppor. Roman Litwin. [296][15]

## M

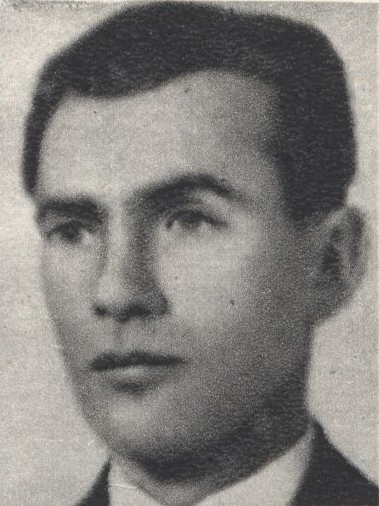
Stefan Majewicz (1910-1944)

- Adam Mackus (1902-1991) ps. Prosty - rotmistrz, oficer Wojska Polskiego, Polskich Sił Zbrojnych na Zachodzie, Sztabu Naczelnego Wodza, Armii Krajowej, Delegatury Sił Zbrojnych na Kraj, komendant kursu walki konspiracyjnej STS 43 w Audley End, oficer łącznikowy Sztabu Naczelnego Wodza przy Komendzie Głównej AK, więzień UB, skazany (1945-1946)[16]. Zaprzysiężony na rotę ZWZ-AK 28 sierpnia 1942[361][362], zrzucony do okupowanej Polski w nocy 22/23 listopada 1944 w sezonie operacyjnym Odwet", w operacji lotniczej „Kazik 1”, w ekipie skoczków nr LXII, z samolotu Liberator KG-994 „R” (1586 Eskadra PAF). Start z lotniska Campo Casale nieopodal Brindisi, zrzut na placówkę odbiorczą "Wilga", w okolicach miejscowości Szczawa, w rejonie Mogielicy (Beskid Wyspowy), 24 km od Nowego Targu. Razem z nim skoczyli: ppor. Bernard Bzdawka ps. Siekiera, ppor. Przemysław Bystrzycki ps. Grzbiet, ppor. Stanisław Mazur ps. Limba, mjr Kazimierz Raszplewicz ps. Tatar 2, por. Marian Skowron ps. Olcha 2.[82][15]

- Stefan Majewicz (1910-1944) ps. Hruby - porucznik, oficer Wojska Polskiego, Polskich Sił Zbrojnych na Zachodzie, wywiadu ofensywnego Armii Krajowej, Komendy Głównej AK, nauczyciel, urzędnik, więziony i zamordowany przez gestapo (1943-1944). Przeszkolony ze specjalnością w wywiadzie, zaprzysiężony na rotę ZWZ-AK 13 stycznia 1943 w Londynie (Wielka Brytania)[363][364], zrzucony do okupowanej Polski w nocy 30/31 marca 1942, w próbnym sezonie operacyjnym, w operacji lotniczej „Legging”, w ekipie skoczków nr VI, z samolotu Halifax L-9613 "V". Start z lotniska RAF Tempsford, zrzut 6 km poza planowaną placówkę odbiorczą "Kopyto", w okolicach miejscowości Barycz, 8 km od Końskich, w pobliżu poligonu SS oraz obozu jeńców rosyjskich. Razem z nim skoczyli: por. Piotr Motylewicz ps. Grab, rtm. Jerzy Sokołowski ps. Mira, mjr dypl. Tadeusz Sokołowski ps. Trop oraz kurier ppor. Jerzy Mara-Meyer[365][15].

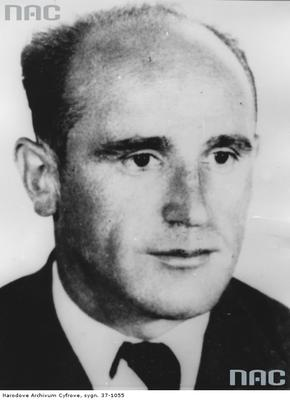
Władysław Marecki (1911-1999)

- Felicjan Majorkiewicz (1904-1975) ps. Iron - podpułkownik dyplomowany, inżynier, oficer Wojska Polskiego, Polskich Sił Zbrojnych na Zachodzie, Armii Krajowej, Komendy Głównej AK, uczestnik kampanii norweskiej, Powstania Warszawskiego, więzień niemieckich obozów jenieckich: Muhlberg, Falingbostel, Gross-Born, Sandbostel, Lubeka, Bergen-Belsen (1944-1945). Zaprzysiężony na rotę ZWZ-AK 10 lipca 1943 w Audley End (Wielka Brytania)[366][367], zrzucony do okupowanej Polski w nocy 9/10 kwietnia 1944 w sezonie operacyjnym "Riposta", w operacji lotniczej „Weller 1”, w ekipie skoczków nr XXXVIII, z samolotu Halifax JP-180 „V”(1586 Eskadra PAF). Start z lotniska Campo Casale nieopodal Brindisi, zrzut na placówkę odbiorczą "Koc 1", w okolicach miejscowości Nieporęt, 9 km od Radzymina. Razem z nim skoczyli: por. mar. Zygmunt Gromnicki ps. Gula, st. sierż. Edward Kowalik ps. Ciupuś, st. sierż. Albin Łakomy ps. Twornik. [19][15]

- Aleksander Makagonow (1924-1970) ps. Wschód - podporucznik łączności, żołnierz Armii Polskiej gen. Andersa, oficer Polskich Sił Zbrojnych na Zachodzie, Armii Krajowej, radiotelegrafista Podokręgu Piotrków Trybunalski AK, więzień sowieckich łagrów (1940-1942)[23]. Przeszkolony ze specjalnością w łączności, zaprzysiężony na rotę ZWZ-AK 19 stycznia 1944 w Chicheley (Wielka Brytania)[368][369], zrzucony do okupowanej Polski w nocy 16/17 października 1944 roku w sezonie operacyjnym "Odwet", w operacji lotniczej „Poldek 1”, w ekipie skoczków nr LX, z samolotu Liberator KH-151 „S” (1586 Eskadra PAF). Start z lotniska Campo Casale nieopodal Brindisi (Włochy), zrzut na zapasową placówkę odbiorczą "Newa", w okolicach miejscowości Tomawa, Żerechowa - Kolonia, 19 km od Piotrkowa Trybunalskiego. Razem z nim skoczyli: mjr Jerzy Emir-Hassan ps. Turek 2, ppłk. Leopold Krizar ps. Czeremosz, por. Bruno Nadolczak ps. Piast, ppor. Stefan Przybylik ps. Gruch, płk. Roman Rudkowski ps. Rudy[131][15].

- Anatol Makarenko (1919-2004) ps. Tłok - major łączności, żołnierz Armii Polskiej gen. Andersa, oficer Polskich Sił Zbrojnych na Zachodzie, Armii Krajowej, Komendy Obszaru Warszawa AK, uczestnik Powstania Warszawskiego, więzień sowieckich łagrów: Swierdłowsk (1941-1942)[23], więzień niemieckich obozów jenieckich: Lamsdorf, Gross-Born, Sandbostel, Lubeka (1944-1945). Przeszkolony ze specjalnością w łączności, zaprzysiężony na rotę ZWZ-AK 10 lipca 1943 w Audley End (Wielka Brytania)[370][371], zrzucony do okupowanej Polski w nocy 14/15 września 1943 w sezonie operacyjnym "Riposta", w operacji lotniczej „Neon 8”, w ekipie skoczków nr XXX, z samolotu Halifax JD-158 "W" (138 Dywizjon RAF). Start z lotniska RAF Tempsford, zrzut na placówkę odbiorczą "Czajnik", w okolicach miejscowości Mokra Wieś, 8 km od Tłuszcza.Razem z nim skoczyli: ppor. Stanisław Kujawiński ps. Wodnik, ppor. Józef Żakowicz ps. Tabu. [320][15]

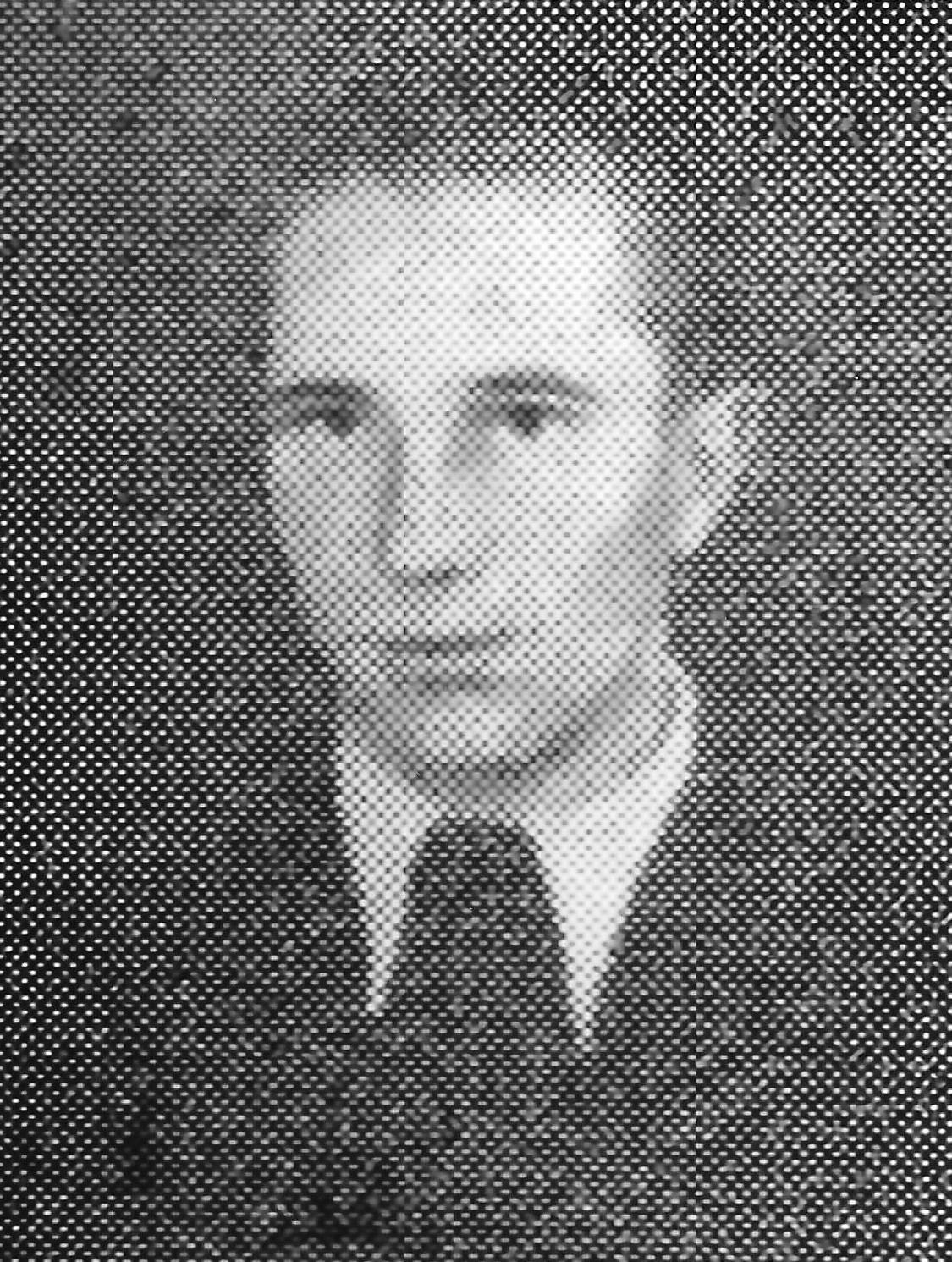
Jan Marek (1919-1943)

- Władysław Maksyś (1913-1995) ps. Azot - porucznik artylerii czasu wojny, oficer Polskich Sił Zbrojnych na Zachodzie, wywiadu ofensywnego Armii Krajowej, Komendy Głównej AK. Przeszkolony ze specjalnością w wywiadzie, zaprzysiężony na rotę ZWZ-AK 29 grudnia 1942[372][373], zrzucony do okupowanej Polski w nocy 13/14 marca 1943 roku, w sezonie operacyjnym "Intonacja", w operacji „Window”, w ekipie skoczków nr XXIV, z samolotu Halifax HR-666 „E” (138 Dywizjon RAF). Start z lotniska RAF Tempsford, zrzut na placówkę odbiorczą "Żbik", w okolicach miejscowości Lelów, 8 km. od Koniecpola. Razem z nim skoczyli: por. Antoni Chmielowski ps. Wołk, por. Stefan Ignaszak ps. Drozd, ppor. Stefan Jasieński ps. Alfa[92][15].

- Franciszek Malik (1912-2006) ps. Piorun 2 - major dyplomowany, oficer Wojska Polskiego, Armii Polskiej gen. Andersa, Polskich Sił Zbrojnych na Zachodzie, Armii Krajowej, dowódca Batalionu "Zaremba-Piorun", uczestnik Powstania Warszawskiego, więzień NKWD, sowieckich łagrów: Charków, Małoszujka (1939-1941)[23], więzień niemieckich obozów jenieckich: Lamsdorf, Sandbostel, Lubeka (1944-1945). Przeszkolony ze specjalnością w dywersji, zaprzysiężony na rotę ZWZ-AK [374][375], zrzucony do okupowanej Polski w nocy 30/31 lipca 1944 w sezonie operacyjnym "Riposta", w operacji lotniczej "Jacek 1", w ekipie skoczków nr LVIII, z samolotu Liberator KG-890 "S" (1586 Eskadra PAF). Start z lotniska Campo Casale nieopodal Brindisi, zrzut na placówkę odbiorczą "Solnica", w okolicach miejscowości Podkowa Leśna, 7 km od Grodziska Mazowieckiego. Razem z nim skoczyli: ppłk. Jacek Bętkowski ps. Topór 2, por. Stanisław Ossowski ps. Jastrzębiec 2, por. Julian Piotrowski ps. Rewera 2, kpt. Zbigniew Specylak ps. Tur 2, ppor. Władysław Śmietanko ps. Cypr. [42][15]Władysław Maksyś (1913-1995)

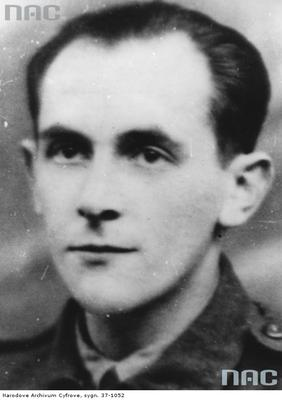
Władysław Maksyś (1913-1995)

- Władysław Marecki (1911-1999) ps. Żabik 2 - major piechoty, oficer Wojska Polskiego, Polskich Sił Zbrojnych na Zachodzie, Armii Krajowej,instryutor Kedywu, dowódca 3 kompanii "Tobruk" Samodzielnego Batalionu Szturmowego "Suszarnia" 106 Dywizji Piechoty AK, Przeszkolony ze specjalnością w dywersji, zaprzysiężony na rotę ZWZ-AK 14 lutego 1944[376][377], zrzucony do okupowanej Polski w nocy 21/22 maja 1944, w sezonie operacyjnym „Riposta”, w operacji „Weller 29”, w ekipie skoczków nr LIII, z samolotu Halifax JP-222 „E” (1586 Eskadra PAF). Start z lotniska Campo Casale nieopodal Brindisi, zrzut na placówkę odbiorczą "Kos", w okolicach miejscowości Wierzbno, 24 km od Krakowa. Razem z nim skoczyli: por. Marian Golarz ps. Góral 2, rtm. Krzysztof Grodzicki ps. Jabłoń 2, gen. bryg. Leopold Okulicki ps. Niedźwiadek, ppor. Zbigniew Waruszyński ps. Dewajtis 2, kpt. Tomasz Wierzejski ps. Zgoda 2[157][15].

- Jan Marek (1919-1943) ps. Walka - porucznik, żołnierz Polskich Sił Zbrojnych na Zachodzie, oficer Armii Krajowej, III Odcinka "Wachlarza", Kedywu Komendy Głównej AK, Konfederacji Narodu, Uderzeniowych Batalionów Kadrowych, Uderzeniowego Batalionu Kadrowego, instruktor szkoły dywersji Kedywu „Zagajnik”, więziony i zamordowany przez gestapo (1943). Przeszkolony ze specjalnością w dywersji, zaprzysiężony na rotę ZWZ-AK 13 listopada 1941[378][379], zrzucony do okupowanej Polski w nocy 6/7 stycznia 1942, w próbnym sezonie operacyjnym, w operacji lotniczej „Shirt”, w ekipie skoczków nr III, z samolotu Halifax L-9618 „W”. Start z lotniska RAF Lakenheat (obecnie lotnisko USAF), zrzut na placówkę odbiorczą „Kocioł”, w okolicach miejscowości Cegłów, Stefanówka, 7 km od Mińska Mazowieckiego. Razem z nim skoczyli: por. Tadeusz Klimowski ps. Klon, ppłk. Henryk Krajewski ps. Trzaska, por. Zbigniew Piasecki ps. Orlik, kpt. Jan Smela ps. Wir oraz Kurier Delegatury Rządu na Kraj ppor. Benedykt Moszyński ps. Andrzej[256][15].

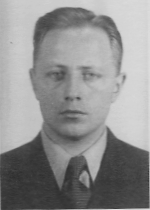
Edmund Marynowski (1913-2014)

- Edmund Marynowski (1913-2014) ps. Sejm - kapitan lotnictwa, oficer Wojska Polskiego, Polskich Sił Zbrojnych, Armii Krajowej, Komendy Głównej AK, uczestnik Powstania Warszawskiego, więzień niemieckich obozów jenieckich: Lamsdorf, Murnau (1944-1945). Przeszkolony ze specjalnością w dywersji i lotnictwie, zaprzysiężony na rotę ZWZ-AK 15 grudnia 1943 w Chicheley[380][381], zrzucony do okupowanej Polski w nocy 27/28 kwietnia 1944, w sezonie operacyjnym "Riposta", w operacji lotniczej „Weller 21”, w ekipie skoczków nr XLVII, z samolotu Liberator EV-978 „R” (1586 Eskadra PAF). Start z lotniska Campo Casale nieopodal Brindisi, zrzut na placówkę odbiorczą „Koza”, w okolicach miejscowości Bychawka, Bystrzyca, 18 km od Lublina. Razem z nim skoczyli: płk. Jan Biały ps. Kadłub, mjr Jerzy Iszkowski ps. Orczyk, mjr Bronisław Lewkowicz ps. Kurs.[45][15]

- Zbigniew Matula (1917-1944) ps. Radomyśl - porucznik, oficer Wojska Polskiego, Armii Polskiej gen. Andersa, Polskich Sił Zbrojnych na Zachodzie, Armii Krajowej, Okręgu Kraków AK, więzień NKWD, sowieckich łagrów: Kozielsk, Griazowiec (1940-1941)[23]. Przeszkolony ze specjalnością w dywersji, zaprzysiężony na rotę ZWZ-AK 15 grudnia 1943[382][383], zrzucony do okupowanej Polski w nocy 24/25 maja 1944 w sezonie operacyjnym "Riposta", w operacji lotniczej „Weller 23”, w ekipie skoczków nr LIV, z samolotu Halifax JP-180 „V” (1586 Eskadra PAF). Start z lotniska Campo Casale nieopodal Brindisi, zrzut na placówkę odbiorczą "Koliber 2", w okolicach miejscowości Zabierzów Bocheński, 11 km od Bochni, na skraju Puszczy Niepołomickiej. Razem z nim skoczyli: por. Bronisław Konik ps. Sikora, kpt. Michał Nowakowski ps. Harpun, por. Alfred Pokultinis ps. Fon, ppor. Zbigniew Wilczkiewicz ps. Kij oraz kurier ppor. Jan Nodzyński ps. Łuk. [275][15]

- Jan Matysko (1912-1953) ps. Oskard - porucznik łączności, podoficer Wojska Polskiego, oficer Polskich Sił Zbrojnych na Zachodzie, Armii Krajowej, Okręgu Kraków AK, Delegatury Sił Zbrojnych na Kraj, WiN, instruktor radiotelegrafii (Polmont), więzień UB, torturowany, skazany (1945-1948)[16]. Przeszkolony ze specjalnością w łączności, zaprzysiężony na rotę ZWZ-AK 6 lipca 1944, prawdopodobnie na stacji wyczekiwania "Marta" - Pollards Park House, Chalfont St. Giles, Buckinghamshire[384][385]. Zrzucony do okupowanej Polski w nocy 26/27 grudnia 1944 roku w sezonie operacyjnym "Odwet", w operacji lotniczej „Staszek 2”, w ekipie skoczków nr LXIII, z samolotu Liberator BZ 965 „V” (301 Dywizjon PAF). Start z lotniska Campo Casale nieopodal Brindisi, zrzut na placówkę „Wilga 1” w okolicach miejscowości Szczawa, w rejonie Mogielicy (Beskid Wyspowy), 23 km od Nowego Targu, w rejonie góry Mogielnica. Był to ostatni zrzut cichociemnych, po upadku Powstania Warszawskiego.Razem z nim skoczyli: Bronisław Czepczak-Górecki ps. Zwijak, Stanisław Dmowski ps. Podlasiak, Jan Parczewski ps. Kraska, Zdzisław Sroczyński ps. Kompresor, Witold Uklański ps. Herold [104][15].

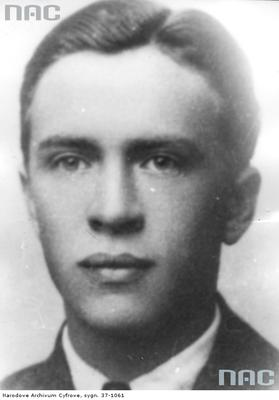
Janusz Messing (1917-2010)

- Stanisław Mazur (1919-1990) ps. Limba - podporucznik łączności, żołnierz Wojska Polskiego, Armii Polskiej gen. Andersa, Polskich Sił Zbrojnych na Zachodzie, oficer Armii Krajowej, dowódca radiostacji 40 C placówki zrzutowej, Delegatury Sił Zbrojnych na Kraj, NIE, WiN, więzień NKWD, sowieckich łagrów: Charków, Sorokłag (1940-1941)[23]. Przeszkolony ze specjalnością w łączności, zaprzysiężony na rotę ZWZ-AK 19 stycznia 1944 w Chicheley (Wielka Brytania)[386][387], zrzucony do okupowanej Polski w nocy 22/23 listopada 1944 w sezonie operacyjnym Odwet", w operacji lotniczej „Kazik 1”, w ekipie skoczków nr LXII, z samolotu Liberator KG-994 „R” (1586 Eskadra PAF). Start z lotniska Campo Casale nieopodal Brindisi, zrzut na placówkę odbiorczą "Wilga", w okolicach miejscowości Szczawa, w rejonie Mogielicy (Beskid Wyspowy), 24 km od Nowego Targu.Razem z nim skoczyli: ppor. Bernard Bzdawka ps. Siekiera, ppor. Przemysław Bystrzycki ps. Grzbiet, mjr Adam Mackus ps. Prosty, mjr Kazimierz Raszplewicz ps. Tatar 2, por. Marian Skowron ps. Olcha 2. [82][15]

- Janusz Messing (1917-2010) ps. Bekas - porucznik, inżynier rolnik, żołnierz Polskich Sił Zbrojnych na Zachodzie, oficer wywiadu ofensywnego Armii Krajowej, Komendy Głównej AK, uczestnik Powstania Warszawskiego, więzień niemieckich obozów jenieckich: Fallingbostel, Dorsten (1944-1945). Przeszkolony ze specjalnością w wywiadzie, zaprzysiężony na rotę ZWZ-AK 29 grudnia 1942 w Audley End (Wielka Brytania)[388][389], zrzucony do okupowanej Polski w nocy 13/14 marca 1943 w sezonie operacyjnym "Intonacja", w operacji lotniczej „Brick”, w ekipie skoczków nr XXIV, z samolotu Halifax DT-627 "P" (138 Dywizjon RAF). Start z lotniska RAF Tempsford, zrzut na placówkę odbiorczą "Wół", 14 km od miejscowości Końskie. Razem z nim skoczyli: ppor. Longin Jurkiewicz ps. Mysz, mjr Franciszek Koprowski ps. Dąb, ppor. Wojciech Lipiński ps. Lawina[238][15].

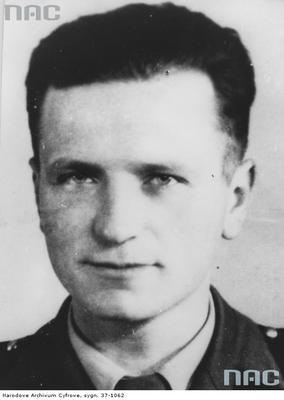
Stefan Mich (1913-1969)

- Stefan Mich (1913-1969) ps. Jeż - kapitan dyplomowany, oficer Wojska Polskiego, Polskich Sił Zbrojnych na Zachodzie, Armii Krajowej, szef Oddziału III Komendy Obszaru Warszawa AK, instruktor Szkoły Młodszych Dowódców Piechoty, uczestnik Powstania Warszawskiego, więzień niemieckich obozów jenieckich: Lamsdorf, Sandbostel (1944-1945). Przeszkolony ze specjalnością w dywersji, zaprzysiężony na rotę ZWZ-AK 6 lutego 1942[390][391], zrzucony do okupowanej Polski w nocy 8/9 kwietnia 1942 w próbnym sezonie operacyjnym, w operacji lotniczej „Cravat”, w ekipie skoczków nr VIII, z samolotu Halifax L-9618 "W" (138 Dywizjon RAF). Start z lotniska RAF Tempsford, zrzut na placówkę odbiorczą "Łąka", w okolicach miejscowości Drzewicz, 10 km od Łowicza. Razem z nim skoczyli: por. Adam Boryczka ps. Brona, kpt. dypl. Teodor Cetys ps. Wiking, kpt. dypl. Henryk Kożuchowski ps. Hora, por. Roman Romaszkan ps. Tatar, por. dypl. Alfred Zawadzki ps. Kos.[67][15]

- Wincenty Michalczewski (1909-1999) ps. Mir - kapitan uzbrojenia, oficer Wojska Polskiego, Polskich Sił Zbrojnych na Zachodzie, Armii Krajowej, szef uzbrojenia Oddziału IV Komendy Obszaru Lwów AK, organizator produkcji ganatów tzw. sidolówek, więzień obozów koncentracyjnych: KL Auschwitz, KL Mauthausen-Gusen (1943-1945)[30]. Przeszkolony ze specjalnością w dywersji, zaprzysiężony na rotę ZWZ-AK 28 lipca 1942[392][393], zrzucony do okupowanej Polski w nocy 3/4 września 1942 w sezonie operacyjnym "Intonacja", w operacji lotniczej „Measles”, w ekipie skoczków nr XII, z samolotu Halifax W-7773 "S" (138 Dywizjon RAF). Start z lotniska RAF Tempsford, zrzut na placówkę „Żaba” w okolicach miejscowości Stachlew, 12 km od Łowicza. Razem z nim skoczyli: ppor. Jan Grycz ps. Dziadzio, kpt. Julian Kozłowski ps. Cichy, por. Kazimierz Smolski ps. Sosna, kpt. Wacław Zaorski ps. Ryba, mjr Wiktor Zarembiński ps. Zrąb.[177][15]

- Władysław Miciek (1912-1944) ps. Młot - porucznik, oficer Wojska Polskiego, Polskich Sił Zbrojnych na Zachodzie, Armii Krajowej, Kedywu Podokręgu Rzeszów AK, uczestnik Powstania Warszawskiego. Przeszkolony ze specjalnością w dywersji, zaprzysiężony na rotę ZWZ-AK 24 sierpnia 1942[394][395], zrzucony do okupowanej Polski w nocy 25/26 stycznia 1943, w sezonie operacyjnym "Intonacja", w operacji lotniczej „Screwdriver”, w ekipie skoczków nr XVIII, z samolotu Halifax DT-726 "H" (138 Dywizjon RAF). Start z lotniska RAF Tempsford, zrzut na placówkę odbiorczą "Krzak", 16 km od Łowicza. Razem z nim skoczyli: ppor. Bronisław Grun ps. Szyb, ppor. Mieczysław Kwarciński ps. Ziut oraz kurier ppor. Stanisław Łuczkiewicz ps. Sęp.[174][15]

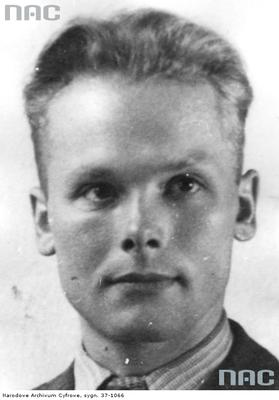
Marian Mostowiec (1913-1979)

- Zygmunt Milewicz (1896-1985) ps. Róg - kapitan, uczestnik walk o niepodległość Polski (1918-1920), oficer Polskich Sił Zbrojnych na Zachodzie, Armii Krajowej, zastępca kierownika referatu odbioru zrzutów Wydziału Przerzutów Powietrznych "Syrena", "Import", "M II Grad" Komendy Głównej AK, uczestnik wojny polsko-bolszewickiej, Powstania Warszawskiego. Przeszkolony ze specjalnością w dywersji i łączności, zaprzysiężony na rotę ZWZ-AK 28 listopada 1941[396][397], zrzucony do okupowanej Polski w nocy 3/4 marca 1942, w próbnym sezonie operacyjnym, w operacji lotniczej „Collar”, w ekipie skoczków nr IV, z samolotu Halifax L-9618 "W". Start z lotniska RAF Stradishall, zrzut na placówkę odbiorczą "Pole", w okolicach miejscowości Łosinno, 7 km od Wyszkowa. Razem z nim skoczyli: kpt. Stanisław Jankowski ps. Agaton, por. Jan Kochański ps. Jarema, kpt. Bohdan Piątkowski ps. Mak, por. Franciszek Pukacki ps. Gzyms, por. Jan Rogowski ps. Czarka. [216][15]

- Marian Mostowiec (1913-1979) ps. Lis - kapitan piechoty, oficer Wojska Polskiego, Polskich Sił Zbrojnych na Zachodzie, Armii Krajowej, instruktor Kedywu garnizonu miasta Wilna, oficer dywersji i specjalista minerstwa 6 Wileńskiej Brygady AK, uczestnik bitwy o Narvik, więzień NKWD, UB (Warszawa, 1950-1951)[16], sowieckich łagrów: Stalinogorsk, Wołogda, Griazowiec (1945-1947)[23]. Przeszkolony ze specjalnościa w dywersji, zaprzysiężony na rotę ZWZ-AK 24 sierpnia 1942[398][399], zrzucony do okupowanej Polski w nocy 16/17 lutego 1943 w sezonie operacyjnym "Intonacja", w operacji lotniczej „Rasp”, w ekipie skoczków nr XX, z samolotu Halifax DT-726 „H” (138 Dywizjon RAF). Start z lotniska RAF Tempsford, zrzut na placówkę odbiorczą "Sum", w okolicach miejscowości Machory, Maleniec, 14 km od Końskich. Razem z nim skoczyli: por. Stanisław Olszewski ps. Bar, ppor. Leszek Ratajski ps. Żal oraz kurier ppor. Tadeusz Samotus ps. Lis-2.[76][15]

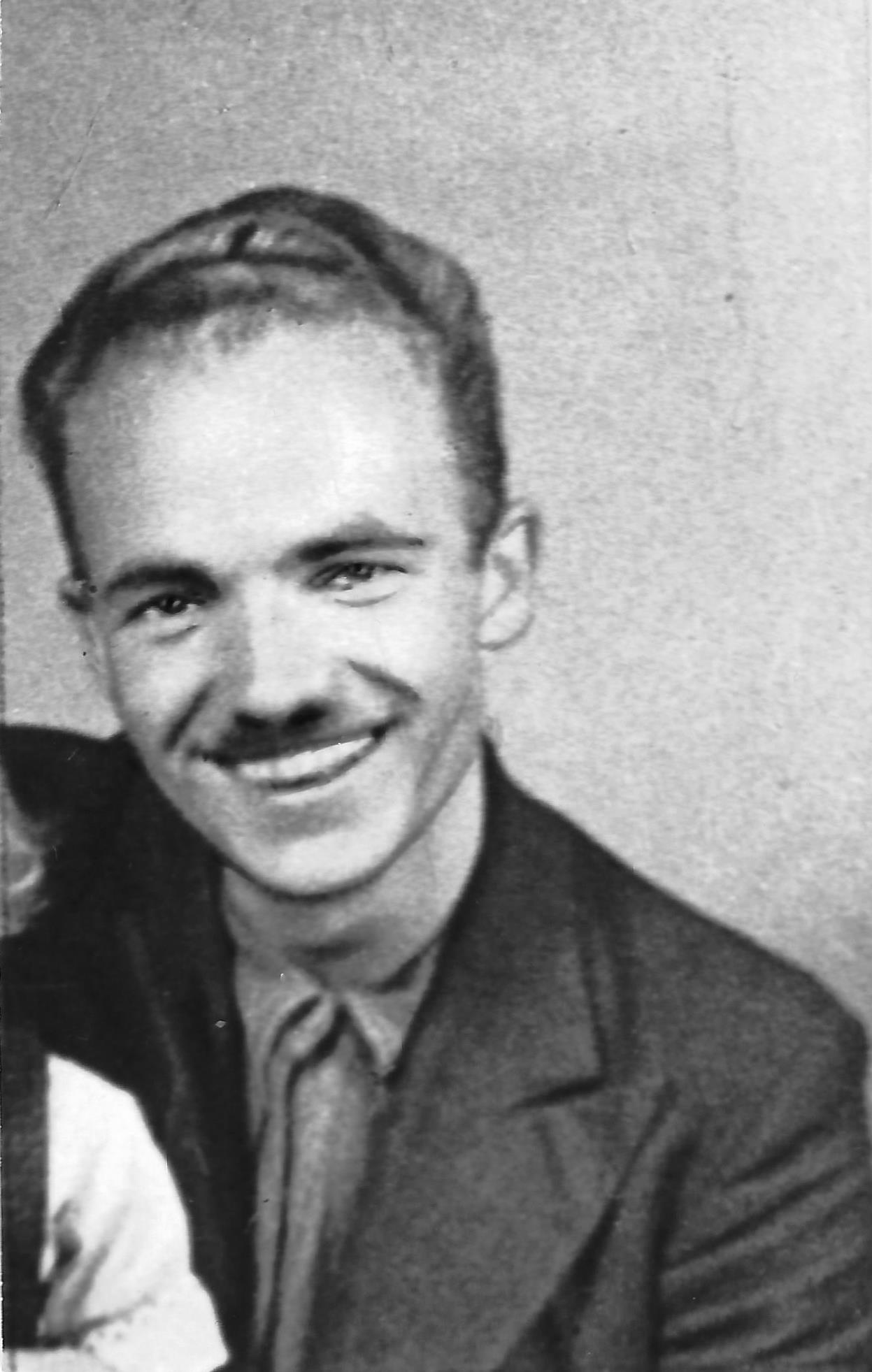
Piotr Motylewicz (1915-1944)

- Piotr Motylewicz (1915-1944) ps. Grab - porucznik piechoty, harcerz, oficer Wojska Polskiego, Polskich Sił Zbrojnych na Zachodzie, Armii Krajowej, IV Odcinka "Wachlarza", zastępca dowódcy Kedywu Okręgu Wilno AK. Przeszkolony ze specjalnością w dywersji, zaprzysiężony na rotę ZWZ-AK 13 stycznia 1942[400][401], zrzucony do okupowanej Polski w nocy 30/31 marca 1942, w poróbnym sezonie operacyjnym, w operacji lotniczej „Legging”, w ekipie skoczków nr VI, z samolotu Halifax L-9613 "V". Start z lotniska RAF Tempsford, zrzut 6 km poza planowaną placówkę odbiorczą "Kopyto", w okolicach miejscowości Barycz, 8 km od Końskich, w pobliżu poligonu SS oraz obozu jeńców rosyjskich. Razem z nim skoczyli: por. Stefan Majewicz ps. Hruby, rtm. Jerzy Sokołowski ps. Mira, mjr dypl. Tadeusz Sokołowski ps. Trop oraz kurier ppor. Jerzy Mara-Meyer[365][15].

- Zbigniew Mrazek (1908-1981) ps. Aminius - porucznik broni pancernych, prokurator, adwokat, oficer Polskich Sił Zbrojnych na Zachodzie, Armii Krajowej, komórki "Kratka" Komendy Głównej AK (łączność z więźniami Pawiaka), uczestnik Powstania Warszawskiego, więzien niemieckich obozów jenieckich: Pruszków, Skierniewice, Sandbostel (1944-1945), szykanowany przez UB (m.in. konfiskata mieszkania, zakaz wykonywania zawodu, 1950)[16]. Przeszkolony ze specjalnością w dywersji, propagandzie i broni pancernej, zaprzysiężony na rotę ZWZ-AK 5 listopada 1943 w Chicheley (Wielka Brytania)[402][403], zrzucony do okupowanej Polski w nocy 12/13 kwietnia 1944 w sezonie operacyjnym "Riposta", w operacji lotniczej „Weller 14”, w ekipie skoczków nr XLI, z samolotu Halifax JW-272 "D" (1586 Eskadra PAF). Start z lotniska Campo Casale nieopodal Brindisi, zrzut na placówkę odbiorczą "Mysz" w okolicach miejscowości Bełżyce (13 km od Lublina).Razem z nim skoczyli: ppor. Adam Benrad ps. Drukarz, ppor. Tadeusz Żelechowski ps. Ring oraz kurier Delegatury Rządu na Kraj plt. Jan Ciaś ps. Kula[36][15].

## N

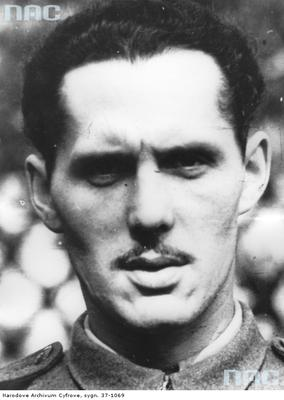
Bruno Nadolczak (1913-2010)

- Bruno Nadolczak (1913-2010) ps. Piast - pułkownik, oficer Wojska Polskiego, Polskich Sił Zbrojnych na Zachodzie, wywiadu Armii Krajowej, zastępca szefa Oddziału II Podokręgu Piotrków Okręgu Łódź AK, Zrzeszenia Wolność i Niezawisłość, autor raportu WiN o sowieckim ludobójstwie i zsyłkach Polaków, adiutant gen. Władysława Sikorskiego, więzień NKWD (1945), działacz polonijny. Przeszkolony ze specjalnością w wywiadzie, zaprzysiężony na rotę ZWZ-AK 5 listopada 1943 w Chicheley (Wielka Brytania)[404][405], zrzucony do okupowanej Polski w nocy 16/17 października 1944 roku w sezonie operacyjnym "Odwet", w operacji lotniczej „Poldek 1”, w ekipie skoczków nr LX, z samolotu Liberator KH-151 „S” (1586 Eskadra PAF). Start z lotniska Campo Casale nieopodal Brindisi (Włochy), zrzut na zapasową placówkę odbiorczą "Newa", w okolicach miejscowości Tomawa, Żerechowa - Kolonia, 19 km od Piotrkowa Trybunalskiego. Razem z nim skoczyli: mjr Jerzy Emir-Hassan ps. Turek 2, ppłk. Leopold Krizar ps. Czeremosz, kpr. Aleksander Makagonow ps. Wschód, ppor. Stefan Przybylik ps. Gruch, płk. Roman Rudkowski ps. Rudy. [131][15]

- Przemysław Nakoniecznikoff-Klukowski (1896-1957) ps. Kruk 2 - pułkownik piechoty, uczestnik walk o niepodległość Polski (1913-1921), oficer Wojska Polskiego, Polskich Sił Zbrojnych na Zachodzie, Armii Krajowej, komendant Okręgu Kraków AK, uczestnik wojny polsko-bolszewickiej, więzień NKWD, sowieckich łagrów: Syberia (1945-1955)[23]. Uczestnik kursu spadochronowego, zaprzysiężony na rotę ZWZ-AK 29 marca 1944[406][407], zrzucony do okupowanej Polski w nocy 21/22 września 1944 w sezonie operacyjnym "Odwet", w operacji lotniczej „Przemek 1”, w ekipie skoczków nr LIX, z samolotu Liberator KG-834 „U” (1586 Eskadra PAF). Start z lotniska Campo Casale nieopodal Brindisi, zrzut na placówkę odbiorczą "Rozmaryn", w okolicach miejscowości Czaryż, 6 km od Secemina. Razem z nim skoczyli: ppor. Marian Leśkiewicz ps. Wygoda, ppor. Zenon Sikorski ps. Pożar, por. Tadeusz Sokół ps. Bug 2, mjr Aleksander Stpiczyński ps. Klara, plt. Kazimierz Śliwa ps. Strażak[334][15].

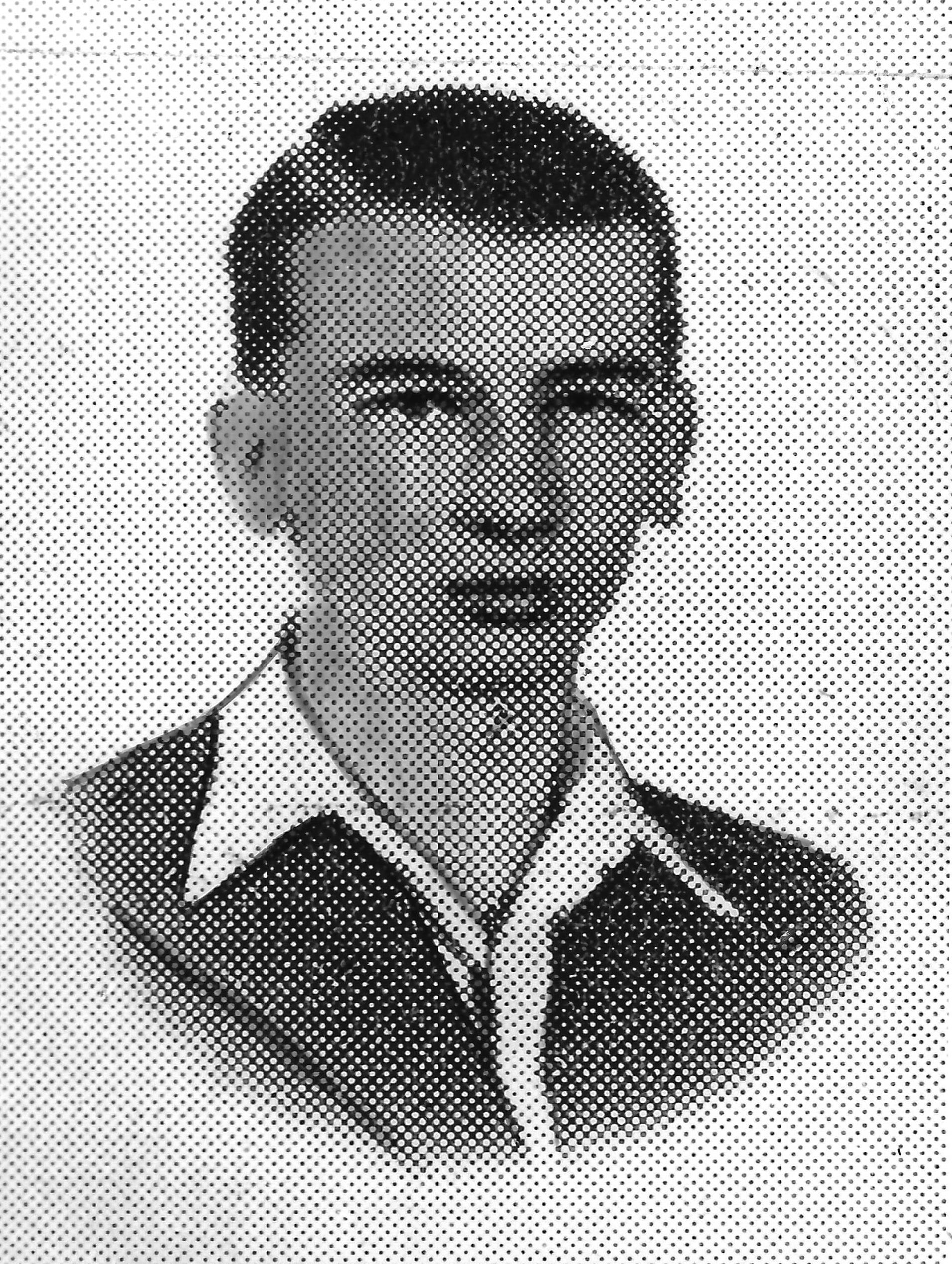
Rafał Niedzielski (1923-1943)

- Rafał Niedzielski (1923-1943) ps. Mocny - podporucznik kawalerii, harcerz, żołnierz Polskich Sił Zbrojnych na Zachodzie, oficer Armii Krajowej, I Odcinka "Wachlarza", Kedywu Obszaru Lwów AK, uczestnik kampanii francuskiej, najmłodszy cichociemny. Przeszkolony ze specjalnością w dywersji, zaprzysiężony na rotę ZWZ-AK 12 stycznia 1942[408][409], zrzucony do okupowanej Polski w nocy 27/28 marca 1942 r. w próbnym sezonie operacyjnym, w operacji lotniczej „Boot”, w ekipie skoczków nr V, z samolotu Halifax L-9613 „V”. Start z lotniska Tempsford, zrzut na placówkę odbiorczą „Trawa” w okolicach miejscowości Przyrów, 34 km od Częstochowy. Razem z nim skoczyli: por. Zbigniew Bąkiewicz ps. Zabawka, ppor. Lech Łada ps. Żagiew, por. Jan Rostek ps. Dan, por. Tadeusz Śmigielski ps. Ślad oraz kurier Delegatury Rządu na Kraj ppor. Leszek Janicki ps. Maciej[29][15].

- Jerzy Niemczycki (1918-2006) ps. Janczar - kapitan piechoty, oficer Polskich Sił Zbrojnych na Zachodzie, Armii Krajowej, Kedywu Podokręgu Rzeszów AK, Delegatury Sił Zbrojnych na Kraj. Przeszkolony ze specjalnością w dywersji oraz łączności, zaprzysiężony na rotę ZWZ-AK 4 sierpnia 1943[410][411], zrzucony do okupowanej Polski w nocy 14/15 kwietnia 1944 w sezonie operacyjnym "Riposta", w operacji lotniczej „Weller 11”, w ekipie skoczków nr XLII, z samolotu Halifax JP-180 „V” (1586 Eskadra PAF). Start z lotniska Campo Casale nieopodal Brindisi, zrzut na placówkę odbiorczą "Kura 1", w okolicach miejscowości Koniusze k. Proszowic, 17 km od Krakowa. Razem z nim skoczyli: ppor. Bronisław Kamiński ps. Golf, ppor. Włodzimierz Lech ps. Powiślak, ppor. Józef Wątróbski ps. Jelito. [245][15]

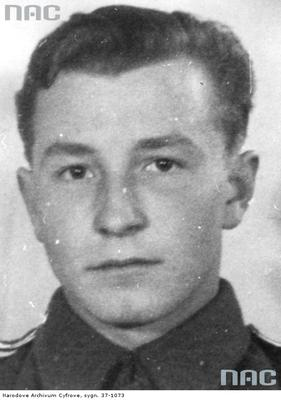
Kazimierz Niepla (1922-1968)

- Kazimierz Niepla (1922-1968) ps. Kawka - porucznik łączności, żołnierz Armii Polskiej gen. Andersa, Polskich Sił Zbrojnych na Zachodzie, oficer Armii Krajowej, radiotelegrafista Komendy Okręgu Wilno AK, LWP, więzień NKWD, sowieckich łagrów: Bieriezowsk (1940-1942), Norylsk (1944-1954)[23]. Przeszkolony ze specjalnością w łączności, zaporzysiężony na rotę ZWZ-AK 10 lipca 1943 w Audley End (Wielka Brytania)[412][413], zrzucony do okupowanej Polski w nocy 8/9 kwietnia 1944, w sezonie operacyjnym "Riposta", w operacji lotniczej „Weller 6”, w ekipie skoczków nr XXXVI, z samolotu Halifax JP-207 "E" (1586 Eskadra PAF). Start z lotniska Campo Casale nieopodal Brindisi, zrzut na placówkę "Nil 1" w okolicach wsi Zamożna Wola i Rozprza. Razem z nim skoczyli radiotelegrafiści: plt. Władysław Hauptman ps. Gapa, ppor. Jerzy Sztrom ps. Pilnik, ppor. Henryk Zachmost ps. Zorza[182][15].

- Antoni Nosek (1917-2007) ps. Kajtuś - kapitan artylerii, żołnierz Wojska Polskiego, uniknął zamordowania w Katyniu, oficer Polskich Sił Zbrojnych na Zachodzie, Armii Krajowej, Okręgu Kraków AK, dowódca skadrowanego dywizjonu artylerii 106 Dywizji Piechoty AK, uczestnik Powstania Warszawskiego, inżynier, projektant mostów i obiektów biurowych, działacz polonijny. Przeszkolony ze specjalnością w dywersji, zaprzysiężony na rotę ZWZ-AK 23 września 1943 w Chicheley (Wielka Brytania)[414][415], zrzucony do okupowanej Polski w nocy 4/5 maja 1944 w sezonie operacyjnym „Riposta”, w operacji lotniczej „Weller 17”, w ekipie skoczków nr XLIX, z samolotu Halifax JP-177 „P” (1586 Eskadra PAF). Start z lotniska Campo Casale nieopodal Brindisi, zrzut na placówkę odbiorczą "Mewa 1", w okolicach miejscowości Dalechowice, 15 km od Skalbmierza. Razem z nim skoczyli: por. Tadeusz Stanisław Jaworski ps. Bławat, ppor. Zdzisław Luszowicz ps. Szakal, por. Cezary Nowodworski ps. Głóg, por. Mieczysław Szczepański ps. Dębina, por. Czesław Trojanowski ps. Litwos. [230][15]

- Józef Nowacki (1921-2005) ps. Horyń - kapitan łączności, doktor medycyny, ekspert medycyny przemysłowej, oficer Armii Polskiej gen. Andersa, Polskich Sił Zbrojnych na Zachodzie, Armii Krajowej, Komendy Głównej AK, instruktor Inspektoratu Rejonowego Piotrków Trybunalski Okręgu Łódź AK, więzień sowieckich łagrów: ok. Peczora, Komi (1939-1941)[23]. Przeszkolony ze specjalnością w łączności, zaprzysiężony na rotę ZWZ-AK 10 lipca 1943 w Audley End (Wielka Brytania)[416][417], zrzucony do okupowanej Polski w nocy 14/15 września 1943 r. w sezonie operacyjnym "Riposta", w operacji lotniczej „Neon 10”, w ekipie skoczków nr XXX, z samolotu Halifax JD-319 „A” (138 Dywizjon RAF). Start z lotniska RAF Tempsford, zrzut na placówkę odbiorczą „Dywan”, 14 km od Łowicza. Razem z nim skoczyli: ppor. Ryszard Chmieloch ps. Błyskawica, ppor. Henryk Ostrowiński ps. Smyk.[89][15]

- Piotr Nowak (1915-1992) ps. Oko - podporucznik, oficer Polskich Sił Zbrojnych na Zachodzie, Armii Krajowej, radiotelegrafista, instruktor łączności Komendy Głównej AK, uczestnik Powstania Warszawskiego, więzień niemieckich obozów jenieckich: Fort Mokotowski, Pruszków, Skierniewice (1944-1945), więzień NKWD (Łubianka, Łódź, 1945)[16]. Przeszkolony ze specjalnością w łączności oraz dywersji, zaprzysiężony na rotę ZWZ-AK 5 października 1942[418][419], zrzucony do okupowanej Polski w nocy 19/20 lutego 1943 roku, w sezonie operacyjnym "Intonacja", w operacji lotniczej „Spokeshave”, w ekipie skoczków nr XXII, z samolotu Halifax DT-620 "T" (138 Dywizjon RAF). Start z lotniska RAF Tempsford, zrzut na placówkę odbiorczą "Pies", w okolicach miejscowości Radzice, 9 km od Odrzywołu. Razem z nim skoczyli: plt. Kazimierz Człapka ps. Pionek, ppor. Czesław Pieniak ps. Bór oraz kurier ppor. Jerzy Lerski ps. Jur. [110][15]

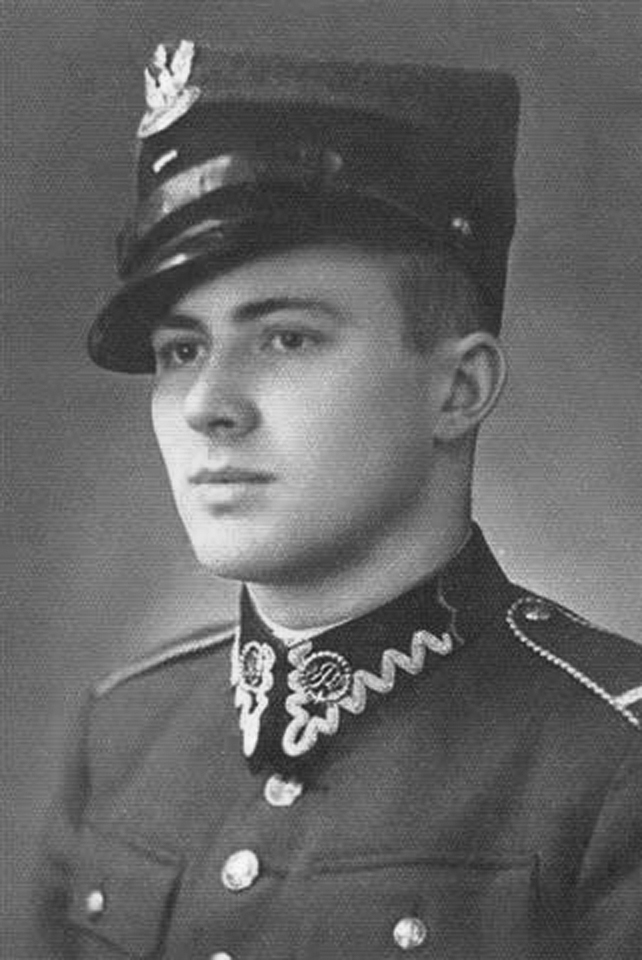
Jan Nowak-Jezioranski (1914-2005)

- Jan Nowak-Jeziorański (1914-2005) ps. Zych - kapitan, harcerz, oficer Wojska Polskiego, Armii Krajowej, Biura Informacji i Propagandy Komendy Głównej AK, kurier KG AK i Sztabu Naczelnego Wodza, uczestnik Powstania Warszawskiego, działacz polonijny, dziennikarz, redaktor Polskiej Sekcji BBC, dyrektor Rozgłośni Polskiej Radia Wolna Europa (1952 – 1976). Skierowany na szkolenie spadochronowe, złamał rękę co uniemożliwiało skok. Prawdopodobnie w kwietniu 1941 zaprzysiężony na rotę ZWZ-AK[420][421]. Przerzucony do okupowanej Polski w nocy 25/26 lipca 1944 r. w sezonie operacyjnym "Riposta", w operacji lotniczej „Wildhorn III” (Most 3), w ekipie skoczków nr: LVII. Samolot Dakota KG-477 „V” (267 Dywizjon RAF) wystartował z lotniska Campo Casale nieopodal Brindisi, lądował na lądowisku "Motyl" w okolicach miejscowości Wał Ruda (pow. brzeski) oraz Jadowniki Mokre, 18 km od Tarnowa. Razem z nim wylądowali: kpt. dypl. Kazimierz Bilski ps. Rum, ppor. Leszek Starzyński ps. Malewa, mjr Bogusław Wolniak ps. Mięta. Samolot zabrał zdobyte przez wywiad AK części rakiety V-2 oraz przygotowany przez naukowców konspiracyjny raport w tej sprawie[64][15].

- Michał Nowakowski (1911-1961) ps. Harpun - kapitan piechoty, prawnik, oficer Wojska Polskiego, Armii Polskiej gen. Andersa, Polskich Sił Zbrojnych na Zachodzie, Armii Krajowej, Komendy Głównej AK, Delegatury Sił Zbrojnych na Kraj, WiN, uczestnik Powstania Warszawskiego, więzień NKWD, sowieckich łagrów: Starobielsk, Workutłag (1940-1941)[23], wielokrotny więzień UB, zmarł w więzieniu (Inowrocław 1946, Warszawa 1952-1954, Warszawa, Kamińsk, Barczewo 1959-1961)[16]. Przeszkolony ze specjalnością w dywersji, zaprzysiężony na rotę ZWZ-AK 15 grudnia 1943 w Chicheley (Wielka Brytania)[422][423], zrzucony do okupowanej Polski w nocy 24/25 maja 1944 w sezonie operacyjnym "Riposta", w operacji lotniczej „Weller 23”, w ekipie skoczków nr LIV, z samolotu Halifax JP-180 „V” (1586 Eskadra PAF). Start z lotniska Campo Casale nieopodal Brindisi, zrzut na placówkę odbiorczą "Koliber 2", w okolicach miejscowości Zabierzów Bocheński, 11 km od Bochni, na skraju Puszczy Niepołomickiej. Razem z nim skoczyli: por. Bronisław Konik ps. Sikora, por. Zbigniew Matula ps. Radomyśl, por. Alfred Pokultinis ps. Fon, ppor. Zbigniew Wilczkiewicz ps. Kij oraz kurier ppor. Jan Nodzyński ps. Łuk.[275][15]

- Tadeusz Nowobilski (1919-1989) ps. Dzwon - podporucznik kawalerii, oficer Wojska Polskiego, Polskich Sił Zbrojnych na Zachodzie, Armii Krajowej, Okręgu Nowogródek AK, więzień NKWD, UB, sowieckich łagrów: Riazań, Diagilewo (1944-1947)[23]. Przeszkolony ze specjalnością w dywersji i broni pancernej, zaprzysiężony na rotę ZWZ-AK 23 września 1943 w Chicheley (Wielka Brytania)[424][425], zrzucony do okupowanej Polski w nocy 16/17 kwietnia 1944 roku w sezonie operacyjnym "Riposta", w operacji lotniczej „Weller 10”, w ekipie skoczków nr XLIV, z samolotu Halifax JP-222 „E”(1586 Eskadra PAF). Start z lotniska Campo Casale nieopodal Brindisi, zrzut na zapasową placówkę odbiorczą „Przycisk”, w okolicy miejscowości Kazimierzów, 7 km od Sochaczewa.Razem z nim skoczyli: rtm. Andrzej Czaykowski ps. Garda, kpt. Leopold Skwierczyński ps. Kozioł, ppłk. dypl. Adam Szydłowski ps. Poleszuk[101][15].

- Cezary Nowodworski (1916-1944) ps. Głóg - kapitan artylerii, syn polskiego zesłańca na Syberię, oficer Polskich Sił Zbrojnych na Zachodzie, Armii Krajowej, dowódca kompanii "Zgody" w batalionie "Czata 49", uczestnik Powstania Warszawskiego, prawdopodobnie zamordowany przez NKWD (1944). Przeszkolony ze specjalnością w dywersji, zaprzysiężony na rotę ZWZ-AK 23 września 1943 w Chicheley (Wielka Brytania)[426][427], zrzucony do okupowanej Polski w nocy 4/5 maja 1944 w sezonie operacyjnym „Riposta”, w operacji lotniczej „Weller 17”, w ekipie skoczków nr XLIX, z samolotu Halifax JP-177 „P” (1586 Eskadra PAF). Start z lotniska Campo Casale nieopodal Brindisi, zrzut na placówkę odbiorczą "Mewa 1", w okolicach miejscowości Dalechowice, 15 km od Skalbmierza. Razem z nim skoczyli: por. Tadeusz Stanisław Jaworski ps. Bławat, ppor. Zdzisław Luszowicz ps. Szakal, por. Antoni Nosek ps. Kajtuś, por. Mieczysław Szczepański ps. Dębina, por. Czesław Trojanowski ps. Litwos. [230][15]

- Ryszard Nuszkiewicz (1919-1983) ps. Powolny - major, prawnik, inżynier, oficer Wojska Polskiego, Polskich Sił Zbrojnych na Zachodzie, Armii Krajowej, Kedywu Okręgu Kraków AK, uczestnik kampanii francuskiej, zamachu na Hansa Franka, więzień UB (Warszawa, 1955)[16]. Przeszkolony ze specjalnością w dywersji, zaprzysiężony na rotę ZWZ-AK 29 listopada 1942[428][429], zrzucony do okupowanej Polski w nocy 20/21 lutego 1943 w sezonie operacyjnym "Intonacja", w operacji lotniczej „File”, w ekipie skoczków nr XXIII, z samolotu Halifax DT-726 "H" (138 Dywizjon RAF). Start z lotniska RAF Tempsford pod Londynem, zrzut na placówkę odbiorczą "Słoń" w okolicach miejscowości Borszowice, 12 km. od Pińczowa. Razem z nim skoczyli: por. Walery Krokay ps. Siwy, ppor. Witold Pic ps. Cholewa, por. Ludwik Witkowski ps. Kosa[147][15].

## O

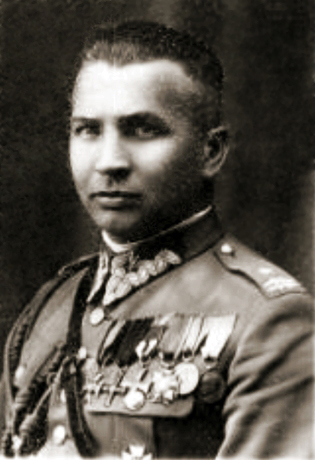
Leopold Okulicki (1898-1945)

- Bolesław Odrowąż-Szukiewicz (1916-1943) ps. Bystrzec - podporucznik artylerii, oficer Polskich Sił Zbrojnych na Zachodzie, Armii Krajowej. Przeszkolony ze specjalnością w dywersji, zaprzysiężony na rotę ZWZ-AK 26 października 1942 w Audley End (Wielka Brytania)[430][431], zrzucony do okupowanej Polski w nocy 16/17 lutego 1943, w sezonie operacyjnym "Intonacja", w operacji lotniczej „Saw”, w ekipie skoczków nr XX, z samolotu Halifax DT-725 "J" (138 Dywizjon RAF). Start z lotniska RAF Tempsford, zrzut na placówkę odbiorczą "Koń", w okolicach miejscowości Sulejów, widły Pilicy i Czarnej, 21 km od Piotrkowa Trybunalskiego. Poległ śmiercią spadochroniarza, wskutek niecałkowitego otwarcia spadochronu, spadając niedaleko grupy domów majątku Bratków nad rzeką Czarną (gmina Aleksandrów, powiat Piotrków Trybunalski), ok. 8 km. na południowy wschód od Sulejowa[431]. Razem z nim skoczyli: ppor. Michał Busłowicz ps. Bociek, ppor. Henryk Januszkiewicz ps. Spokojny, ppor. Adolf Pilch ps. Góra[76][15].

- Leopold Okulicki (1898-1946) ps. Niedźwiadek - generał brygady Wojska Polskiego, uczestnik walk o niepodległość Polski (1914-1920), szef sztabu Armii Polskiej gen. Andersa, współtwórca Służby Zwycięstwu Polski, Związku Walki Zbrojnej, Armii Krajowej, szef sztabu Komendy Głównej AK, uczestnik Powstania Warszawskiego, ostatni komendant główny AK, komendant główny NIE, więzień NKWD, po „procesie szesnastu” w Moskwie prawdopodobnie zamordowany przez NKWD (1946) [432][433]. Zaprzysiężony na rotę ZWZ 28 września 1939, prawdopodobnie w Warszawie. Zrzucony do okupowanej Polski w nocy 21/22 maja 1944, w sezonie operacyjnym „Riposta”, w operacji „Weller 29”, w ekipie skoczków nr LIII, z samolotu Halifax JP-222 „E” (1586 Eskadra PAF). Start z lotniska Campo Casale nieopodal Brindisi, zrzut na placówkę odbiorczą "Kos", w okolicach miejscowości Wierzbno, 24 km od Krakowa. Razem z nim skoczyli: rtm. Krzysztof Grodzicki ps. Jabłoń, por. Marian Golarz ps. Góral 2 (ochrona osobista), ppor. Władysław Marecki ps. Żabik 2, kpt. Tomasz Wierzejski ps. Zgoda 2 oraz ppor. Zbigniew Waruszyński ps. Dewajtis 2 (ochrona osobista)[157][15].

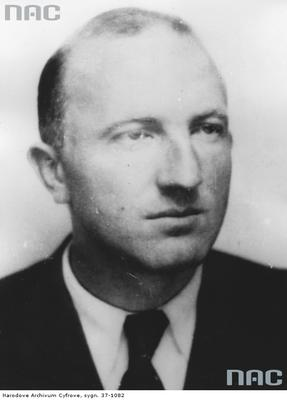
Stanisław Olszewski (1912-1994)

- Stanisław Olszewski (1912-1994) ps. Bar - podpułkownik piechoty, nauczyciel, oficer Wojska Polskiego, Polskich Sił Zbrojnych na Zachodzie, Armii Krajowej, Kedywu Okręgu Lwów AK, więzień UB, NKGB, sowieckich łagrów: Workuta, Norylsk, Tajszet (1945-1955)[23]. Przeszkolony ze specjalnością w dywersji, zaprzysiężony na rotę ZWZ-AK 24 sierpnia 1942 w Audley End (Wielka Brytania)[434][435], zrzucony do okupowanej Polski w nocy 16/17 lutego 1943 w sezonie operacyjnym "Intonacja", w operacji lotniczej „Rasp”, w ekipie skoczków nr XX, z samolotu Halifax DT-726 „H” (138 Dywizjon RAF). Start z lotniska RAF Tempsford, zrzut na placówkę odbiorczą "Sum", w okolicach miejscowości Machory, Maleniec, 14 km od Końskich. Razem z nim skoczyli: kpt. Marian Mostowiec ps. Lis, ppor. Leszek Ratajski ps. Żal oraz kurier ppor. Tadeusz Samotus ps. Lis-2.[76][15]

- Stanisław Ossowski (1912-1987) ps. Jastrzębiec 2 - kapitan piechoty, nauczyciel, oficer Wojska Polskiego, Armii Polskiej gen. Andersa, Polskich Sił Zbrojnych na Zachodzie, Armii Krajowej, więzień sowieckich łagrów: Kozielsk, Griazowiec (1940-1941)[23], uczestnik Powstania Warszawskiego, więzień niemieckich obozów jenieckich: Sandbostel, Murnau (1944-1945). Przeszkolony ze specjalnością w dywersji, zaprzysiężony na rotę ZWZ-AK 14 lutego 1944 w Ostuni (Włochy)[436][437], zrzucony do okupowanej Polski w nocy 30/31 lipca 1944 w sezonie operacyjnym "Riposta", w operacji lotniczej "Jacek 1", w ekipie skoczków nr LVIII, z samolotu Liberator KG-890 "S" (1586 Eskadra PAF). Start z lotniska Campo Casale nieopodal Brindisi, zrzut na placówkę odbiorczą "Solnica", w okolicach miejscowości Osowiec, 7 km od Grodziska Mazowieckiego. Razem z nim skoczyli: płk. Jacek Bętkowski ps. Topór 2, kpt. Franciszek Malik ps. Piorun 2, por. Julian Piotrowski ps. Rewera 2, kpt. Zbigniew Specylak ps. Tur 2, ppor. Władysław Śmietanko ps. Cypr.[42][15]Kazimierz Osuchowski (1915-1944)

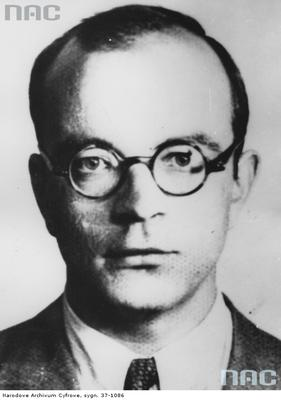
Kazimierz Osuchowski (1915-1944)

- Henryk Ostrowiński (1924-2000) ps. Smyk - podporucznik łączności czasu wojny, inżynier łączności, żołnierz Wojska Polskiego, Armii Polskiej gen. Andersa, Polskich Sił Zbrojnych na Zachodzie, oficer Armii Krajowej, radiotelegrafista Komendy Głównej AK, więzień NKWD, sowieckich łagrów: Kazachstan (1940-1942)[23]. Przeszkolony ze specjalnością w łączności, zaprzysiężony na rotę ZWZ-AK 10 lipca 1943[438][439], zrzucony do okupowanej Polski w nocy 14/15 września 1943 r. w sezonie operacyjnym "Riposta", w operacji lotniczej „Neon 10”, w ekipie skoczków nr XXX, z samolotu Halifax JD-319 „A” (138 Dywizjon RAF). Start z lotniska RAF Tempsford, zrzut na placówkę odbiorczą „Dywan”, 14 km od Łowicza. Razem z nim skoczyli: ppor. Ryszard Chmieloch ps. Błyskawica, ppor. Józef Nowacki ps. Horyń. [89][15]

- Kazimierz Osuchowski (1915-1944) ps. Rosomak - porucznik piechoty, urzędnik konsularny, oficer Polskich Sił Zbrojnych na Zachodzie, Armii Krajowej, Komendy Głównej AK, uczestnik Powstania Warszawskiego, dwukrotnie więzień obozu koncentracyjnego Miranda de Ebro (1940-1942, 1942-1943)[30]. Przeszkolony ze specjalnością w dywersji, zaprzysiężony na rotę ZWZ-AK 23 września 1943 w Chicheley (Wielka Brytania)[440][441], zrzucony do okupowanej Polski w nocy 30 kwietnia / 1 maja 1944 w sezonie operacyjnym "Riposta", w operacji lotniczej „Weller 16”, w ekipie skoczków nr XLVIII, z samolotu Liberator BZ-965 „S” (1586 Eskadra PAF). Start z lotniska Campo Casale nieopodal Brindisi, zrzut na placówkę odbiorczą "Klosz", w okolicach miejscowości Przybyszew, 23 km od Grójca. Razem z nim skoczyli: kpt. Franciszek Cieplik ps. Hatrak, rtm. Jan Skrochowski ps. Ostroga, mjr Kazimierz Szternal ps. Zryw. [98][15]

## P

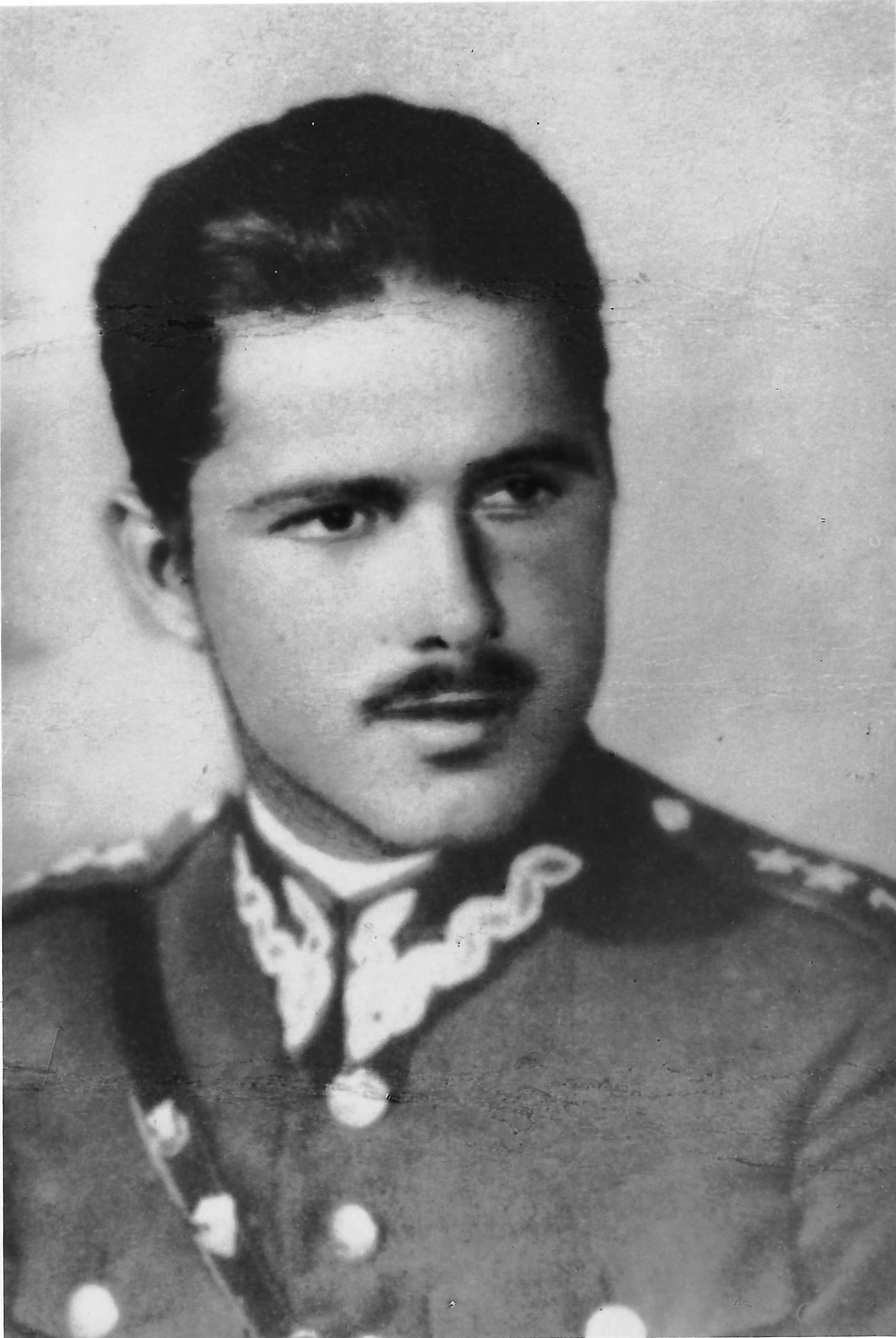
Bohdan Piątkowski (1910-1943)

- Alfred Paczkowski (1909-1986) ps. Wania - podpułkownik, lekarz, oficer Polskich Sił Zbrojnych na Zachodzie, Armii Krajowej, dowódca III Odcinka "Wachlarza", dowódca Kedywu Obszaru Białystok AK, instruktor szkoły dywersji Kedywu „Zagajnik”, uczestnik Powstania Warszawskiego, więziony i torturowany przez gestapo (więzienie w Pińsku), uwolniony przez AK (1942-1943), więzień NKWD, sowieckich łagrów: Diagilewo, Czerepowiec, Griazowiec (1944-1947)[23]. Przeszkolony ze specjalnością w dywersji, zaprzysiężony na rotę ZWZ-AK 10 października 1941 w Londynie (Wielka Brytania)[442][443], zrzucony do okupowanej Polski w nocy 27/28 grudnia 1941 w próbnym sezonie operacyjnym, w operacji lotniczej „Jacket”, w ekipie skoczków nr II, z samolotu Halifax L-9618 „W”. Start z lotniska RAF Leakenheath, zrzut "na dziko", wskutek błędu w nawigacji, poza planowaną placówkę odbiorczą, w okolicach miejscowości Brzozów Stary, na las Paulinka - Załusków, przy drodze Sochaczew - Gąbin (22 km od Łowicza), ok. 22 km. od granicy z Generalną Gubernią. Razem z nim skoczyli: rtm. Marian Jurecki ps. Orawa, mjr dypl. Maciej Kalenkiewicz ps. Kotwicz, kpt. Andrzej Świątkowski ps. Amurat oraz kurierzy Delegatury Rządu na Kraj: ppor. Tadeusz Chciuk ps. Celt i kpr. Wiktor Strzelecki ps. Buka[235][15].

- Michał Parada (1914-1944) ps. Mapa - sierżant łączności, policjant, żołnierz Wojska Polskiego, Polskich Sił Zbrojnych na Zachodzie, podoficer Armii Krajowej, radiotelegrafista Komendy Głównej AK, uczestnik Powstania Warszawskiego. Przeszkolony ze specjalnością w łączności, zaprzysiężony na rotę ZWZ-AK 5 października 1942 w Audley End (Wielka Brytania)[444][445], zrzucony do okupowanej Polski w nocy 16/17 lutego 1943, w sezonie operacyjnym "Intonacja", w operacji lotniczej „Vice”, w ekipie skoczków nr XX, z samolotu Halifax DT-727 „K” (138 Dywizjon RAF). Start z lotniska RAF Tempsford, zrzut na placówkę odbiorczą „Lila” w Kampinosie, 12 km od Mińska Mazowieckiego. Razem z nim skoczyli: kpt. Tadeusz Burdziński ps. Malina, mjr Feliks Dzikielewski ps. Oliw, plt. Stanisław Kazimierczak ps. Ksiądz. [73][15]

- Jan Parczewski (1923-1967) ps. Kraska - plutonowy łączności, żołnierz Armii Polskiej gen. Andersa, podoficer Polskich Sił Zbrojnych na Zachodzie, Armii Krajowej, Okręgu Kraków AK, Delegatury Sił Zbrojnych na Kraj, więzień NKWD, sowieckich łagrów: Kazachstan (1940-1942)[23]. Przeszkolony ze specjalnością w łączności, zaprzysiężony na rotę ZWZ-AK 25 lutego 1944[446][447], zrzucony do okupowanej Polski w nocy 26/27 grudnia 1944 roku w sezonie operacyjnym "Odwet", w operacji lotniczej „Staszek 2”, w ekipie skoczków nr LXIII, z samolotu Liberator BZ 965 „V” (301 Dywizjon PAF). Start z lotniska Campo Casale nieopodal Brindisi, zrzut na placówkę „Wilga 1” w okolicach miejscowości Szczawa, w rejonie Mogielicy (Beskid Wyspowy), 23 km od Nowego Targu, w rejonie góry Mogielnica. Był to ostatni zrzut cichociemnych, po upadku Powstania Warszawskiego. Razem z nim skoczyli: ppor. Bronisław Czepczak-Górecki ps. Zwijak, kpt. dypl. Stanisław Dmowski ps. Podlasiak, ppor. Jan Matysko ps. Oskard, mjr Zdzisław Sroczyński ps. Kompresor, mjr Witold Uklański ps. Herold. [104][15]

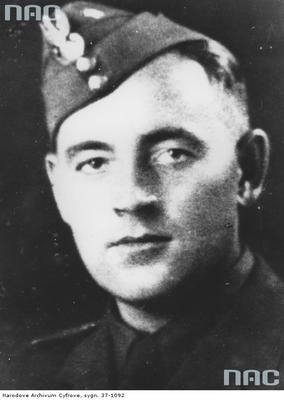
Karol Pentz (1908-1944)

- Karol Pentz (1908-1944) ps. Skała 2 - porucznik piechoty, prawnik, pocztowiec, oficer Wojska Polskiego, Armii Polskiej gen. Andersa, Polskich Sił Zbrojnych na Zachodzie, Armii Krajowej, więzień sowieckich łagrów: Wiedlaszcz, Uchtiżemłag (1940-1941)[23], uczestnik Powstania Warszawskiego. Przeszkolony ze specjalnością w dywersji, zaprzysiężony na rotę ZWZ-AK 14 lutego 1944[444][448], zrzucony do okupowanej Polski w nocy 30/31 maja 1944 w sezonie operacyjnym "Riposta", w operacji lotniczej „Weller 30”, w ekipie skoczków nr LVI, z samolotu Halifax JP-222 „E” (1586 Eskadra PAF). Start z lotniska Campo Casale nieopodal Brindisi, zrzut na placówkę odbiorczą "Paszkot 1", w okolicach miejscowości Rakszawa, 7 km od Łańcuta. Razem z nim skoczyli: mjr Adolf Łojkiewicz ps. Ryś, ppor. Maksymilian Klinicki ps. Wierzba 2, ppor. Feliks Perekładowski ps. Przyjaciel 2, ppor. Tadeusz Tomaszewski ps. Wąwóz, mjr Stanisław Trondowski ps. Grzmot 2.[259][15]

- Feliks Perekładowski (1921-1973) ps. Przyjaciel 2 - porucznik piechoty, podoficer Wojska Polskiego, Armii Polskiej gen. Andersa, Polskich Sił Zbrojnych na Zachodzie, oficer Armii Krajowej, Kedywu Okręgu Kraków AK, więzień sowieckich łagrów: Kandałaksza (1940-1941)[23]. Przeszkolony ze specjalnością w dywersji, zaprzysiężony na rotę ZWZ-AK 14 lutego 1944 w Ostuni (Włochy)[449][450], zrzucony do okupowanej Polski w nocy 30/31 maja 1944 w sezonie operacyjnym "Riposta", w operacji lotniczej „Weller 30”, w ekipie skoczków nr LVI, z samolotu Halifax JP-222 „E” (1586 Eskadra PAF). Start z lotniska Campo Casale nieopodal Brindisi, zrzut na placówkę odbiorczą "Paszkot 1", w okolicach miejscowości Rakszawa, 7 km od Łańcuta. Razem z nim skoczyli: mjr Adolf Łojkiewicz ps. Ryś, ppor. Maksymilian Klinicki ps. Wierzba 2, por. Karol Pentz ps. Skała 2, ppor. Tadeusz Tomaszewski ps. Wąwóz, mjr Stanisław Trondowski ps. Grzmot 2. [259][15]

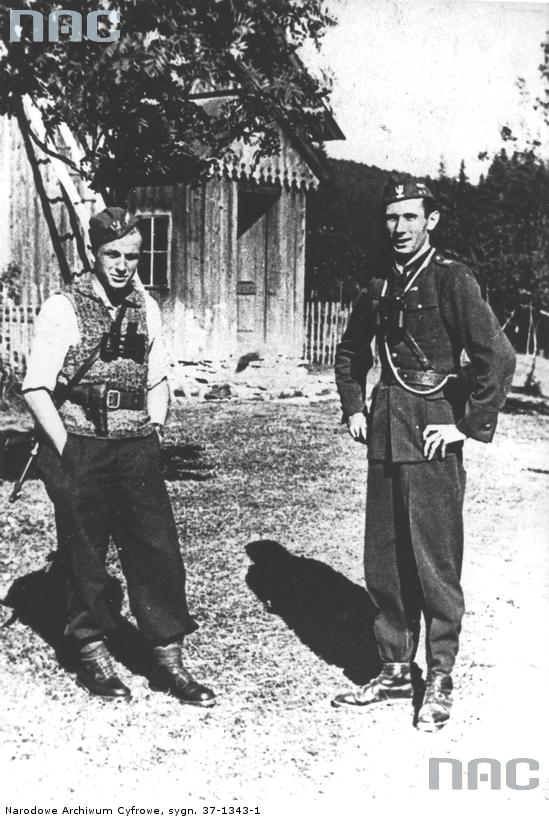
po lewej: Feliks Perekładowski (1921-1973)

- Zdzisław Peszke (1918-1943) ps. Kaszmir - podporucznik łączności, żołnierz Armii Polskiej gen. Andersa, oficer Polskich Sił Zbrojnych na Zachodzie, Armii Krajowej, radiotelegrafista Komendy Głównej AK, więzień NKWD, sowieckich łagrów: Swierdłowsk (1941-1942)[23], aresztowany przez Niemców podczas pracy na radiostacji, popełnił samobójstwo. Przeszkolony ze specjalnością w łączności, zaprzysiężony na rotę ZWZ-AK 10 lipca 1943[451][452], zrzucony do okupowanej Polski w nocy 14/15 września 1943 w sezonie operacyjnym "Riposta", w operacji lotniczej „Neon 6”, w ekipie skoczków nr XXX, z samolotu Halifax BB-309 "T" (138 Dywizjon RAF). Start z lotniska RAF Tempsford, zrzut na placówkę odbiorczą "Koc 1", w okolicach miejscowości Nieporęt, 9 km od Radzymina. Razem z nim skoczyli: ppor. Jarosław Poliszuk ps. Arab, ppor. Ryszard Zyga ps. Lelum. [453][15]

- Mieczysław Pękala-Gorski (1898-1967) ps. Bosak - major saperów, uczestnik walk o niepodległość Polski (1918-1920), podoficer Armii Austro-Węgier, oficer Wojska Polskiego, Polskich Sił Zbrojnych na Zachodzie, wywiadu Armii Krajowej, szef wywiadu Okręgu Łódź AK, uczestnik wojny polsko-bolszewickiej, więzień UB (Warszawa, Rawicz, 1948-1954)[16]. Przeszkolony ze specjalnością w wywiadzie, zaprzysiężony na rotę ZWZ-AK 10 listopada 1943 w Londynie (Wielka Brytania)[454][455], zrzucony do okupowanej Polski w nocy 16/17 października 1944 w sezonie operacyjnym "Odwet", w operacji lotniczej „Wacek 1”, w ekipie skoczków nr LX, z samolotu Liberator KG-994 „R” (1586 Eskadra PAF). Start z lotniska Campo Casale niepodal Brindisi, zrzut na placówkę odbiorczą „Newa”, w okolicach miejscowości Tomawa, Żerechowa Kolonia, 19 km od Piotrkowa Trybunalskiego. Razem z nim skoczyli: sierż. Władysław Flont ps. Grandziarz, ppor. Władysław Godzik ps. Skrzat, kpt. Teodor Hoffman ps. Bugaj, płk. dypl. Wacław Kobyliński ps. Dziad, rtm. Jan Różycki ps. Busik. [131][15]

- Zbigniew Piasecki (1914-1945) ps. Orlik - porucznik broni pancernych, oficer Wojska Polskiego, Polskich Sił Zbrojnych na Zachodzie, Armii Krajowej, III Odcinka "Wachlarza", Kedywu Okręgu Kielce-Radom AK, instruktor w szkole dywersji „Zagajnik”, dowódca "piątki" dywersyjnej Związku Syndykalistów Polskich, kierownik oddziału Wydziału Kontrwywiadu i Bezpieczeństwa "999-Korweta" Oddziału II (wywiad) Komendy Głównej AK, więzień obozów koncentracyjnych: KL Gross-Rosen, KL Mittelbau-Dora, prawdopodobnie zamordowany (1944)[30]. Przeszkolony ze specjalnością w dywersji, zaprzysiężony na rotę ZWZ-AK 4 kwietnia 1941[456][457], zrzucony do okupowanej Polski w nocy 6/7 stycznia 1942, w próbnym sezonie operacyjnym, w operacji lotniczej „Shirt”, w ekipie skoczków nr III, z samolotu Halifax L-9618 „W”. Start z lotniska RAF Lakenheat (obecnie lotnisko USAF), zrzut na placówkę odbiorczą „Kocioł”, w okolicach miejscowości Cegłów, Stefanówka, 7 km od Mińska Mazowieckiego. Razem z nim skoczyli: por. Tadeusz Klimowski ps. Klon, ppłk. Henryk Krajewski ps. Trzaska, ppor. Jan Marek ps. Walka, kpt. Jan Smela ps. Wir oraz kurier Delegatury Rządu na Kraj ppor. Benedykt Moszyński ps. Andrzej[256][15].

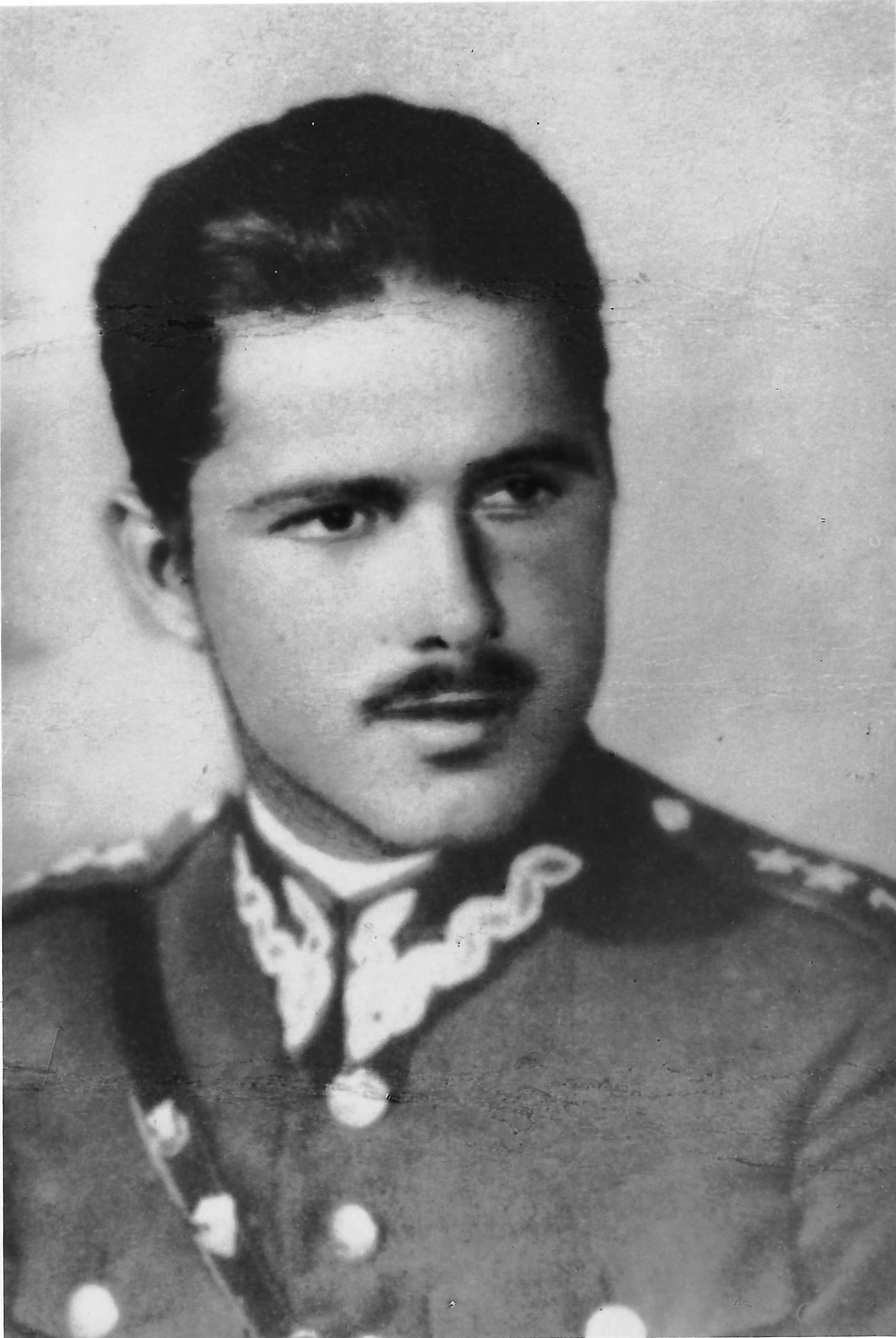
Bohdan Piątkowski (1910-1943)

- Bohdan Piątkowski (1910-1943) ps. Mak - kapitan artylerii, oficer Wojska Polskiego, Polskich Sił Zbrojnych na Zachodzie, Armii Krajowej, IV Odcinka "Wachlarza", współpracownik wywiadu ofensywnego AK, więziony, torturowany i zamordowany przez gestapo (1942-1943). Przeszkolony ze specjalnością w dywersji, zaprzysiężony na rotę ZWZ-AK 10 listopada 1941[458][459], zrzucony do okupowanej Polski w nocy 3/4 marca 1942, w próbnym sezonie operacyjnym, w operacji lotniczej „Collar”, w ekipie skoczków nr IV, z samolotu Halifax L-9618 "W". Start z lotniska RAF Stradishall, zrzut na placówkę odbiorczą "Pole", w okolicach miejscowości Łosinno, 7 km od Wyszkowa. Razem z nim skoczyli: por. Stanisław Jankowski ps. Agaton, por. Jan Kochański ps. Jarema, kpt. Zygmunt Milewicz ps. Róg, por. Franciszek Pukacki ps. Gzyms, por. Jan Rogowski ps. Czarka. [216][15]

- Witold Pic (1918-1944) ps. Cholewa - podporucznik artylerii, podoficer Wojska Polskiego, oficer Polskich Sił Zbrojnych na Zachodzie, Armii Krajowej, Kedywu Obszaru Lublin AK. Przeszkolony ze specjalnością w dywersji, zaprzysiężony na rotę ZWZ-AK 29 listopada 1942 w Audley End (Wielka Brytania)[460][461], zrzucony do okupowanej Polski w nocy 20/21 lutego 1943 w sezonie operacyjnym "Intonacja", w operacji lotniczej „File”, w ekipie skoczków nr XXIII, z samolotu Halifax DT-726 "H" (138 Dywizjon RAF). Start z lotniska RAF Tempsford pod Londynem, zrzut na placówkę odbiorczą "Słoń" w okolicach miejscowości Kotlice, 20 km. od Chęcin. Razem z nim skoczyli: por. Walery Krokay ps. Siwy, por. Ryszard Nuszkiewicz ps. Powolny, por. Ludwik Witkowski ps. Kosa. [147][15]

- Aleksander Piekarski (1914-1978) ps. Turkuć - kapitan artylerii, podoficer Wojska Polskiego, oficer Polskich Sił Zbrojnych na Zachodzie, Armii Krajowej, II zastępca komendanta Obwodu Białystok AK, więzień NKWD, sowieckich łagrów: Wołkowysk, Diagilewo, Czerepowiec (1944-1947)[23], UB (1951). Przeszkolony ze specjalnością w dywersji, zaprzysiężony na rotę ZWZ-Ak 4 marca 1943[462][463], zrzucony do okupowanej Polski w nocy 12/13 kwietnia 1944 r. w sezonie operacyjnym "Riposta", w operacji lotniczej „Weller 3”, w ekipie skoczków nr XL, z samolotu Halifax JP-180 „V” (1586 Eskadra PAF). Start z lotniska Campo Casale nieopodal Brindisi, zrzut na placówkę "Wieszak" w okolicach miejscowości Zalesie, 14 km od Mińska Mazowieckiego. Razem z nim skoczyli: mjr dypl. Leon Bazała ps,. Striwąż, por. mar. Adolf Gałacki ps. Maszop, mjr Edward Piotrowski ps. Mema. [26][15]

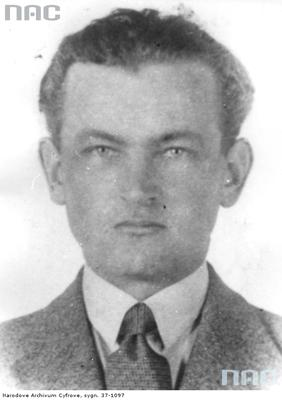
Wacław Pijanowski (1906-1995)

- Czesław Pieniak (1918-1964) ps. Bór - porucznik łączności, podoficer Wojska Polskiego, oficer Polskich Sił Zbrojnych na Zachodzie, Armii Krajowej, zastępca dowódcy kompanii radiołączności "Kram" batalionu "Iskry" Komendy Głównej AK, instruktor łączności Komendy Okręgu Warszawa AK, uczestnik Powstania Warszawskiego, więzień sowieckich łagrów: Borowicze, Swierdłowsk (1944-1946)[23]. Przeszkolony ze specjalnością w łączności oraz dywersji, zaprzysiężony na rotę ZWZ-AK 7 kwietnia 1942[464][465], zrzucony do okupowanej Polski w nocy 19/20 lutego 1943 roku, w sezonie operacyjnym "Intonacja", w operacji lotniczej „Spokeshave”, w ekipie skoczków nr XXII, z samolotu Halifax DT-620 "T" (138 Dywizjon RAF). Start z lotniska RAF Tempsford, zrzut na placówkę odbiorczą "Pies", w okolicach miejscowości Radzice, 9 km od Odrzywołu.Razem z nim skoczyli: plt. Kazimierz Człapka ps. Pionek, sierż. Piotr Nowak ps. Oko oraz kurier ppor. Jerzy Lerski ps. Jur. [110][15]

- Wacław Pijanowski (1906-1995) ps. Dym - major lotnictwa, oficer Wojska Polskiego, Polskich Sił Zbrojnych na Zachodzie (Polskie Siły Powietrzne), Armii Krajowej, Komendy Głównej AK, uczestnik Powstania Warszawskiego. Przeszkolony ze specjalnością w dywersji oraz w lotnictwie, zaprzysiężony na rotę ZWZ-AK 5 października 1942 w Audley End (Wielka Brytania)[466][467] zrzucony do okupowanej Polski w nocy 26/27 stycznia 1943, w sezonie operacyjnym „Intonacja”, w operacji lotniczej „Gauge”, w ekipie skoczków nr XIX, z samolotu Halifax DT-727 „K” (138 Dywizjon RAF). Start z lotniska RAF Tempsford, zrzut na placówkę odbiorczą „Żubr”, 14 km od Kielc. Razem z nim skoczyli: kpt. Florian Adrian ps. Liberator, ppor. Stanisław Sołtys ps. Sowa, kpt. Michał Tajchman ps. Mikita. [14][15]

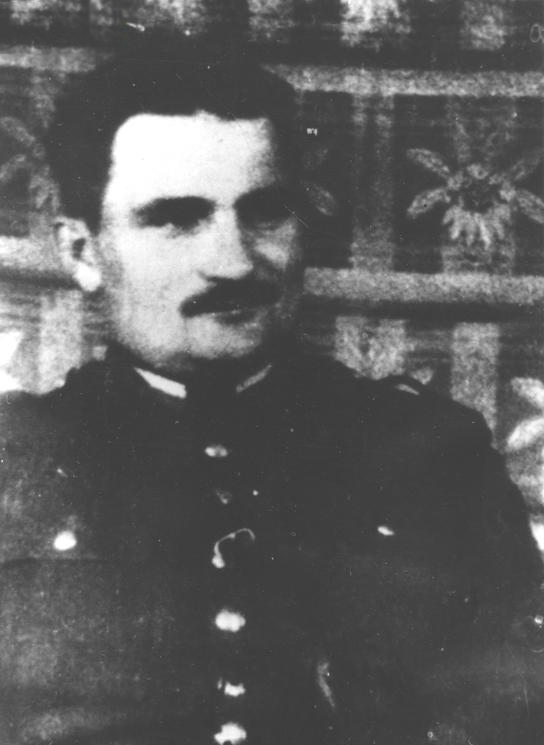
Adolf Pilch (1914-2000)

- Adolf Pilch (1914-2000) ps. Góra, Dolina - major, podoficer Wojska Polskiego, oficer Polskich Sił Zbrojnych na Zachodzie, Armii Krajowej, Okręgu Nowogródek AK, uczestnik Powstania Warszawskiego, dowódca Zgrupowania Stołpecko – Nalibockiego. Przeszkolony ze specjalnością w dywersji, zaprzysiężony na rotę ZWZ-AK 28 sierpnia 1942 [468][469], zrzucony do okupowanej Polski w nocy 16/17 lutego 1943, w sezonie operacyjnym "Intonacja", w operacji lotniczej „Saw”, w ekipie skoczków nr XX, z samolotu Halifax DT-725 "J" (138 Dywizjon RAF). Start z lotniska RAF Tempsford, zrzut na placówkę odbiorczą "Koń", w okolicach miejscowości Sulejów, widły Pilicy i Czarnej, 21 km od Piotrkowa Trybunalskiego. Razem z nim skoczyli: ppor. Michał Busłowicz ps. Bociek, ppor. Henryk Januszkiewicz ps. Spokojny, ppor. Bolesław Odrowąż - Szukiewicz ps. Bystrzec. [76][15]

- Edward Piotrowski (1899-1971) ps. Mema - major piechoty, uczestnik walk o niepodległość Polski (1918-1920), żołnierz Legionów, oficer Wojska Polskiego, Polskich Sił Zbrojnych na Zachodzie, Armii Krajowej, Okręgu Łódź AK, komendant Obwodu Piotrków Trybunalski AK, uczestnik wojny polsko-bolszewickiej, kampanii norweskiej, więzień UB (1946)[16]. Przeszkolony ze specjalnością w dywersji, zaprzysiężony na rotę ZWZ-AK 13 kwietnia 1943 w Londynie (Wielka Brytania)[470][471], zrzucony do okupowanej Polski w nocy 12/13 kwietnia 1944 r. w sezonie operacyjnym "Riposta", w operacji lotniczej „Weller 3”, w ekipie skoczków nr XL, z samolotu Halifax JP-180 „V” (1586 Eskadra PAF). Start z lotniska Campo Casale nieopodal Brindisi, zrzut na placówkę "Wieszak" w okolicach miejscowości Zalesie, 14 km od Mińska Mazowieckiego. Razem z nim skoczyli: mjr dypl. Leon Bazała ps. Striwąż, por. mar. Adolf Gałacki ps. Maszop, por. Aleksander Piekarski ps. Turkuć[26][15].

- Julian Piotrowski (1920-2008) ps. Rewera 2 - kapitan piechoty, harcerz, prawnik, oficer Wojska Polskiego, Polskich Sił Zbrojnych na Zachodzie, Armii Krajowej, uczestnik walk o Tobruk, kampanii libijskiej, Powstania Warszawskiego, więzień niemieckich obozów jenieckich: Ożarów, Kostrzyń, Sandbostel, Murnau (1944-1945), szykanowany przez UB. Przeszkolony ze specjalnością w dywersji, zaprzysiężony na rotę ZWZ-AK 16 lutego 1944 w Ostuni (Włochy)[472][473], zrzucony do okupowanej Polski w nocy 30/31 lipca 1944 w sezonie operacyjnym "Riposta", w operacji lotniczej "Jacek 1", w ekipie skoczków nr LVIII, z samolotu Liberator KG-890 "S" (1586 Eskadra PAF). Start z lotniska Campo Casale nieopodal Brindisi, zrzut na placówkę odbiorczą "Solnica", w okolicach miejscowości Osowiec, 7 km od Grodziska Mazowieckiego. Razem z nim skoczyli: ppłk. Jacek Bętkowski ps. Topór 2, kpt. Franciszek Malik ps. Piorun 2, por. Stanisław Ossowski ps. Jastrzębiec 2, kpt. Zbigniew Specylak ps. Tur 2, ppor. Władysław Śmietanko ps. Cypr. [42][15]

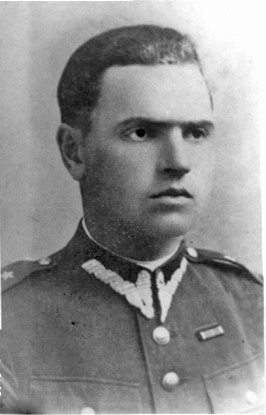
Jan Piwnik (1912-1944)

- Jan Piwnik (1912-1944) ps. Ponury - pułkownik, aspirant Policji Państwowej, oficer Wojska Polskiego, Polskich Sił Zbrojnych na Zachodzie, Armii Krajowej, szef odbioru zrzutów w Komórce Przerzutów Powietrznych "Syrena" Komendy Głównej AK, dowódca II Odcinka "Wachlarza", instruktor szkoły dywersji Kedywu „Zagajnik”, dowódca Zgrupowań Partyzanckich AK, dowódca akcji na więzienie w Pińsku. Przeszkolony ze specjalnością w dywersji, zaprzysiężony na rotę ZWZ-AK 10 października 1941[474][475], zrzucony do okupowanej Polski w nocy 7/8 listopada 1941 r. w próbnym sezonie operacyjnym, w operacji lotniczej „Ruction” w ekipie skoczków nr I, z samolotu Halifax L-9612 (138 Dywizjon RAF). Start z lotniska RAF Linton-on-Ouse, zrzut na placówkę odbiorczą "Ugór" w okolicach miejscowości Czatolin, 20 km od Skierniewic. Razem z nim skoczyli: kpt. Niemir Bidziński ps. Ziege Karol oraz kurier Delegatury Rządu na kraj ppor. Napoleon Segieda ps. Wera. [51][15]

- Wilhelm Pluta (1913-1986) ps. Pion - porucznik artylerii, oficer Polskich Sił Zbrojnych na Zachodzie, Armii Krajowej, wywiadu (legalizacja) Armii Krajowej, Wydziału Legalizacji (Centralne Biuro legalizacji) Oddziału I Komendy Głównej AK ("Park", "Leta", "Izba"), kierownik Pracowni "Dokumenty Podróży", instruktor Kedywu Okręgu Śląsk AK. Przeszkolony ze specjalnością w dywersji, wywiadzie oraz fałszowaniu dokumentów, zaprzysiężony na rotę ZWZ-AK 26 października 1942 w Audley End (Wielka Brytania)[476][477], zrzucony do okupowanej Polski w nocy 19/20 narca 1943 w sezonie operacyjnym "Intonacja", w operacji lotniczej „Beam”, w ekipie skoczków nr XXVII, z samolotu Halifax BB-340 „D” (138 Dywizjon RAF). Start z lotniska RAF Tempsford pod Londynem, zrzut na placówkę odbiorczą "Mewa", w okolicach miejscowości Odrowąż, Wielka Dabrówka, 12 km od Opoczna. Razem z nim skoczyli: ppor. Ignacy Konstanty ps. Szmaragd, ppor. Wiktor Wiącek ps. Kanarek. [278][15]

- Marian Pokładecki (1910-1993) ps. Zoll - porucznik lotnictwa, podharcmistrz, podoficer Wojska Polskiego, oficer Polskich Sił Zbrojnych na Zachodzie, Armii Krajowej, instruktor Oddziału III (operacyjnego) Okręgu Kielce AK, instruktor łączności, oficer Delegatury Sił Zbrojnych na Kraj, więziony i torturowany przez UB (Łódź, 1945)[16]. Przeszkolony ze specjalnością w łączności, zaprzysiężony na rotę ZWZ-AK 4 marca 1943 w Audley End (Wielka Brytania)[478][479], zrzucony do okupowanej Polski w nocy 3/4 kwietnia 1944 r. w sezonie operacyjnym "Riposta", w operacji lotniczej „Weller 5” w ekipie skoczków nr XXXIV, z samolotu Halifax JP-207 „E” (138 Dywizjon RAF). Start z lotniska Campo Casale nieopodal Brindisi, zrzut na placówkę odbiorczą "Pierzyna", w okolicach miejscowości Malcanów, 10 km od Mińska Mazowieckiego. Razem z nim skoczyli: sierż. Stanisław Biedrzycki ps. Opera, ppor. Jan Bieżuński ps. Orzyc, kpt. Zygmunt Sawicki ps. Samulik[54][15].

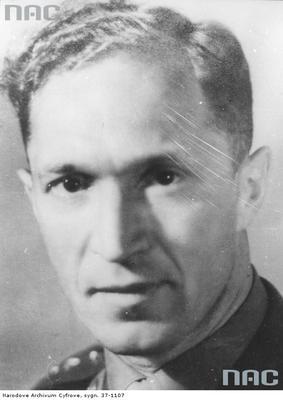
Alfred Pokultinis (1910-1981)

- Alfred Pokultinis (1910-1981) ps. Fon - kapitan piechoty, kolejarz, oficer Wojska Polskiego, Armii Polskiej gen. Andersa, Polskich Sił Zbrojnych na Zachodzie, Armii Krajowej, Wydziału Łączności z Obozami Jenieckimi Oddziału I Komendy Głównej AK, więzień NKWD, sowieckich łagrów: Workutłag, Komi (1940-1941)[23], uczestnik Powstania Warszawskiego, więzień niemieckich obozów jenieckich: Fallingbostel, Gross-Born, Sandbostel, Lubeka, Bergen-Belsen (1944-1945). Przeszkolony ze specjalnością w dywersji oraz łączności, zaprzysiężony na rotę ZWZ-AK 15 grudnia 1943 w Chicheley (Wielka Brytania)[480][481], zrzucony do okupowanej Polski w nocy 24/25 maja 1944 w sezonie operacyjnym "Riposta", w operacji lotniczej „Weller 23”, w ekipie skoczków nr LIV, z samolotu Halifax JP-180 „V” (1586 Eskadra PAF). Start z lotniska Campo Casale nieopodal Brindisi, zrzut na placówkę odbiorczą "Koliber 2", w okolicach miejscowości Zabierzów Bocheński, 11 km od Bochni, na skraju Puszczy Niepołomickiej. Razem z nim skoczyli: por. Bronisław Konik ps. Sikora, por. Zbigniew Matula ps. Radomyśl, kpt. Michał Nowakowski ps. Harpun, ppor. Zbigniew Wilczkiewicz ps. Kij oraz kurier ppor. Jan Nodzyński ps. Łuk[275][15].

- Zygmunt Policiewicz (1907-1965) ps. Świerk - kapitan lotnictwa, oficer Wojska Polskiego, Polskich Sił Zbrojnych na Zachodzie, Armii Krajowej, Wydziału Lotnictwa Oddziału III Komendy Głównej AK, Obszaru Lwów AK. Przeszkolony ze specjalnością w lotnictwie oraz dywersji, zaprzysiężony na rotę ZWZ-AK 7 kwietnia 1942 w Londynie (Wielka Brytania)[482][483], zrzucony do okupowanej Polski w nocy 3/4 września 1942 w sezonie operacyjnym "Intonacja", w operacji lotniczej „Rheumatism”, w ekipie skoczków nr IX, z samolotu Halifax W-7774 „T” (138 Dywizjon RAF). Start z lotniska RAF Tempsford, zrzut na placówkę odbiorczą „Ugór”, w okolicach miejscowości Łyszkowice, 3,2 km od Czatolina. Razem z nim skoczyli: mjr dypl. Jan Lech ps. Granit, por. dypl. Stanisław Sędziak ps. Warta, mjr dypl. Wincenty Ściegienny ps. Las oraz kurierzy: por. Adam Cużytek ps. Roman i bomb. Stanisław Stach ps. Marian. [329][15]

- Jarosław Poliszuk (1920-2002) ps. Arab - porucznik łączności, żołnierz Armii Polskiej gen. Andersa, oficer Polskich Sił Zbrojnych na Zachodzie, Armii Krajowej, więzień NKWD, sowieckich łagrów: Swierdłowsk (1941 - 1942)[23], obozów koncentracyjnych: KL Gross-Rosen, KL Flossenbürg, KL Dachau (1944-1945)[30]. Przeszkolony ze specjalnością w łączności, zaprzysiężony na rotę ZWZ-AK 10 lipca 1943 w Audley End (Wielka Brytania)[484][485], zrzucony do okupowanej Polski w nocy 14/15 września 1943 w sezonie operacyjnym "Riposta", w operacji lotniczej „Neon 6”, w ekipie skoczków nr XXX, z samolotu Halifax BB-309 "T" (138 Dywizjon RAF). Start z lotniska RAF Tempsford, zrzut na placówkę odbiorczą "Koc 1", w okolicach miejscowości Nieporęt, 9 km od Radzymina. Razem z nim skoczyli: ppor. Zdzisław Peszke ps. Kaszmir, ppor. Ryszard Zyga ps. Lelum. [453][15]

- Bolesław Polończyk (1906-1996) ps. Kryształ - kapitan, inżynier, oficer Polskich Sił Zbrojnych na Zachodzie, Armii Krajowej, zastępca kierownika Oddziału III Komendy Okręgu Lublin AK, kierownik komórki odbioru zrzutów Okręgu Lublin AK, więzień NKWD, sowieckich łagrów: Jegolsk (1944-1946)[23]. Przeszkolony ze specjalnością w dywersji, zaprzysiężony na rotę ZWZ-AK 31 stycznia 1943[486][487], zrzucony do okupowanej Polski w nocy 9/10 września 1943 w sezonie operacyjnym "Riposta", w operacji lotniczej „Neon 4”, w ekipie skoczków nr XXIX, z samolotu Halifax JD-171 "P" (138 Dywizjon RAF). Start z lotniska RAF Tempsford, zrzut na placówkę odbiorczą "Solnica", w okolicach miejscowości Osowiec, 7 km od stacji kolejowej Grodzisk Mazowiecki.Razem z nim skoczyli: ppor. Fryderyk Serafiński ps. Drabina oraz kpt. Elżbieta Zawacka ps. Zo[488][15].

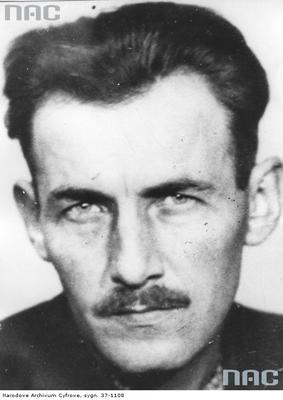
Zygmuint Policiewicz (1907-1965)

- Antoni Pospieszalski (1912-2008) ps. Rosomak - major, eseista, filozof, nauczyciel, oficer Polskich Sił Zbrojnych na Zachodzie, Armii Krajowej, instruktor łączności STS 43 (Audley End), dziennikarz Sekcji Polskiej BBC, współpracownik paryskiej „Kultury”, świecki uczestnik Soboru Watykańskiego II. Przeszkolony ze specjalnością w dywersji oraz łączności, zaprzysiężony na rotę ZWZ-AK 12 stycznia 1942[489][490]. Zrzucony do okupowanej Polski jako jedyny Polak w ekipie brytyjskiej misji wojskowej (pod nazwiskiem swojej żony) jako Capt. Anthony Currie ps. Łuk, w ostatnim zrzucie w nocy 26/27 grudnia 1944 w sezonie operacyjnym "Odwet", w operacji lotniczej „Freston”, z samolotu Liberator KG-994 "R" (301 Dywizjon PAF). Start z lotniska RAF Tempsford, zrzut na placówkę odbiorczą Campo Casale nieopodal Brindisi, zrzut na placówkę odbiorczą „Ogórek”, w okolicach miejscowości Bystrzanowice, Żarki, 31 km od stacji kolejowej Częstochowa. Razem z nim skoczyli członkowie brytyjskiej misji wojskowej: Col. Duane T. Hudson, Maj. Peter R. C. Solly-Flood, Maj. Peter Kemp, Sgt. Donald Galbraith[104][15].

- Jan Poznański (1918-1943) ps. Pływak - podporucznik piechoty, oficer Polskich Sił Zbrojnych na Zachodzie, Armii Krajowej, Kedywu Okręgu Śląsk AK, Kedywu Okręgu Lublin AK, więzień niemieckich obozów jenieckich: Rambervillers, Epinal (1940-1941), więziony i torturowany przez gestapo (1943). Przeszkolony ze specjalnością w dywersji, zaprzysiężony na rotę ZWZ-AK 24 sierpnia 1942 w Audley End (Wielka Brytania)[491][492], zrzucony do okupowanej Polski w nocy 1/2 października 1942 w sezonie operacyjnym „Intonacja”, w operacji lotniczej „Gimlet”, w ekipie skoczków nr XIV, z samolotu Halifax W-7774 „T” (138 Dywizjon RAF). Start z lotniska RAF Tempsford, zrzut na placówkę odbiorczą „Zamek”, w okolicach miejscowości Pawłowice i Życzyn, 16 km od Dęblina.Razem z nim skoczyli: ppor. Marian Gołębiewski ps. Ster, ppor. Stanisław Jagielski ps. Gacek, ppor. Ewaryst Jakubowski ps. Brat, por. Władysław Klimowicz ps. Tama, ppor. Ryszard Kowalski ps. Benga[26][15].

- Janusz Prądzyński (1911-1963) ps. Trzy - rotmistrz, dziennikarz, oficer Wojska Polskiego, Polskich Sił Zbrojnych na Zachodzie, Komendy Głównej AK, wywiadu ofensywnego Armii Krajowej (m.in. zdobył plany prototypów czołgów "Panther", broni przeciwpancernej "Panzerfaust"), uczestnik Powstania Warszawskiego. Przeszkolony ze specjalnością w wywiadzie, zaprzysiężony na rotę ZWZ-AK 29 grudnia 1942 w Londynie (Wielka Brytania)[493][494], zrzucony do okupowanej Polski w nocy 13/14 marca 1943 w sezonie operacyjnym "Intonacja", w operacji lotniczej „Tile”, w ekipie skoczków nr XXIV, z samolotu Halifax DT-725 „J” (138 Dywizjon RAF). Start z lotniska RAF Tempsford, zrzut na placówkę odbiorczą „Olcha”, ok. 9 km od Kielc. Razem z nim skoczyli: por. Oskar Farenholc ps. Sum, ppor. Jan Rostworowski ps. Mat, ppor. Edwin Scheller-Czarny ps. Fordon[134][15].

- Andrzej Prus-Bogusławski (1919-2006) ps. Pancerz - rotmistrz, harcerz, oficer Wojska Polskiego, Polskich Sił Zbrojnych na Zachodzie, Armii Krajowej, instruktor broni pancernej Oddziału III (operacyjnego) Komendy Okręgu Lublin AK, dziennikarz, autor książek historycznych. Przeszkolony ze specjalnością w broni pancernej i dywersji, zaprzysiężony na rotę ZWZ-AK 15 grudnia 1943 w Chicheley (Wielka Brytania)[495][496], zrzucony do okupowanej Polski w nocy 4/5 maja 1944 r., w sezonie operacyjnym "Riposta", w operacji lotniczej ,„Weller 26”, w ekipie skoczków nr L, z samolotu Liberator BZ-965 "S" (138 Dywizjon RAF). Start z lotniska Campo Cassale nieopodal Brindisi, zrzut na placówkę odbiorczą „Szczur”, 31 km od Janowa Lubelskiego pod Bychawą, w okolicy wsi Wola Gałęzowska. Razem z nim skoczyli: ppor. Adam Dąbrowski, ps. Puti, ppor. Adam Krasiński, ps. Szczur, kpt. Jan Walter, ps. Cyrkiel, por. Alfred Whitehead, ps. Dolina 2, ppor. Józef Zając, ps. Kolanko[115][15].

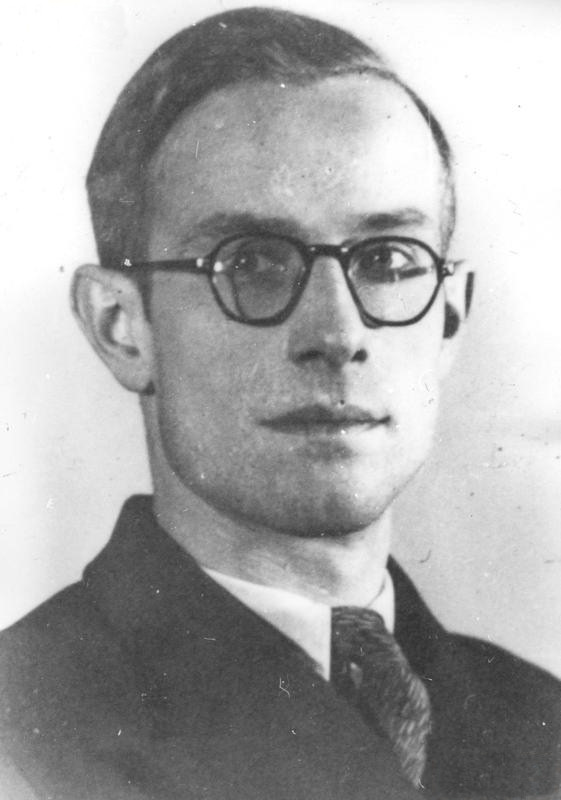
Antoni Pospieszalski (1912-2008)

- Jacek Przetocki (1920-1944) ps. Oset - podporucznik artylerii, harcerz, oficer Polskich Sił Zbrojnych na Zachodzie, Armii Krajowej, Kedywu Okręgu Lwów AK. Przeszkolony ze specjalnością w dywersji, zaprzysiężony na rotę ZWZ-AK 29 istopada 1942[497][498], zrzucony do okupowanej Polski w nocy 17/18 lutego 1943 r. w sezonie operacyjnym "Intonacja", w operacji lotniczej „Floor”, w ekipie skoczków nr XXI, z samolotu Halifax DT-627 "P" (138 Dywizjon RAF). Start z lotniska RAF Tempsford, zrzut na placówkę odbiorczą "Puchacz", w okolicy miejscowości Łepki, Mordy, 17 km od Siedlec. Razem z nim skoczyli: ppor. Tadeusz Benedyk ps. Zahata, por. Józef Czuma ps. Skryty, ppor. Piotr Szewczyk ps. Czer[33][15].

- Stefan Przybylik (1918-2007) ps. Gruch - kapitan łączności, żołnierz Armii Polskiej gen. Andersa, oficer Polskich Sił Zbrojnych na Zachodzie, Armii Krajowej, Komendy Głównej AK, dowódca plutonu łączności radio 25 Pułku Piechoty Ziemi Piotrkowskiej, więzień sowieckich łagrów: Workuta, Teguldet (1939-1941)[23], więzień gestapo (1945), UB (Łódź, 1945)[16]. Przeszkolony ze specjalnością w dywersji oraz łączności, zaprzysiężony na rotę ZWZ-AK 19 stycznia 1944[499][500], zrzucony do okupowanej Polski w nocy 16/17 października 1944 roku w sezonie operacyjnym "Odwet", w operacji lotniczej „Poldek 1”, w ekipie skoczków nr LX, z samolotu Liberator KH-151 „S” (1586 Eskadra PAF). Start z lotniska Campo Casale nieopodal Brindisi (Włochy), zrzut na zapasową placówkę odbiorczą "Newa", w okolicach miejscowości Tomawa, Żerechowa - Kolonia, 19 km od Piotrkowa Trybunalskiego. Razem z nim skoczyli: mjr Jerzy Emir-Hassan ps. Turek 2, ppłk. Leopold Krizar ps. Czeremosz, kpr. Aleksander Makagonow ps. Wschód, por. Bruno Nadolczak ps. Piast, płk. Roman Rudkowski ps. Rudy[131][15].

- Mieczysław Psykała (1913-1984) ps. Kalwadosik - podporucznik piechoty, żołnierz Wojska Polskiego, oficer Polskich Sił Zbrojnych na Zachodzie, Armii Krajowej, Komendy Okręgu Białystok AK, uczestnik kampanii norweskiej, bitwy o Narwik, więzień NKWD, sowieckich łagrów: Kamionka, Swierdłowsk (1944-1947)[23]. Przeszkolony ze specjalnością w dywersji, zaprzysiężony na rotę ZWZ-AK 5 listopada 1943 w Chicheley (Wielka Brytania)[501][502], zrzucony do okupowanej Polski w nocy 16/17 kwietnia 1944 roku w sezonie operacyjnym „Riposta”, w operacji lotniczej „Weller 15”, w ekipie skoczków nr XLV, z samolotu Halifax JP-236 „A” (1586 Eskadra PAF). Start z lotniska Campo Casale nieopodal Brindisi, zrzut na placówkę "Obraz" za ujściem Bugu - Narwi, w okolicach miejscowości Krawcowizna, 12 km od Tłuszcza. Razem z nim skoczyli: por. Jerzy Buyno ps. Gżegrzółka, ppor. Stanisław Harasymowicz ps. Lalka (brat przyrodni Jerzego Buyno), mjr dypl. Jerzy Szymański ps. Boga. [79][15]

- Franciszek Pukacki (1916-1980) ps. Gzyms - major, prawnik, oficer Wojska Polskiego, Polskich Sil Zbrojnych na Zachodzie, Armii Krajowej, II Odcinka "Wachlarza", w akcji sabotażowej zniszczył pięć bombowców nurkujących Junkers Ju-87D (1943), więzień NKWD, sowieckich łagrów: Riazań, Griazowiec (1944-1948)[23]. Przeszkolony ze specjalnością w dywersji, zaprzysiężony na rotę ZWZ-AK 10 listopada 1941[503][504], zrzucony do okupowanej Polski w nocy 3/4 marca 1942, w próbnym sezonie operacyjnym, w operacji lotniczej „Collar”, w ekipie skoczków nr IV, z samolotu Halifax L-9618 "W". Start z lotniska RAF Stradishall, zrzut na placówkę odbiorczą "Pole", w okolicach miejscowości Łosinno, 7 km od Wyszkowa. Razem z nim skoczyli: por. Stanisław Jankowski ps. Agaton, por. Jan Kochański ps. Jarema, kpt. Zygmunt Milewicz ps. Róg, kpt. Bohdan Piątkowski ps. Mak, por. Jan Rogowski ps. Czarka[216][15].

## R

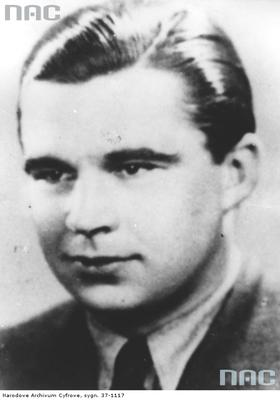
Jan Rogowski (1913-1944)

- Bronisław Rachwał (1907-1944) ps. Glin - kapitan dyplomowany, oficer Wojska Polskiego, Polskich Sił Zbrojnych na Zachodzie, Sztabu Naczelnego Wodza, Armii Krajowej, Komendy Głównej AK, uczestnik Powstania Warszawskiego. Przeszkolony ze specjalnością w dywersji, zaprzysiężony na rotę ZWZ-AK 1 kwietnia 1942 w Londynie (Wielka Brytania)[505][506], zrzucony do okupowanej Polski w nocy 16/17 września 1943 w sezonie operacyjnym "Riposta", operacji „Neon 1”, w ekipie skoczków nr XXXI, z samolotu Halifax BB-378 "D" (138 Dywizjon RAF). Start z lotniska RAF Tempsford pod Londynem, zrzut na placówkę odbiorczą "Garnek", ok. 8 km od stacji kolejowej Wyszków. Razem z Nim skoczyli: ppor. Hieronim Dekutowski ps. „Zapora” oraz kurier ppor. Kazimierz Smolak ps. „Nurek”[118][15].

- Stanisław Raczkowski (1912-1944) ps. Bułany - rotmistrz, oficer Wojska Polskiego, Polskich Sił Zbrojnych na Zachodzie, Armii Krajowej, Komendy Okręgu Kielce AK, dowódca 2 batalionu 3 Pułku Piechoty 2 Dywizji Piechoty Legionów AK. Przeszkolony ze specjalnością w dywersji, zaprzysiężony na rotę ZWZ-AK 16 stycznia 1943[507][508], zrzucony do okupowanej Polski w nocy 8/9 kwietnia 1944 w sezonie operacyjnym "Riposta", w operacji lotniczej „Weller 4”, w ekipie skoczków nr XXXV, z samolotu Halifax LW-284 "T" (138 Dywizjon RAF). Start z lotniska Campo Cassale w Brindisi (Włochy), zrzut na placówkę odbiorczą "Mirt 1", w okolicach miejscowości Cisów k. Kielc. Razem z nim skoczyli: kpt. dypl. Bolesław Jackiewicz ps. Łabędź, ppor. Edward Kiwer ps. Biegaj, ppor. Ludwik Wiechuła ps. Jeleń. [209][15]

- Kazimierz Raszplewicz (1901-1977) ps. Tatar 2 - major piechoty, oficer Wojska Polskiego, Armii Polskiej gen. Andersa, Polskich Sił Zbrojnych na Zachodzie, Armii Krajowej, 1 batalionu 1 Pułku Strzelców Podhalańskich AK, Delegatury Sił Zbrojnych na Kraj, więzień NKWD, sowieckich łagrów (1939-1941)[23]. Przeszkolony ze specjalnością w dywersji, zaprzysiężony na rotę ZWZ-AK 14 lutego 1941 w Ostuni (Włochy)[509][510], zrzucony do okupowanej Polski w nocy 22/23 listopada 1944 w sezonie operacyjnym Odwet", w operacji lotniczej „Kazik 1”, w ekipie skoczków nr LXII, z samolotu Liberator KG-994 „R” (1586 Eskadra PAF). Start z lotniska Campo Casale nieopodal Brindisi, zrzut na placówkę odbiorczą "Wilga", w okolicach miejscowości Szczawa, w rejonie Mogielicy (Beskid Wyspowy), 24 km od Nowego Targu. Razem z nim skoczyli: ppor. Bernard Bzdawka ps. Siekiera, ppor. Przemysław Bystrzycki ps. Grzbiet, mjr Adam Mackus ps. Prosty, ppor. Stanisław Mazur ps. Limba, por. Marian Skowron ps. Olcha 2. [82][15]

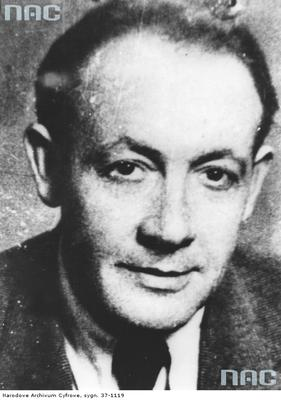
Roman Romaszkan (1910-1956)

- Leszek Ratajski (1907-1975) ps. Żal - podporucznik piechoty, żołnierz Wojska Polskiego, Polskich Sił Zbrojnych na Zachodzie, oficer Armii Krajowej, Kedywu Okręgu Nowogródek AK, Komendy Okręgu Nowogródek AK. Przeszkolony ze specjalnością w dywersji, zaprzysiężony na rotę ZWZ-AK 24 sierpnia 1942 w Audley End (Wielka Brytania)[511][512], zrzucony do okupowanej Polski w nocy 16/17 lutego 1943 w sezonie operacyjnym "Intonacja", w operacji lotniczej „Rasp”, w ekipie skoczków nr XX, z samolotu Halifax DT-726 „H” (138 Dywizjon RAF). Start z lotniska RAF Tempsford, zrzut na placówkę odbiorczą "Sum", w okolicach miejscowości Machory, Maleniec, 14 km od Końskich. Razem z nim skoczyli: kpt. Marian Mostowiec ps. Lis, por. Stanisław Olszewski ps. Bar oraz kurier ppor. Tadeusz Samotus ps. Lis-2. [76][15]

- Adam Riedl (1916-1944) ps. Rodak - podporucznik piechoty, oficer Polskich Sił Zbrojnych na Zachodzie, Armii Krajowej, adiutant komendanta Okręgu Kielce AK, uczestnik kampanii norweskiej i bitwy o Narwik, więzień gestapo, obozu koncentracyjnego KL Gross-Rosen, zamordowany (1944)[30]. Przeszkolony ze specjalnością w dywersji, zaprzysiężony na rotę ZWZ-AK 31 stycznia 1943 w Audley End (Wielka Brytania)[513][514], zrzucony do okupowanej Polski w nocy 13/14 marca 1943 w sezonie operacyjnym "Intonacja", w operacji lotniczej „Door”, w ekipie skoczków nr XXIV, z samolotu Halifax BB-281 „O” (138 Dywizjon RAF). Start z lotniska RAF Tempsford, zrzut na placówkę odbiorczą „Kra”, 8 km od Zwolenia, w Puszczy Kozienickiej. Razem z nim skoczyli: por. Stanisław Kolasiński ps. Ulewa, ppor. Lech Zabierek ps. Wulkan oraz Węgier (radiotelegrafista) Ivan Szabo ps. Hun.[238][15]

- Jan Rogowski (1913-1944) ps. Czarka - porucznik artylerii, oficer Wojska Polskiego, Polskich Sił Zbrojnych, Armii Krajowej, zastępca dowódcy II Odcinka "Wachlarza", oficer Zgrupowań Partyzanckich AK Ponury, instruktor szkoły dywersji Kedywu "Zagajnik", zastępca dowódcy akcji na więzienie w Pińsku, więziony i zamordowany przez gestapo (1944). Przeszkolony ze specjalnością w dywersji, zaprzysiężony na rotę ZWZ-AK 28 listopada 1941[515][516], zrzucony do okupowanej Polski w nocy 3/4 marca 1942, w próbnym sezonie operacyjnym, w operacji lotniczej „Collar”, w ekipie skoczków nr IV, z samolotu Halifax L-9618 "W". Start z lotniska RAF Stradishall, zrzut na placówkę odbiorczą "Pole", w okolicach miejscowości Łosinno, 7 km od Wyszkowa. Razem z nim skoczyli: por. Stanisław Jankowski ps. Agaton, por. Jan Kochański ps. Jarema, kpt. Zygmunt Milewicz ps. Róg, kpt. Bohdan Piątkowski ps. Mak, por. Franciszek Pukacki ps. Gzyms. [216][15]

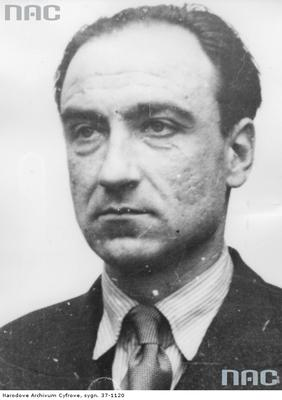
Czesław Rossiński (1907-1945)

- Roman Romaszkan (1910-1956) ps. Tatar - porucznik artylerii, oficer Wojska Polskiego, Polskich Sił Zbrojnych na Zachodzie, Armii Krajowej, V Odcinka "Wachlarza", Kedywu Okręgu Kielce AK, Kedywu Komendy Głównej AK, instruktor wyszkolenia w Centrali Zaopatrzenia Terenu "Start I" oraz w Powstańczych Oddziałach Specjalnych "Jerzyki", więzień UB, represjonowany i prawdopodobnie zamordowany przez PRL-owską bezpiekę (1956)[16]. Przeszkolony ze specjalnością w dywersji, zaprzysiężony na rotę ZWZ-AK 13 stycznia 1942[517][518], zrzucony do okupowanej Polski w nocy 8/9 kwietnia 1942 w próbnym sezonie operacyjnym, w operacji lotniczej „Cravat”, w ekipie skoczków nr VIII, z samolotu Halifax L-9618 "W" (138 Dywizjon RAF). Start z lotniska RAF Tempsford, zrzut na placówkę odbiorczą "Łąka", w okolicach miejscowości Drzewicz, 10 km od Łowicza. Razem z nim skoczyli: por. Adam Boryczka ps. Brona, kpt. dypl. Teodor Cetys ps. Wiking, kpt. dypl. Henryk Kożuchowski ps. Hora, kpt. dypl. Stefan Mich ps. Jerz, por. dypl. Alfred Zawadzki ps. Kos.[67][15]

- Czesław Rossiński (1907-1945) ps. Kozioł - podporucznik piechoty, inżynier, oficer Wojska Polskiego, Polskich Sił Zbrojnych na Zachodzie, Armii Krajowej, Okręgu Lublin AK, szef Kedywu Inspektoratu Rejonowego Radzyń Podlaski AK, więzień NKWD i UB, skazany na śmierć, zamordowany przez władze PRL (Lublin, 1944-1945). Przeszkolony ze specjalnością w dywersji, zaprzysiężony na rotę ZWZ-AK 31 stycznia 1943 w Audley End (Wielka Brytania)[519][520], zrzucony do okupowanej Polski w nocy 13/14 marca 1943 w sezonie operacyjnym "Intonacja", w operacji lotniczej „Stock”, w ekipie skoczków nr XXIV, z samolotu Halifax DT-726 "H" (138 Dywizjon RAF). Start z lotniska RAF Tempsford, wskutek błędu nawigatora zrzut poza planowaną placówkę odbiorczą „Koza”, w okolicach miejscowości Celestynów i Pilawa. Razem z nim skoczyli: ppor. Jan Hörl ps. Frog, płk. dypl. Kazimierz Iranek-Osmecki ps. Heller, ppor. Witold Strumpf ps. Sud.[191][15]

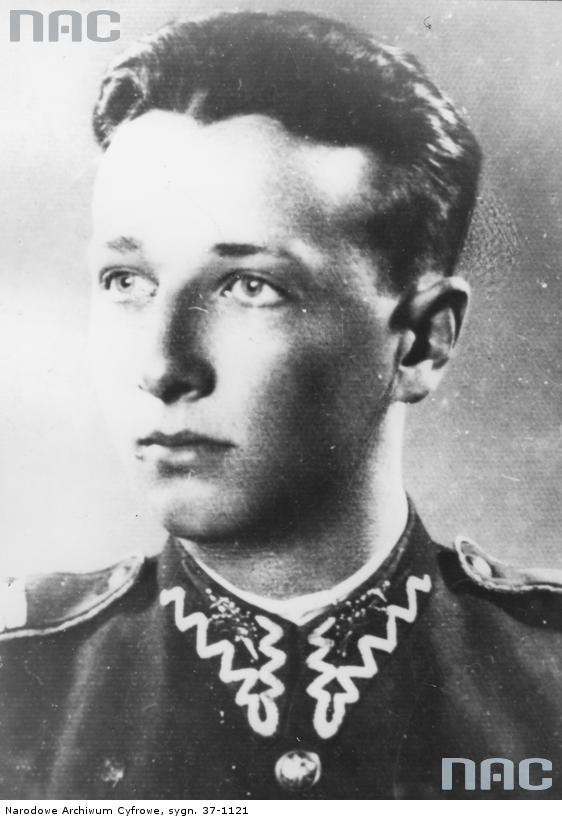
Jan Rostek (1918-1943)

- Jan Rostek (1918-1943) ps. Dan - porucznik kawalerii, oficer Wojska Polskiego, Polskich Sił Zbrojnych na Zachodzie, wywiadu ofensywnego Armii Krajowej, Komendy Głównej AK, więziony i prawdopodobnie zamordowany przez Abwehrę (1943). Przeszkolony ze specjalnością w wywiadzie, zaprzysiężony na rotę ZWZ-AK 13 stycznia 1942 w Londynie (Wielka Brytania)[521][522], zrzucony do okupowanej Polski w nocy 27/28 marca 1942 r. w próbnym sezonie operacyjnym, w operacji lotniczej „Boot”, w ekipie skoczków nr V, z samolotu Halifax L-9613 „V”. Start z lotniska Tempsford, zrzut na placówkę odbiorczą „Trawa” w okolicach miejscowości Przyrów, 34 km od Częstochowy. Razem z nim skoczyli: por. Zbigniew Bąkiewicz ps. Zabawka, ppor. Lech Łada ps. Żagiew, ppor. Rafał Niedzielski ps. Mocny, por. Tadeusz Śmigielski ps. Ślad oraz kurier Delegatury Rządu na Kraj ppor. Leszek Janicki ps. Maciej. [29][15]

- Jan Rostworowski (1913-1944) ps. Mat - podporucznik piechoty, dziennikarz, oficer Polskich Sił Zbrojnych na Zachodzie, Armii Krajowej, Komendy Głównej AK, wywiadu ofensywnego Armii Krajowej, uczestnik kampanii norweskiej, walk o Narvik, więziony i torturowany przez Abwehrę, więziony i zamordowany w obozie koncentracyjnym KL Gross-Rosen (1943-1944)[30]. Przeszkolony ze specjalnością w wywiadzie, zaprzysiężony na rotę ZWZ-AK 29 grudnia 1942 w Audley End (Wielka Brytania)[523][524], zrzucony do okupowanej Polski w nocy 13/14 marca 1943 w sezonie operacyjnym "Intonacja", w operacji lotniczej „Tile”, w ekipie skoczków nr XXIV, z samolotu Halifax DT-725 „J” (138 Dywizjon RAF). Start z lotniska RAF Tempsford, zrzut na placówkę odbiorczą „Olcha”, ok. 9 km od Kielc. Razem z nim skoczyli: por. Oskar Farenholc ps. Sum, por. Janusz Prądzyński ps. Trzy, ppor. Edwin Scheller-Czarny ps. Fordon[134][15].

- Jan Różycki (1901-1991) ps. Busik - major kawalerii, uczestnik walk o niepodległość Polski (1917-1920), harcerz, inżynier budownictwa, prof. nadzwyczajny, oficer Polskich Sił Zbrojnych na Zachodzie, Armii Krajowej, Podokręgu Piotrków AK, uczestnik wojny polsko-bolszewickiej, III Powstania Śląskiego, więzień UB (1949-1953)[16]. Przeszkolony ze specjalnością w dywersji, zaprzysiężony na rotę ZWZ-AK 12 kwietnia 1944[525][526], zrzucony do okupowanej Polski w nocy 16/17 października 1944 w sezonie operacyjnym "Odwet", w operacji lotniczej „Wacek 1”, w ekipie skoczków nr LX, z samolotu Liberator KG-994 „R” (1586 Eskadra PAF). Start z lotniska Campo Casale niepodal Brindisi, zrzut na placówkę odbiorczą „Newa”, w okolicach miejscowości Tomawa, Żerechowa Kolonia, 19 km od Piotrkowa Trybunalskiego. Razem z nim skoczyli: sierż. Władysław Flont ps. Grandziarz, ppor. Władysław Godzik ps. Skrzat, kpt. Teodor Hoffman ps. Bugaj, płk. dypl. Wacław Kobyliński ps. Dziad, mjr Mieczysław Pękala ps. Bosak[131][15].

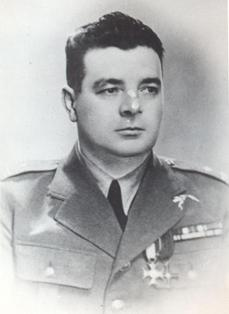
Roman Rudkowski (1898-1954)

- Roman Rudkowski (1898-1954) ps. Rudy - pułkownik dyplomowany pilot, uczestnik walk o niepodległość Polski (1914-1920), żołnierz Armii gen. Hallera, oficer dyplomowany Wojska Polskiego, Polskich Sił Zbrojnych na Zachodzie, Sztabu Naczelnego Wodza, Armii Krajowej, oficer łącznikowy Oddziału VI SNW przy 138 Dywizjonie Specjalnym RAF, oficer wywiadu, pilot, dowódca wielu eskadr, Dywizjonu 301, uczestnik wojny polsko-bolszewickiej, więzień sowieckiego SMIERSZ, UB (Łódź, 1945-1946)[16]. Jako jedyny cichociemny dwukrotnie skakał na spadochronie do okupowanej Polski, zaprzysiężony na rotę ZWZ-AK 4 września 1941 w Londynie (Wielka Brytania)[527][528], zrzucony do okupowanej Polski w nocy 25/26 stycznia 1943, w sezonie operacyjnym „Intonacja”, w operacji lotniczej „Brace”, w ekipie skoczków nr XVIII, z samolotu Halifax DT-727 „K” (138 Dywizjon RAF). Start z lotniska Tempsford, zrzut na placówkę odbiorczą „Chmiel”, obok szosy Warszawa – Radom, 13 km od Białobrzegów. Razem z nim skoczyli: por. Ignacy Bator ps. Opór, por. Tadeusz Gaworski ps. Lawa oraz kurier Delegatury Rządu na Kraj kpr. Wiktor Czyżewski ps. Cap.[22][15]. Przerzucony z okupowanej Polski do Wielkiej Brytanii w nocy 29/30 maja 1944 r., w ekipie skoczków LV, w sezonie operacyjnym "Riposta", w operacji lotniczej „Wildhorn II” (Most 2), podczas której samolot Douglas Dakota KG-477 "V" (1586 Eskadra PAF) lądował na polowym lądowisku „Motyl”, w okolicach wsi Wał - Ruda, 18 km od Tarnowa. Razem z nim wylądowali: gen. dyw. Tadeusz Kossakowski ps. Krystynek oraz ppłk. Romuald Bielski ps. Bej. [57][15]. Ponownie zrzucony do okupowanej Polski w nocy 16/17 października 1944 w sezonie operacyjnym "Odwet", w operacji lotniczej „Poldek 1”, w ekipie skoczków nr LX, z samolotu Liberator KH-151 „S” (1586 Eskadra PAF). Start z lotniska Campo Casale nieopodal Brindisi (Włochy), zrzut na zapasową placówkę odbiorczą "Newa", w okolicach miejscowości Tomawa, Żerechowa - Kolonia, 19 km od Piotrkowa Trybunalskiego. Razem z nim skoczyli: mjr Jerzy Emir-Hassan ps. Turek 2, ppłk. Leopold Krizar ps. Czeremosz, kpr. Aleksander Makagonow ps. Wschód, por. Bruno Nadolczak ps. Piast, ppor. Stefan Przybylik ps. Gruch[131][15].

- Tadeusz Runge (1898-1975) ps. Osa - podpułkownik piechoty, uczestnik walk o niepodległość Polski (1917-1920), harcerz, oficer Wojska Polskiego, Polskich Sił Zbrojnych na Zachodzie, Sztabu Naczelnego Wodza, Armii Krajowej, Kedywu Komendy Głównej AK, kierownik Centrali Zaopatrzenia Terenu, dowódca batalionu „Czata 49″ w Powstaniu Warszawskim, uczestnik wojny polsko bolszewickiej, I Powstania Śląskiego, więzień niemieckich obozów jenieckich: Pruszków, Skierniewice (1944-1945). Przeszkolony m.in. na kursie strzeleckim oraz spadochronowym, zaprzysiężony na rotę ZWZ-AK 10 listopada 1941 w Londynie (Wielka Brytania)[529][530], zrzucony do okupowanej Polski w nocy 9/10 kwietnia 1944, w sezonie operacyjnym „Riposta”, w operacji lotniczej „Weller 2”, w ekipie skoczków nr XXXIX, z samolotu Liberator BZ-965 „S” (1586 Eskadra PAF). Start z lotniska Campo Casale w Brindisi (Włochy), zrzut na placówkę „Imbryk”, w okolicach miejscowości Dąbrówka, 15 km od stacji kolejowej Tłuszcz. Razem z nim skoczyli: ppor. Stefan Bałuk ps. Starba, kpt. Benon Łastowski ps. Łobuz oraz kurier Delegatury Rządu na Kraj kpr. Henryk Waniek ps. Pływak. [19][15]

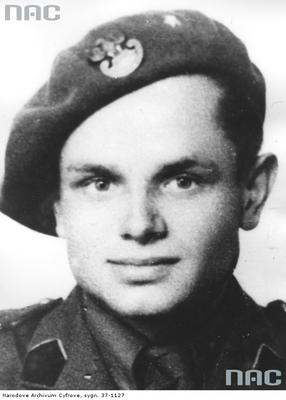
Franciszek Rybka (1918-1986)

- Franciszek Rybka (1918-1986) ps. Kula - kapitan piechoty, oficer Wojska Polskiego, Polskich Sił Zbrojnych na Zachodzie, Armii Krajowej, Okręgu Nowogródek AK, zastępca dowódcy Zgrupowania Stołpeckiego AK, działacz polonijny. Przeszkolony ze specjalnością w dywersji, zaprzysiężony na rotę ZWZ-AK 19 stycznia 1942[531][532], zrzucony do okupowanej Polski w nocy 1/2 września 1942 w sezonie operacyjnym "Intonacja", w operacji lotniczej „Chickenpox”, w ekipie skoczków nr X, z samolotu Halifax W-7775 „R” (138 Dywizjon RAF). Start z lotniska RAF Tempsford, zrzut na placówkę odbiorczą „Igła”, w okolicach miejscowości Mariew, Stanisławów (Kampinos), 13 km od Ożarowa Mazowieckiego. Razem z nim skoczyli: por. Bolesław Jabłoński ps. Kalia, por. Władysław Kochański ps. Bomba, por. Stanisław Winter ps. Stanley, por. Jan Woźniak ps. Kwaśny[204][15].

- Lech Rydzewski (1909-1988) ps. Grom - porucznik piechoty, nauczyciel, oficer Polskich Sił Zbrojnych na Zachodzie, Armii Krajowej, Okręgu Nowogródek AK, dowódca 2 kompanii Zgrupowania Stołpeckiego AK, więzień NKWD, SMIERSZ, sowieckich łagrów: Riazań, Bogorodskoje (1944-1947)[23]. Przeszkolony ze specjalnością w dywersji oraz łączności[533][534], zrzucony do okupowanej Polski w nocy 20/21 lutego 1943 w sezonie operacyjnym „Intonacja”, w operacji lotniczej „Rivet”, w ekipie skoczków nr XXIII, z samolotu Halifax DT-620 „T” (138 Dywizjon RAF). Start z lotniska RAF Tempsford, zrzut na placówkę „Okoń”, w okolicach miejscowości Okoń, Nakło, 11 km od Koniecpola. Razem z nim skoczyli: por. Marian Garczyński ps. Skała, ppor. Henryk Jachciński ps. Kret, por. Kazimierz Rzepka ps. Ognik. [147][15]

- Kazimierz Rzepka (1915-1943) ps. Ognik - porucznik piechoty, oficer Wojska Polskiego, Polskich Sił Zbrojnych na Zachodzie, Armii Krajowej, Kedywu Okręgu Lwów AK, uczestnik kampanii francuskiej, więzień obozu koncentracyjnego Miranda de Ebro (Hiszpania, 1941-1942)[30]. Przeszkolony ze specjalnością w dywersji, zaprzysiężony na rotę ZWZ-AK 26 października 1942 w Audley End (Wielka Brytania)[535][536], zrzucony do okupowanej Polski w nocy 20/21 lutego 1943 w sezonie operacyjnym „Intonacja”, w operacji lotniczej „Rivet”, w ekipie skoczków nr XXIII, z samolotu Halifax DT-620 „T” (138 Dywizjon RAF). Start z lotniska RAF Tempsford, zrzut na placówkę „Okoń”, w okolicach miejscowości Okoń, Nakło, 11 km od Koniecpola. Razem z nim skoczyli: por. Marian Garczyński ps. Skała, ppor. Henryk Jachciński ps. Kret, ppor. Lech Rydzewski ps. Grom.[147][15]

## S

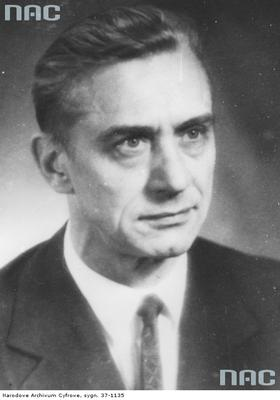
Edwin Scheller-Czarny (1919-1999)

- Zygmunt Sawicki (1910-1995) ps. Samulik - kapitan pilot, oficer Wojska Polskiego, Polskich Sił Zbrojnych na Zachodzie, Armii Krajowej, zastępca kierownika referatu łączności lotniczej Wydziału Lotnictwa Oddziału III Komendy Głównej AK, uczestnik Powstania Warszawskiego. Przeszkolony ze specjalnością w łączności radiowej dla lotnictwa, zaprzysiężony na rotę ZWZ-AK 4 marca 1943[537][538], zrzucony do okupowanej Polski w nocy 3/4 kwietnia 1944 r. w sezonie operacyjnym "Riposta", w operacji lotniczej „Weller 5” w ekipie skoczków nr XXXIV, z samolotu Halifax JP-207 „E” (138 Dywizjon RAF). Start z lotniska Campo Casale nieopodal Brindisi, zrzut na placówkę odbiorczą "Pierzyna", w okolicach miejscowości Malcanów, 10 km od Mińska Mazowieckiego. Razem z nim skoczyli: sierż. Stanisław Biedrzycki ps. Opera, ppor. Jan Bieżuński ps. Orzyc, ppor. Marian Pokładecki ps. Zoll. [54][15]

- Edwin Scheller-Czarny (1919-1999) ps. Fordon - podporucznik, oficer Polskich Sił Zbrojnych na Zachodzie, Armii Krajowej, Komendy Głównej AK, kolejowego wywiadu ofensywnego AK, Delegatury Sił Zbrojnych na Kraj, uczestnik Powstania Warszawskiego, więziony i torturowany przez gestapo, wykupiony przez AK (1944), więzień UB (Gdańsk, 1945-1946), po zwolnieniu szykanowany[16]. Przeszkolony ze specjalnością w wywiadzie, zaprzysiężony na rotę ZWZ-AK 29 grudnia 1942 w Audley End (Wielka Brytania)[539][540], zrzucony do okupowanej Polski w nocy 13/14 marca 1943 w sezonie operacyjnym "Intonacja", w operacji lotniczej „Tile”, w ekipie skoczków nr XXIV, z samolotu Halifax DT-725 „J” (138 Dywizjon RAF). Start z lotniska RAF Tempsford, zrzut na placówkę odbiorczą „Olcha”, ok. 9 km od Kielc. Razem z nim skoczyli: por. Oskar Farenholc ps. Sum, por. Janusz Prądzyński ps. Trzy, ppor. Jan Rostworowski ps. Mat.[134][15]

- Tadeusz Seemann (1922-1992) ps. Garbus - porucznik łączności, żołnierz Armii Polskiej gen. Andersa, Polskich Sił Zbrojnych na Zachodzie, oficer Armii Krajowej, Okręgu Wołyń AK, więziony i torturowany przez NKWD, więzień sowieckich łagrów: Iwdiel (1940-1941) oraz Workuta, Inta, Olżeras (1944-1953)[23]. Przeszkolony ze specjalnością w łączności, zaprzysiężony na rotę ZWZ-AK 19 lipca 1943[541][542], zrzucony do okupowanej Polski w nocy 21/22 września 1943 w sezonie operacyjnym "Riposta", w operacji lotniczej „Neon 5”, w ekipie skoczków nr XXXII, z samolotu Halifax LW-276 "E" (138 Dywizjon RAF). Start z lotniska RAF Tempsford, zrzut na placówkę odbiorczą "Lustro", w okolicach miejscowości Mistów, 9 km od Mińska Mazowieckiego. Razem z nim skoczyli: ppor. Stanisław Skowroński ps. Widelec, ppor. Stanisław Zapotoczny ps. Płomień. [543][15]

- Jan Serafin (1913-1944) ps. Czerchawa - kapitan dyplomowany, oficer Wojska Polskiego, oficer dyplomowany Polskich Sił Zbrojnych na Zachodzie, Armii Krajowej. Przeszkolony ze specjalnością w dywersji, uczestnik III kursu Wyższej Szkoły Wojennej, zaprzysiężony na rotę ZWZ-AK prawdopodobnie w kwietniu 1944[544][545] Zrzucony do okupowanej Polski w nocy 19/20 maja 1944 roku w sezonie operacyjnym "Riposta", w operacji lotniczej „Weller 18”, w ekipie skoczków nr LII, z samolotu Liberator BZ-965 „S” (1586 Eskadra PAF). Start z lotniska Campo Casale nieopodal Brindisi, zrzut na placówkę odbiorczą „Jaśmin” w okolicach miejscowości Bronowice i Opatkowice (9 km od Puław). Poległ podczas skoku śmiercią spadochroniarza, wskutek nieotwarcia spadochronu. Razem z nim skoczyli: por. Rudolf Dziadosz ps. Zasaniec, kpt. dypl. Ludwik Fortuna ps. Siła, st. sierż. Aleksander Lewandowski ps. Wiechlina, ppor. Zdzisław Winiarski ps. Przemytnik oraz kurier Delegatury Rządu na Kraj strz. Franciszek Klima ps. Oszczep[123][15].

- Fryderyk Serafiński (1911-2006) ps. Drabina - podpułkownik artylerii, urzędnik, żołnierz Wojska Polskiego, oficer Polskich Sił Zbrojnych na Zachodzie, Armii Krajowej, Okręgu Radom-Kielce AK, m.in. dowódca 1 kompanii szturmowej 1 batalionu "Las" 74 Pułku Piechoty 7 Dywizji Piechoty AK, oficer Delegatury Sił Zbrojnych na Kraj, WiN, więzień UB (Częstochowa, 1945)[16]. Przeszkolony ze specjalnością w dywersji, zaprzysiężony na rotę ZWZ-AK 4 marca 1943 w Audley End (Wielka Brytana)[546][547], zrzucony do okupowanej Polski w nocy 9/10 września 1943 w sezonie operacyjnym "Riposta", w operacji lotniczej „Neon 4”, w ekipie skoczków nr XXIX, z samolotu Halifax JD-171 "P" (138 Dywizjon RAF). Start z lotniska RAF Tempsford, zrzut na placówkę odbiorczą "Solnica", w okolicach miejscowości Osowiec, 7 km od stacji kolejowej Grodzisk Mazowiecki. Razem z nim skoczyli: por. Bolesław Polończyk ps. Kryształ, kpt. Elżbieta Zawacka ps. Zo. [488][15]

- Stanisław Sędziak (1913-1978) ps. Warta - podpułkownik dyplomowany, oficer dyplomowany Wojska Polskiego, Polskich Sił Zbrojnych na Zachodzie, Armii Krajowej, szef sztabu Okręgu Nowogródek AK, oficer Obywatelskiej Armii Krajowej, Delegatury Sił Zbrojnych na Kraj, WiN, więzień UB, torturowany, skazany na śmierć, następnie na dożywocie (Warszawa, Wronki, Rawicz, Strzelce Opolskie (1947-1957)[16]. Przeszkolony ze specjalnością w dywersji[548][549], zrzucony do okupowanej Polski w nocy 3/4 września 1942 w sezonie operacyjnym "Intonacja", w operacji lotniczej „Rheumatism”, w ekipie skoczków nr IX, z samolotu Halifax W-7774 „T” (138 Dywizjon RAF). Start z lotniska RAF Tempsford, zrzut na placówkę odbiorczą „Ugór”, w okolicach miejscowości Łyszkowice, 3,2 km od Czatolina. Razem z nim skoczyli: mjr dypl. Jan Lech ps. Granit, kpt. Zygmunt Policiewicz ps. Świerk, mjr. dypl. Wincenty Ściegienny ps. Las oraz kurierzy: por. Adam Cużytek ps. Roman i bomb. Stanisław Stach ps. Marian. [329][15]

- Władysław Siakiewicz (1918-1943) ps. Mruk - podporucznik łączności czasu wojny, żołnierz Armii Polskiej gen. Andersa, oficer Polskich Sił Zbrojnych na Zachodzie, Armii Krajowej, więzień sowieckich łagrów:Swierdłowsk (1940-1942)[23]. Przeszkolony ze specjalnością w łączności, zaprzysiężony na rotę ZWZ-AK 10 lipca 1943 w Audley End (Wielka Brytania)[550][551], zrzucony do okupowanej Polski w nocy 14/15 września 1943 w sezonie operacyjnym "Riposta", w operacji lotniczej „Neon 9”, w ekipie skoczków nr XXX, z samolotu "Halifax" JD-269 "Q" (138 Dywizjon RAF). Start z lotniska RAF Tempsford, zrzut miał nastąpić na placówkę odbiorczą "Pierzyna", 10 km. od Mińska Mazowieckiego. Samolot którym leciał został zestrzelony w okolicach miejscowości Esbjerg podczas lotu nad Danią. Razem z nim polegli cichociemni: Kazimierz Lewko ps. Palec, Ryszard Skowroński ps. Lechita oraz załoga samolotu[89][15].Stanisław Sędziak (1913-1978)

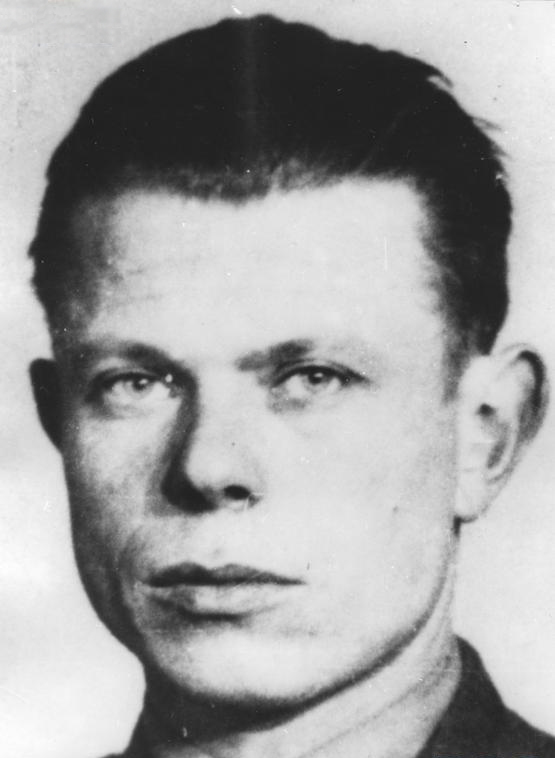
Stanisław Sędziak (1913-1978)

- Zenon Sikorski (1915-1981) ps. Pożar - porucznik piechoty, nauczyciel, żołnierz Wojska Polskiego, oficer Polskich Sił Zbrojnych na Zachodzie, Armii Krajowej, Okręgu Radom-Kielce AK, Delegatury Sił Zbrojnych na Kraj, więzień UB, skazany (Katowice, Mysłowice, Wronki, 1945-1949)[16]. Przeszkolony ze specjalnością w dywersji, zaprzysiężony na rotę ZWZ-AK 4 marca 1943 w Ostuni (Włochy)[552][553], zrzucony do okupowanej Polski w nocy 21/22 września 1944 w sezonie operacyjnym "Odwet", w operacji lotniczej „Przemek 1”, w ekipie skoczków nr LIX, z samolotu Liberator KG-834 „U” (1586 Eskadra PAF). Start z lotniska Campo Casale nieopodal Brindisi, zrzut na placówkę odbiorczą "Rozmaryn", w okolicach miejscowości Czaryż, 6 km od Secemina. Razem z nim skoczyli: ppor. Marian Leśkiewicz ps. Wygoda, płk. Przemysław Nakoniecznikoff-Klukowski ps. Kruk 2, por. Tadeusz Sokół ps. Bug 2, mjr Aleksander Stpiczyński ps. Klara, plt. Kazimierz Śliwa ps. Strażak. [334][15]

- Marian Skowron (1915 - data śmierci nieznana) ps. Olcha 2 - porucznik piechoty, podoficer Wojska Polskiego, Armii Polskiej gen. Andersa, oficer Polskich Sił Zbrojnych na Zachodzie, Armii Krajowej, Okręgu Kraków AK, więzień NKWD, sowieckich łagrów: Kozielsk, Griazowiec (1939-1941)[23]. Przeszkolony ze specjalnością w dywersji i odbiorze zrzutów, zaprzysiężony na rotę ZWZ-AK 29 marca 1944 w Ostuni (Włochy)[554][555], zrzucony do okupowanej Polski w nocy 22/23 listopada 1944 w sezonie operacyjnym Odwet", w operacji lotniczej „Kazik 1”, w ekipie skoczków nr LXII, z samolotu Liberator KG-994 „R” (1586 Eskadra PAF). Start z lotniska Campo Casale nieopodal Brindisi, zrzut na placówkę odbiorczą "Wilga", w okolicach miejscowości Szczawa, w rejonie Mogielicy (Beskid Wyspowy), 24 km od Nowego Targu. Razem z nim skoczyli: ppor. Bernard Bzdawka ps. Siekiera, ppor. Przemysław Bystrzycki ps. Grzbiet, mjr Adam Mackus ps. Prosty, ppor. Stanisław Mazur ps. Limba, mjr Kazimierz Raszplewicz ps. Tatar 2. [82][15]

- Ryszard Skowroński (1922-1943) ps. Lechita - podporucznik łączności, żołnierz Armii Polskiej gen. Andersa, oficer Polskich Sił Zbrojnych na Zachodzie, Armii Krajowej, więzień sowieckich łagrów:  Wodopad, Archangielsk (1940-1941)[23]. Przeszkolony ze specjalnością w dywersji oraz łączności, zaprzysiężony na rotę ZWZ-AK 10 lipca 1943 w Audley End (Wielka Brytania)[556][557], zrzucony do okupowanej Polski w nocy 14/15 września 1943 w sezonie operacyjnym "Riposta", w operacji lotniczej „Neon 9”, w ekipie skoczków nr XXX, z samolotu "Halifax" JD-269 "Q" (138 Dywizjon RAF). Start z lotniska RAF Tempsford, zrzut miał nastąpić na placówkę odbiorczą "Pierzyna", 10 km. od Mińska Mazowieckiego. Samolot którym leciał został zestrzelony w okolicach miejscowości Esbjerg podczas lotu nad Danią. Razem z nim polegli cichociemni: Kazimierz Lewko ps. Palec, Władysław Siakiewicz ps. Mruk oraz załoga samolotu[89][15].

- Stanisław Skowroński (1919-2016) ps. Widelec - kapitan łączności, żołnierz Armii Czerwonej, Armii Polskiej gen. Andersa, Polskich Sił Zbrojnych na Zachodzie, oficer Armii Krajowej, Komendy Głównej AK, Okręgu Wilno AK, więzień NKWD, sowieckich łagrów: Swierdłowsk, Czelabińsk (1941-1942)[23]. Przeszkolony ze specjalnością w łączności, zaprzysiężony na rotę ZWZ-AK 22 kwietnia 1940 prawdopodobnie we Lwowie oraz ponownie 10 lipca 1943[558][559], zrzucony do okupowanej Polski w nocy 21/22 września 1943 w sezonie operacyjnym "Riposta", w operacji lotniczej „Neon 5”, w ekipie skoczków nr XXXII, z samolotu Halifax LW-276 "E" (138 Dywizjon RAF). Start z lotniska RAF Tempsford, zrzut na placówkę odbiorczą "Lustro", w okolicach miejscowości Mistów, 9 km od Mińska Mazowieckiego. Razem z nim skoczyli: ppor. Tadeusz Seeman ps. Garbus, ppor. Stanisław Zapotoczny ps. Płomień. [543][15]

- Jan Skrochowski (1914-1944) ps. Ostroga - rotmistrz, oficer Wojska Polskiego, Polskich Sił Zbrojnych na Zachodzie, Armii Krajowej, Okręgu Nowogródek AK, m.in. dowódca 2 szwadronu 26 Pułku Ułanów Wielkopolskich im. Hetmana J.K. Chodkiewicza. Przeszkolony ze specjalnością w dywersji, zaprzysiężony na rotę ZWZ-AK 23 września 1943 w Chicheley (Wielka Brytania)[560][561], zrzucony do okupowanej Polski w nocy 30 kwietnia / 1 maja 1944 w sezonie operacyjnym "Riposta", w operacji lotniczej „Weller 16”, w ekipie skoczków nr XLVIII, z samolotu Liberator BZ-965 „S” (1586 Eskadra PAF). Start z lotniska Campo Casale nieopodal Brindisi, zrzut na placówkę odbiorczą "Klosz", w okolicach miejscowości Przybyszew, 23 km od Grójca. Razem z nim skoczyli: kpt. Franciszek Cieplik ps. Hatrak, por. Kazimierz Osuchowski ps. Rosomak, mjr Kazimierz Szternal ps. Zryw.[98][15]

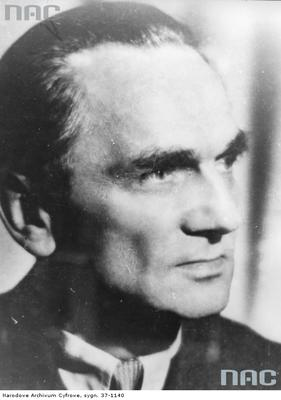
Leopold Skwierczyński (1905-1959)

- Leopold Skwierczyński (1905-1959) ps. Aktor - major, aktor teatralny, oficer Wojska Polskiego, Polskich Sił Zbrojnych na Zachodzie, Armii Krajowej, Wydziału Lotniczego Oddziału III Komendy Głównej AK, uczestnik Powstania Warszawskiego, więzień NKWD, UB (Kraków, Bytom, Toszek, Gliwice, Katowice (1945)[16]. Przeszkolony ze specjalnością w dywersji oraz lotnictwie, zaprzysiężony na rotę ZWZ-AK 15 grudnia 1943[562][563], zrzucony do okupowanej Polski w nocy 16/17 kwietnia 1944 roku w sezonie operacyjnym "Riposta", w operacji lotniczej „Weller 10”, w ekipie skoczków nr XLIV, z samolotu Halifax JP-222 „E”(1586 Eskadra PAF). Start z lotniska Campo Casale nieopodal Brindisi, zrzut na zapasową placówkę odbiorczą „Przycisk”, w okolicy miejscowości Kazimierzów, 7 km od Sochaczewa. Razem z nim skoczyli: rtm. Andrzej Czaykowski ps. Garda, ppor. Tadeusz Nowobilski ps. Dzwon, ppłk. dypl. Adam Szydłowski ps. Poleszuk[101][15].

- Jan Smela (1910-1986) pos. Wir - kapitan piechoty, oficer Wojska Polskiego, Polskich Sił Zbrojnych na Zachodzie, Armii Krajowej, zastępca dowódcy V Odcinka "Wachlarza", więzień NKWD, sowieckich łagrów: Kalinin, Ostaszków, Morszańsk (1944-1947)[23]. Przeszkolony ze specjalnością w dywersji, zaprzysiężony na rotę ZWZ-AK 10 listopada 1941[564][565], zrzucony do okupowanej Polski w nocy 6/7 stycznia 1942, w próbnym sezonie operacyjnym, w operacji lotniczej „Shirt”, w ekipie skoczków nr III, z samolotu Halifax L-9618 „W”. Start z lotniska RAF Lakenheat (obecnie lotnisko USAF), zrzut na placówkę odbiorczą „Kocioł”, w okolicach miejscowości Cegłów, Stefanówka, 7 km od Mińska Mazowieckiego. Razem z nim skoczyli: por. Tadeusz Klimowski ps. Klon, ppłk. Henryk Krajewski ps. Trzaska, ppor. Jan Marek ps. Walka, por. Zbigniew Piasecki ps. Orlik oraz kurier Delegatury Rządu na Kraj ppor. Benedykt Moszyński ps. Andrzej[256][15].

- Kazimierz Smolski (1913-1985) ps. Sosna - kapitan artylerii, oficer Wojska Polskiego, Polskich Sił Zbrojnych na Zachodzie, Armii Krajowej, IV Odcinka "Wachlarza", więziony i torturowany przez gestapo, więzień niemieckich obozów koncentracyjnych: KL Auschwitz, KL Mauthausen-Gusen (1943-1945)[30]. Przeszkolony ze specjalnością w dywersji, zaprzysiężony na rotę ZWZ-AK 28 lipca 1942[566][567], zrzucony do okupowanej Polski w nocy 3/4 września 1942 w sezonie operacyjnym "Intonacja", w operacji lotniczej „Measles”, w ekipie skoczków nr XII, z samolotu Halifax W-7773 "S" (138 Dywizjon RAF). Start z lotniska RAF Tempsford, zrzut na placówkę „Żaba” w okolicach miejscowości Stachlew, 12 km od Łowicza. Razem z nim skoczyli: ppor. Jan Grycz ps. Dziadzio, kpt. Julian Kozłowski ps. Cichy, por. Wincenty Michalczewski ps. Mir, kpt. Wacław Zaorski ps. Ryba, mjr Wiktor Zarembiński ps. Zrąb.[177][15]

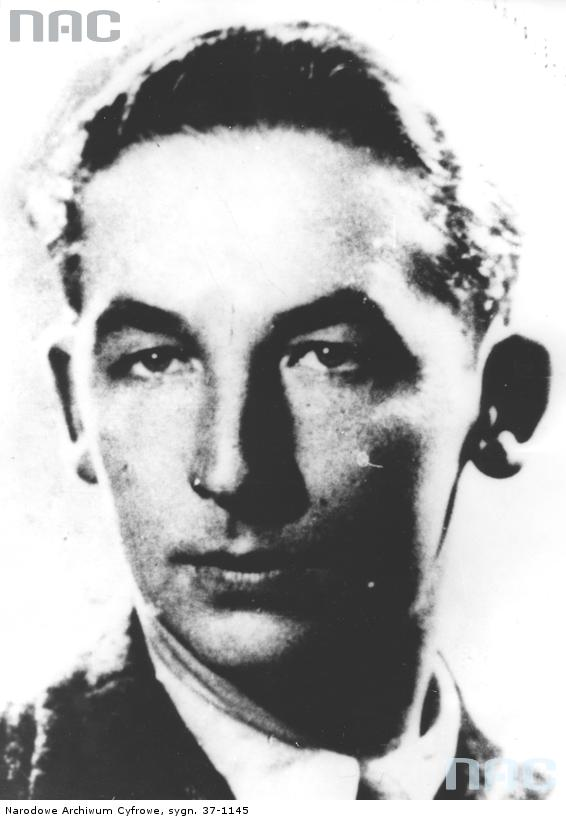
Jerzy Sokołowski (1910-1980)

- Jerzy Sokołowski (1910-1980) ps. Mira - major, oficer Wojska Polskiego, Polskich Sił Zbrojnych na Zachodzie, Armii Krajowej, Komendy Głównej AK, IV Odcinka "Wachlarza", współpracownik wywiadu ofensywnego AK, instruktor szkoły dywersji Kedywu „Zagajnik”, więziony i torturowany przez gestapo, więzień obozów koncenracyjnych: KL Auschweitz, KL Mittelbau-Dora, KL Bergen-Belsen (1943-1945)[30]. Przeszkolony ze specjalnością w dywersji, zaprzysiężony na rotę ZWZ-AK 13 stycznia 1942[568][569], zrzucony do okupowanej Polski w nocy 30/31 marca 1942, w poróbnym sezonie operacyjnym, w operacji lotniczej „Legging”, w ekipie skoczków nr VI, z samolotu Halifax L-9613 "V". Start z lotniska RAF Tempsford, zrzut 6 km poza planowaną placówkę odbiorczą "Kopyto", w okolicach miejscowości Barycz, 8 km od Końskich, w pobliżu poligonu SS oraz obozu jeńców rosyjskich. Razem z nim skoczyli: por. Stefan Majewicz ps. Hruby, por. Piotr Motylewicz ps. Grab, mjr dypl. Tadeusz Sokołowski ps. Trop oraz kurier ppor. Jerzy Mara-Meyer[365][15].

- Tadeusz Sokołowski (1905-1943) ps. Trop - major dyplomowany, harcerz, jeden z najlepszych polskich jeźdźców, medalista mistrzostw Polski, olimpijczyk, oficer Wojska Polskiego, Polskich Sił Zbrojnych na Zachodzie, Armii Krajowej, dowódca IV "Odcinka Wachlarza", uczestnik III Powstania Śląskiego, więziony, torturowany i zamordowany przez gestapo (1942)[30]. Przeszkolony ze specjalnością w dywersji, zaprzysiężony na rotę ZWZ-AK 19 listopada 1941 w Londynie (Wielka Brytania)[570][571], zrzucony do okupowanej Polski w nocy 30/31 marca 1942, w poróbnym sezonie operacyjnym, w operacji lotniczej „Legging”, w ekipie skoczków nr VI, z samolotu Halifax L-9613 "V". Start z lotniska RAF Tempsford, zrzut 6 km poza planowaną placówkę odbiorczą "Kopyto", w okolicach miejscowości Barycz, 8 km od Końskich, w pobliżu poligonu SS oraz obozu jeńców rosyjskich.Razem z nim skoczyli: por. Stefan Majewicz ps. Hruby, por. Piotr Motylewicz ps. Grab, rtm. Jerzy Sokołowski ps. Mira oraz kurier ppor. Jerzy Mara-Meyer[365][15].

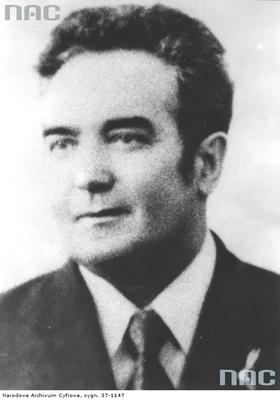
Tadeusz Sokół (1914-1980)

- Tadeusz Sokół (1914-1980) ps. Bug 2 - porucznik piechoty, lekarz pediatra, pulmonolog, oficer Wojska Polskiego, Armii Polskiej gen. Andersa, Polskich Sił Zbrojnych na Zachodzie, Armii Krajowej, Okręgu Kielce AK, instruktor dywersji, więzień sowieckich łagrów: Jercewo, Mostowica, Onofrówka (1940-1941)[23], więzień UB, skazany (1945-1947)[16]. Przeszkolony ze specjalnością w dywersji, zaprzysiężony na rotę ZWZ-AK 29 marca 1944 prawdopodobnie w Ostuni (Włochy)[572][573], zrzucony do okupowanej Polski w nocy 21/22 września 1944 w sezonie operacyjnym "Odwet", w operacji lotniczej „Przemek 1”, w ekipie skoczków nr LIX, z samolotu Liberator KG-834 „U” (1586 Eskadra PAF). Start z lotniska Campo Casale nieopodal Brindisi, zrzut na placówkę odbiorczą "Rozmaryn", w okolicach miejscowości Czaryż, 6 km od Secemina. Razem z nim skoczyli: ppor. Marian Leśkiewicz ps. Wygoda, płk. Przemysław Nakoniecznikoff-Klukowski ps. Kruk 2, ppor. Zenon Sikorski ps. Pożar, mjr Aleksander Stpiczyński ps. Klara, plt. Kazimierz Śliwa ps. Strażak[334][15].

- Stanisław Sołtys (1921-1944) ps. Sowa - porucznik piechoty, harcerz, żołnierz Wojska Polskiego, oficer Polskich Sił Zbrojnych na Zachodzie, Armii Krajowej, dowódca Kedywu Obwodu Nisko-Stalowa Wola AK, oficer odbioru zrzutów Komendy Okręgu Kraków AK, więziony, torturowany i zamordowany przez gestapo (1944)[30]. Przeszkolony ze specjalnością w dywersji, zaprzysiężony na rotę ZWZ-AK 24 sierpnia 1943 [574][575] zrzucony do okupowanej Polski w nocy 26/27 stycznia 1943, w sezonie operacyjnym „Intonacja”, w operacji lotniczej „Gauge”, w ekipie skoczków nr XIX, z samolotu Halifax DT-727 „K” (138 Dywizjon RAF). Start z lotniska RAF Tempsford, zrzut na placówkę odbiorczą „Żubr”, 14 km od Kielc. Razem z nim skoczyli: kpt. Florian Adrian ps. Liberator, kpt. Wacław Pijanowski ps. Dym, kpt. Michał Tajchman ps. Mikita. [14][15]

- Zbigniew Specylak-Skrzypecki (1912-1978) ps. Tur 2 - kapitan artylerii, inżynier, oficer Wojska Polskiego, Armii Polskiej gen. Andersa, Armii Krajowej, uczestnik Powstania Warszawskiego, więzień sowieckich łagrów nad rzeką Onega (1940-1942)[23], więzień NKWD, UB (1948)[16]. Przeszkolony ze specjalnością w dywersji, zaprzysiężony na rotę ZWZ-AK 14 lutego 1944 w Ostuni (Włochy)[576][577], zrzucony do okupowanej Polski w nocy 30/31 lipca 1944 w sezonie operacyjnym "Riposta", w operacji lotniczej "Jacek 1", w ekipie skoczków nr LVIII, z samolotu Liberator KG-890 "S" (1586 Eskadra PAF). Start z lotniska Campo Casale nieopodal Brindisi, zrzut na placówkę odbiorczą "Solnica", w okolicach miejscowości Polana, 7 km od Grodziska Mazowieckiego. Razem z nim skoczyli: ppłk. Jacek Bętkowski ps. Topór 2, kpt. Franciszek Malik ps. Piorun 2, por. Stanisław Ossowski ps. Jastrzębiec 2, por. Julian Piotrowski ps. Rewera 2, ppor. Władysław Śmietanko ps. Cypr.[42][15]

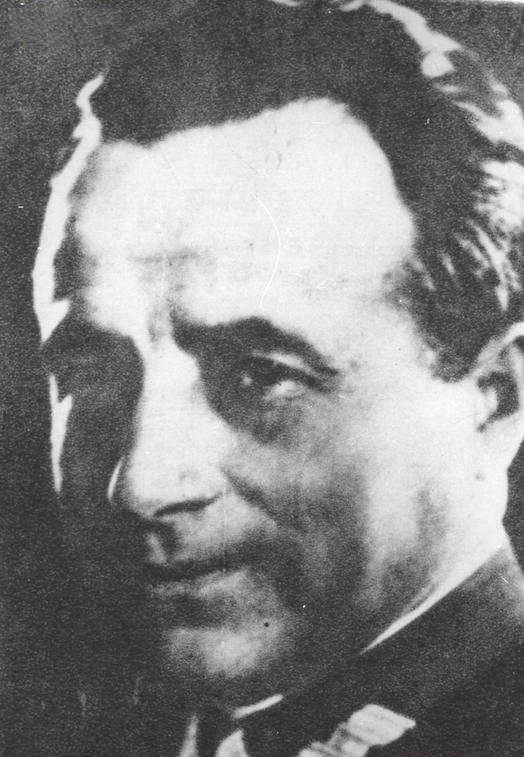
Józef Spychalski (1898-1944)

- Józef Spychalski (1898-1944) ps. Grudzień – pułkownik piechoty, uczestnik walk o niepodległość Polski (1916-1920), oficer Wojska Polskiego, Armii Polskiej gen. Andersa, Polskich Sił Zbrojnych na Zachodzie, Sztabu Naczelnego Wodza, Armii Krajowej, Komendy Głównej AK, oficer łącznikowy Naczelnego Wodza przy Komendancie Głównym AK, komendant Okręgu Kraków AK, działacz niepodległościowy, uczestnik wojny polsko-bolszewickiej, więzień NKWD (1940-1942), gestapo, obozów koncentracyjnych: KL Gross-Rosen, i/lub KL Sachsenhausen i/lub KL Mathausen, zamordowany (1944). Zaprzysiężony na rotę ZWZ-AK prawdopodobnie pod koniec września 1939 w Warszawie[30][578][579], zrzucony do okupowanej Polski w nocy 30/31 marca 1942 w próbnym sezonie operacyjnym, w operacji lotniczej „Belt”, w ekipie skoczków nr VII, z samolotu Halifax L-9618 „W”. Start z lotniska RAF Tempsford, zrzut poza planowaną placówką „Błoto”, w okolicach miejscowości Podstoliska, 3,4 km od Tłuszcza. Razem z nim skoczyli: por. Stanisław Gilowski ps. Gotur, por. Wiesław Ipohorski-Lenkiewicz ps. Zagroda, por. Jan Jokiel ps. Ligota, por. Aleksander Kułakowski ps. Rywal, por. Janusz Zalewski ps. Chinek oraz kurier Delegatury Rządu na Kraj st. uł. Stanisław Zaborowski ps. Grzegorz[152][15].

- Zdzisław Sroczyński (1906-1996) ps. Kompresor - major saperów, oficer Wojska Polskiego, Polskich Sił Zbrojnych na Zachodzie, Armii Krajowej, instruktor minerstwa 1 Pułku Strzelców Podhalańskich AK, oficer Delegatury Sił Zbrojnych na Kraj, NIE. Przeszkolony ze specjalnością w dywersji, zaprzysiężony na rotę ZWZ-AK 12 kwietnia 1944 w Audley End (Wielka Brytania) [580][581], zrzucony do okupowanej Polski w nocy 26/27 grudnia 1944 roku w sezonie operacyjnym "Odwet", w operacji lotniczej „Staszek 2”, w ekipie skoczków nr LXIII, z samolotu Liberator BZ 965 „V” (301 Dywizjon PAF). Start z lotniska Campo Casale nieopodal Brindisi, zrzut na placówkę „Wilga 1” w okolicach miejscowości Szczawa, w rejonie Mogielicy (Beskid Wyspowy), 23 km od Nowego Targu, w rejonie góry Mogielnica. Był to ostatni zrzut cichociemnych, po upadku Powstania Warszawskiego. Razem z nim skoczyli: por. Bronisław Czepczak-Górecki ps. Zwijak, kpt. Stanisław Dmowski ps. Podlasiak, por. Jan Matysko ps. Oskard, plt. Jan Parczewski ps. Kraska, mjr Witold Uklański ps. Herold. [104][15]

- Leszek Starzyński (1922-1990) ps. Malewa - porucznik łączności, żołnierz Wojska Polskiego, oficer Polskich Sił Zbrojnych na Zachodzie, Armii Krajowej, radiotelegrafista Komendy Obszaru Warszawskiego AK, uczestnik Powstania Warszawskiego, więzień niemieckich obozów jenieckich: Sandbostel, Lubeka (1944-1945). Przeszkolony ze specjalnością w łączności, zaprzysiężony na rotę ZWZ-AK 19 października 1943 na stacji wyczekiwania "Marta", Pollards Park House, Chalfont, St. Giles, Buckinghamshire[582][583]. Przerzucony do okupowanej Polski w nocy 25/26 lipca 1944 r. w sezonie operacyjnym "Riposta", w operacji lotniczej „Wildhorn III” (Most 3), w ekipie skoczków nr: LVII. Samolot Dakota KG-477 „V” (267 Dywizjon RAF) wystartował z lotniska Campo Casale nieopodal Brindisi, lądował na lądowisku "Motyl" w okolicach miejscowości Wał Ruda (pow. brzeski) oraz Jadowniki Mokre, 18 km od Tarnowa. Razem z nim wylądowali: kpt. dypl. Kazimierz Bilski ps. Rum, por. Zdzisław Jeziorański ps. Zych, mjr Bogusław Wolniak ps. Mięta. Samolot zabrał zdobyte przez wywiad AK części rakiety V-2 oraz przygotowany przez naukowców konspiracyjny raport w tej sprawie[64][15].

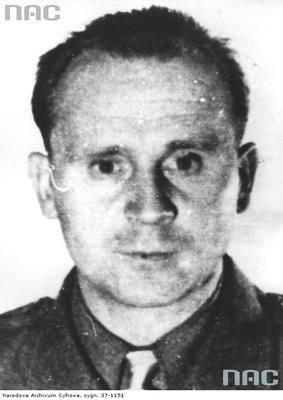
Tadeusz Stocki (1903-1970)

- Tadeusz Starzyński (1903-1970) ps. Ślepowron - kapitan piechoty, uczestnik walk o niepodległość Polski (1920), prawnik, komisarz Policji Państwowej, żołnierz Wojska Polskiego, oficer Polskich Sił Zbrojnych na Zachodzie, Oddziału VI Sztabu Naczelnego Wodza, Armii Krajowej, Komendy Głównej AK, komórki "997/R" kontrwywywiadu AK, uczestnik wojny polsko-bolszewickiej, Powstania Warszawskiego, więzień UB, torturowany, skazany na śmierć (Warszawa, Wronki, 1945-1955)[16]. Przeszkolony ze specjalnością w wywiadzie, zaprzysiężony na rotę ZWZ-AK 22 grudnia 1942[584][585], zrzucony do okupowanej Polski w nocy 8/9 kwietnia 1944 w sezonie operacyjnym "Riposta", w operacji lotniczej „Weller 7", w ekipie skoczków nr XXXVII, z samolotu Liberator BZ-965 "S" (1586 Eskadra PAF). Start z lotniska Campo Casale nieopodal Brindisi, zrzut na placówkę odbiorczą "Jodła", w widłach Pilicy i Wisły, w okolicach miejscowości Paprotnia, Łękawica, 12 km od stacji kolejowej Dobieszyn. Razem z nim skoczyli: mjr dypl. Jan Kamieński ps. Cozas, ppor. Tadeusz Kobyliński ps. Hiena oraz kurier ppor. Wiktor Karamać ps. Kabel[182][15].

- Tadeusz Stocki (1902-1993) ps. Ćma - major intendent, uczestnik walk o niepodległość Polski (1920), oficer Wojska Polskiego, Sztabu Naczelnego Wodza, Polskich Sił Zbrojnych, Armii Krajowej, Kedywu Komendy Głównej AK, kierownik produkcji sprzętu dywersyjnego, uczestnik wojny polsko-bolszewickiej, więzień obozów koncentracyjnych: KL Auschwitz, KL Buchenwald (1943-1945)[30]. Przeszkolony ze specjalnością w dywersji, zaprzysiężony na rotę ZWZ-AK 7 kwietnia 1942 w Londynie[586][587], zrzucony do okupowanej Polski w nocy 2/3 października 1942 w sezonie operacyjnym "Intonacja", w operacji lotniczej „Lathe”, w ekipie skoczków nr XVI, z samolotu Halifax W-7773 "S" (138 Dywizjon RAF). Start z lotniska RAF Tempsford, zrzut na placówkę odbiorczą "Osa", w okolicach miejscowości Mokobody, 15 km od Siedlec. Razem z nim skoczyli: por. Antoni Jastrzębski ps. Ugór, kpt. Władysław Szubiński ps. Dach.[225][15]

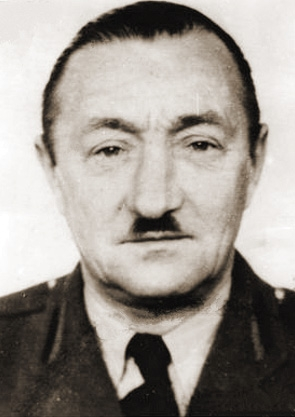
Aleksander Stpiczyński (1898-1987)

- Olgierd Stołyhwo (1916-1943) ps. Stewa - podporucznik, oficer Wojska Polskiego, Polskich Sił Zbrojnych na Zachodzie, Armii Krajowej, Kedywu Okręgu Białystok AK, więziony, torturowany i zamordowany przez gestapo (1943). Przeszkolony ze specjalnością w dywersji, zaprzysiężony na rotę ZWZ-AK 31 stycznia 1943 w Audley End (Wielka Brytania)[588][589], zrzucony do okupowanej Polski w nocy 14/15 marca 1943 w sezonie operacyjnym "Intonacja", w operacji lotniczej "Step", w ekipie skoczków nr XXV, z samolotu Halifax DT-543 "G"(138 Dywizjon RAF). Start z lotniska RAF Tempsford, zrzut na placówkę odbiorczą "Bat", w okolicach miejscowości Książenice, 7 km. od Grodziska Mazowieckiego. Razem z nim skoczyli: mjr dypl. Jan Górski ps. Chomik, ppor.  Janusz Jarosz ps. Szermierz[165][15].Aleksander Stpiczyński (1898-1987)

- Aleksander Stpiczyński (1898-1987) ps. Klara - major kawalerii, uczestnik walk o niepodległość Polski (1917-1920), oficer Wojska Polskiego, Polskich Sił Zbrojnych na Zachodzie, Armii Krajowej, Komendy Głównej AK, wywiadu ofensywnego Armii Krajowej, kurier Komendy Głównej AK (m.in. jako fałszywy baron Arnold von Lückner), więziony i torturowany przez gestapo i Abwehrę, więzień obozów koncentracyjnych: KL Gross-Rosen, KL Mittelbau-Dora, KL Sachsenchausen, KL Mauthausen (1945)[30]. Przeszkolony ze specjalnością w wywiadzie, zaprzysiężony na rotę ZWZ-AK 21 kwietnia 1940 w Angers (Francja) [590][591], zrzucony do okupowanej Polski w nocy 21/22 września 1944 w sezonie operacyjnym "Odwet", w operacji lotniczej „Przemek 1”, w ekipie skoczków nr LIX, z samolotu Liberator KG-834 „U” (1586 Eskadra PAF). Start z lotniska Campo Casale nieopodal Brindisi, zrzut na placówkę odbiorczą "Rozmaryn", w okolicach miejscowości Czaryż, 6 km od Secemina. Razem z nim skoczyli: ppor. Marian Leśkiewicz ps. Wygoda, płk. Przemysław Nakoniecznikoff-Klukowski ps. Kruk 2, ppor. Zenon Sikorski ps. Pożar, por. Tadeusz Sokół ps. Bug 2, plt. Kazimierz Śliwa ps. Strażak[334][15].

- Zdzisław Straszyński (1922-2014) ps. Meteor - pułkownik[592], oficer Wojska Polskiego, Polskich Sił Zbrojnych na Zachodzie, Armii Krajowe, Okręgu Kraków AK, dowódca oddziału partyzanckiego. Przeszkolony ze specjalnością w dywersji i broni pancernej, zaprzysiężony na rotę ZWZ-AK 15 grudnia 1943 w Chicheley (Wielka Brytania)[593][592], zrzucony do okupowanej Polski w nocy 10/11 maja 1944 w sezonie operacyjnym "Riposta", w operacji lotniczej „Weller 27”, w ekipie skoczków nr LI, z samolotu Liberator EV-978 „R” (1586 Eskadra PAF). Start (prawdopodobnie) z lotniska Grottaglie nieopodal Brindisi, zrzut miał nastąpić na placówkę odbiorczą "Nil 2" 19 km na południowy wschód od Piotrkowa Trybunalskiego, w okolicach wsi Żerechowa. W związku ze stoczoną w tym miejscu dzień wcześniej walką z Niemcami, zrzut kilka kilometrów dalej, w okolicy wsi Ślepietnica. Razem z nim skoczyli: ppor. Kazimierz Bernaczyk-Słoński ps. Rango, ppor. Jan Bienias ps. Osterba, kpt. Bohdan Kwiatkowski ps. Lewar, ppor. Zygmunt Ulm ps. Szybki oraz kurier Delegatury Rządu na Kraj ppor. Stanisław Niedbał-Mostowin ps. Bask. [39][15]

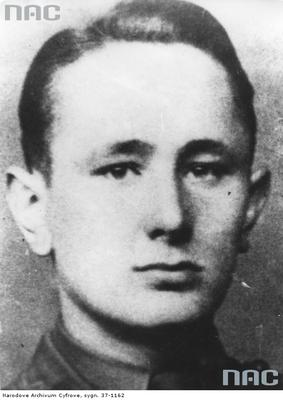
Mieczysław Szczepański (1919-1945)

- Witold Strumpf (1905-1945) ps. Sud - kapitan piechoty, uczestnik walk o niepodległość Polski (1920), inżynier chemik, oficer Polskich Sił Zbrojnych na Zachodzie, Armii Krajowej, Wydziału Legalizacji ("Park", "Leta", "Izba") Komendy Głównej AK, uczestnik wojny polsko-bolszewickiej, Powstania Warszawskiego, więzień gestapo, więziony i prawdopodobnie zamordowany w obozie koncentracyjnym KL Gross-Rosen (1944-1945)[30]. Przeszkolony ze specjalnością w dywersji oraz fałszowaniu dokumentów (legalizacja), zaprzysiężony na rotę ZWZ-AK 24 sierpnia 1942 w Audley End (Wielka Brytania)[594][595], zrzucony do okupowanej Polski w nocy 13/14 marca 1943 w sezonie operacyjnym "Intonacja", w operacji lotniczej „Stock”, w ekipie skoczków nr XXIV, z samolotu Halifax DT-726 "H" (138 Dywizjon RAF). Start z lotniska RAF Tempsford, wskutek błędu nawigatora zrzut poza planowaną placówkę odbiorczą „Koza”, w okolicach miejscowości Celestynów i Pilawa. Razem z nim skoczyli: ppor. Jan Hörl ps. Frog, płk. dypl. Kazimierz Iranek-Osmecki ps. Heller, ppor. Czesław Rossiński ps. Kozioł. [191][15]

- Mieczysław Szczepański (1919-1945) ps. Dębina - kapitan artylerii, harcerz, oficer Wojska Polskiego, Polskich Sił Zbrojnych na Zachodzie, Armii Krajowej, Okręgu Nowogródek AK, więzień NKWD, skazany na śmierć, zamordowany przez władze PRL w więzieniu na Zamku w Lublinie (1945)[16]. Przeszkolony ze specjalnością w dywersji, zaprzysiężony na rotę ZWZ-AK 23 września 1943[596][597], zrzucony do okupowanej Polski w nocy 4/5 maja 1944 w sezonie operacyjnym „Riposta”, w operacji lotniczej „Weller 17”, w ekipie skoczków nr XLIX, z samolotu Halifax JP-177 „P” (1586 Eskadra PAF). Start z lotniska Campo Casale nieopodal Brindisi, zrzut na placówkę odbiorczą "Mewa 1", w okolicach miejscowości Dalechowice, 15 km od Skalbmierza. Razem z nim skoczyli: por. Tadeusz Stanisław Jaworski ps. Bławat, ppor. Zdzisław Luszowicz ps. Szakal, por. Antoni Nosek ps. Kajtuś, por. Cezary Nowodworski ps. Głóg, por. Czesław Trojanowski ps. Litwos[230][15].

- Piotr Szewczyk (1908-1988) ps. Czer - major, policjant, oficer Wojska Polskiego, Polskich Sił Zbrojnych na Zachodzie, Armii Krajowej, Kedywu Okręgu Lwów AK, Delegatury Sił Zbrojnych na Kraj, uczestnik kampanii norweskiej, komendant miasta Lwowa, więziony przez UB, torturowany, skazany na śmierć (Warszawa, Wronki, 1945-1956)[16], inwigilowany przez SB. Przeszkolony ze specjalnością w dywersji, zaprzysiężony na rotę ZWZ-AK 19 stycznia 1943[598][599], zrzucony do okupowanej Polski w nocy 17/18 lutego 1943 r. w sezonie operacyjnym "Intonacja", w operacji lotniczej „Floor”, w ekipie skoczków nr XXI, z samolotu Halifax DT-627 "P" (138 Dywizjon RAF). Start z lotniska RAF Tempsford, zrzut na placówkę odbiorczą "Puchacz", w okolicy miejscowości Łepki, Mordy, 17 km od Siedlec. Razem z nim skoczyli: ppor. Tadeusz Benedyk ps. Zahata, por. Józef Czuma ps. Skryty, ppor. Jacek Przetocki ps. Oset.[33][15]

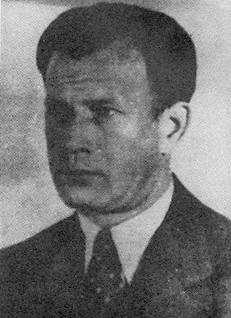
Kazimierz Szternal (1907-1981)

- Wiesław Szpakowicz (1906-1942) ps. Pak - porucznik piechoty, oficer Wojska Polskiego, Polskich Sił Zbrojnych na Zachodzie, Armii Krajowej, kurier Sztabu Naczelnego Wodza, działacz ONR. Przeszkolony ze specjalnością w dywersji, zaprzysiężony na rotę ZWZ-AK 24 sierpnia 1942 w Audley End (Wielka Brytania)[600][601]. Miał zostać zrzucony do okupowanej Polski w sezonie operacyjnym "Intonacja"", w operacji lotniczej „Pliers”, w ekipie skoczków nr XVII, w nocy 29/30 października 1942. Samolot Halifax W-7773 "S" wystartował z lotniska RAF Tempsford pod Londynem, rozbił się ok. godz. 3 w nocy o skałę o nazwie Iljansbuknuten, pomiędzy miejscowościami Helleren i Refsland (Norwegia). Razm z nim polegli cichociemni: ppor. Jerzy Bichniewicz ps. Błękitny, por. Stanisław Hencel ps. Pik oraz załoga samolotu[48][15].

- Kazimierz Szternal (1907-1981) ps. Zryw - pułkownik, harcerz, oficer Wojska Polskiego, Polskich Sił Zbrojnych na Zachodzie, Armii Krajowej, szef sztabu, następnie (krótko) dowódca pułku „Baszta”, dowódca 10 Dywizji Piechoty AK, uczestnik Powstania Warszawskiego, więzień obozu koncentracyjnego Miranda de Ebro (1940-1943)[30], więzień niemieckich obozów jenieckich: Sandbostel, Murnau (1944-1945), działacz polonijny. Przeszkolony ze specjalnością w dywersji, zaprzysiężony na rotę ZWZ-AK 2 września 1943[602][603], zrzucony do okupowanej Polski w nocy 30 kwietnia / 1 maja 1944 w sezonie operacyjnym "Riposta", w operacji lotniczej „Weller 16”, w ekipie skoczków nr XLVIII, z samolotu Liberator BZ-965 „S” (1586 Eskadra PAF). Start z lotniska Campo Casale nieopodal Brindisi, zrzut na placówkę odbiorczą "Klosz", w okolicach miejscowości Przybyszew, 23 km od Grójca. Razem z nim skoczyli: kpt. Franciszek Cieplik ps. Hatrak, por. Kazimierz Osuchowski ps. Rosomak, rtm. Jan Skrochowski ps. Ostroga. [98][15]

- Jerzy Sztrom (1923-1944) ps. Pilnik - podporucznik łączności, żołnierz Armii gen. Andersa, Polskich Sił Zbrojnych na Zachodzie, oficer Armii Krajowej, radiotelegrafista Okręgu Nowogródek AK, więzień sowieckich łagrów (1940-1942)[23]. Przeszkolony ze specjalnością w łączności, zaprzysiężony na rotę ZWZ-AK 10 lipca 1943 w Audley End (Wielka Brytania)[604][605], zrzucony do okupowanej Polski w nocy 8/9 kwietnia 1944, w sezonie operacyjnym "Riposta", w operacji lotniczej „Weller 6”, w ekipie skoczków nr XXXVI, z samolotu Halifax JP-207 "E" (1586 Eskadra PAF). Start z lotniska Campo Casale nieopodal Brindisi, zrzut na placówkę "Nil 1" w okolicach wsi Zamożna Wola i Rozprza. Razem z nim skoczyli: plt. Władysław Hauptman ps. Gapa, ppor. Kazimierz Niepla ps. Kawka, ppor. Henryk Zachmost ps. Zorza[182][15].

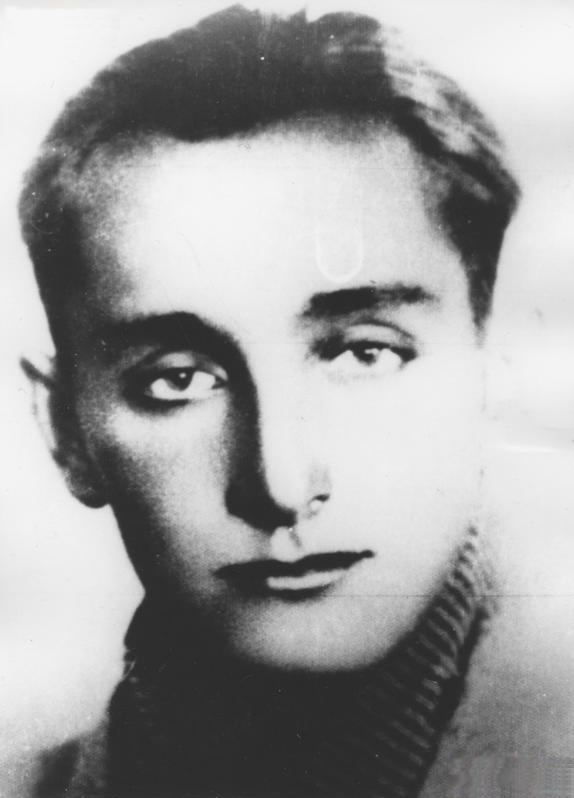
Waldemar Szwiec (1915-1943)

- Władysław Szubiński (1911-1942) ps. Dach - kapitan artylerii, oficer Wojska Polskiego, Polskich Sił Zbrojnych na Zachodzie, Komendy Głównej AK, wywiadu Armii Krajowej, więziony i prawdopodobnie zamordowany przez gestapo (1942). Przeszkolony ze specjalnością w dywersji oraz wywiadzie, zaprzysiężony na rotę ZWZ-AK 3 października 1942, prawdopodobnie w Londynie (Wielka Brytania)[606][607], zrzucony do okupowanej Polski w nocy 2/3 października 1942 w sezonie operacyjnym "Intonacja", w operacji lotniczej „Lathe”, w ekipie skoczków nr XVI, z samolotu Halifax W-7773 "S" (138 Dywizjon RAF). Start z lotniska RAF Tempsford, zrzut na placówkę odbiorczą "Osa", w okolicach miejscowości Mokobody, 15 km od Siedlec. Razem z nim skoczyli: por. Antoni Jastrzębski ps. Ugór, mjr Tadeusz Stocki ps. Ćma[225][15].

- Waldemar Szwiec (1915-1943) ps. Robot - podporucznik artylerii, harcerz, żołnierz Polskich Sił Zbrojnych na Zachodzie, oficer Armii Krajowej, Związku Odwetu, Kedywu Okręgu Kielce AK, uczestnik kampanii francuskiej. Przeszkolony ze specjalnością w dywersji, zaprzysiężony na rotę ZWZ-AK 24 sierpnia 1942 w Audley End (Wielka Brytania)[608][609], zrzucony do okupowanej Polski w nocy 1/2 października 1942 w sezonie operacyjnym "Intonacja", w operacji lotniczej „Chisel”, w ekipie skoczków nr XV, z samolotu Halifax W-7776 „U” (138 Dywizjon RAF). Start z lotniska RAF Tempsford, zrzut na placówkę odbiorczą „Rak”, w okolicach miejscowości Łupiny, 11 km od Siedlec. Razem z nim skoczyli: por. Eugeniusz Kaszyński ps. Nurt, por. Artur Linowski ps. Karp, por. Adam Trybus ps. Gaj.[160][15]

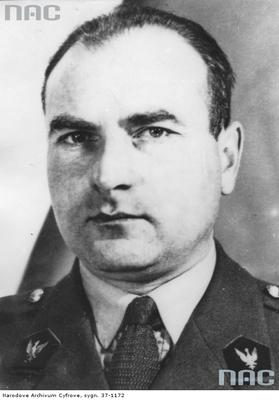
Adam Szydłowski (1900-1960)

- Adam Szydłowski (1900-1960) ps. Poleszuk - podpułkownik dyplomowany piechoty, uczestnik walk o niepodległość Polski (1918-1920), harcerz,oficer dyplomowany Wojska Polskiego, Polskich Sił Zbrojnych na Zachodzie, Armii Krajowej, uczestnik wojny polsko-bolszewickiej, komendant Podokręgu Nowogródek AK, więzień NKWD, sowieckich łagrów: Ostaszków, Kalinin, Morszańsk (1940-1942)[23][610][611]. Zrzucony do okupowanej Polski w nocy 16/17 kwietnia 1944 roku w sezonie operacyjnym "Riposta", w operacji lotniczej „Weller 10”, w ekipie skoczków nr XLIV, z samolotu Halifax JP-222 „E”(1586 Eskadra PAF). Start z lotniska Campo Casale nieopodal Brindisi, zrzut na zapasową placówkę odbiorczą „Przycisk”, w okolicy miejscowości Kazimierzów, 7 km od Sochaczewa. Razem z nim skoczyli: rtm. Andrzej Czaykowski ps. Garda, ppor. Tadeusz Nowobilski ps. Dzwon, kpt. Leopold Skwierczyński ps. Kozioł. [101][15]

- Jerzy Szymański (1909-1995) ps. Boga - podpułkownik dyplomowany kawalerii, oficer dyplomowany Wojska Polskiego, Oddziału II (wywiad) Sztabu Głównego WP, Sztabu Naczelnego Wodza, Polskich Sił Zbrojnych na Zachodzie, Komendy Głównej AK, wywiadu ofensywnego Armii Krajowej, uczestnik Powstania Warszawskiego, więzień niemieckich obozów jenieckich: Ożarów, Lamsdorf, Woldenberg (1944-1945), obozu Abkomando 806 Zehlendorf, przesłuchiwany w Urzędzie Spraw Zagranicznych (1944). Zaprzysiężony na rotę ZWZ-AK 19 grudnia 1939 w Paryżu (Francja)[612][613]. Zrzucony do okupowanej Polski w nocy 16/17 kwietnia 1944 roku w sezonie operacyjnym „Riposta”, w operacji lotniczej „Weller 15”, w ekipie skoczków nr XLV, z samolotu Halifax JP-236 „A” (1586 Eskadra PAF). Start z lotniska Campo Casale nieopodal Brindisi, zrzut na placówkę "Obraz" za ujściem Bugu - Narwi, w okolicach miejscowości Krawcowizna, 12 km od Tłuszcza. Razem z nim skoczyli: por. Jerzy Buyno ps. Gżegrzółka, ppor. Stanisław Harasymowicz ps. Lalka (brat przyrodni Jerzego Buyno), st. sierż. Mieczysław Psykała ps. Kalwadosik. [79][15]

## Ś

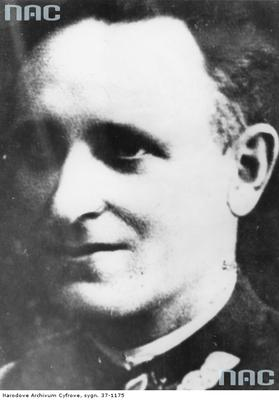
Wincenty Ściegienny (1899-1968)

- Wincenty Ściegienny (1899-1968) ps. Las - podpułkownik dyplomowany piechoty, uczestnik walk o niepodległość Polski (1918-1920), oficer dyplomowany Wojska Polskiego, Polskich Sił Zbrojnych na Zachodzie, Armii Krajowej, szef sztabu oraz zastępca komendanta Komendy Okręgu Białystok AK, Ruchu Oporu Armii Krajowej, uczestnik wojny polsko-bolszewickiej, więzień NKWD, UB (Białystok, Warszawa, 1945)[16]. Przeszkolony ze specjalnością w dywersji, zaprzysiężony na rotę ZWZ-AK 7 kwietnia 1942 w Londynie (Wielka Brytania)[614][615], zrzucony do okupowanej Polski w nocy 3/4 września 1942 w sezonie operacyjnym "Intonacja", w operacji lotniczej „Rheumatism”, w ekipie skoczków nr IX, z samolotu Halifax W-7774 „T” (138 Dywizjon RAF). Start z lotniska RAF Tempsford, zrzut na placówkę odbiorczą „Ugór”, w okolicach miejscowości Łyszkowice, 3,2 km od Czatolina. Razem z nim skoczyli: mjr dypl. Jan Lech ps. Granit, kpt. Zygmunt Policiewicz ps. Świerk, por. dypl. Stanisław Sędziak ps. Warta oraz kurierzy: por. Adam Cużytek ps. Roman i bomb. Stanisław Stach ps. Marian[329][15].

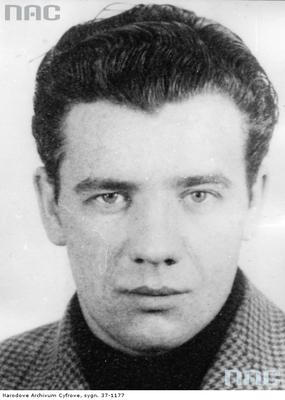
Władysław Śmietanko (1920-1999)

- Kazimierz Śliwa (1925-2015) – major[616], żołnierz Armii Polskiej gen. Andersa, podoficer Polskich Sił Zbrojnych na Zachodzie, Armii Krajowej, Okręgu Radom-Kielce AK, radiotelegrafista 2 Dywizji Piechoty Legionów AK, więzień sowieckich łagrów: Fiediakowo (1940)[23], więzień UB, skazany na śmierć (Kielce, 1945-1946)[16]. Przeszkolony ze specjalnością w łączności, zaprzysiężony na rotę ZWZ-AK 12 maja 1944 w Ostuni (Włochy) [617][616], zrzucony do okupowanej Polski w nocy 21/22 września 1944 w sezonie operacyjnym "Odwet", w operacji lotniczej „Przemek 1”, w ekipie skoczków nr LIX, z samolotu Liberator KG-834 „U” (1586 Eskadra PAF). Start z lotniska Campo Casale nieopodal Brindisi, zrzut na placówkę odbiorczą "Rozmaryn", w okolicach miejscowości Czaryż, 6 km od Secemina. Razem z nim skoczyli: ppor. Marian Leśkiewicz ps. Wygoda, płk. Przemysław Nakoniecznikoff-Klukowski ps. Kruk 2, ppor. Zenon Sikorski ps. Pożar, por. Tadeusz Sokół ps. Bug 2, mjr Aleksander Stpiczyński ps. Klara. [334][15]Władysław Śmietanko (1920-1999)

- Władysław Śmietanko (1920-1999) ps. Cypr - podporucznik łączności, harcerz, żołnierz Wojska Polskiego, Armii Polskiej gen. Andersa, Polskich Sił Zbrojnych na Zachodzie, oficer Armii Krajowej, radiotelegrafista Komendy Obszaru Warszawa AK, uczestnik Powstania Warszawskiego, więzień niemieckiego obozu jenieckiego Sandbostel (1944-1945), więzień sowieckich łagrów (1940-1941)[23]. Przeszkolony ze specjalnością w łączności, zaprzysiężony na rotę ZWZ-AK 19 stycznia 1944 w Chicheley (Wielka Brytania)[618][619], zrzucony do okupowanej Polski w nocy 30/31 lipca 1944 w sezonie operacyjnym "Riposta", w operacji lotniczej "Jacek 1", w ekipie skoczków nr LVIII, z samolotu Liberator KG-890 "S" (1586 Eskadra PAF). Start z lotniska Campo Casale nieopodal Brindisi, zrzut na placówkę odbiorczą "Solnica", w okolicach miejscowości Osowiec, 7 km od Grodziska Mazowieckiego. Razem z nim skoczyli: ppłk. Jacek Bętkowski ps. Topór 2, kpt. Franciszek Malik ps. Piorun 2, por. Stanisław Ossowski ps. Jastrzębiec 2, por. Julian Piotrowski ps. Rewera 2, kpt. Zbigniew Specylak ps. Tur 2.[42][15]

- Tadeusz Śmigielski (1920 - data śmierci nieznana) ps. Ślad – porucznik saperów, oficer Wojska Polskiego, Polskich Sił Zbrojnych na Zachodzie, Komendy Głównej AK, wywiadu ofensywnego Armii Krajowej, instruktor wywiadu, więzień gestapo, obozów koncentracyjnych: KL Auschwitz, KL Buchenwald, KL Mittelbau-Dora, KL Bergen-Belsen (1943-1945)[30]. Przeszkolony ze specjalnością w wywiadzie, zaprzysiężony na rotę ZWZ-AK 13 stycznia 1942 w Londynie (Wielka Brytania)[620][621], zrzucony do okupowanej Polski w nocy 27/28 marca 1942 r. w próbnym sezonie operacyjnym, w operacji lotniczej „Boot”, w ekipie skoczków nr V, z samolotu Halifax L-9613 „V”. Start z lotniska Tempsford, zrzut na placówkę odbiorczą „Trawa” w okolicach miejscowości Przyrów, 34 km od Częstochowy. Razem z nim skoczyli: por. Zbigniew Bąkiewicz ps. Zabawka, ppor. Lech Łada ps. Żagiew, ppor. Rafał Niedzielski ps. Mocny, por. Jan Rostek ps. Dan oraz kurier Delegatury Rządu na Kraj ppor. Leszek Janicki ps. Maciej[29][15].

- Andrzej Świątkowski (1906-1941) ps. Amurat - kapitan artylerii, architekt, oficer Wojska Polskiego, Polskich Sił Zbrojnych na Zachodzie, Armii Krajowej. Przeszkolony ze specjalnością w dywersji, zaprzysiężony na rotę ZWZ-AK 7 listopada 1941[622][623], zrzucony do okupowanej Polski w nocy 27/28 grudnia 1941 w próbnym sezonie operacyjnym, w operacji lotniczej „Jacket”, w ekipie skoczków nr II, z samolotu Halifax L-9618 „W”. Start z lotniska RAF Leakenheath, zrzut "na dziko", wskutek błędu w nawigacji, poza planowaną placówkę odbiorczą, w okolicach miejscowości Brzozów Stary, na las Paulinka - Załusków, przy drodze Sochaczew - Gąbin (22 km od Łowicza), ok. 22 km. od granicy z Generalną Gubernią. Razem z nim skoczyli: rtm. Marian Jurecki ps. Orawa, mjr dypl. Maciej Kalenkiewicz ps. Kotwicz, kpt. Alfred Paczkowski ps. Wania oraz kurierzy Delegatury Rządu na Kraj: ppor. Tadeusz Chciuk ps. Celt i kpr. Wiktor Strzelecki ps. Buka[235][15].

## T

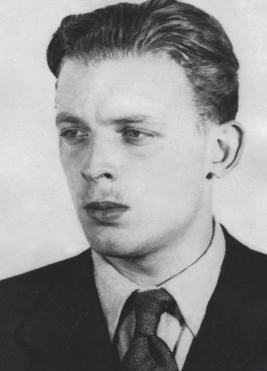
Aleksander Tarnawski (1921-2022), ostatni spośród CC

- Michał Tajchman (1910-1944) pos. Mikita - major pilot, oficer Wojska Polskiego, Polskich Sił Zbrojnych na Zachodzie, Armii Krajowej, Wydziału Lotnictwa Oddziału III Komendy Głównej AK, uczestnik Powstania Warszawskiego. Przeszkolony ze specjalnością w lotnictwie, zaprzysiężony na rotę ZWZ-AK 3 kwietnia 1942[624][625] zrzucony do okupowanej Polski w nocy 26/27 stycznia 1943, w sezonie operacyjnym „Intonacja”, w operacji lotniczej „Gauge”, w ekipie skoczków nr XIX, z samolotu Halifax DT-727 „K” (138 Dywizjon RAF). Start z lotniska RAF Tempsford, zrzut na placówkę odbiorczą „Żubr”, 14 km od Kielc. Razem z nim skoczyli: kpt. Florian Adrian ps. Liberator, kpt. Wacław Pijanowski ps. Dym, ppor. Stanisław Sołtys ps. Sowa[14][15].

- Aleksander Tarnawski (1921-2022) ps. Upłaz - major broni pancernych, inżynier chemik,  oficer Polskich Sił Zbrojnych na Zachodzie, Armii Krajowej, Podokręgu Nowogródek AK, Wojska Polskiego. Przeszkolony ze specjalnością w dywersji oraz broni pancernej, zaprzysiężony na rotę ZWZ-AK 23 września 1943[626][627], zrzucony do okupowanej Polski w nocy 16/17 kwietnia 1944 w sezonie operacyjnym "Riposta", w operacji lotniczej „Weller 12”, w ekipie skoczków nr XLV, z samolotu Halifax JP-181 „C” (1586 Eskadra PAF). Start z lotniska Campo Casale nieopodal Brindisi, zrzut na placówkę odbiorczą "Kanapa", w okolicach miejscowości Baniocha k. Góry Kalwarii. Razem z nim skoczyli: ppor. Stefan Górski ps. Brzeg, ppor. Gustaw Heczko ps. Skorpion, ppor. Marian Kuczyński ps. Zwrotnica. [165][15]. Zmarł w 2022 jako ostatni spośród cichociemnych.

- Tadeusz Tomaszewski (1917-1944) ps. Wąwóz - podporucznik piechoty, podoficer Wojska Polskiego, oficer Polskich Sił Zbrojnych na Zachodzie, Armii Krajowej, uczestnik Powstania Warszawskiego. Przeszkolony ze specjalnością w dywersji, zaprzysiężony na rotę ZWZ-AK 23 września 1943 w Audley End (Wielka Brytania)[628][629], zrzucony do okupowanej Polski w nocy 30/31 maja 1944 w sezonie operacyjnym "Riposta", w operacji lotniczej „Weller 30”, w ekipie skoczków nr LVI, z samolotu Halifax JP-222 „E” (1586 Eskadra PAF). Start z lotniska Campo Casale nieopodal Brindisi, zrzut na placówkę odbiorczą "Paszkot 1", w okolicach miejscowości Rakszawa, 7 km od Łańcuta. Razem z nim skoczyli: mjr Adolf Łojkiewicz ps. Ryś, ppor. Maksymilian Klinicki ps. Wierzba 2, por. Karol Pentz ps. Skała 2, ppor. Feliks Perekładowski ps. Przyjaciel 2, mjr Stanisław Trondowski ps. Grzmot 2.[259][15]

- Czesław Trojanowski (1914-1985) pos. Litwos - kapitan, oficer Wojska Polskiego, Armii Polskiej gen. Andersa, Polskich Sił Zbrojnych na Zachodzie, Armii Krajowej, instruktor dywersji w Inspektoracie Rejonowym Mielec AK, uczestnik Powstania Warszawskiego, więzień NKWD, sowieckich łagrów (1941)[23], niemieckiego obozu jenieckiego IV B Zeithain (1944-1945). Przeszkolony ze specjalnością w dywersji, zaprzysiężony na rotę ZWZ-AK 15 grudnia 1943 w Chicheley (Wielka Brytania)[630][631], zrzucony do okupowanej Polski w nocy 4/5 maja 1944 w sezonie operacyjnym „Riposta”, w operacji lotniczej „Weller 17”, w ekipie skoczków nr XLIX, z samolotu Halifax JP-177 „P” (1586 Eskadra PAF). Start z lotniska Campo Casale nieopodal Brindisi, zrzut na placówkę odbiorczą "Mewa 1", w okolicach miejscowości Dalechowice, 15 km od Skalbmierza. Razem z nim skoczyli: por. Tadeusz Stanisław Jaworski ps. Bławat, ppor. Zdzisław Luszowicz ps. Szakal, por. Antoni Nosek ps. Kajtuś, por. Cezary Nowodworski ps. Głóg, por. Mieczysław Szczepański ps. Dębina. [230][15]

- Stanisław Trondowski (1909-1982) ps. Grzmot 2 - major piechoty, oficer Wojska Polskiego, Armii Polskiej gen. Andersa, Polskich Sił Zbrojnych na Zachodzie, Armii Krajowej, dowódca 82 Pułku Piechoty 30 Poleskiej Dywizji Piechoty AK, uczestnik kampanii libijskiej, walk pod Tobrukiem, więzień NKWD, sowieckich łagrów: Riazań, Dubrowłag (1945-1956). Zaprzysiężony na rotę ZWZ-AK 14 lutego 1944 w Ostuni (Włochy)[23][632][633], zrzucony do okupowanej Polski w nocy 30/31 maja 1944 w sezonie operacyjnym "Riposta", w operacji lotniczej „Weller 30”, w ekipie skoczków nr LVI, z samolotu Halifax JP-222 „E” (1586 Eskadra PAF). Start z lotniska Campo Casale nieopodal Brindisi, zrzut na placówkę odbiorczą "Paszkot 1", w okolicach miejscowości Rakszawa, 7 km od Łańcuta. Razem z nim skoczyli: mjr Adolf Łojkiewicz ps. Ryś, ppor. Maksymilian Klinicki ps. Wierzba 2, por. Karol Pentz ps. Skała 2, ppor. Feliks Perekładowski ps. Przyjaciel 2, ppor. Tadeusz Tomaszewski ps. Wąwóz[259][15].

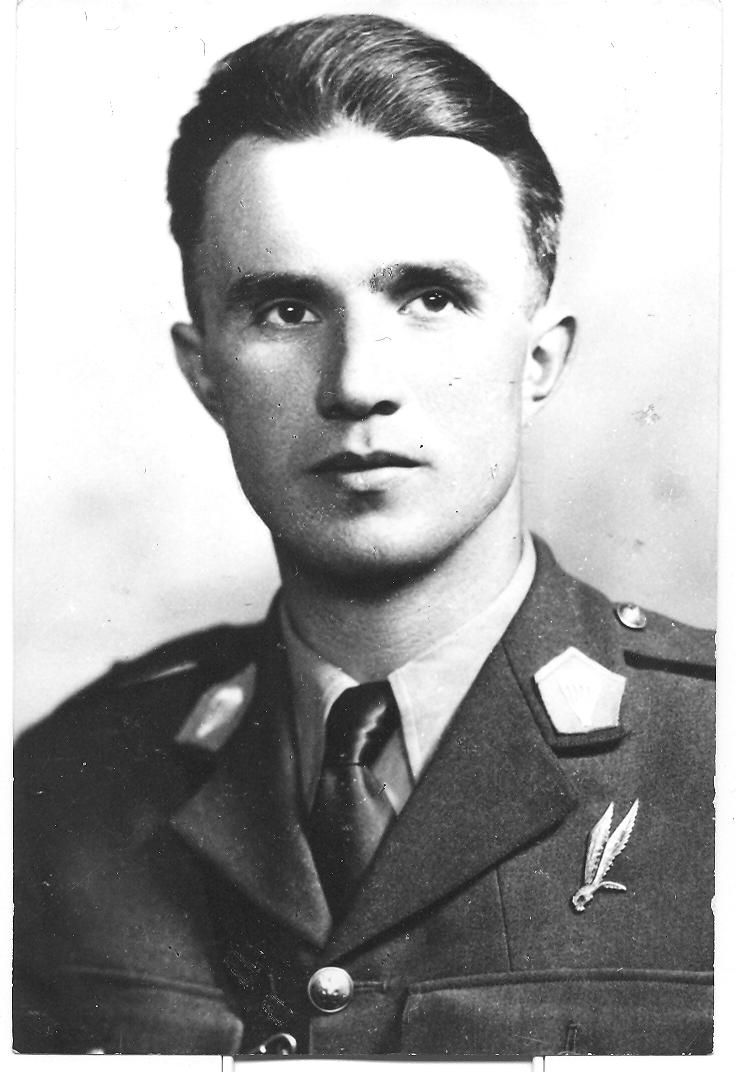
Adam Trybus (1909-1982)

- Adam Trybus (1909-1982) ps. Gaj - major, harcerz, nauczyciel, wykładowca akademicki, oficer Wojska Polskiego, Polskich Sił Zbrojnych na Zachodzie, Armii Krajowej, dowódca Kedywu Inspektoratu Rejonowego Piotrów Trybunalski AK, dowóidca Kedywu Okręgu Łódź AK, oficer Ruchu Oporu Armii Krajowej, Delegatury Sił Zbrojnych na Kraj, więzień UB, skazany (Łódź, Wronki, 1950-1955)[16], represjonowany przez SB. Przeszkolony ze specjalnością w dywersji, zaprzysiężony na rotę ZWZ-AK 24 sierpnia 1942[634][635], zrzucony do okupowanej Polski w nocy 1/2 października 1942 w sezonie operacyjnym "Intonacja", w operacji lotniczej „Chisel”, w ekipie skoczków nr XV, z samolotu Halifax W-7776 „U” (138 Dywizjon RAF). Start z lotniska RAF Tempsford, zrzut na placówkę odbiorczą „Rak”, w okolicach miejscowości Łupiny, 11 km od Siedlec. Razem z nim skoczyli: por. Eugeniusz Kaszyński ps. Nurt, por. Artur Linowski ps. Karp, ppor. Waldemar Szwiec ps. Robot[160][15].

- Zbigniew Twardy (1920-1944) ps. Trzask - porucznik artylerii, „biały kurier”, oficer Polskich Sił Zbrojnych na Zachodzie, Armii Krajowej, Komendy Okręgu Wołyń AK, dowódca partyzanckiego batalionu „Błyskawica”. Przeszkolony ze specjalnością w dywersji, zaprzysiężony na rotę ZWZ-AK 24 sierpnia 1942 w Audley End (Wielka Brytania)[636][637], zrzucony do okupowanej Polski w nocy 24/25 marca 1943 r. w sezonie operacyjnym "Intonacja", w operacji lotniczej „Cellar”, w ekipie skoczków nr XXVIII, z samolotu Halifax DT-727 "K" (138 Dywizjon RAF). Start z lotniska RAF Tempsford, zrzut na placówkę odbiorczą "Smok" w okolicach miejscowości Wola Wodyńska, Helenów, 23 km od Siedlec. Razem z nim skoczył: ppor. Eugeniusz Chyliński ps. Frez oraz kurier kpr. Aleksander Olędzki ps. Rab. [95][15]

## U

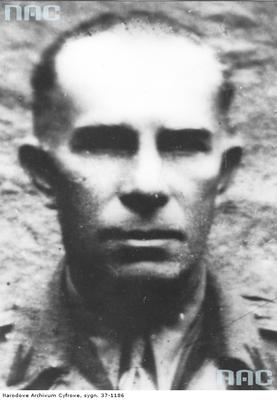
Witold Uklański (1893-1954)

- Witold Uklański (1893-1954) ps. Herold - major kawalerii, uczestnik walk o niepodległość Polski (1917-1921), żołnierz Armii Rosyjskiej, oficer Wojska Polskiego, Armii Polskiej gen. Andersa, Armii Krajowej, Okręgu Kraków AK, Delegatury Sił Zbrojnych na Kraj, WiN, więzień NKWD, sowieckich łagrów: Kozielsk, Griazowiec (1940-1941)[23], więzień UB, skazany na śmierć, zamordowany (Kraków, Warszawa, Wronki, 1945-1954)[16]. Przeszkolony ze specjalnością w dywersji, zaprzysiężony na rotę ZWZ-AK 22 kwietnia 1944[638][639], zrzucony do okupowanej Polski w nocy 26/27 grudnia 1944 roku w sezonie operacyjnym "Odwet", w operacji lotniczej „Staszek 2”, w ekipie skoczków nr LXIII, z samolotu Liberator BZ 965 „V” (301 Dywizjon PAF). Start z lotniska Campo Casale nieopodal Brindisi, zrzut na placówkę „Wilga 1” w okolicach miejscowości Szczawa, w rejonie Mogielicy (Beskid Wyspowy), 23 km od Nowego Targu, w rejonie góry Mogielnica. Był to ostatni zrzut cichociemnych, po upadku Powstania Warszawskiego. Razem z nim skoczyli: Bronisław Czepczak-Górecki ps. Zwijak, Stanisław Dmowski ps. Podlasiak, Jan Matysko ps. Oskard, Jan Parczewski ps. Kraska, Zdzisław Sroczyński ps. Kompresor. [104][15]

- Zygmunt Ulm (1918-2011) ps. Szybki - podpułkownik[640], żołnierz Wojska Polskiego, oficer Polskich Sił Zbrojnych na Zachodzie, Armii Krajowej, adiutant dowódcy Zgrupowania "Róg", uczestnik Powstania Warszawskiego, więzień niemieckich obozów jenieckich: Fallingbostel, Gross-Born, Standbostel, Lubeka, Bergen-Belsen (1944-1945). Przeszkolony ze specjalnością w dywersji i broni pancernej, zaprzysiężony na rotę ZWZ-AK 15 grudnia 1943 w Chicheley (Wielka Brytania)[641][640], zrzucony do okupowanej Polski w nocy 10/11 maja 1944 w sezonie operacyjnym "Riposta", w operacji lotniczej „Weller 27”, w ekipie skoczków nr LI, z samolotu Liberator EV-978 „R” (1586 Eskadra PAF). Start (prawdopodobnie) z lotniska Grottaglie nieopodal Brindisi, zrzut miał nastąpić na placówkę odbiorczą "Nil 2" 19 km na południowy wschód od Piotrkowa Trybunalskiego, w okolicach wsi Żerechowa. W związku ze stoczoną w tym miejscu dzień wcześniej walką z Niemcami, zrzut kilka kilometrów dalej, w okolicy wsi Ślepietnica. Razem z nim skoczyli: ppor. Kazimierz Bernaczyk-Słoński ps. Rango, ppor. Jan Bienias ps. Osterba, kpt. Bohdan Kwiatkowski ps. Lewar, ppor. Zdzisław Straszyński ps. Meteor oraz kurier Delegatury Rządu na Kraj ppor. Stanisław Niedbał-Mostowin ps. Bask. [39][15]

## W

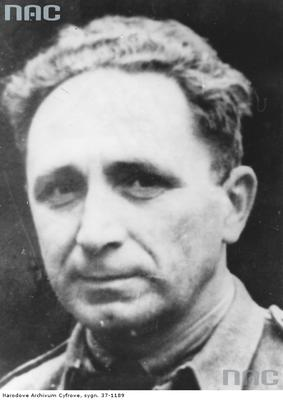
Jan Walter (1904-1976)

- Jan Walter (1904-1976) ps. Cyrkiel - kapitan saperów, harcerz, inżynier, oficer Wojska Polskiego, Polskich Sił Zbrojnych na Zachodzie, wywiadu Armii Krajowej, szef służb saperskich Oddziału III Komendy Okręgu Lublin AK, więzień UB (Lublin), NKWD, sowieckich łagrów: Jegolsk, Swierdłowsk (1944-1947)[23]. Przeszkolony ze specjalnością w wywiadzie, zaprzysiężony na rotę ZWZ-AK 15 grudnia 1943[642][643], zrzucony do okupowanej Polski w nocy 4/5 maja 1944 r., w sezonie operacyjnym "Riposta", w operacji lotniczej ,„Weller 26”, w ekipie skoczków nr L, z samolotu Liberator BZ-965 "S" (138 Dywizjon RAF). Start z lotniska Campo Cassale nieopodal Brindisi, zrzut na placówkę odbiorczą „Szczur”, 31 km od Janowa Lubelskiego pod Bychawą, w okolicy wsi Wola Gałęzowska. Razem z nim skoczyli: ppor. Andrzej Prus-Bogusławski, ps. Pancerz, ppor. Adam Dąbrowski, ps. Puti, ppor. Adam Krasiński, ps. Szczur, por. Alfred Whitehead, ps. Dolina 2, ppor. Józef Zając, ps. Kolanko. [115][15]

- Zbigniew Waruszyński (1915-1976) ps. Dewajtis 2 - kapitan piechoty, żołnierz Wojska Polskiego, SZP-ZWZ, Armii Polskiej gen. Andersa, oficer Polskich Sił Zbrojnych na Zachodzie, Armii Krajowej, Kedywu Okręgu Kraków AK, redaktor podziemnego tygodnika „Gniazdo Oporu”, więzień NKWD, sowieckich łagrów: Starobielsk, Nachodka, Magadan, Duskania (1940-1941)[23]. Przeszkolony ze specjalnością w dywersji, zaprzysiężony na rotę ZWZ-AK prawdopodobnie w Ostuni (Włochy)[644][645], zrzucony do okupowanej Polski w nocy 21/22 maja 1944, w sezonie operacyjnym „Riposta”, w operacji „Weller 29”, w ekipie skoczków nr LIII, z samolotu Halifax JP-222 „E” (1586 Eskadra PAF). Start z lotniska Campo Casale nieopodal Brindisi, zrzut na placówkę odbiorczą "Kos", w okolicach miejscowości Wierzbno, 24 km od Krakowa. Razem z nim skoczyli: por. Marian Golarz ps. Góral 2, rtm. Krzysztof Grodzicki ps. Jabłoń, ppor. Władysław Marecki ps. Żabik 2, gen. bryg. Leopold Okulicki ps. Niedźwiadek, kpt. Tomasz Wierzejski ps. Zgoda 2.[157][15]

- Józef Wątróbski (1914-1944) ps. Jelito - podporucznik piechoty, żołnierz Wojska Polskiego, oficer Polskich Sił Zbrojnych na Zachodzie, Armii Krajowej, Kedywu Podokręgu Rzeszów AK. Przeszkolony ze specjalnością w dywersji, zaprzysiężony na rotę ZWZ-AK 4 sierpnia 1943[646][647], zrzucony do okupowanej Polski w nocy 14/15 kwietnia 1944 w sezonie operacyjnym "Riposta", w operacji lotniczej „Weller 11”, w ekipie skoczków nr XLII, z samolotu Halifax JP-180 „V” (1586 Eskadra PAF). Start z lotniska Campo Casale nieopodal Brindisi, zrzut na placówkę odbiorczą "Kura 1", w okolicach miejscowości Koniusze k. Proszowic, 17 km od Krakowa. Razem z nim skoczyli: ppor. Bronisław Kamiński ps. Golf, ppor. Włodzimierz Lech ps. Powiślak, ppor. Jerzy Niemczycki ps. Janczar. [245][15]

- Alfred Whitehead (1912-1984) ps. Dolina 2 - porucznik kawalerii, oficer Wojska Polskiego, Polskich Sił Zbrojnych na Zachodzie, Armii Krajowej, Okręgu Brześć AK, 30 Poleskiej Dywizji Piechoty AK, więzień NKWD, sowieckich łagrów: Riazań (1944-1947)[23]. Przeszkolony ze specjalnością w dywersji, zaprzysiężony na rotę ZWZ-AK 14 lutego 1944 w Ostuni (Włochy)[648][649], zrzucony do okupowanej Polski w nocy 4/5 maja 1944 r., w sezonie operacyjnym "Riposta", w operacji lotniczej ,„Weller 26”, w ekipie skoczków nr L, z samolotu Liberator BZ-965 "S" (138 Dywizjon RAF). Start z lotniska Campo Cassale nieopodal Brindisi, zrzut na placówkę odbiorczą „Szczur”, 31 km od Janowa Lubelskiego pod Bychawą, w okolicy wsi Wola Gałęzowska. Razem z nim skoczyli: ppor. Adam Dąbrowski, ps. Puti, ppor. Adam Krasiński, ps. Szczur, ppor. Andrzej Prus-Bogusławski, ps. Pancerz, kpt. Jan Walter, ps. Cyrkiel, ppor. Józef Zając, ps. Kolanko[115][15].

- Wiktor Wiącek (1919 - data śmierci nieznana) ps. Kanarek - porucznik piechoty, żołnierz Wojska Polskiego, oficer Polskich Sił Zbrojnych na Zachodzie, Armii Krajowej, nstruktor dywersji, zastępca dowódcy, dowódca 5 Wileńskiej Brygady AK, uczestnik bitwy o Narvik, więzień NKWD, sowieckich łagrów: Juża (1939)[23]. Przeszkolony ze specjalnością w dywersji, zaprzysiężony na rotę ZWZ-AK 31 stycznia 1943 w Audley End (Wielka Brytania) [650][651], zrzucony do okupowanej Polski w nocy 19/20 narca 1943 w sezonie operacyjnym "Intonacja", w operacji lotniczej „Beam”, w ekipie skoczków nr XXVII, z samolotu Halifax BB-340 „D” (138 Dywizjon RAF). Start z lotniska RAF Tempsford pod Londynem, zrzut na placówkę odbiorczą "Mewa", w okolicach miejscowości Odrowąż, Wielka Dabrówka, 12 km od Opoczna. Razem z nim skoczyli: ppor. Ignacy Konstanty ps. Szmaragd, ppor. Wilhelm Pluta ps. Pion. [278][15]

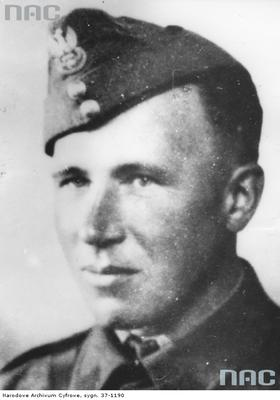
Michał Wilczewski (1907-1957)

- Bernard Wiechuła (1920-2000) ps. Maruda - kapitan saperów, harcerz (podharcmistrz), doktor nauk chemicznych, oficer Polskich Sił Zbrojnych na Zachodzie, Armii Krajowej, m.in. instruktor Kedywu bazy kieleckiej "Start IV", instruktor dywersji Inspektoratu Rejonowego Częstochowa AK, zastępca dowódcy plutonu batalionu "Tygrys", oficerDelegatury Sił Zbrojnych na Kraj, brat Ludwika WIechuły. Przeszkolony ze specjalnością w dywersji, zaprzysiężony na rotę ZWZ-AK 4 sierpnia 1943 w Chicheley (Wielka Brytania)[652][653], zrzucony do okupowanej Polski w nocy 16/17 września 1943 w sezonie operacyjnym "Riposta", w operacji lotniczej „Neon 3”, w ekipie skoczków nr XXXI, z samolotu Halifax BB-309 "T" (138 Dywizjon RAF). Start z lotniska RAF Tempsford, zrzut na placówkę odbiorczą "Obraz", za ujściem Bugu i Narwi, w rejonie miejscowości Kąty - Borucza, 12 km od Tłuszcza. Razem z nim skoczył: por. Mirosław Kryszczukajtis ps. Szary[118][15].

- Ludwik Wiechuła (1920-1987) ps. Jeleń - porucznik, harcerz (podharcmistrz), inżynier konstrukcji stalowych, oficer Polskich Sił Zbrojnych na Zachodzie, Armii Krajowej, Okręgu Radom-Kielce AK, organizator akcji na więzienie w Końskich, więzień NKWD i UB (Kielce, 1945), uwolniony przez AK, brat Bernarda Wiechuły. Przeszkolony ze specjalnością w dywersji, zaprzysiężony na rotę ZWZ-AK 4 sierpnia 1943 w Chicheley (Wielka Brytania)[654][655], zrzucony do okupowanej Polski w nocy 8/9 kwietnia 1944 w sezonie operacyjnym "Riposta", w operacji lotniczej „Weller 4”, w ekipie skoczków nr XXXV, z samolotu Halifax LW-284 "T" (138 Dywizjon RAF). Start z lotniska Campo Cassale w Brindisi (Włochy), zrzut na placówkę odbiorczą "Mirt 1", w okolicach miejscowości Cisów k. Kielc. Razem z nim skoczyli: kpt. dypl. Bolesław Jackiewicz ps. Łabędź, ppor. Edward Kiwer ps. Biegaj, rtm. Stanisław Raczkowski ps. Bułany. [209][15]

- Tomasz Wierzejski (1911-1957) ps. Zgoda 2 - major saperów, oficer Wojska Polskiego, Armii gen. Andersa, Polskich Sił Zbrojnych na Zachodzie, Armii Krajowej, dowódca plutonu kadrowego batalionu "Czata 49", uczestnik Powstania Warszawskiego, więzień sowieckich łagrów (1939-1942)[23], więzień niemieckiego obozu jenieckiego Murnau (1944-1945). Przeszkolony ze specjalnością w dywersji, zaprzysiężony na rotę ZWZ-AK 14 lutego 1944 w Ostuni (Włochy)[656][657], zrzucony do okupowanej Polski w nocy 21/22 maja 1944, w sezonie operacyjnym „Riposta”, w operacji „Weller 29”, w ekipie skoczków nr LIII, z samolotu Halifax JP-222 „E” (1586 Eskadra PAF). Start z lotniska Campo Casale nieopodal Brindisi, zrzut na placówkę odbiorczą "Kos", w okolicach miejscowości Wierzbno, 24 km od Krakowa. Razem z nim skoczyli: por. Marian Golarz ps. Góral 2, rtm. Krzysztof Grodzicki ps. Jabłoń, ppor. Władysław Marecki ps. Żabik 2, gen. bryg. Leopold Okulicki ps. Niedźwiadek, ppor. Zbigniew Waruszyński ps. Dewajtis 2.[157][15]

- Michał Wilczewski (1907-1945) ps. Uszka - kapitan piechoty, nauczyciel, strzelec wyborowy, oficer Wojska Polskiego, Polskich Sił Zbrojnych na Zachodzie, Armii Krajowej, m.in. dowódca Kedywu Okręgu Stanisławów AK, dowódca Oddziału Specjalnego Dywersyjno-Dyspozycyjnego 40 Pułku Piechoty AK. Przeszkolony ze specjalnością w dywersji, zaprzysiężony na rotę ZWZ-AK 4 marca 1943 w Audley End (Wielka Brytania)[658][659], zrzucony do okupowanej Polski w nocy 18/19 października 1943 w sezonie operacyjnym "Riposta", w operacji lotniczej „Oxygen 8”, w ekipie skoczków nr XXXIII, z samolotu Halifax JD-362 "L" (138 Dywizjon RAF). Start z lotniska RAF Foulsham (113 km od Tempsford), zrzut na placówkę odbiorczą "Obrus", w okolicach miejscowości Nieborów, 14 km od Łowicza. Razem z nim skoczyli: ppor. Włodzimierz Klocek ps. Garłuch oraz kurier ppor. Franciszek Młynarz ps. Biegacz. [262][15]

- Zbigniew Wilczkiewicz (1921 - data śmierci nieznana) ps. Kij - podporucznik piechoty, harcerz, oficer Polskich Sił Zbrojnych na Zachodzie, Armii Krajowej, dowódca plutonu batalionu "Kiliński", uczestnik Powstania Warszawskiego, więzień niemieckiego obozu jenieckiego Murnau (1944-1945). Przeszkolony ze specjalnością w dywersji, zaprzysiężony na rotę ZWZ-AK 4 sierpnia 1943 w Chicheley (Wielka Brytania)[660][661], zrzucony do okupowanej Polski w nocy 24/25 maja 1944 w sezonie operacyjnym "Riposta", w operacji lotniczej „Weller 23”, w ekipie skoczków nr LIV, z samolotu Halifax JP-180 „V” (1586 Eskadra PAF). Start z lotniska Campo Casale nieopodal Brindisi, zrzut na placówkę odbiorczą "Koliber 2", w okolicach miejscowości Zabierzów Bocheński, 11 km od Bochni, na skraju Puszczy Niepołomickiej. Razem z nim skoczyli: por. Bronisław Konik ps. Sikora, por. Zbigniew Matula ps. Radomyśl, kpt. Michał Nowakowski ps. Harpun, por. Alfred Pokultinis ps. Fon oraz kurier ppor. Jan Nodzyński ps. Łuk.[275][15]

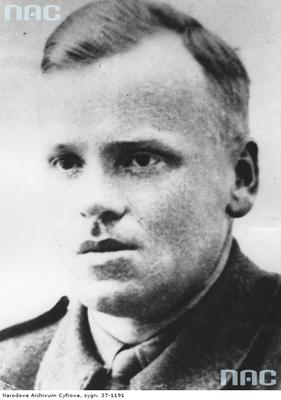
Stanisław Winter (1908-1945)

- Zdzisław Winiarski (1916-1979) ps. Przemytnik - porucznik piechoty, podoficer Straży Granicznej II RP, oficer Polskich Sił Zbrojnych na Zachodzie, Armii Krajowej, Zgrupowania Batalionu "Kiliński", uczestnik Powstania Warszawskiego, więzień niemieckiego obozu jenieckiego Murnau (1944-1945). Przeszkolony ze specjalnością w dywersji, zaprzysiężony na rotę ZWZ-AK 23 września 1943 w Chicheley (Wielka Brytania)[662][663], zrzucony do okupowanej Polski w nocy 19/20 maja 1944 roku w sezonie operacyjnym "Riposta", w operacji lotniczej „Weller 18”, w ekipie skoczków nr LII, z samolotu Liberator BZ-965 „S” (1586 Eskadra PAF). Start z lotniska Campo Casale nieopodal Brindisi, zrzut na placówkę odbiorczą „Jaśmin” w okolicach miejscowości Bronowice i Opatkowice (9 km od Puław). Razem z nim skoczyli: por. Rudolf Dziadosz ps. Zasaniec, kpt. dypl. Ludwik Fortuna ps. Siła, st. sierż. Aleksander Lewandowski ps. Wiechlina, kpt. dypl. Jan Serafin ps. Czerchawa oraz kurier Delegatury Rządu na Kraj strz. Franciszek Klima ps. Oszczep[123][15].

- Stanisław Winter (1908-1945) ps. Stanley - kapitan piechoty, oficer Wojska Polskiego, Polskich Sił Zbrojnych na Zachodzie, Armii Krajowej, Okręgu Nowogródek AK, m.in. dowódca 2 batalionu 78 Pułku Piechoty AK, więzień GZI WP, skazany na śmierć, zamordowany przez funkcjonariuszy NKWD (1945)[16]. Przeszkolony ze specjalnością w dywersji, zaprzysiężony na rotę ZWZ-AK 19 stycznia 1942[664][665], zrzucony do okupowanej Polski w nocy 1/2 września 1942 w sezonie operacyjnym "Intonacja", w operacji lotniczej „Chickenpox”, w ekipie skoczków nr X, z samolotu Halifax W-7775 „R” (138 Dywizjon RAF). Start z lotniska RAF Tempsford, zrzut na placówkę odbiorczą „Igła”, w okolicach miejscowości Mariew, Stanisławów (Kampinos), 13 km od Ożarowa Mazowieckiego.Razem z nim skoczyli: por. Bolesław Jabłoński ps. Kalia, por. Władysław Kochański ps. Bomba, por. Franciszek Rybka ps. Kula, por. Jan Woźniak ps. Kwaśny[204][15]

- Otton Wiszniewski (1910-1977) ps. Topola - kapitan piechoty, urzędnik, oficer Polskich Sił Zbrojnych na Zachodzie, Armii Krajowej, Komendy Głównej AK, zastępca dowódcy kompanii radiotelegraficznej Komendy Okręgu Warszawa AK, oficer Delegatury Sił Zbrojnych na Kraj, uczestnik kampanii francuskiej, Powstania Warszawskiego, więzień twierdzy Belfort (1939-1941), więzień UB (1945). Przeszkolony ze specjalnością w łączności, zaprzysiężony na rotę ZWZ-AK 26 czerwca 1943 w Londynie (Wielka Brytrania)[666][667], zrzucony do okupowanej Polski w nocy 16/17 września 1943 w sezonie operacyjnym "Riposta", w operacji lotniczej „Neon 2”, w ekipie skoczków nr XXXI, z samolotu Halifax JN-911 „Z” (138 Dywizjon RAF). Start z lotniska RAF Tempsford, zrzut na placówkę odbiorczą "Wieszak", w okolicach miejscowości Siodło (14 km od Mińska Mazowieckiego). Razem z nim skoczyli: ppor. mar. Norbert Gołuński ps. Bombran, kpt. mar. Bogdan Żórawski ps. Mistral [118][15]

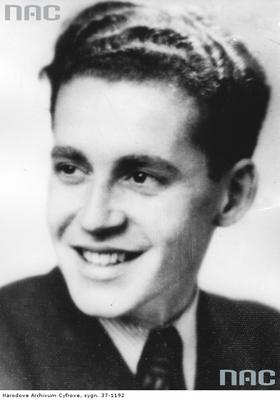
Roman Wiszniowski (1920-1989)

- Roman Wiszniowski (1920-1989) ps. Harcerz - porucznik łączności, harcerz, żołnierz Wojska Polskiego, Armii Polskiej gen. Andersa, Polskich Sił Zbrojnych na Zachodzie, oficer Armii Krajowej, radiotelegrafista, instruktor łączności Obszaru Lwów AK, dwukrotnie więzień NKWD oraz sowieckich łagrów: Workuta (1939-1941 oraz 1947-1955)[23]. Przeszkolony w zakresie dywersji i łączności, zaprzysiężony na rotę ZWZ-AK 10 lipca 1943[668][669], zrzucony do okupowanej Polski w nocy 14/15 września 1943 w sezonie operacyjnym "Riposta", w operacji lotniczej „Neon 7”, w ekipie skoczków nr XXX, z samolotu Halifax JD-362 "L" (138 Dywizjon RAF). Start z lotniska RAF Tempsford, zrzut na placówkę odbiorczą "Spodek" w okolicach miejscowości Mariańskie Porzecze, Łucznica, 8 km od stacji kolejowej Gawrolin. Razem z nim skoczyli: ppor. Kazimierz Fuhrman ps. Zaczep oraz ppor. Franciszek Żaak ps. Mamka. [89][15]

- Władysław Wiśniewski (1915-1984) ps. Wróbel - podporucznik piechoty, nauczyciel, oficer Wojska Polskiego, Polskich Sił Zbrojnych na Zachodzie, Armii Krajowej, Okręgu Kraków AK, instruktor dywersji Kedywu Okręgu Kraków AK, więzień gestapo (1943), uczestnik zamachu na Hansa Franka. Przeszkolony ze specjalnością w dywersji, zaprzysiężony na rotę ZWZ-AK 29 listopada 1943 w Audley End (Wielka Brytania)[670][671], zrzucony do okupowanej Polski w nocy 17/18 lutego 1943 w sezonie operacyjnym "Intonacja", w operacji lotniczej „Wall”, w ekipie skoczków nr XXI, z samolotu Halifax DT-725 „J”(138 Dywizjon RAF). Start z lotniska RAF Tempsford, zrzut na placówkę "Lis", w okolicach miejscowości Cegłów i Zgiechów, 14 km od Mińska Mazowieckiego. Razem z nim skoczyli: ppor. Antoni Iglewski ps. Ponar, ppor. Tadeusz Jaworski ps. Gont, ppor. Antoni Żychiewicz ps. Przerwa. [33][15]

- Ludwik Witkowski (1914-2004) ps. Kosa - kapitan dyplomowany artylerii, oficer dyplomowany Wojska Polskiego, Polskich Sił Zbrojnych na Zachodzie, Armii Krajowej, zastępca komendanta Kedywu Okręgu Warszawa AK, m.in. dowódca oddziału dyspozycyjnego tzw. Batalionu Saperów Praskich, dowódca oddziału "Kolegium B", uczestnik Powstania Warszawskiego, więzień niemieckich obozów jenieckich: Lamsdorf, Murnau (1944-1945). Przeszkolony ze specjalnością w dywersji, zaprzysiężony na rotę ZWZ-AK 29 listopada 1942 w Audley End (Wielka Brytania)[672][673], zrzucony do okupowanej Polski w nocy 20/21 lutego 1943 w sezonie operacyjnym "Intonacja", w operacji lotniczej „File”, w ekipie skoczków nr XXIII, z samolotu Halifax DT-726 "H" (138 Dywizjon RAF). Start z lotniska RAF Tempsford pod Londynem, zrzut na placówkę odbiorczą "Słoń" w okolicach miejscowości Kotlice (20 km. od Chęcin) oraz Borszowice (12 km od Pińczowa). Razem z nim skoczyli: por. Walery Krokay ps. Siwy, por. Ryszard Nuszkiewicz ps. Powolny, ppor. Witold Pic ps. Cholewa. [147][15]

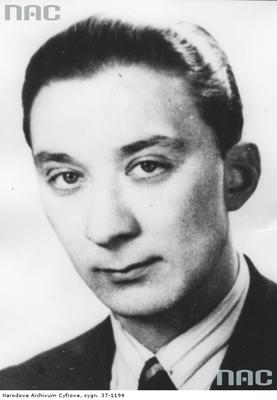
Ludwik Witkowski (1914-1984)

- Bogusław Wolniak (1907-1986) ps. Mięta - major łączności, oficer Wojska Polskiego, Polskich Sił Zbrojnych na Zachodzie, Sztabu Naczelnego Wodza, Armii Krajowej, Komendy Głównej AK, Delegatury Sił Zbrojnych na Kraj, dowódca ośrodka radiowego w STS 10 w Ostunii, uczestnik Powstania Warszawskiego, więzień niemieckiego obozu jenieckiego Woldenberg (1944-1945), więzień UB (1945)[16]. Przeszkolony ze specjalnością w dywersji i łączności, zaprzysiężony na rotę ZWZ-AK 22 kwietnia 1942[674][675]. Przerzucony do okupowanej Polski w nocy 25/26 lipca 1944 r. w sezonie operacyjnym "Riposta", w operacji lotniczej „Wildhorn III” (Most 3), w ekipie skoczków nr: LVII. Samolot Dakota KG-477 „V” (267 Dywizjon RAF) wystartował z lotniska Campo Casale nieopodal Brindisi, lądował na lądowisku "Motyl" w okolicach miejscowości Wał Ruda (pow. brzeski) oraz Jadowniki Mokre, 18 km od Tarnowa. Razem z nim wylądowali: kpt. dypl. Kazimierz Bilski ps. Rum, por. Zdzisław Jeziorański ps. Zych, ppor. Leszek Starzyński ps. Malewa. Samolot zabrał zdobyte przez wywiad AK części rakiety V-2 oraz przygotowany przez naukowców konspiracyjny raport w tej sprawie[64][15].

- Jan Woźniak (1917-1984) ps. Kwaśny - kapitan piechoty, harcerz, inżynier mechanik, oficer Wojska Polskiego, Polskich Sił Zbrojnych na Zachodzie, Armii Krajowej, Okręgu Nowogródek AK, dowódca kompanii szturmowej 7 batalionu 77 Pułku Piechoty AK. Przeszkolony ze specjalnością w dywersji, zaprzysiężony na rotę ZWZ-AK 13 stycznia 1942[676][677], zrzucony do okupowanej Polski w nocy 1/2 września 1942 w sezonie operacyjnym "Intonacja", w operacji lotniczej „Chickenpox”, w ekipie skoczków nr X, z samolotu Halifax W-7775 „R” (138 Dywizjon RAF). Start z lotniska RAF Tempsford, zrzut na placówkę odbiorczą „Igła”, w okolicach miejscowości Mariew, Stanisławów (Kampinos), 13 km od Ożarowa Mazowieckiego. Razem z nim skoczyli: por. Bolesław Jabłoński ps. Kalia, por. Władysław Kochański ps. Bomba, por. Franciszek Rybka ps. Kula, por. Stanisław Winter ps. Stanley. [204][15]

## Z

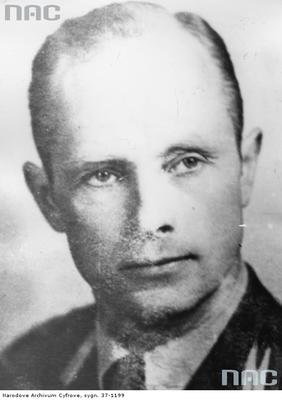
Józef Zabielski (1902-1981)

- Józef Zabielski (1902-1981) ps. Żbik - rotmistrz, uczestnik walk o niepodległość Polski (1920), harcerz, podkomisarz Policji Państwowej, oficer Wojska Polskiego, Polskich Sił Zbrojnych na Zachodzie, Armii Krajowej, Sztabu Naczelnego Wodza, emisariusz Komendanta Głównego AK, instruktor bytowania STS 10 w Ostunii (Włochy), uczestnik wojny polsko-bolszewickiej, III Powstania Śląskiego. Przeszkolony ze specjalnością w lotnictwie, zaprzysiężony na rotę ZWZ-AK 13 grudnia 1940 (odbiór zrzutów)[678][679], zrzucony do okupowanej Polski pierwszym zrzutem Cichociemnych oraz pierwszym zrzutem alianckich żołnierzy na teren Europy okupowanej przez Niemców. Zrzutu dokonano w nocy 15/16 lutego 1941 w próbnym sezonie operacyjnym, w operacji lotniczej „Adolphus”, w ekipie skoczków nr 0, z samolotu Armstrong Whitworth Whitley Z-6473. Start z lotniska 419 Eskadry do Zadań Specjalnych RAF w Newmarket, zrzut poza wyznaczoną placówką (7,5 km od Włoszczowy), w okolicach wsi Dębowiec, 10 km od Cieszyna, na terenach przyłączonych do Rzeszy. Razem z nim skoczyli: mjr Stanisław Krzymowski ps. Kostka oraz kurier MSZ bomb. Czesław Raczkowski ps. Orkan. [315][15]

- Lech Zabierek (1918-2003) ps. Wulkan - porucznik piechoty, harcerz, żołnierz Wojska Polskiego, Polskich Sił Zbrojnych na Zachodzie, oficer Armii Krajowej, Kedywu Obszaru Zachodniego AK, Delegatury Sił Zbrojnych na Kraj, WiN, uczestnik Powstania Warszawskiego, więzień niemieckich obozów jenieckich: Błonie, Monachium, Eistedt, Murnau, Elsenborn, Oberlangen (1939-1941), szykanowany przez SB (m.in. pozbawiony emerytury). Przeszkolony ze specjalnością w dywersji, zaprzysiężony na rotę ZWZ-AK 31 stycznia 1943 w Audley End (Wielka Brytania)[680][681], zrzucony do okupowanej Polski w nocy 13/14 marca 1943 w sezonie operacyjnym "Intonacja", w operacji lotniczej „Door”, w ekipie skoczków nr XXIV, z samolotu Halifax BB-281 „O” (138 Dywizjon RAF). Start z lotniska RAF Tempsford, zrzut na placówkę odbiorczą „Kra”, 8 km od Zwolenia, w Puszczy Kozienickiej. Razem z nim skoczyli: por. Stanisław Kolasiński ps. Ulewa, ppor. Adam Riedl ps. Rodak oraz Węgier (radiotelegrafista) Ivan Szabo ps. Hun. [238][15]

- Henryk Zachmost (1924-1989) ps. Zorza - kapitan łączności czasu wojny, żołnierz Armii Polskiej gen. Andersa, oficer Polskich Sił Zbrojnych na Zachodzie, Armii Krajowej, zastępca szefa łączności Komendy Okręgu Białystok AK, dwukrotnie więzień NKWD oraz sowieckich łagrów (1940-1942 oraz 1944-1948)[23]. Przeszkolony ze specjalnością w łączności, zaprzysiężony na rotę ZWZ-AK 10 lipca 1943 w Audley End (Wielka Brytania)[682][683], zrzucony do okupowanej Polski w nocy 8/9 kwietnia 1944, w sezonie operacyjnym "Riposta", w operacji lotniczej „Weller 6”, w ekipie skoczków nr XXXVI, z samolotu Halifax JP-207 "E" (1586 Eskadra PAF). Start z lotniska Campo Casale nieopodal Brindisi, zrzut na placówkę "Nil 1" w okolicach wsi Zamożna Wola i Rozprza. Razem z nim skoczyli: plt. Władysław Hauptman ps. Gapa, ppor. Kazimierz Niepla ps. Kawka, ppor. Jerzy Sztrom ps. Pilnik[182][15].

- Józef Zając (1902-1968) ps. Kolanko - porucznik piechoty, uczestnik walk o niepodległość Polski (1920), urzędnik samorządowy, rachmistrz Starostwa w Kopyczyńcach, żołnierz Wojska Polskiego, oficer Polskich Sił Zbrojnych na Zachodzie, Armii Krajowej, Okręgu Warszawa AK, zastępca dowódcy 9 kompanii Batalionu Kiliński, uczestnik wojny polsko-bolszewickiej, kampanii francuskiej, Powstania Warszawskiego, dwukrotnie więzień niemieckich obozów jenieckich: Colmar, Neuf-Brisach, Kaisersteinbruch, Stalag I A k/Królewca (1940-1942) oraz Ożarów, Stalag 344 Lamsdorf, Oflag II-D Gross Born, Oflag X A Sandbostel (1944-1945). Przeszkolony ze specjalnością w dywersji i broni pancernej, zaprzysiężony na rotę ZWZ-AK 15 grudnia 1943 w Chicheley (Wielka Brytania)[684][685], zrzucony do okupowanej Polski w nocy 4/5 maja 1944 r., w sezonie operacyjnym "Riposta", w operacji lotniczej ,„Weller 26”, w ekipie skoczków nr L, z samolotu Liberator BZ-965 "S" (138 Dywizjon RAF). Start z lotniska Campo Cassale nieopodal Brindisi, zrzut na placówkę odbiorczą „Szczur”, 31 km od Janowa Lubelskiego pod Bychawą, w okolicy wsi Wola Gałęzowska. Razem z nim skoczyli: ppor. Andrzej Prus-Bogusławski, ps. Pancerz, ppor. Adam Dąbrowski, ps. Puti, ppor. Adam Krasiński, ps. Szczur, kpt. Jan Walter, ps. Cyrkiel, por. Alfred Whitehead, ps. Dolina 2. [115][15]

- Janusz Zalewski (1914-1943) ps. Chinek - porucznik artylerii, oficer Wojska Polskiego, Polskich Sił Zbrojnych na Zachodzie, Komendy Głównej AK, wywiadu ofensywnego Armii Krajowej, więziony i prawdopodobnie zamordowany przez Abwehrę (1943). Przeszkolony ze specjalnością w wywiadzie, zaprzysiężony na rotę ZWZ-AK 11 grudnia 1942[686][687], zrzucony do okupowanej Polski w nocy 30/31 marca 1942 w próbnym sezonie operacyjnym, w operacji lotniczej „Belt”, w ekipie skoczków nr VII, z samolotu Halifax L-9618 „W”. Start z lotniska RAF Tempsford, zrzut poza planowaną placówką „Błoto”, w okolicach miejscowości Podstoliska, 3,4 km od Tłuszcza.Razem z nim skoczyli: por. Stanisław Gilowski ps. Gotur, por. Wiesław Ipohorski-Lenkiewicz ps. Zagroda, por. Jan Jokiel ps. Ligota, por. Aleksander Kułakowski ps. Rywal, płk. Józef Spychalski ps. Grudzień oraz kurier Delegatury Rządu na Kraj st. uł. Stanisław Zaborowski ps. Grzegorz[152][15].

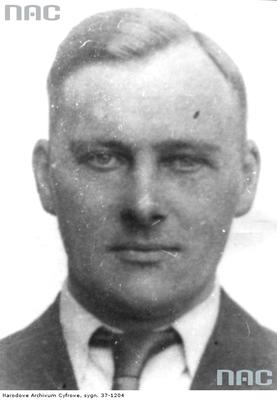
Wacław Zaorski (1908-1942)

- Wacław Zaorski (1908-1942) ps. Ryba - kapitan artylerii, ichtiolog, oficer Wojska Polskiego, Polskich Sił Zbrojnych na Zachodzie, Armii Krajowej, IV Odcinka "Wachlarza", więzień gestapo, popełnił samobójstwo po aresztowaniu (1942). Przeszkolony ze specjalnością w dywersji, zaprzysiężony na rotę ZWZ-AK 28 lipca 1942 w Audley End (Wielka Brytania) [688][689], zrzucony do okupowanej Polski w nocy 3/4 września 1942 w sezonie operacyjnym "Intonacja", w operacji lotniczej „Measles”, w ekipie skoczków nr XII, z samolotu Halifax W-7773 "S" (138 Dywizjon RAF). Start z lotniska RAF Tempsford, zrzut na placówkę „Żaba” w okolicach miejscowości Stachlew, 12 km od Łowicza. Razem z nim skoczyli: ppor. Jan Grycz ps. Dziadzio, kpt. Julian Kozłowski ps. Cichy, por. Wincenty Michalczewski ps. Mir, por. Kazimierz Smolski ps. Sosna, mjr Wiktor Zarembiński ps. Zrąb..[177][15]

- Stanisław Zapotoczny (1922-1944) ps. Płomień - podporucznik łączności czasu wojny, żołnierz Armii Polskiej gen. Andersa, Polskich Sił Zbrojnych na Zachodzie, oficer Armii Krajowej, radiotelegrafista Komendy Okręgu Wilno AK, więzień NKWD, sowieckich łagrów: Semipałatyńsk (1940-1942)[23], więzień gestapo, popełnił samobójstwo po aresztowaniu (1944). Przeszkolony ze specjalnością w łączności, zaprzysiężony na rotę ZWZ-AK 21 lutego 1943. Popełnił samobójstwo po aresztowaniu [690][691], zrzucony do okupowanej Polski w nocy 21/22 września 1943 w sezonie operacyjnym "Riposta", w operacji lotniczej „Neon 5”, w ekipie skoczków nr XXXII, z samolotu Halifax LW-276 "E" (138 Dywizjon RAF). Start z lotniska RAF Tempsford, zrzut na placówkę odbiorczą "Lustro", w okolicach miejscowości Mistów, 9 km od Mińska Mazowieckiego. Razem z nim skoczyli: ppor. Tadeusz Seeman ps. Garbus, ppor. Stanisław Skowroński ps. Widelec[543][15].

- Wiktor Zarembiński (1903-1944) ps. Zrąb - major kawalerii, uczestnik walk o niepodległość Polski (1920), oficer Wojska Polskiego, Polskich Sił Zbrojnych na Zachodzie, Armii Krajowej, zastępca komendanta Inspektoratu Rejonowego Lwów Miasto AK, uczestnik wojny polsko-bolszewickiej, więzień gestapo, popełnił samobójstwo po aresztowaniu (1944). Przeszkolony ze specjalnością w dywersji, zaprzysiężony na rotę ZWZ-AK 8 kwietnia 1942 w Londynie (Wielka Brytania[692][693], zrzucony do okupowanej Polski w nocy 3/4 września 1942 w sezonie operacyjnym "Intonacja", w operacji lotniczej „Measles”, w ekipie skoczków nr XII, z samolotu Halifax W-7773 "S" (138 Dywizjon RAF). Start z lotniska RAF Tempsford, zrzut na placówkę „Żaba” w okolicach miejscowości Stachlew, 12 km od Łowicza. Razem z nim skoczyli: ppor. Jan Grycz ps. Dziadzio, kpt. Julian Kozłowski ps. Cichy, por. Wincenty Michalczewski ps. Mir, por. Kazimierz Smolski ps. Sosna, kpt. Wacław Zaorski ps. Ryba[177][15].

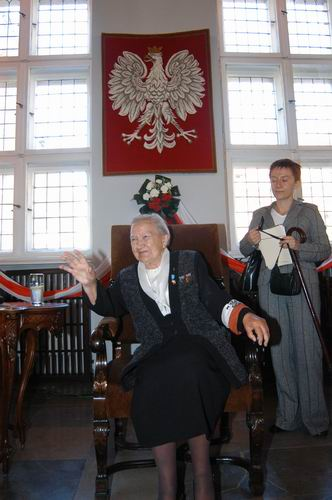
Elżbieta Zawacka (1909-2009)

- Elżbieta Zawacka (1909-2009) ps. Zo - generał brygady, profesor nauk humanistycznych, nauczycielka, żołnierz Wojska Polskiego, oficer Działu Łączności Zagranicznej Oddziału Łączności Konspiracyjnej Komendy Głównej Związku Walki Zbrojnej, Armii Krajowej, kurierka Komendy Głównej AK, szefowa Wojskowej Służby Kobiet KG AK, oficer Delegatury Sił Zbrojnych na Kraj, uczestniczka obrony Lwowa, Powstania Warszawskiego, więzień UB, skazana (Fordon, Grudziądz, Bojanów, 1951-1955)[16], działaczka na rzecz równych praw kobiet, jedyna cichociemna. Ukończyła kurs spadochronowy, zaprzysiężona na rotę SZP (ZWZ-AK) 2 listopada 1939 prawdopodobnie w Warszawie[694][695], zrzucona do okupowanej Polski w nocy 9/10 września 1943 w sezonie operacyjnym "Riposta", w operacji lotniczej „Neon 4”, w ekipie skoczków nr XXIX, z samolotu Halifax JD-171 "P" (138 Dywizjon RAF). Start z lotniska RAF Tempsford, zrzut na placówkę odbiorczą "Solnica", w okolicach miejscowości Osowiec, 7 km od stacji kolejowej Grodzisk Mazowiecki. Razem z nią skoczyli: por. Bolesław Polończyk ps. Kryształ, ppor. Fryderyk Serafiński ps. Drabina[488][15].

- Alfred Zawadzki (1912-1942) ps. Kos - porucznik dyplomowany artylerii. oficer Wojska Polskiego, Polskich Sił Zbrojnych na Zachodzie, Sztabu Naczelnego Wodza, Armii Krajowej, Oddziału III Komendy Okręgu Śląsk AK, więziony i zamordowany przez gestapo (1942). Przeszkolony ze specjalnością w dywersji, zaprzysiężony na rotę ZWZ-AK 6 lutego 1942 w Londynie (Wielka Brytania)[696][697], zrzucony do okupowanej Polski w nocy 8/9 kwietnia 1942 w próbnym sezonie operacyjnym, w operacji lotniczej „Cravat”, w ekipie skoczków nr VIII, z samolotu Halifax L-9618 "W" (138 Dywizjon RAF). Start z lotniska RAF Tempsford, zrzut na placówkę odbiorczą "Łąka", w okolicach miejscowości Drzewicz, 10 km od Łowicza. Razem z nim skoczyli: por. Adam Boryczka ps. Brona, kpt. dypl. Teodor Cetys ps. Wiking, kpt. dypl. Henryk Kożuchowski ps. Hora, kpt. dypl. Stefan Mich ps. Jerz, por. Roman Romaszkan ps. Tatar. [67][15]

- Leonard Zub-Zdanowicz (1912-1982) ps. Ząb - podpułkownik, urzędnik, prawnik, oficer Wojska Polskiego, Polskich Sił Zbrojnych na Zachodzie, Armii Krajowej, Okręgu Lublin AK, Narodowych Sił Zbrojnych, dowódca 1 Pułku Legii Nadwiślańskiej NSZ, szef sztabu Brygady Świętokrzyskiej NSZ, skazany na śmierć przez dowódcę oddziału AL (1944). Przeszkolony ze specjalnością w dywersji, zaprzysiężony na rotę ZWZ-AK 7 kwietnia 1942[698][699], zrzucony do okupowanej Polski w nocy 1/2 września 1942 w sezonie operacyjnym "Intonacja", w operacji lotniczej "Smallpox", w ekipie skoczków nr XI, z samolotu Halifax W-7773 "S" (138 Dywizjon RAF). Start z lotniska RAF Tempsford, zrzut na placówkę odbiorczą "Rogi", na terenie nadleśnictwa Łoś-Rogatki, w okolicach miejscowości Bogatki, 16 km na północny wschód od Grójca. Razem z nim skoczyli: por. Mieczysław Eckhardt ps. Bocian, ppor. Michał Fijałka ps. Kawa, kpt. Bolesław Kontrym ps. Żmudzin, por. Wacław Kopisto ps. Kra, por. Hieronim Łagoda ps. Lak.[128][15]

- Ryszard Zyga (1922 - data śmierci nieznana) ps. Lelum - porucznik łączności czasu wojny, żołnierz Armii Polskiej gen. Andersa, oficer Polskich Sił Zbrojnych na Zachodzie, Armii Krajowej, więzień sowieckich łagrów: Charków, Nachodka, Magadan (1940-1942)[23], niemieckich obozów koncentracyjnych: KL Gross-Rosen, KL Flossenbürg, KL Dachau (1944-1945)[30]. Przeszkolony ze specjalnością w łączności, zaprzysiężony na rotę ZWZ-AK 10 lipca 1943 w Audley End (Wielka Brytania)[700][701], zrzucony do okupowanej Polski w nocy 14/15 września 1943 w sezonie operacyjnym "Riposta", w operacji lotniczej „Neon 6”, w ekipie skoczków nr XXX, z samolotu Halifax BB-309 "T" (138 Dywizjon RAF). Start z lotniska RAF Tempsford, zrzut na placówkę odbiorczą "Koc 1", w okolicach miejscowości Nieporęt, 9 km od Radzymina. Razem z nim skoczyli: ppor. Zdzisław Peszke ps. Kaszmir, ppor. Jarosław Poliszuk ps. Arab. [453][15]

## Ż

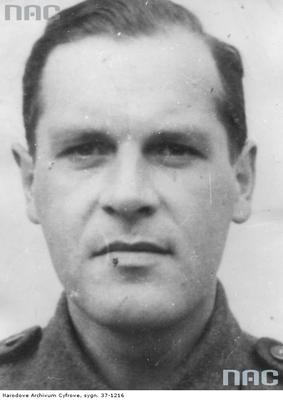
Bronisław Żelkowski (1904-1942)

- Franciszek Żaak (1919-1944) ps. Mamka - podporucznik łączności, żołnierz Armii Czerwonej, Armii Polskiej gen. Andersa, Polskich Sił Zbrojnych na Zachodzie, oficer Armii Krajowej, radiotelegrafista Komendy Głównej AK, Obszaru Lwów AK, więziony i zamordowany przez gestapo (1944). Przeszkolony ze specjalnością w łączności, zaprzysiężony na rotę ZWZ-AK 10 lipca 1943 w Audley End (Wielka Brytania)[702][703]. Zrzucony do okupowanej Polski w nocy 14/15 września 1943 w sezonie operacyjnym "Riposta", w operacji lotniczej „Neon 7”, w ekipie skoczków nr XXX, z samolotu Halifax JD-362 "L" (138 Dywizjon RAF). Start z lotniska RAF Tempsford, zrzut na placówkę odbiorczą "Spodek" w okolicach miejscowości Mariańskie Porzecze, Łucznica, 8 km od stacji kolejowej Gawrolin. Razem z nim skoczyli: ppor. Kazimierz Fuhrman ps. Zaczep, ppor. Roman Wiszniowski ps. Harcerz[89][15].

- Józef Żakowicz (Maciej Kalina) (1920-1961) ps. Tabu - porucznik łączności, żołnierz Wojska Polskiego, Armii Polskiej gen. Andersa, oficer Polskich Sił Zbrojnych na Zachodzie, Armii Krajowej, radiotelegrafista Komendy Głównej AK, Obszaru Warszawa AK, więzień sowieckich łagrów (1940-1942)[23]. Przeszkolony ze specjalnością w łączności, zaprzysiężony na rotę ZWZ-AK 10 lipca 1943 w Audley End (Wielka Brytania)[704][705], zrzucony do okupowanej Polski w nocy 14/15 września 1943 w sezonie operacyjnym "Riposta", w operacji lotniczej „Neon 8”, w ekipie skoczków nr XXX, z samolotu Halifax JD-158 "W" (138 Dywizjon RAF). Start z lotniska RAF Tempsford, zrzut na placówkę odbiorczą "Czajnik", w okolicach miejscowości Mokra Wieś, 8 km od Tłuszcza. Razem z nim skoczyli: ppor. Stanisław Kujawiński ps. Wodnik, ppor. Anatol Makarenko ps. Tłok.[320][15]

- Tadeusz Żelechowski (1916-1984) ps. Ring - porucznik piechoty, harcerz, „biały kurier”, żołnierz Armii Polskiej gen. Andersa, Polskich Sił Zbrojnych na Zachodzie, oficer Armii Krajowej, Obszaru Lwów AK, Delegatury Sił Zbrojnych na Kraj, więzień NKWD (Drohobycz, Kijów, Gorki, 1940-1941), więzień UB, skazany (Sosnowiec, Warszawa, Mokotów, Wronki, Rawicz, 1948-1954)[16]. Przeszkolony ze specjalnością w dywersji, zaprzysiężony na rotę ZWZ-AK 5 listopada 1943[706][707], zrzucony do okupowanej Polski w nocy 12/13 kwietnia 1944 w sezonie operacyjnym "Riposta", w operacji lotniczej „Weller 14”, w ekipie skoczków nr XLI, z samolotu Halifax JW-272 "D" (1586 Eskadra PAF). Start z lotniska Campo Casale nieopodal Brindisi, zrzut na placówkę odbiorczą "Mysz" w okolicach miejscowości Bełżyce (13 km od Lublina). Razem z nim skoczyli: ppor. Adam Benrad ps. Drukarz, ppor. Zbigniew Mrazek ps. Aminius oraz kurier Delegatury Rządu na Kraj plt. Jan Ciaś ps. Kula[36][15].

- Bronisław Żelkowski (1904-1942) ps. Dąbrowa - major piechoty, uczestnik walk o niepodległość Polski (1920), oficer Wojska Polskiego, Polskich Sił Zbrojnych na Zachodzie, Armii Krajowej, Obszaru Lwów AK, uczestnik wojny polsko-bolszewickiej, więzień gestapo, popełnił samobójstwo po aresztowaniu (1942). Zaprzysiężony na rotę ZWZ-AK 28 lipca 1942 w Audley End (Wielka Brytania)[708][709]. Zrzucony do okupowanej Polski w nocy 1/2 października 1942 r. w sezonie operacyjnym "Intonacja", w operacji lotniczej "Hammer", w ekipie skoczków nr XIII, z samolotu Halifax W-1229 "A" (138 Dywizjon RAF). Start z lotniska RAF Tempsford pod Londynem, zrzut na placówkę odbiorczą "Bór", w okolicach miejscowości Gościewicz, Głosków (6,5 km od Garwolina). Razem z nim skoczyli: kpt. Adam Borys ps. Pług, por. Stanisław Kotorowicz ps. Kron oraz kurier Delegatury Rządu na Kraj st. strz. Jan Cegłowski ps. Konik[70][15].

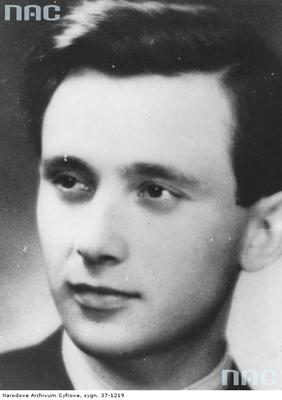
Antoni Żychiewicz (1919-2005)

- Bogusław Żórawski (1902-1973) ps. Mistral - kapitan marynarki wojennej czasu wojny, oficer Polskich Sił Zbrojnych na Zachodzie, Komendy Głównej AK, oficer wywiadu ofensywnego (morskiego) Armii Krajowej, uczestnik Powstania Warszawskiego, wywieziony na przymusowe roboty w rejonie Isny im Allgäu (1944). Przeszkolony ze specjalnością w wywiadzie, zaprzysiężony na rotę ZWZ-AK 22 kwietnia 1943 w Audley End (Wielka Brytania) [710][711], zrzucony do okupowanej Polski w nocy 16/17 września 1943 w sezonie operacyjnym "Riposta", w operacji lotniczej „Neon 2”, w ekipie skoczków nr XXXI, z samolotu Halifax JN-911 „Z” (138 Dywizjon RAF). Start z lotniska RAF Tempsford, zrzut na placówkę odbiorczą "Wieszak", w okolicach miejscowości Mienia (14 km od Mińska Mazowieckiego). Razem z nim skoczyli: ppor. mar. Norbert Gołuński ps. Bombran, ppor. Otton Wiszniewski ps. Topola. [118][15]

- Antoni Żychiewicz (1919-2005) ps. Przerwa - podporucznik artylerii, magister inżynier, wykładowca elektroakustyki, oficer Wojska Polskiego, Polskich Sił Zbrojnych na Zachodzie, Armii Krajowej, Kedywu Obszaru Zachodniego AK, uczestnik Powstania Warszawskiego, więzień obozu koncentracyjnego KL Sachsenhausen (1944-1945)[30]. Przeszkolony ze specjalnoscią w dywersji i broni pancernej, zaprzysiężony na rotę ZWZ-AK 29 listopada 1942[712][713], zrzucony do okupowanej Polski w nocy 17/18 lutego 1943 w sezonie operacyjnym "Intonacja", w operacji lotniczej „Wall”, w ekipie skoczków nr XXI, z samolotu Halifax DT-725 „J”(138 Dywizjon RAF). Start z lotniska RAF Tempsford, zrzut na placówkę "Lis", w okolicach miejscowości Cegłów i Zgiechów, 14 km od Mińska Mazowieckiego. Razem z nim skoczyli: ppor. Antoni Iglewski ps. Ponar, ppor. Tadeusz Jaworski ps. Gont, ppor. Władysław Wiśniewski ps. Wróbel. [33][15]

## Kontrowersje
Niektórzy badacze problematyki Cichociemnych kwestionują liczbę 316 Cichociemnych jako nieprawidłową. Np. dr Waldemar Grabowski podnosi, że w przypadku przyjęcia definicji CC jako żołnierza PSZ zaprzysiężonego na rotę przysięgi ZWZ-AK i zrzuconego na spadochronie w Polsce ma być 302 CC, w przypadku przyjęcia definicji CC jako żołnierza PSZ zaprzysiężonego na rotę przysięgi ZWZ-AK i wysłanego drogą lotniczą do Polski (zarówno zrzuceni na spadochronach jak i Ci wysadzeni z samolotów lądujących w Polsce) liczba CC ma być większa o skoczków, którzy odmówili skoku, czyli ma być 322 CC. Podnosi też wątpliwość, czy jako CC nie należałoby również uznać spadochroniarzy zrzuconych w Polsce, ale wysłanych przez MSW, a także spadochroniarzy zrzuconych zarówno przez MON, jak i MSW w innych krajach europejskich (Francja, Albania, Jugosławia, Włochy, Niemcy i Austria). Byli Oni w dużej mierze zaprzysięgani na rotę przysięgi ZWZ-AK.